# Liste der Straßennamen von Wien/Donaustadt
Liste der Straßen, Gassen und Plätze des 22. Wiener Gemeindebezirks Donaustadt.

## Charakteristische Straßennamen in der Donaustadt
Bei der Benennung wurde oft auf lokale Themenbereiche zurückgegriffen. Besonders zahlreich sind die Hinweise auf die napoleonischen Kriege und das Flugfeld.
- Folgende Verkehrsflächen sind zur Erinnerung an die Schlacht bei Aspern 1809 benannt:

An den alten Schanzen, Asperner Heldenplatz, Benjowskigasse, Bentheimstraße (Floridsdorf), Bienefeldgasse, Dragonerweg, Ehrensteingasse, Erzherzog-Karl-Straße, Faschinggasse, Grenadierweg, Hardegggasse, Husarenweg, Kapellenweg, Kerpengasse (Floridsdorf), Korsenweg, Kürassierweg, Lannesstraße, Laurenz-Barchetti-Gasse, Lenkgasse, Magdeburgstraße, Maurichgasse, Muratweg, Murmanngasse, Musketierweg, Nordmanngasse (Floridsdorf), Oberdorfstraße, Obergfellplatz (Floridsdorf), O’Brien-Gasse (Floridsdorf), Pionierweg, Polletstraße, Portnergasse, Rosenbergstraße, Siegesplatz, Smolagasse, Steigenteschgasse, Ulanenweg, Varnhagengasse, Vernholzgasse, Vorwerkstraße, Wacquantgasse, Wartenslebengasse, Weißenwolffgasse (Floridsdorf), Wiedgasse, Wimpffengasse, Wintzingerodestraße, Zachgasse
- Folgende Verkehrsflächen sind zur Erinnerung an den Flughafen Aspern benannt:

Alfred-Pischof-Gasse, Billgasse, Cassinonestraße, Fliegerweg, Flugfeldstraße, Franz-Wels-Gasse, Illnerstraße, Leidlweg, Lotsenweg, Mannsbarthgasse, Pilotengasse, Robertsonweg, Warchalowskigasse
| Historische Straßennamen – Literatur – Weblinks |

## A
- Ada-Lovelace-Straße (Seestadt Aspern), 2012 benannt nach der britischen Mathematikerin Ada Lovelace (1815–1852). Sie war die Tochter Lord Byrons und Mitarbeiterin von Charles Babbage. Ihre schriftlichen Kommentare zur mechanischen Rechenmaschine Analytical Engine enthielten den ersten Algorithmus. Aus diesem Grund wird sie als erste Programmiererin der Welt – noch vor dem ersten männlichen Kollegen – bezeichnet.
- Adam-Betz-Gasse (Essling), benannt (Datum unbekannt) nach Adam Betz (1873–1924), Bürgermeister von Essling (1919–1924).
- Adele-Worm-Weg (Kagran), 2003 benannt nach Adele Worm (1923–2000), Funktionärin im ÖAAB, Mutter des Journalisten Alfred Worm.[1]
- Adelheid-Popp-Gasse (Hirschstetten), 2011 benannt nach der Politikerin Adelheid Popp (1869–1939); sie gründete 1902 gemeinsam mit anderen den Verein sozialdemokratischer Frauen und Mädchen. 1918 wurde sie in den Parteivorstand der Sozialdemokratischen Arbeiterpartei gewählt, im selben Jahr auch in den Wiener Gemeinderat. Ein Jahr später, 1919, wurde sie Abgeordnete zum Nationalrat, wo sie bis 1934 mehrmals wiedergewählt wurde. Sie wurde außerdem Vorsitzende des Internationalen Frauenkomitees (als Nachfolgerin von Clara Zetkin). Der Adelheid-Popp-Park im 17. Bezirk Hernals ist seit 2011 ebenfalls nach ihr benannt.
- Adonisweg (Essling), 1954 benannt nach der Pflanzengattung Adonis aus der Familie der Hahnenfußgewächse.
- Agnes-Primocic-Gasse (Seestadt Aspern), 2012 benannt nach der Arbeiterin und Lokalpolitikerin Agnes Primocic (1905–2007). Während der Zeit des Austrofaschismus beteiligte sie sich als Mitglied der KPÖ an der Roten Hilfe für in Not geratene Familien politisch Verfolgter. In der NS-Zeit wurde sie mehrmals verhaftet; sie blieb jedoch weiterhin aktiv, unterstützte Widerstandsgruppen und sammelte Geld für die Familien politisch Verfolgter. Nach 1945 war sie Landessekretärin der KPÖ in Salzburg und Stadträtin in Hallein.
- Afritschgasse (Kagran, Siedlung „Am Freihof“), 1927 benannt nach dem Journalisten und Politiker Anton Afritsch (1873–1924), Sozialdemokrat, Redakteur der steirischen Parteizeitung Arbeiterwille; 1908 gründete er in Graz den Arbeiterverein Kinderfreunde. Siehe auch die Max-Koppe-Gasse im 2. Bezirk Leopoldstadt.
- Agavenweg (Breitenlee), 1954 benannt nach der Pflanzengattung Agave in der Unterfamilie der Agavengewächse (Agavoideae) innerhalb der Familie der Spargelgewächse (Asparagaceae).
- Ahornweg (Stadlau, Siedlung „Fischerwiese“), 1978 benannt nach der Baumgattung Ahorn. Ahornholz wird vor allem als Bau- und Möbelholz genutzt. Der Weg hieß zuvor nicht amtlich Hillerweg.
- Akeleiweg (Aspern), 1944 benannt nach der Pflanzengattung Akelei aus der Familie der Hahnenfußgewächse (Ranunculaceae).
- Akira-Kurosawa-Weg (Kagran), 2023 benannt nach Akira Kurosawa (1910–1998). Er gilt als einer der bedeutendsten Regisseure überhaupt, viele seiner Filme wie etwa Die sieben Samurai oder Ran gelten als Klassiker. 1990 erhielt er einen Ehren-Oscar für sein Lebenswerk. Der Weg liegt in einem Neubaugebiet in der Nähe des Kirschblütenparks, rund um den japanisch inspirierte Verkehrsflächennamen die Regel sind.
- Aladar-Pecht-Gasse (Kagran), 1959 benannt nach dem Beamten und Techniker Aladar Pecht (1898–1961), Stadtbaudirektor von Wien (1957–1961), Erfinder der seinerzeitigen „Parkscheibe“ für Kurzparkzonen, die der Stadt Wien die Aufstellung von Parkuhren ersparte.[2]
- Albatrosgasse (Stadlau), 1957 benannt nach dem Vogel Albatros. Die Albatrosse sind eine Gruppe von großen bis sehr großen Seevögeln, können Flügelspannweiten von über 3,5 m erreichen und übertreffen damit jede andere lebende Vogelart.
- Alexander-Mell-Gasse (Hirschstetten), 1968 benannt nach dem Beamten und Blindenlehrer Alexander Mell (1850–1931), Leiter der k.k. Blindenerziehungsanstalt (ab 1886). In den Jahren 1896 bis 1898 ließ er das Institutsgebäude in Wien erneuern und 1910 errichtete er ein Ferienheim für Blinde in Waldamt-Prolling (Niederösterreich), wahrscheinlich das erste dieser Art. Während des Ersten Weltkriegs war er in der Kriegsblinden-Fürsorge tätig.
- Alfred-Grasel-Gasse (Aspern, Oberes Hausfeld), 2022 benannt nach Alfred Grasel (1926–2017), Überlebender der Anstalt Am Spiegelgrund und eines Konzentrationslagers. Er war im späteren Leben Verwalter von Arbeiterwohnungen sowie Hoteldirektor und trat als Zeitzeuge auf.
- Alfred-Kubin-Platz (Kagran), 1977 benannt nach dem Grafiker, Schriftsteller und Buchillustrator Alfred Kubin (1877–1959); sein Werk wird durch die Darstellung phantastischer Traumvisionen geprägt, die mit einer nervösen zeichnerischen Strichführung dargestellt werden.
- Alfred-Pischof-Gasse (Essling), 1995 benannt nach dem Flugzeugkonstrukteur und Luftfahrtpionier Alfred von Pischof (1882–1922), Inhaber des österreichischen Pilotenscheins Nummer 002 (1910); er entwarf und baute ein Eindeckerflugzeug, den sogenannten Pischof-Autoplan (1910). Von 1911 bis 1914 wurde das Flugzeug in den Österreichisch-ungarischen Autoplan Werken in Serie gefertigt.
- Alfred-Polzer-Weg (Aspern), 2014 benannt nach dem Gärtner Alfred Polzer (1938–2009). Nachdem er beim Ausbringen von Pestiziden einen folgenreichen Unfall erlitten hatte, beschloss Polzer 1972, seine Gärtnerei in der Lobau in einen Biobetrieb umzuwandeln, der zur ersten Bio-Gärtnerei Wiens wurde.[3]
- Algenweg (Essling), 1954 benannt nach der vielgestaltigen Gruppe der Thalluspflanzen Algen; der Name stammt von lateinisch alga (Seetang). Für die Benennung war die Nähe der Donauarme maßgebend.
- Alois-Eyermann-Weg (Stadlau), nicht amtlich benannt nach Alois Eyermann (Lebensdaten unbekannt), Funktionär eines Siedlervereins.
- Alte Straße (Süßenbrunn), Benennungsdatum unbekannt; verbliebenes Teilstück der früheren Hauptstraße von Kagran nach Deutsch-Wagram. Der Durchzugsverkehr wurde in den Straßenzug der B 8, die Wagramer Straße und die Süßenbrunner Hauptstraße, verlegt.
- Am Albert-Schultz-Park (Aspern, Oberes Hausfeld), 2022 benannt nach Albert Schultz (1940–1993), Bezirksvorsteher 1981–1993. Nach ihm war auch die Albert-Schultz-Eishalle benannt. Der projektierte Park liegt im Stadtentwicklungsgebiet Oberes Hausfeld.
- Am Bahnhof (Stadlau), 1907 benannt nach dem Stadlauer Bahnhof der Ostbahn (erbaut 1870).
- Am Bergl (Breitenlee), 1993 benannt nach einem historischen Flurnamen.
- Am Donaupark (Kaisermühlen), 2003 benannt nach dem Donaupark, einer rund 800.000 m² großen Parkanlage, die 1964 gemeinsam mit dem Donauturm anlässlich der Wiener Internationalen Gartenschau (WIG 64) eröffnet wurde. Siehe auch Donauturmstraße.
- Am Freihof (Kagran), 1909 benannt nach dem Kagraner Freihof, der 1650 erstmals erwähnt wurde. Ein Freihof war im Mittelalter ein Hof innerhalb einer Gemeinde, der einem Adeligen oder Geistlichen gehörte und von den Steuern und anderen bürgerlichen „Beschwerungen“ (Wachdienst usw.) befreit war. Die Straße hieß zuvor Freihofstraße.
- Am Friedhof (Hirschstetten), 2001 benannt nach dem Friedhof Hirschstetten, der 1872 geweiht und erstmals 1878 belegt wurde.
- Am Heidjöchl (Aspern, Breitenlee), 1944 benannt nach einem historischen Flurnamen.
- Am Kaisermühlendamm (Kaisermühlen, Stadlau), 1872 benannt nach den vor der Donauregulierung von Schiffmüllern im Bereich des Kaiserwassers betriebenen Mühlen, den so genannten „Kaisermühlen“, die bereits 1674 urkundlich erwähnt wurden. Der Stadtteil Kaisermühlen bezieht seinen Namen ebenfalls von diesen Mühlen.
- Am Kaiserwasser (Kaisermühlen), 2007 benannt nach dem Kaiserwasser, einem ehemaligen Hauptarm der unregulierten Donau, von dem der Teil südlich der Wagramer Straße bis heute besteht. Der Teil nördlich der Straße wurde zugeschüttet; hier entstand unter anderem die UNO-City.
- Am Krautgarten (Hirschstetten), 1909 benannt nach einem historischen Flurnamen. Die Gasse hieß zuvor Parkgasse.
- Am langen Felde (Kagran), 1909 benannt nach einem alten Flurnamen. Die Straße hieß zuvor Jubiläumsstraße.
- Am Mühlwasser (Aspern), 1922 benannt nach dem Mühlwasser, einem noch bestehenden alten Donauarm, in dem sich Schiffmühlen befanden.
- Am Müllnermais (Aspern, Siedlung „Am Müllnermais“), 1922 benannt nach einem historischen Flurnamen. Müllner bezieht sich auf die Betreiber der Schiffmühlen in den Donauarmen, als Mais bezeichnete man ein Gebiet mit frisch gepflanzten Bäumen.
- Am Ostrom-Park (Seestadt Aspern); 2018 benannt nach dem in der Seestadt Aspern angelegten Elinor-Ostrom-Park, der der US-amerikanischen Politikwissenschaftlerin (1933–2012) gewidmet wurde; sie war eine weltweit angesehene Forscherin im Bereich der Umweltökonomie und setzte sich mit der Frage auseinander, wie Menschen in und mit Ökosystemen nachhaltig interagieren können. 2009 wurde ihr als erster und bisher einziger Frau der Alfred-Nobel-Gedächtnispreis für Wirtschaftswissenschaften zuerkannt.
- Am Rain (Breitenlee), 2001 benannt nach einem alten Flurnamen. „Rain“ ist altes Deutsch für „neben einer Flurgrenze“ und bezeichnet auch den Übergang von einer Feldterrasse zur nächsten.
- Am Ries (Hirschstetten), 2004 benannt nach der gleichnamigen Kleingartenanlage „Am Ries“.
- Am Russwasser (Breitenlee), 2007 benannt nach dem im Freytag&Berndt-Stadtplan Rußwasser genannten Teich sowie der gleichnamigen Kleingartenanlage „Am Russwasser“. Der Teich befindet sich westlich der Straße, nordöstlich des Ortskerns von Breitenlee, auf dem Areal des einstigen Verschiebebahnhofs Breitenlee. Dieser wurde im Ersten Weltkrieg unter anderem von russischen Kriegsgefangenen gebaut; das Russwasser könnte nach diesen Russen zu seinem Namen gelangt sein.
- Am Schierlinggrund (Aspern), 1953 benannt nach einem alten Flurnamen. Der Schierling ist eine Pflanzenart aus der Familie der Doldenblütler und eines der giftigsten Doldengewächse; er kommt in den Donauarmen vor.
- Ambergergasse (Essling), benannt (Datum unbekannt) nach dem deutschen Maler Christoph Amberger (um 1505–1561/62); er gilt als herausragender Maler der Generation nach Dürer und Burgkmair. Er malte Porträts zahlreicher Augsburger Patrizier und ihrer Ehefrauen. Sein bedeutendstes Werk ist die Hochaltartafel im Augsburger Dom (1554).
- Ambrosigasse (Essling), 1984 benannt nach dem Bildhauer und Lyriker Gustinus Ambrosi (1893–1975); er war ein erfolgreicher Porträtist und stilistisch der Rodin-Nachfolge verpflichtet, wobei er monumental-klassische Ideale verfolgte, die teilweise pathetisch überzogen wirken. Sein bildhauerisches Werk umfasst rund 2.300 Arbeiten, davon etwa 650 Porträts. Im Historikerbericht Straßennamen Wiens seit 1860 als „Politische Erinnerungsorte“ aus dem Jahr 2013 ist die Straße Gruppe B (Diskussionsbedarf) zugeordnet.[4]
- Amongasse (Aspern), 1952 benannt nach dem Schauspieler Anton Amon (1862–1931); er lebte zeitweise als Wanderschauspieler, gab Gastspiele in ungarischen Städten und spielte ab 1889 am Volkstheater.[5] Seine Glanzrollen waren der Valentin in Raimunds Verschwender und der Steinklopferhannes in Anzengrubers Kreuzelschreibern.
- An den alten Schanzen (Aspern), 1944 benannt nach den vor der Schlacht bei Aspern 1809 in dieser Gegend als Verteidigung gegen die Truppen Napoleons errichteten Schanzen. Andere Quellen lassen allerdings darauf schließen, dass die Benennung nach jenen Schanzen erfolgte, die 1866 während des Deutschen Kriegs errichtet wurden.[6]
- An der Bien (Aspern), 1988 benannt nach einem historischen Flurnamen. Bien ist ein historisch gewachsener Begriff für Bienenvolk.[7] Siehe auch In der Bien und Bienweg.
- An der Neurisse (Breitenlee), 1986 benannt nach einem alten Flurnamen. Unter einer „Neurisse“ verstand man neues oder umgeackertes Wiesenland.
- An der oberen Alten Donau (Kagran), 1909 benannt nach der oberen (nordwestlichen) Alten Donau. Die Straße hieß zuvor Donaustraße bzw. Obere Donaustraße; diesen Namen trug und trägt allerdings eine Straße im 2. Bezirk.
- An der Pogrelzstraße (Kagran), siehe Pogrelzstraße.
- An der unteren Alten Donau (Kagran, Stadlau), 1909 benannt nach der unteren (südöstlichen) Alten Donau. Die Straße hieß zuvor Spornstraße.
- Andorngasse (Kagran), 1953 benannt nach der Pflanzenart Andorn, die früher häufig als Heilpflanze kultiviert wurde.
- Andreas-Huger-Gasse (Kagran, Siedlung „Freihof“), 1909 benannt nach dem Geistlichen Andreas Huger (1807–1892), Pfarrer von Kagran; er erwarb sich Verdienste als Wohltäter. Die Gasse hieß vorher Hugergasse.
- Andreas-Morth-Weg (Kagran), 1988 benannt nach dem Arbeiter Andreas Morth (1902–1942); er war Mitglied einer Widerstandsgruppe der KPÖ in Kagran und sammelte Spenden für die Familien inhaftierter Widerstandskämpfer; 1942 wurde er deswegen hingerichtet.[8]
- Andreas-Urteil-Weg (Kagran), 1977 benannt nach dem Bildhauer und Zeichner Andreas Urteil (1933–1963); er war ein bedeutender Vertreter der künstlerischen Avantgarde der österreichischen Bildhauerei der 1950er und frühen 1960er Jahre. Urteil hinterließ ein reichhaltiges Lebenswerk aus Zeichnungen und Skulpturen in Stein, Bronze, Holz und Stampfbeton.
- Anemonenweg (Aspern), 1952 benannt nach der Pflanzengattung Anemone (auch Windröschen) aus der Familie der Hahnenfußgewächse.
- Anfanggasse (Hirschstetten), 1909 benannt nach Caspar Anfang († 1575),[9] Herr auf Hirschstetten und „fürstlich Freisingischer Pfleger“ der Herrschaft Groß-Enzersdorf, Besitzer von Schloss Hirschstetten.[10] Die Gasse hieß davor Gartengasse.
- Anglerweg (Kaisermühlen), 1978 benannt nach einem einst hier befindlichen beliebten Angelplatz. Der Weg hieß vorher Fischerweg.
- Angoraweg (Aspern), 1984 benannt nach dem Angorakaninchen; seinen Namen hat es von der türkischen Provinz Angora (Ankara).
- Anisgasse (Kagran), 1953 benannt nach der Gewürzpflanze Anis. Ihr Name geht auf das griechische Wort ανηθον für Dill zurück, mit dem der Anis verwechselt wurde.
- Anita-Berber-Gasse (Aspern, Oberes Hausfeld), 2022 benannt nach der Tänzerin und Schauspielerin Anita Berber (1899–1928), die durch ihren akrobatischen Tanzstil und ihren Hang zu skandalheischenden Selbstinszenierungen (eines ihrer Programme nannte sich Tänze des Lasters, des Grauens und der Ekstase) zu einer der berühmtesten Tänzerinnen der 1920er-Jahre wurde. In diesem Jahrzehnt trat sie auch in einer Reihe von Filmen auf. Sie starb im Alter von 29 Jahren an Tuberkulose.
- Anna-Bastel-Gasse (Seestadt Aspern), 2017 benannt nach der Geschäftsfrau Anna Bastel (geb. Anna Heimer, 1873–1956); sie betrieb ab 1896 mit ihrem Mann Johann bis zum Zweiten Weltkrieg das größte Warenhaus in Kaisermühlen. Das Kaufhaus war für zeitgenössische Verhältnisse sehr groß und entwickelte sich zu einer modernen Einkaufswelt mit Erlebnischarakter.[11]
- Anna-Müller-Weg (Seestadt Aspern), 2023 benannt nach der Gärtnerin Anna Müller (1880–1968); sie versteckte von 1942 bis 1945 zwei jüdische Frauen in ihrem Haus und rettete sie dadurch. Die Benennung erfolgte als Ersatz für die zeitgleich aufgelassene Anna-Müller-Straße; diese wurde 2012 in unmittelbarer Nähe benannt, wurde aber nie errichtet und entfiel durch Änderungen im Flächenwidmungsplan.
- Anna-Plischke-Platz (Seestadt Aspern), 2018 benannt nach Anna Plischke (geb. Schwitzer, 1895–1983); die gelernte Gärtnerin emigrierte 1938 nach Neuseeland, wo sie zahlreiche private Gärten gestaltete. 1963 kam sie nach Wien zurück und lehrte an der Akademie der bildenden Künste.[12]
- Annie-Rosar-Weg (Aspern), 1997 benannt nach der Volksschauspielerin Annie Rosar (1888–1963); sie spielte am Wiener Burgtheater (1918–1923), am Theater in der Josefstadt (1925–1938) und am Wiener Volkstheater (1939–1942 und 1947–1951). Nach dem Zweiten Weltkrieg war sie vor allem in Radio, Film und Fernsehen tätig.
- Anni-Haider-Weg (Breitenlee), 2018 benannt nach der Arbeiterin Anni Haider (geb. Anni Ladislav, 1902–1990); die Kommunistin nahm 1934 aktiv an den Februarkämpfen 1934 teil. In der Folge emigrierte sie in die Tschechoslowakei und 1936 in die Sowjetunion. 1938 kehrte sie nach Österreich zurück und war in der illegalen KPÖ im Untergrund tätig; 1941 wurde sie verhaftet. Nach dem Krieg war Anni Haider Funktionärin der KPÖ.[13]
- Antonia-Bruha-Gasse (Seestadt Aspern), 2018 benannt nach der Friseurin Antonia Bruha (1915–2006); sie war ab 1934 für den republikanischen Schutzbund aktiv und war ab 1938 Mitglied einer Widerstandsgruppe. 1941 wurde sie verhaftet. Nach dem Krieg arbeitete sie als Übersetzerin und Autorin.
- Antonia-Weiss-Weg (Breitenlee), 2018 benannt nach der Wirtin Antonia Weiss (geb. Antonia Fritsch, 1901–1979); sie betrieb in Aspern gemeinsam mit ihrem Mann Ferdinand ab 1933 das Einkehrgasthaus Wolkersdorfer Weinhaus (heute Restaurant Lahodny).
- Anton-Klein-Gasse (Hirschstetten), 2018 benannt nach dem Polizisten und Umweltschützer Anton Klein (1925–2013); der Polizeibeamte beschäftigte sich zeitlebens mit Biologie und Umweltschutz. Ab 1970 kämpfte er unter dem Slogan „Lobau darf nicht sterben!“ gegen die Zerstörung dieses Augebiets. 1974 wurde er einer der Initiatoren des Nationalparks Donau-Auen, von 1975 bis 2009 leitete er das Lobau-Museum.[14]
- Anton-Sattler-Gasse (Kagran), 1906 benannt nach dem Postmeister Anton Sattler (1826–1881), Bürgermeister von Kagran.
- Arakawastraße (Kagran), 1998 benannt nach dem Bezirk Arakawa (荒川区) in Tokio, einem Schwesterbezirk der Donaustadt. Durch die Benennung sollte ein Zeichen der Verbundenheit zwischen dem 22. Wiener und dem 22. Tokioter Bezirk gesetzt werden. Siehe auch Ogugasse und Tokiostraße.
- Arbeiterstrandbadstraße (Kaisermühlen), 1912 benannt nach dem Arbeiterstrandbad, das 1910–1911 vom Arbeiterschwimmverein mit Unterstützung durch die Nußdorfer Bierbrauerei errichtet und 1912 eröffnet worden war. Das Bad ging 1934 auf den ÖGB über und nach 1945 an die Gemeinde Wien.
- Argonautenstraße (Kagran), 1959 benannt nach dem Ruderclub WRK Argonauten,[15] der 1909 gegründet worden war und seinen Stammsitz an der unteren Alten Donau in Verlängerung der Argonautenstraße hat.[16]
- Aribogasse (Stadlau, Hirschstetten), 1909 benannt nach dem Markgrafen Aribo (um 850–909); die unter seiner Aufsicht geschaffene Raffelstettener Zollordnung regelte den Handelsverkehr auf der Donau und in der Ostmark und gilt als ältestes bekanntes Wirtschaftsdokument Österreichs.[17]
- Aristides-de-Sousa-Mendes-Promenade (Kaisermühlen), 2000 benannt nach dem portugiesischen Diplomaten Aristides de Sousa Mendes (1885–1954), Generalkonsul in Antwerpen (ab 1929) und Generalkonsul in Bordeaux (1938–1940). Er rettete im Zweiten Weltkrieg schätzungsweise 30.000 Menschen, darunter 10.000 Juden, das Leben. Er wurde deshalb 1940 in Portugal entlassen und verurteilt, worauf er verarmte. 1988 wurde er posthum rehabilitiert.
- Arminenstraße (Kagran), 1959 benannt nach den Ruderern des Sportvereins SV Arminen.[18] Der Club war 1919 als Sportvereinigung Katholisch-Deutscher Akademiker Arminen gegründet worden; die Ruder-Sektion hatte ihren Sitz an der Alten Donau. Seit 1938 betreibt der Verein nur mehr Hockey, die übrigen Sektionen wurden aufgelöst.[19]
- Arnikaweg (Hirschstetten), 1953 benannt nach der Heilpflanze Arnika, eine Pflanzenart in der Familie der Korbblütler (Asteraceae); sie steht unter Naturschutz.
- Arnold-Rosé-Gasse (Aspern, Oberes Hausfeld), 2022 benannt nach dem Violinisten und Musiklehrer Arnold Rosé (1863–1946). Er war Konzertmeister der Hofoper und Mitbegründer des ab 1882 bestehenden Rosé-Quartetts, das neben seinen Klassik-Interpretationen auch Werke der damals zeitgenössischen Musik einem breiteren Publikum bekannt machte. Er war der Vater von Alma Rosé.
- Arztgasse (Aspern), 1956 benannt nach dem Mediziner Leopold Arzt (1883–1955), Professor für Dermatologie an der Universität Wien, Rektor (1936–1937). Auf Grund seiner politischen Nähe zu den Machthabern des Austrofaschismus wurde er Mitglied des Bundeskulturrats und des Bundestages. Er wurde 1938 für sechs Monate verhaftet und 1940 zwangspensioniert; 1945 wurde er rehabilitiert und wieder als Klinikvorstand und Ordinarius eingesetzt.[20]
- Asparagusweg (Essling), 1962 benannt nach dem botanischen Namen Asparagus der Pflanzengattung Spargel, wobei sich die Benennung wohl vor allem auf den Gemüsespargel bezieht, der im Norden Wiens häufig angebaut wird.
- Asperner Friedhofweg (Aspern), 1955 benannt nach dem Asperner Friedhof, der Ende des 17. Jahrhunderts angelegt worden war. 1809 war er ein wichtiger Schauplatz der Schlacht von Aspern; siehe auch Asperner Heldenplatz. Der Weg hieß zuvor Friedhofsweg.
- Asperner Heldenplatz (Aspern), 1955 benannt zur Erinnerung an die heldenhaften Soldaten der Schlacht von Aspern (1809), in der Erzherzog Karl über Napoleon siegte. Der Platz und der angrenzende Friedhof waren dabei Schauplatz heftiger Gefechte; siehe auch Asperner Friedhofweg. Der Platz hieß ursprünglich bis 1909 Kirchenplatz und dann ab 1909, dem hundertjährigen Jubiläum der Schlacht, Heldenplatz.
- Aspernstraße (Aspern), 1909 benannt zur Wahrung des alten Ortsnamens Aspern. Das Gebiet von Aspern zählt zu den ältesten Siedlungsgebieten Wiens; die erste urkundliche Erwähnung des Ortes erfolgte im Jahre 1258 als Asparn. 1904 wurde die Gemeinde in den 21. Wiener Gemeindebezirk Floridsdorf eingemeindet, 1954 kam sie zur Donaustadt.
- Ateliergasse (Kaisermühlen), 1995 benannt nach den Ateliers der Akademie der bildenden Künste, die sich hier befanden.
- Attemsgasse (Kagran), 1909 benannt nach Oberststallmeister Graf Johann Friedrich Attems (1590–1663); Besitzer der Herrschaften Jedlesee und Kagran. Die Gasse hieß davor Schmidtgasse.
- Auernheimergasse (Essling), 1960 benannt nach dem Schriftsteller Raoul Auernheimer (1876–1948), Redakteur der „Neuen Freien Presse“ (ab 1906), Leiter des österreichischen PEN-Clubs (1923–1927); als Schriftsteller verfasste er vor allem Novellen und Komödien.
- Auf der Haide (Süßenbrunn), benannt (Datum unbekannt) nach einem alten Flurnamen. „Haide“ ist die Bezeichnung für einen Landschaftstyp mit nährstoffarmen und sauren Böden. Heidelandschaften entstanden häufig durch Abholzung großer Wälder im Mittelalter und fehlenden Neubewuchs.
- Augentrostgasse (Aspern, „Wulzendorfsiedlung“), 1955 benannt nach der Heilpflanze Augentrost (Euphrasia), eine Pflanzengattung in der Familie der Sommerwurzgewächse. Der botanische Name kommt von griechisch ευφρασία (euphrasía – Freude, Frohsinn).
- Augrundweg (Stadlau), 2004 benannt nach dem historischen Flurnamen Augrund („Grund in der Au“).
- Auhirschenweg (Aspern), 1966 benannt nach dem Wildtier Hirsch, das früher in den Auen der Donau häufig vorkam. Der Weg hieß davor Max-Schädler-Weg.
- Auparkweg (Hirschstetten), 1993 benannt nach dem Hirschstettner Aupark, eine Grünanlage mit ungefähr 32.000 m² Grundfläche, südwestlich des Zentrums von Hirschstetten.
- Aurikelweg (Aspern), 1944 benannt nach der Alpenpflanze Aurikel aus der Gattung der Primeln. Regional wird auch die Gartenprimel als Aurikel bezeichnet.
- Auspitzgasse (Aspern), 1972 benannt nach dem Mediziner Heinrich Auspitz (1835–1886), Professor der Dermatologie und der venerischen Krankheiten in Wien; sein wissenschaftliches Hauptwerk war „Die Lehren vom syphilitischen Contagium“ (1865).[21]
- Austerlitzgasse (Kagran), 1993 benannt nach dem Journalisten und Politiker Friedrich Austerlitz (1862–1931), Chefredakteur der sozialdemokratischen Arbeiter-Zeitung (ab 1895). Als 1927 die Angeklagten des Schattendorfer Prozesses freigesprochen wurden, verfasste Austerlitz einen Leitartikel, der den Anlass für die Ausschreitungen gab, die im Brand des Justizpalastes gipfelten. Der Austerlitzhof im 16. Bezirk ist ebenfalls nach ihm benannt.
- Azaleengasse (Breitenlee), 1954 benannt nach der Pflanze Azalee. Als Azaleen werden verschiedene Arten und Sorten der Gattung Rhododendron bezeichnet. Es handelt sich um Laub abwerfende oder kleinblättrige immergrüne Sträucher.

## B

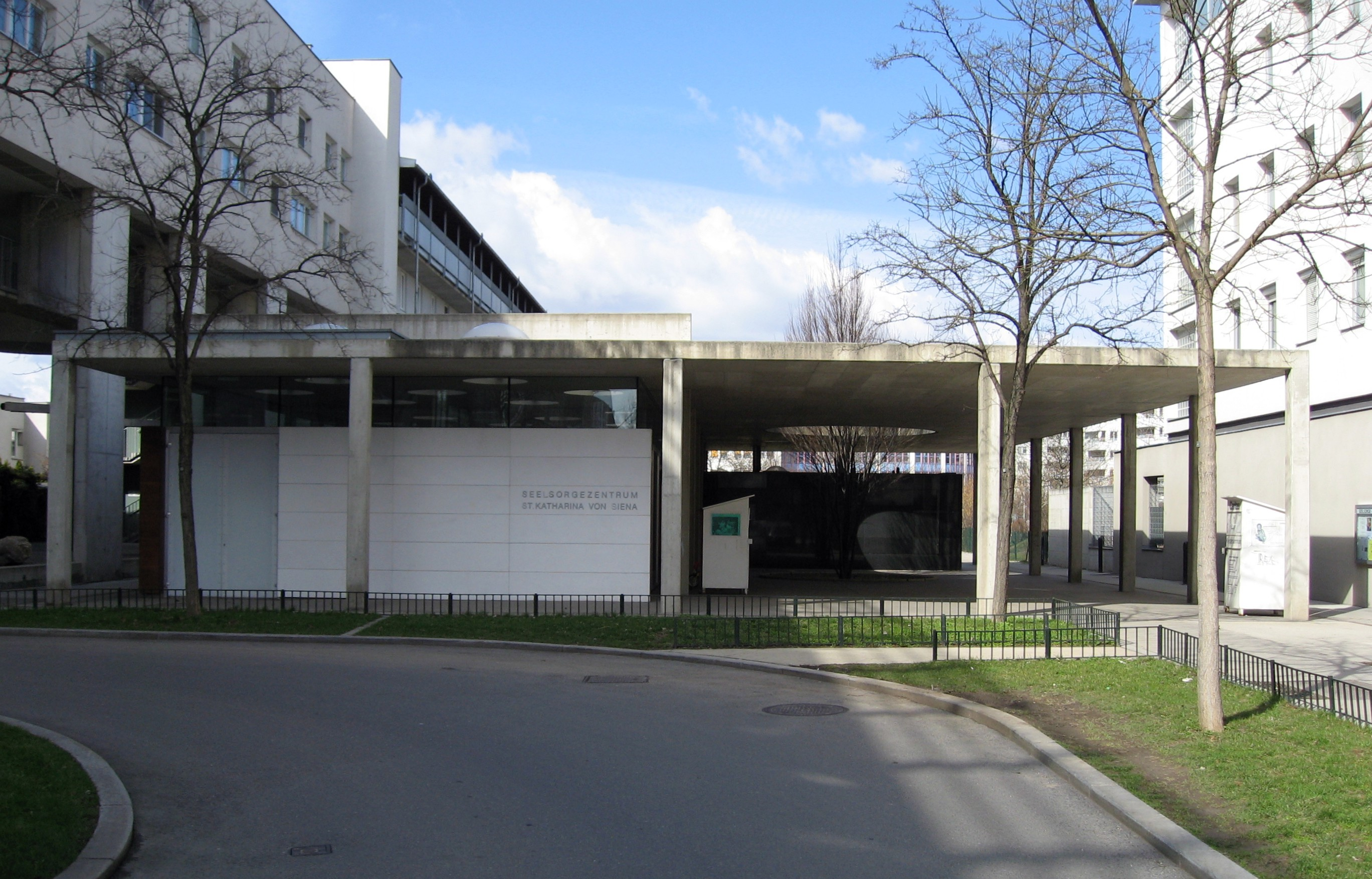
Seelsorgezentrum St. Katharina von Siena an der Bergengasse

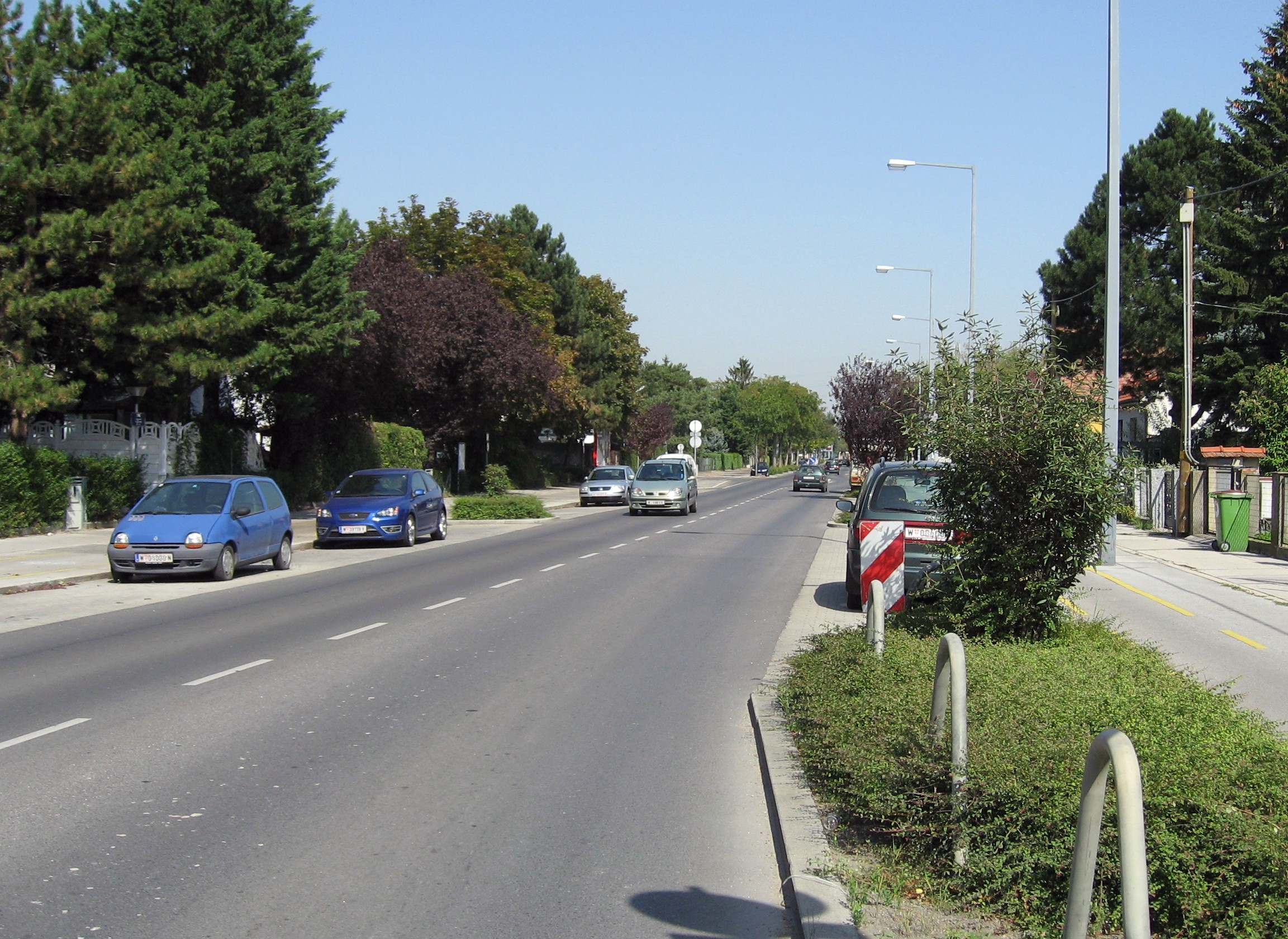
Biberhaufenweg

- Bachrachgasse (Kagran), 1959 benannt nach dem Juristen Adolf Bachrach (1853–1932); er eröffnete 1885 eine Anwaltskanzlei, die bald eine der bekanntesten Wiens wurde. Er war juristischer Konsulent des Kaiserhauses, Rechtsfreund des Prinzen Philipp von Coburg und dessen Bruder, des Königs Ferdinand von Bulgarien.[22]
- Badweg (Stadlau), nicht amtliche Bezeichnung für einen Weg in der Kleingartenanlage „Oberes Mühlwasser“.
- Badwinkel (Stadlau, Kleingartenanlage „Oberes Mühlwasser“), nicht amtlich benannt nach der Stadlauer Strandbadanlage.
- Bahnfeldweg (Aspern, Siedlung „Kriegerheimstätten“), 1944 benannt nach einem Flurnamen in der Gegend des Ostbahngeländes, dem Äußeren Bahnfeld.
- Bambergergasse (Essling), 1954 benannt nach dem Mediziner Heinrich von Bamberger (1822–1888), Internist und Pathologe; er wurde 1854 Professor an der Universität Würzburg und 1872 Professor an der Universität Wien. Bamberger führte die Chemie und die Mikroskopie in die Heilkunde ein und gilt als Vollender der Zweiten Wiener Medizinischen Schule. Die Gasse hieß zuvor Kubitschekweg.
- Baranygasse (Aspern), benannt (Datum unbekannt) nach dem Mediziner Robert Bárány (1876–1936), Otologe, Physiologe und Neurobiologe. Für seine Arbeiten über die Physiologie und Pathologie des Vestibularapparates erhielt er als erster Österreicher den Nobelpreis für Medizin (1914).
- Barbara-Prammer-Allee (Seestadt Aspern), 2018 benannt nach der Politikerin Barbara Prammer (geb. Thaller, 1954–2014); sie war ab 1990 Landesfrauenvorsitzenden der SPÖ Oberösterreich, ab 1997 Bundesministerin für Frauenangelegenheiten und Konsumentenschutz. 2006 wurde sie als erste Frau zur österreichischen Nationalratspräsidentin gewählt.
- Barbenweg (Stadlau), 2003 benannt nach der Fischgattung Barbe, ein europäischer Süßwasserfisch aus der Familie der Karpfenfische (Cyprinidae).
- Baschgasse (Süßenbrunn), 1955 benannt nach dem Pathologen und Physiologen Samuel Siegfried Karl von Basch (1873–1905); Schwerpunkte seiner Arbeiten waren die Kreislaufphysiologie sowie die Puls- und Blutdruckmessung. Die Gasse hieß zuvor Durchlaufgasse.
- Beatrix-Kempf-Gasse (Seestadt Aspern), 2016 benannt nach der Redakteurin und Autorin Beatrix Kempf (1908–2009); sie arbeitete von 1946 bis 1973 im Bundespressedienst. Sie beschäftigte sich jahrelang mit der Friedensforschung und der Friedensbewegung; 1964 erschien ihr Buch „Bertha von Suttner. Das Lebensbild einer großen Frau.“ Ab 1973 übernahm Kempf die Redaktion der Zeitschrift „Wiener Blätter zur Friedensforschung“.[23]
- Begonienweg (Hirschstetten), 1944 benannt nach der Zierpflanzengattung der Begonien aus der Familie der Schiefblattgewächse (Begoniaceae). Insgesamt werden etwa 1.400 bis 1.500 Arten dieser Gattung zugeordnet, damit gehört sie zu den artenreichsten Pflanzengattungen. Der Gattungsnamen ehrt den französischen Marineoffizier Michel Bégon, einen Reisegefährten des Botanikers Charles Plumier.
- Bela-Laszky-Gasse (Süßenbrunn), 1966 benannt nach dem Komponisten, Pianisten und Kapellmeister Béla Adalbert Laszky (1867–1935); er kam 1906 nach Wien und arbeitete als Pianist und Komponist im Kabarett „Hölle“, später als musikalischer Leiter im Kabarett „Fledermaus“ (1909–1910). Er komponierte die Operetten „Elektra“, „Georgette“ und „Die Verschenkte Nacht“.[24] Ein Teil die Gasse hieß zuvor Auf der Haide.
- Bellegardegasse (Kaisermühlen), 1874 benannt nach dem Feldmarschall und Staatsmann Heinrich von Bellegarde (1756–1845); er befehligte 1809 in den Schlachten bei Aspern und Wagram das I. österreichische Armeekorps. Bellegarde war Präsident des Hofkriegsrates (1809–1813 und 1820–1825) sowie ab 1820 Staats- und Konferenzminister.
- Bellinigasse (Kagran, Leopoldau), 1932 benannt nach dem italienischen Opernkomponisten Vincenzo Bellini (1801–1835); er gilt als Schöpfer der romantischen italienischen Oper, des „melodramma tragico“; als sein Hauptwerk gilt die Oper „Norma“.
- Benatzkygasse (Stadlau), 1962 benannt nach dem Komponisten Ralph Benatzky (eigentlich Josef František Benatzky, 1884–1957); er komponierte und textete Wienerlieder und Operetten und schrieb die Musik zu rund 200 Filmen.
- Benjowskigasse (Aspern), 1961 benannt nach dem Militär und Abenteurer Moritz August Graf von Benjowski (1741–1786), König von Madagaskar (1776–1786). Die Benennung bezieht sich nicht direkt auf ihn, sondern erfolgte zur Erinnerung an die Beteiligung des Infanterieregiments Nr. 31 Benjowski an der Schlacht bei Aspern (1809). Die Gasse hieß zuvor Unterer Feuerrayonweg.
- Benndorfgasse (Breitenlee), 1958 benannt nach dem Archäologen Otto Benndorf (1838–1907), Universitätsprofessor für Klassische Archäologie in Zürich (1869–1872), Prag (1872–1877) und Wien (1877–1898), Gründer und Direktor des Österreichischen Archäologischen Instituts (ab 1898).
- Berchtoldgasse (Kaisermühlen), 1873 benannt nach dem böhmisch-österreichischen Sozialmediziner und Philanthropen Leopold Graf Berchtold (1759–1809); er wirkte vor allem im böhmischen Buchlovice und war einer der Begründer der Berufs-Hygiene und der Unfallverhütung.[25][26]
- Bergengasse (Aspern), 1994 benannt nach der norwegischen Stadt Bergen. Durch die Benennung soll daran erinnert werden, dass die norwegische Bevölkerung nach dem Zweiten Weltkrieg Lebensmittelpakete für österreichische Kinder spendete. Siehe auch Hammerfestweg, Hortengasse, Osloplatz, Sandefjordgasse, Stavangergasse, Tönsbergweg und Trondheimgasse.
- Bernhardinerallee (Aspern), nicht amtlich benannt nach der Hunderasse Bernhardiner, dem Wappentier des ARBÖ. Der Weg führt zu einem Trainingszentrum des ARBÖ.
- Bernoullistraße (Kagran), 1965 benannt nach dem schweizerischen Architekten und Stadtplaner Hans Bernoulli (1876–1959), Professor an der ETH Zürich (1919–1939); er beriet Österreich beim Wiederaufbau nach dem Zweiten Weltkrieg.
- Berresgasse (Breitenlee), 1872 benannt nach dem Mediziner und Pionier der Fotografie Joseph von Berres (1796–1844), Professor für Anatomie an der Universität Wien (ab 1831); er modernisierte den anatomischen Seziersaal und verbesserte die Anwendung der Mikroskopie.[27] Ab 1840 experimentierte er als einer der ersten mit der fotografischen Technik der Daguerreotypie. Es gelang ihm, fotografische Abbildungen auf Silberplatten anzufertigen, von denen bis zu 200 Abzüge hergestellt werden konnten.[28][29]
- Bertha-von-Suttner-Gasse (Kagran), 1986 benannt nach der Schriftstellerin und Pazifistin Bertha von Suttner (1843–1914); sie schrieb als Hauptwerk das Buch „Die Waffen nieder!“ (1889) und erhielt 1905 den Friedensnobelpreis.
- Bertha-Zahourek-Weg (Seestadt Aspern), 2024 benannt nach der Schwimmerin Bertha Zahourek (1896–1967). Die gebürtige Wienerin gewann bei den Olympischen Spielen 1912 die Bronzemedaille mit der 4×100-Meter-Freistilstaffel; sie und ihre Mannschaftskolleginnen wurden dadurch zu den ersten österreichischen Frauen, die eine olympische Medaille gewinnen konnten. Während ihrer Schwimmkarriere gewann sie über 200 Medaillen, danach engagierte sie sich als Rettungsschwimmerin.
- Bettelheimstraße (Süßenbrunn), 1955 benannt nach dem Literaturwissenschaftler und Schriftsteller Anton Bettelheim (1851–1930), Feuilletonredakteur bei der „Neuen Freien Presse“ (ab 1881), Theaterreferent der „Deutschen Zeitung“ und ständiger Wiener Theaterberichterstatter der „Allgemeinen Zeitung“ München (ab 1889). Ab 1886 wandte er sich der Literaturwissenschaft zu, wobei er vor allem mit Monografien über Literaten Aufmerksamkeit erregte.[30] Die Straße hieß zuvor Bahnstraße.
- Biberhaufenweg (Aspern), 1922 benannt nach einer Insel („Haufen“) mit reichem Biberbestand im unregulierten Donaugebiet. Die Bezeichnung war bereits seit ca. 1906 nicht-amtlich in Gebrauch.
- Bibernellweg (Hirschstetten), 1965 benannt nach der Heilpflanze Bibernelle (Kleine Bibernelle und Kleiner Wiesenknopf) aus der Familie der Doldenblütler mit rund 150 Arten. Die wirtschaftlich wichtigste Art ist der Anis.
- Bielsko-Biala-Weg (Kagran), 2019 benannt nach der Stadt Bielsko-Biała in der Woiwodschaft Schlesien in Polen. Beide Namen der Orte Bielsko und Biała, aus denen Bielsko-Biała zusammengesetzt ist, leiten sich vom Namen des Flusses Biała (weiß[er Fluss]) ab, an den beide Orte grenzen. Die Stadt zählte 1526 bis 1918 fast durchgängig zur Habsburgermonarchie (Bielitz-Bialaer Sprachinsel) und hatte 1910 zu 84 % deutschsprachige Einwohner. Bielsko-Biała ist eine Partnerstadt der Donaustadt.
- Bienefeldgasse (Aspern), 1909 benannt nach dem Offizier Wilhelm Freiherr von Bienefeld von Löwenkron (1776–1823); er erhielt für seine Leistung als Hauptmann in der Schlacht bei Aspern (1809) den Maria-Theresia-Orden.[31] Die Gasse hieß zuvor Thurmgasse.
- Bienweg (Aspern, Siedlung „Am Müllnermais“), 1928 benannt nach dem alten Flurnamen „Bien“. Siehe auch An der Bien und In der Bien.
- Biljan-Bilger-Gasse (Breitenlee), 2006 benannt nach der Künstlerin Maria Biljan-Bilger (1912–1997), Bildhauerin, Keramikerin und Textilkünstlerin, Professorin für Keramik an der Hochschule für angewandte Kunst (1978–1992).
- Billgasse (Aspern), 1974 benannt nach dem Piloten Heinrich Bill (1895–1916); er war Fliegerleutnant im Ersten Weltkrieg und danach als populärer Kunstflieger tätig. 1916 kam er in der Nähe des Flughafens Aspern durch ein technisches Gebrechen bei einem Flugzeugabsturz ums Leben.[32]
- Binsenweg (Aspern), 1973 benannt nach der Pflanzengattung der Binsen bzw. der Sauergrasgewächse. Der Begriff Binse ist auch Bestandteil in Phraseologismen: in die Binsen gehen (missglücken, verloren gehen); kurz auch „eine Binse“ für eine Binsenweisheit (eine Weisheit, die jeder kennt und die folglich keine ist).
- Biotopweg (Breitenlee), 2007 benannt nach einem der letzten Biotope der Donaustadt beim ehemaligen Verschiebebahnhof Breitenlee.
- Birkenweg (Stadlau), nicht amtlich benannt nach der Laubbaumgattung der Birken. Das Wort Birke ist auf einen Begriff im Indogermanischen zurückzuführen (*bherHg̑o) und bedeutet in Anspielung auf die helle Rinde so viel wie „glänzend, schimmernd“.
- Blumenbindergasse (Kagran), 1960 benannt nach der Berufsschule für Gartenbau und Floristik (Blumenbinder). Die Berufsschule für Gärtner entstand im Jahr 1928 durch den Umbau eines 1912 errichteten Pflanzenüberwinterungshauses – der Orangerie – in ein Schulgebäude.
- Böckingstraße (Aspern), 1955 benannt nach dem Mediziner Wilhelm Böcking (1742–1804), Professor für Allgemeine Pathologie, Therapie und Hygiene am Collegium-Medico-Chirurgicum-Josephinum, von 1800 bis 1801 dessen Direktor.[33][34] Die Straße hieß zuvor Raasdorfer Straße.
- Bodmergasse (Aspern), 1954 benannt nach dem Schweizer Philologen und Bibliothekar Johann Jakob Bodmer (1698–1783), Professor für helvetische Geschichte an der Universität Zürich (1725–1775). Bodmers entscheidender Beitrag zur deutschen Literaturgeschichte war sein zusammen mit seinem Freund Johann Jakob Breitinger ausgetragener Streit mit dem deutschen „Literaturpapst“ Johann Christoph Gottsched.
- Bojanusgasse (Essling), 1943 benannt nach dem deutschen Zoologen und Veterinärmediziner Ludwig Heinrich Bojanus (1776–1827); er wirkte in zahlreichen europäischen Städten, kurzzeitig auch in Wien. Er verfasste die Bücher „Ueber Zweck und Organisation der Thierarzneischulen“ (1803) und „Ueber die Seuchen der Haustiere“ (1810).[35] Die Gasse hieß zuvor Heinrich-Kolben-Straße.
- Boltensterngasse (Essling), 1996 benannt nach dem Architekten Erich Boltenstern (1896–1991); er war maßgeblich am Wiederaufbau Wiens nach dem Zweiten Weltkrieg beteiligt. Zu seinen Arbeiten zählen das Restaurant auf dem Kahlenberg (um 1935), der Wiederaufbau der Wiener Staatsoper und des Palais der Böhmischen Hofkanzlei (ab 1945) und die Errichtung des Bürohochhauses Ringturm (1950–1955).
- Bonsaigasse (Kagran), 2005 benannt nach dem Bonsai-Baum. Der Bonsai-Baum ist ein in einem Pflanzgefäß gezogenes Bäumchen, das durch Kulturmaßnahmen (Formschnitt, Wurzelschnitt, Blattschnitt, Drahtung) klein gehalten wird und in künstlerischer Gestaltung in eine gewünschte Wuchsform gebracht wird.
- Brabbéegasse (Leopoldau), 1953 benannt nach dem Pädagogen Ewald Brabbée (1878–1937), Pionier der Stenografie; er war ab 1924 ein wesentlicher Mitschöpfer der deutschen Einheitskurzschrift, an deren Überarbeitung 1935–1937 er ebenfalls großen Anteil hatte. Brabbée entwickelte auch eine Kurzschrift für Esperanto („Originalstenografio por Esperanto. Sistemo Brabbée“).
- Brachelligasse (Kagran), 1962 benannt nach dem Statistiker Hugo Franz Ritter von Brachelli (1834–1892), Beamter im Statistischen Bureau des k.k. Handelsministeriums;[36] er verfasste ab 1880 statistische Übersichten über europäische und amerikanische Staaten in mehreren Bänden („Statistische Skizzen“).[37]
- Brausewettergasse (Stadlau), 1955 benannt nach dem Zivilingenieur und Industriellen Viktor Brausewetter (1845–1926), Baudirektor bei der Staats-Eisenbahn-Gesellschaft. Gemeinsam mit Adolph Freiherr von Pittel gründete er 1870 das Betonbauunternehmen Pittel+Brausewetter zunächst in Pressburg, ab 1878 in Wien. Die Gasse hieß zuvor Bauergasse.
- Breitenleer Straße (Breitenlee, Essling, Hirschstetten, Kagran), 1910 benannt nach der ehemals selbstständigen Gemeinde Breitenlee, die 1160 als Preitenle erstmals urkundlich erwähnt wurde. Der westliche Teil seines Gemeindegebietes wurde 1904/05 in den neuen 21. Wiener Gemeindebezirk, Floridsdorf, eingemeindet. 1938 kam im Zuge der Errichtung von Groß-Wien in der NS-Diktatur auch das Ortszentrum zu Wien. Ganz Breitenlee zählte nun zum neuen 22. Bezirk, damals Groß-Enzersdorf genannt, seit 1954 Donaustadt. Die Straße hieß davor ab ca. 1830 Pressburger Straße, weil sie Teil einer nördlich der Donau verlaufenden Landstraße nach Pressburg, damals Hauptstadt des Königreichs Ungarn, war.
- Breuergasse (Aspern), 1977 benannt nach dem Arzt Josef Breuer (1842–1925); die von ihm als Therapieverfahren bei psychischen Krankheiten entwickelte „kathartische Methode“ wurde für Sigmund Freud die Grundlage der Psychoanalyse, deren Name ebenfalls von Josef Breuer angeregt wurde. Breuer verfasste 1895 gemeinsam mit Freud die „Studien über Hysterie“, distanzierte sich aber in der Folge von Sigmund Freuds Lehre.
- Brioschiweg (Kagran), 1977 benannt nach dem aus Italien stammenden Theatermaler Giuseppe Brioschi (1801–1858), seinem Sohn Carlo Giovanni Aristide Brioschi (1826–1895) und dessen Söhnen Othmar Brioschi (1854–1912) und Antonio Brioschi (1855–1920). Giuseppe zog von Mailand nach Wien und richtete ein Atelier für die Hofoper im Kärntnertortheater ein. Carlo Giovanni Aristide übernahm 1869 die Leitung der Bühnenmaschinerie der neuen Wiener Hofoper und begründete den Ruf der neueren Wiener Dekorationsmalerei. Antonio übernahm 1886 das Atelier seines Vaters und schuf Entwürfe für die Wiener Hofoper und das Burgtheater. Othmar arbeitete zunächst im Atelier seines Bruders Antonio; er ging ab 1885 nach Rom, wo er 1905 Professor an der Accademia di San Luca wurde.[38]
- Brockhausengasse (Aspern), 1960 benannt nach dem Juristen Carl Brockhausen (1859–1951), Dozent für österreichisches Verwaltungsrecht an der Universität Wien; er verfasste zahlreiche Bücher, u. a. zum Verwaltungsrecht („Die österreichische Gemeindeordnung, Grundgedanken und Reformideen“, 1905).[39] Während des Ersten Weltkriegs publizierte er die patriotische Schrift „Osterreichs Kriegsziel“ (1915) und wurde in der Folge von Karl Kraus in „Die letzten Tage der Menschheit“, I. Akt, 6. Szene, verspottet.[40]
- Brodschekhof (Kagran), 1927 benannt nach dem Kagraner Lehrer und Gründer der Ortsgruppe des Niederösterreichischen Volksbildungsvereins sowie deren Bibliothek Franz Brodschek (1839–1914).[41] Der Hof ist eine platzförmige Ausbuchtung des Heckenweges in der Freihofsiedlung.
- Brosamergasse (Essling), 1953 benannt nach dem deutschen Maler, Kupferstecher und Formschneider Hans Brosamer (ca. 1480/1490–1554); er gehört zur Schule von Lucas Cranach dem Älteren. Von ihm gibt es verschiedene Kupferstiche, namentlich aber ist er durch seine Holzschnitte bekannt, die in vielen Druckwerken der damaligen Zeit erschienen.
- Brunellengasse (Hirschstetten), 1953 benannt nach der Pflanzengattung Brunelle; auch das österreichische Kohlröschen wird volkstümlich Brunelle genannt.
- Brunnenhof (Kagran), 1927 benannt, Standort einer Brunnenskulptur in der Freihofsiedlung.
- Bruno-Kreisky-Platz (Kaisermühlen), 1991 benannt nach dem Politiker Bruno Kreisky (1911–1990), SPÖ, Außenminister (1959–1966), Bundeskanzler (1970–1983). Er war der am längsten amtierende Bundeskanzler in der Geschichte Österreichs. Der Platz befindet sich vor dem Konferenzzentrum, dessen Bau Kreisky initiiert hat und trotz eines ablehnenden Volksbegehrens 1983–1987 errichten ließ. Die Bruno-Kreisky-Gasse im 1. Bezirk Innere Stadt ist ebenfalls nach ihm benannt.
- Bruno-Pezzey-Weg (Kagran), 2005 benannt nach dem Fußballspieler Bruno Pezzey (1955–1994); er spielte von 1975 bis 1973 in der Nationalmannschaft und genießt den Ruf, einer der besten Verteidiger in der österreichischen Fußballgeschichte der Nachkriegszeit gewesen zu sein.
- Bruno-Walter-Gasse (Aspern, Oberes Hausfeld), 2022 benannt nach Bruno Walter (1876–1962), der als einer der bedeutendsten Dirigenten des 20. Jahrhunderts gilt, aber auch als Komponist und Musikschriftsteller aktiv war.
- Buchsgasse (Aspern), 1953 benannt nach der Pflanzenart Buchsbaum. Der Name stammt möglicherweise von lateinisch buxus, dessen Ursprung im griechischen pyxos vermutet wird.
- Budaugasse (Leopoldau), 1953 benannt nach dem Maschinenbau- und Hydrotechniker Arthur Budau (1856–1923), Professor für Maschinenbau an der Technischen Hochschule (ab 1904). Er hielt als erster bereits 1908/09 Vorlesungen über Flugtechnik, und nach seinen Plänen wurde 1909 das hydromechanische Laboratorium im Neubau der Technischen Hochschule errichtet.[42]
- Bukovicsgasse (Essling), 1955 benannt nach Emmerich Bukovics von Kis-Alacska (1844–1905), Kriegsberichterstatter (1877–1879), Dramaturg in diversen Theatern in Wien, Teplitz, Trient, Pola, Görz und Wiener Neustadt, Direktor des Wiener Volkstheaters (ab 1889).[43] Die Gasse hieß zuvor Beethovengasse.
- Bullagasse (Hirschstetten), 1993 benannt nach dem Radrennfahrer Max Bulla (1905–1990). Im Jahre 1931 konnte er mehrere Profi-Radrennen, wie die Meisterschaft von Zürich, gewinnen und erlangte drei Etappensiege bei der Tour de France sowie einen Etappensieg bei der Deutschland Tour. Während der Tour de France 1931 trug er nach dem ersten seiner drei Etappensiegen als bislang einziger Österreicher das Gelbe Trikot.
- Bureschgasse (Aspern), 1911 benannt nach dem k.k. Feldmarschallleutnant Wenzel Buresch von Grafenbach (1748–1813); er erhielt für seine Leistung in der Schlacht bei Aspern (1809) den Maria-Theresia-Orden.
- Burgkmairgasse (Essling), 1953 benannt nach dem deutschen Maler, Zeichner und Holzschneider Hans Burgkmair der Ältere (1475–1531); er gilt neben Hans Holbein dem Älteren als wichtigster Augsburger Künstler zwischen Spätgotik und Renaissance.
- Bussongasse (Essling), 1955 benannt nach dem Schriftsteller und Journalisten Paul Busson (1873–1924), Redakteur beim Neuen Wiener Tagblatt und Mitarbeiter beim Simplicissimus. Busson betätigte sich als Dramatiker und schrieb Geschichtsromane mit phantastisch-mystischen Elementen. Die Gasse hieß zuvor Anzengrubergasse.

## C

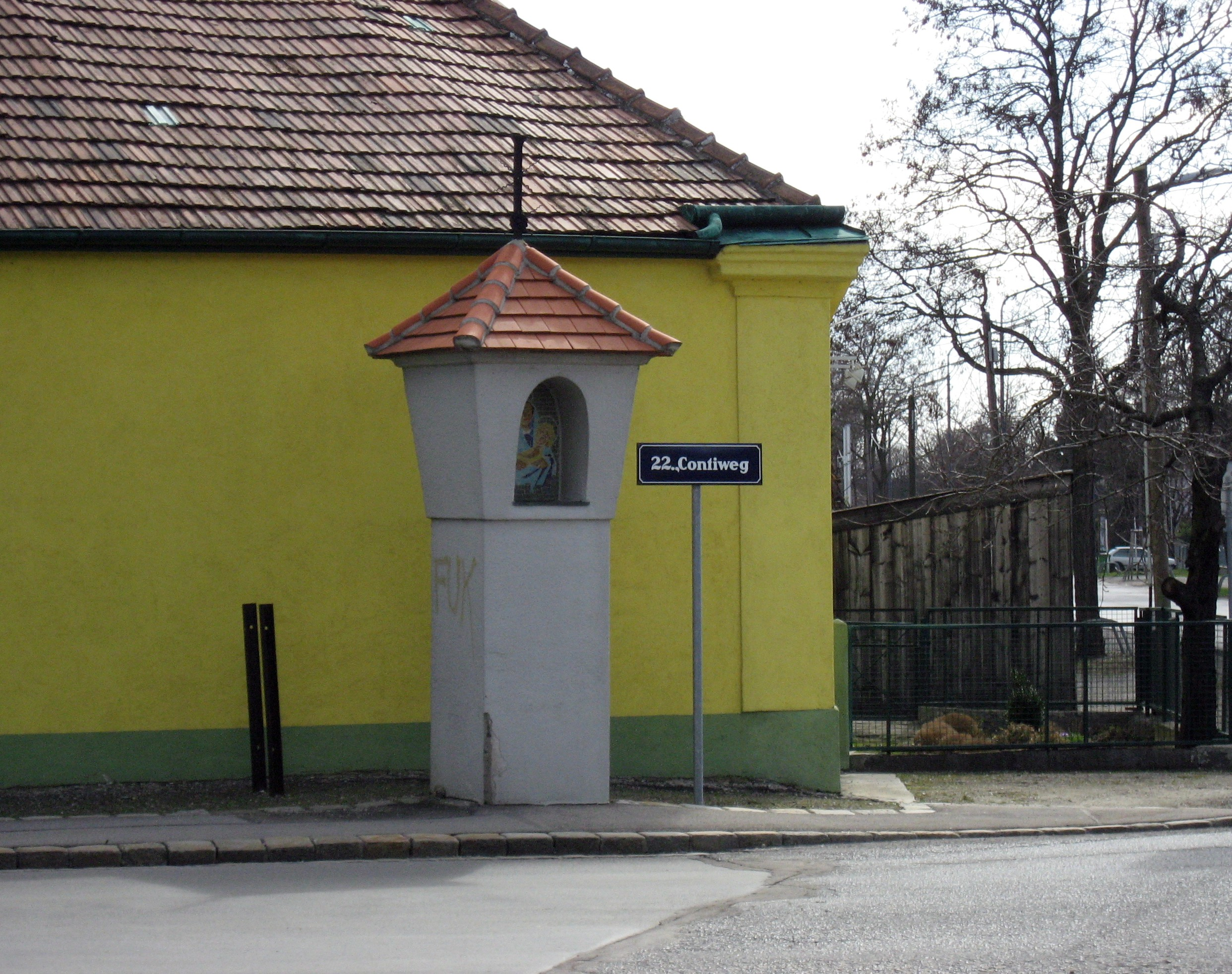
Contiweg

- Campingplatzweg (Kagran, Süßenbrunn, Breitenlee); nicht amtlich benannt nach dem dortigen Campingplatz.
- Cankarstraße (Essling), 1987 benannt nach dem slowenischen Schriftsteller Ivan Cankar (1876–1918); er lebte von 1898 bis 1909 in Wien und schrieb hier einen Gutteil seines Gesamtwerkes, auch sein Hauptwerk Der Knecht Jernej und sein Recht (1907). Von Interesse sind dabei die Darstellungen des sozialen Elends in Wien, die sich markant von der Schilderung des dem Untergang entgegengehenden, adeligen und bürgerlichen Wiens, wie es die meisten deutschsprachigen Autoren des Fin de Siècle bieten, unterscheiden.
- Carl-Auböck-Promenade (Kaisermühlen), 2002 benannt nach dem Designer und Maler Carl Auböck (1900–1957); tätig war er vor allem als Produktdesigner für den Bereich Wohnkultur, er produzierte u. a. zahlreiche Leuchten und Kleinmöbel.[44] Im Historikerbericht Straßennamen Wiens seit 1860 als „Politische Erinnerungsorte“ aus dem Jahr 2013 ist die Straße Gruppe B (Diskussionsbedarf) zugeordnet.[4]
- Carl-Schlechter-Weg (Kagran), 1995 benannt nach dem Berufsschachspieler Carl Schlechter (1874–1918); er lag in den Jahren 1906 bis 1911 phasenweise auf Platz 2 der (nachträglich berechneten) Weltrangliste, und spielte 1910 im Kampf um die Weltmeisterschaft gegen Emanuel Lasker unentschieden. Der Schriftsteller Thomas Glavinic hat diesem Wettkampf mit seinem Roman Carl Haffners Liebe zum Unentschieden (Berlin, 1998) ein literarisches Denkmal gesetzt.
- Cassinonestraße (Aspern, Essling, Breitenlee), 1961 benannt nach dem Flugpionier und Konstrukteur Alexander Cassinone (1866–1931). Er war Generaldirektor der Firma B. & A. Körting in Wien; ab 1909 war er an der Konstruktion des Luftschiffs „M III“ beteiligt. Cassinone war Mit-Initiator des Flughafens Aspern und ab 1926 Präsident des Österreichischen Aero Clubs.[45] Die Straße hieß zuvor Lannerstraße.
- Castagnagasse (Stadlau), 1965 benannt nach dem Mechaniker und Erfinder Ludwig Castagna (1867–1944); er entwickelte als „Universitätsmechaniker“ für das Physiologische Institut der Universität Wien zahlreiche Geräte und Instrumente und baute einen der ersten Blutdruckmesser.[46]
- Cherubinistraße (Kagran), 1952 benannt nach dem italienischen Komponisten Luigi Cherubini (1760–1842); 1805 kam er kurzzeitig nach Wien und brachte hier die Oper Faniska (1806) auf die Bühne, für die er von den Wienern, auch von Haydn und Beethoven, enthusiastisch gefeiert wurde.
- Christine-Lavant-Gasse (Aspern, Oberes Hausfeld), 2022 benannt nach der Schriftstellerin Christine Lavant (1915–1973). Aus dem Lavanttal stammend, nach dem sie ihr Pseudonym wählte, verfasste sie Lyrik und Prosa und wurde 1970 mit dem Großen Österreichischen Staatspreis ausgezeichnet. Ein nach ihr benannter Preis (der Christine Lavant Preis) wurde 2016 gestiftet. Ihr eigenständiger lyrischer Stil ist durch eine reduzierte Sprache gekennzeichnet, in der aber immer wieder überraschende Wortbildungen und Metapherverschiebungen auftauchen.
- Christine-Touaillon-Straße (Seestadt Aspern), 2012 benannt nach der Literarhistorikerin, Schriftstellerin und Feministin Christine Touaillon (1878–1928); sie schrieb ab 1910 ihr Hauptwerk Der deutsche Frauenroman des 18. Jahrhunderts. Zum Druck des 664 Seiten starken Buchs musste ihr Verleger kriegsbedingt 2.000 Kilogramm Papier gegen 300 Kilogramm Schweine eintauschen. Sie habilitierte sich 1921 als zweite weibliche akademische Lehrerin an der Universität Wien. Von nun an war sie Privatdozentin für deutsche Literatur[47] und hielt Vorträge für das Wiener Volksheim Ottakring und an der Grazer Urania.
- Chvostekgasse (Süßenbrunn), 1955 benannt nach dem Internisten und Neurologen Franz Chvostek (1864–1944), Ordinarius und Leiter der III. Medizinischen Klinik in Wien (ab 1911); er beschrieb die nach ihm benannte chvosteksche Anämie. Die Gasse hieß zuvor Feldgasse. Im Historikerbericht Straßennamen Wiens seit 1860 als „Politische Erinnerungsorte“ aus dem Jahr 2013 ist die Straße Gruppe A (intensiver Diskussionsbedarf) zugeordnet.[4]
- Cizekplatz (Aspern), 1953 benannt nach dem Maler und Kunstpädagogen Franz Čižek (1865–1946), Professor an der Kunstgewerbeschule des Österreichischen Museums für Kunst und Industrie (ab 1906).[48] Er förderte in seiner Mal- und Zeichenschule als erster die freie Entfaltung der spontanen künstlerischen Aktivität der Kinder. Cizek nahm starken Einfluss auf die Entwicklung der Kunsterziehung und gewann besonders in England und Amerika viele Anhänger.[49]
- Claire-Bauroff-Gasse (Aspern, Oberes Hausfeld), 2022 benannt nach der Tänzerin Claire Bauroff (1895–1984). Sie war in den 1920er-Jahren für Ausdruckstanz aber auch für künstlerischen Nackttanz bekannt, der nicht zuletzt durch Aktfotografien von Trude Fleischmann breitere Bekanntheit erreichte. Auch in einigen Filmen dieser Zeit trat sie auf.
- Clara-Schumann-Gasse (Aspern, Oberes Hausfeld), 2022 benannt nach Clara Schumann (1819–1896). Sie war als Klaviervirtuosin bekannt und hatte als solche einen gewissen Einfluss auf das Repertoire des späteren 19. Jahrhunderts, da neben Werken ihres Ehemanns Robert Schumann auch die von Komponisten wie Chopin, Brahms und Liszt von ihr oft gespielt wurden. Sie wirkte auch selbst als Komponistin virtuoser Klavierwerke, die im 20. Jahrhundert wiederentdeckt wurden und war Ehrenmitglied der Gesellschaft der Musikfreunde.
- Clara-Zetkin-Gasse (Kagran), 2004 benannt nach der deutschen Politikerin und Frauenrechtlerin Clara Zetkin (1857–1933); sie war zunächst in der SPD aktiv, 1917 schloss sie sich der USPD an, danach war sie einflussreiches Mitglied in der Kommunistischen Partei Deutschlands (KPD). Während der Weimarer Republik war sie von 1920 bis 1933 Reichstagsabgeordnete dieser Partei und 1932 Alterspräsidentin des Parlaments.
- Claretinergasse (Hirschstetten), 1986 benannt nach spanischen Bischof Antonius Maria Claret (1807–1870), Bischof von Kuba (ab 1849); er gründete den Orden „Söhne des unbefleckten Herzens Mariens“ (Claretiner). 1950 wurde er heiliggesprochen.
- Claudia-Heill-Weg (Kagran), 2014 benannt nach der Zeitsoldatin und Judoka Claudia Heill (1982–2011); sie errang bei den Olympischen Sommerspielen 2004 in Athen mit Silber als erste österreichische Judoka eine Olympiamedaille. Bei den Olympischen Sommerspielen 2008 in Peking belegte sie Platz 5. Bei Europameisterschaften gewann Heill fünf Medaillen. 2011 starb sie nach einem Sturz aus dem Fenster im sechsten Stock ihres Wohnhauses.
- Colerusgasse (Essling), 1960 benannt nach dem Beamten und Schriftsteller Egmont Colerus von Geldern (1888–1939); er war Angestellter im Bundesamt für Statistik und widmete sich in der Freizeit der Schriftstellerei. Colerus zählte in der Zwischenkriegszeit zu den erfolgreichsten deutschsprachigen Schriftstellern mit einer Gesamtauflage von 670.000 Stück. Seine Werke wurden teilweise in bis zu zehn Sprachen übersetzt. Im Historikerbericht Straßennamen Wiens seit 1860 als „Politische Erinnerungsorte“ aus dem Jahr 2013 ist die Straße Gruppe B (Diskussionsbedarf) zugeordnet.[4]
- Conngasse (Kagran), 1972 benannt nach dem Stenografen Leopold Conn (1820–1876), Leiter des Stenographenbüros des Reichsrats. Er vertrat die „Wiener Schule“ der Gabelsberger-Kurzschrift und gründete die Stenographen-Korrespondenz, aus der die Parlaments-Stenographie hervorging.[50]
- Contiweg (Aspern), 1934 benannt nach dem Maler und Kupferstecher Carl Conti (1741–1795), Lehrer und Korrektor der Zeichenkunst an der k.k. Hofakademie.[51] Der Weg hieß davor Kapellenweg.
- Cortigasse (Essling), 1960 benannt nach dem Offizier, Historiker und Schriftsteller Egon Caesar Conte Corti (1886–1953); er galt in der Zwischenkriegszeit als „völkischer“ Autor und verfasste vor allem Biografien zur Geschichte des 19. Jahrhunderts und biografische Romane. Im Historikerbericht Straßennamen Wiens seit 1860 als „Politische Erinnerungsorte“ aus dem Jahr 2013 ist die Straße Gruppe B (Diskussionsbedarf) zugeordnet.[4]
- Curiegasse (Kagran), 1973 benannt nach der polnisch-französischen Chemikerin und Physikerin Marie Curie (1867–1934); sie untersuchte die 1896 von Henri Becquerel beobachtete Strahlung von Uranverbindungen und prägte für diese das Wort „radioaktiv“. Gemeinsam mit ihrem Ehemann Pierre Curie entdeckte sie die chemischen Elemente Polonium und Radium. 1903 erhielt sie den Nobelpreis für Physik und 1911 den Nobelpreis für Chemie. Marie Curie ist bisher die einzige Frau unter den vier Mehrfach-Nobelpreisträgern und neben Linus Pauling die einzige Person, die Nobelpreise auf zwei unterschiedlichen Gebieten erhalten hat.
- Czernetzplatz (Kagran), 1983 benannt nach dem Politiker Karl Czernetz (1910–1978), Leiter des Schulungsreferates der SPÖ (ab 1945), Mitglied des Nationalrats (1945–1978), Präsident des Europarates (1975–1978). Der Karl-Czernetz-Hof im 15. Bezirk und das Czernetz-Bildungszentrum im 2. Bezirk sind ebenfalls nach ihm benannt.
- Czubergasse (Aspern), benannt (Datum unbekannt) nach dem Mathematiker Emanuel Czuber (1851–1925), Professor an der Technischen Hochschule Wien (1891–1919); er beschäftigte sich vor allem mit Wahrscheinlichkeitstheorie und Versicherungsmathematik und verfasste mehrere Lehrbücher zu diesen Themen.

## D
- Dampfschiffhaufen (Stadlau), 1912 benannt nach dem gleichnamigen alten Flurnamen. Als Haufen bezeichnete man im Flussbett der unregulierten Donau angeschwemmte Schotter- und Sandinseln. In der Nähe des nördlichen Ausläufers dieses Haufens befand sich die Dampfschiffstation der DDSG.
- Danzergasse (Aspern), 1960 benannt nach Major Johann Caspar Danzer (auch Johann Kaspar Danzer, 1763–1809), Generalstabshauptmann im Kriegsarchiv. Er trat als Erster für eine Einheits-Stenografie ein und unterrichtete 17 Jahre vor Gabelsberger in der Theresianischen Militärakademie Stenografie (1801–1804); dies war der erste Stenografie-Unterricht in Mitteleuropa.[52]
- Daphneweg (Essling), 1954 benannt nach der Pflanzengattung Seidelbast (Daphne). Der botanische Name leitet sich von der Nymphe Daphne her; sie wurde von ihrem Vater Peneios in einen Lorbeerbaum verwandelt, um sie vor ihrem Verfolger Apollon zu schützen.
- Dassanowskyweg (Kagran), 1997 benannt nach Mitgliedern des österreichischen Zweigs (Dassanowsky) der preußisch-polnischen Adelsfamilie Taczanowski: Leopold Dassanowsky (1698–1761), kaiserlich privilegierter Wirt „Zum Roten Apfel“ (Singerstraße 3); Andrzej Dassanowsky (* 1660), Ritterkommandant in der zweiten Türkenbelagerung (1683) im Heer von Jan Sobieski; Leopold Johannes Dassanowsky (1737–1815), Hofbeamter, k.k. Hofpoststalldirektor; Christian Johann Nepomuk Dassanowsky (1780–1839), Hofbeamter, erneuerte das österreichische Postwesen; Heinrich Franz von Dassanowsky (1813–1892), Hofbeamter und Sozialaktivist.
- Dechantweg (Aspern), 1995 benannt nach dem historischen Flurnamen Dechant.
- Deindorfstraße (Essling), benannt nach der ehemaligen Ortschaft Deindorf (auch Teimdorf). Der Ort wurde um 1250 erstmals erwähnt und lag zwischen Essling und Groß-Enzersdorf. Er begann schon ab 1437 zu veröden und war im 16. Jahrhundert vollkommen verschwunden. Der Grund waren wohl Überschwemmungen und Kriegsereignisse.
- Deinleingasse (Stadlau), 1967 benannt nach dem Ministerialrat Erwin Deinlein (1885–1945); er war der Begründer des Österreichischen Verkehrsbüros und der österreichischen Tourismuswerbung in der Ersten Republik. Er verteidigte den österreichischen Fremdenverkehr gegen die vom Dritten Reich in der Auseinandersetzung mit Österreich verhängte Tausend-Mark-Sperre.[53]
- Demeliusgasse (Kagran), 1959 benannt nach dem deutschen Juristen und Rechtshistoriker Gustav Demelius (1831–1891); er kam 1881 nach Wien und wurde Professor für Römisches Recht an der Universität Wien (1881–1891).[54]
- Distelweg (Stadlau), 1978 benannt nach der Pflanzenart Distel. Als Disteln werden umgangssprachlich mit Dornen bewehrte, stachelige Pflanzen bezeichnet. Der Begriff geht auf indogermanische Ursprünge zurück und bedeutet etwa „spitz“ oder „stechen“.[55]
- Dittelgasse (Aspern), 1975 benannt nach dem Urologen und Chirurgen Leopold Ritter von Dittel (1815–1898), Leiter der III. Chirurgischen Abteilung des AKH (ab 1861), Professor an der Universität Wien (ab 1865). Dittel sonderte die Urologie von der Chirurgie ab und führte sie als selbstständiges Fach; er gilt somit als einer der Begründer der Urologie als eigenständige medizinische Disziplin.
- Doeltergasse (Leopoldau), 1953 benannt nach dem Mineralogen und Chemiker Cornelio August Doelter (1850–1930), Ordinarius für Mineralogie und Petrographie an der Grazer Universität (1883–1907), Professor an der Universität Wien (1907–1921); er ist der Herausgeber des „Handbuch der Mineralchemie“ (1911–1931).[56]
- Doldenweg (Kagran), 1994 benannt nach dem Blütenstandstyp Dolde. Bei der Dolde ist die Hauptachse des Blütenstands verkürzt, so dass alle blütentragenden Nebenachsen gemeinsam an der Spitze der Sprossachse ansetzen. Die Nebenachsen haben in etwa alle die gleiche Länge, so dass damit die Blüten und später die Früchte auf derselben Höhe zu liegen kommen.
- Dolfi-Gruber-Weg (Kagran), 1995 benannt nach dem Sportler Adolf „Dolfi“ Gruber (1920–1994), Teilnehmer am olympischen Marathon 1952, 1956 und 1960. Gruber galt als Wiener Original. Er scheiterte als Trafikant, da er seinen Kunden das Rauchen auszureden versuchte. Erfolgreich war er als Inhaber einer Sauna im Prater und bei der Gründung des Lauf- und Conditions-Clubs (LCC) Wien.[57]
- Donatelloweg (Aspern, Siedlung „Am Müllnermais“), 1932 benannt nach dem italienischen Renaissancebildhauer Donato di Niccolò di Betto Bardi, genannt Donatello (1386–1466); er war ein kühner Techniker in der Skulptur und zugleich ein vorzüglicher Zeichner und Maler. Er trug ebenso sehr zur Regeneration der Malerei bei, wie die ganze Skulptur des 15. Jahrhunderts bis Michelangelo unter seinem direkten Einfluss stand.
- Donau-City-Straße (Kaisermühlen), 1998 benannt nach dem neuen Stadtteil Donau City, der seit 1993 errichtet wird. Die Gesamtfläche des Areals beträgt 17,4 ha. Insgesamt werden hier ca. 1,7 Mio. m³ verbaut; das entspricht einer Bruttogeschoßfläche von rund 500.000 m². Die bisher jüngsten Bauteile wurden um 2015 fertiggestellt.
- Donaufelder Straße (Kagran), 1909 benannt nach der ehemals eigenständigen Gemeinde Donaufeld. Der Ort wurde 1838–1840 angelegt und 1904 nach Wien eingemeindet.
- Donaustadtstraße (Kagran, Stadlau), 1971 benannt nach dem 22. Wiener Gemeindebezirk Donaustadt, der in seiner heutigen Form im Jahr 1954 entstanden ist. Er ist mit einer Fläche von 102,24 km² der größte Wiener Gemeindebezirk und nimmt 24,6 % der Fläche Wiens ein.
- Donauturmplatz (Kaisermühlen), 2019 benannt nach dem angrenzenden Donauturm, siehe Donauturmstraße. Der Platz war zuvor ein Teil des Mispelweges.
- Donauturmstraße (Kaisermühlen), 1965 benannt nach dem Aussichtsturm „Donauturm“; er wurde vom Architekten Hannes Lintl entworfen und 1962–1964 erbaut. Der Turm ist eines der Wahrzeichen Wiens sowie mit 252 Meter das höchste Bauwerk Österreichs. Siehe auch Hannes-Lintl-Gasse und Am Donaupark.
- Doningasse (Kagran), 1966 benannt nach dem Juristen und Kunsthistoriker Richard Kurt Donin (1881–1963); er gründete 1915 das Niederösterreichische Landesjugendamt. Sein Hauptwerk als Kunsthistoriker war das Werk Die Bettelordenskirchen in Österreich. Zur Entwicklungsgeschichte der österreichischen Gotik (1935),[58] als Herausgeber publizierte er die „Geschichte der Bildenden Kunst in Wien – Von der Urzeit bis zur Romanik“ (1944). Die Gasse war vorher Teil der Eipeldauer Straße.
- Donizettiweg (Kagran), 1932 benannt nach dem italienischen Opernkomponisten Gaetano Donizetti (1797–1848); er zählt zu den wichtigsten Opernkomponisten des Belcanto. Einige seiner Opern wie L’elisir d’amore (dt. Der Liebestrank), Don Pasquale und Lucia di Lammermoor gehören zum weltweiten Standardrepertoire der Opernhäuser. Er war kurz in Wien tätig, wo er 1842 die Oper Linda di Chamounix uraufführte.
- Doris-Lessing-Allee (Seestadt Aspern), 2018 benannt nach der britischen Schriftstellerin Doris Lessing (1919–2013). Ihr Roman The Golden Notebook (Das goldene Notizbuch, 1962) gilt als ihr Hauptwerk, es wurde häufig als Klassiker des Feminismus bezeichnet. Im Jahr 2007 erhielt sie den Nobelpreis für Literatur.
- Dörmanngasse (Essling), 1955 benannt nach dem Schriftsteller, Librettisten und Filmproduzenten Felix Dörmann (eigentlich Felix Biedermann, 1870–1928); er veröffentlichte 1925 seinen viel beachteten Wiener Roman Jazz, eine spannende und exzellent geschriebene Betrachtung Wiens nach dem Zusammenbruch der österreichisch-ungarischen Monarchie. Die Gasse hieß zuvor Roseggergasse.
- Dornrosenweg (Kagran, Siedlung „Lettenhaufen“), 1959 benannt nach den „dornigen“ (stacheligen) Rosen.
- Dotterblumenweg (Aspern), 2003 benannt nach der Pflanzengattung der Dotterblumen aus der Familie der Hahnenfußgewächse (Ranunculaceae). Der Name bezieht sich auf die dottergelbe Farbe der Blüten.
- Dr.-Adolf-Schärf-Platz (Kagran), 1983 benannt nach dem Politiker Adolf Schärf (1890–1965), Mitglied des Bundesrates (1933–1934), Vizekanzler (1945–1957), Parteivorsitzender der SPÖ (1946–1957), Bundespräsident (1957–1965). Er war der dritte Bundespräsident der Zweiten Republik, an deren Aufbau er maßgeblichen Anteil hatte, und der erste, der nach der Amtsperiode noch lebte und wiedergewählt wurde. Der Dr.-Adolf-Schärf-Hof im 16. Bezirk und das Studentenhaus Dr.-Adolf-Schärf-Heim im 20. Bezirk sind ebenfalls nach ihm benannt. Im Historikerbericht Straßennamen Wiens seit 1860 als „Politische Erinnerungsorte“ aus dem Jahr 2013 ist die Straße Gruppe B (Diskussionsbedarf) zugeordnet.[4]
- Dragonerweg (Aspern), 1966 benannt nach der leichten Reitertruppe der Dragoner. Als Dragoner bezeichnete man berittene Infanterie, die ihre Pferde primär zum Transport, nicht aber für den Kampf verwendete. Die Benennung steht im Zusammenhang mit der Schlacht bei Aspern 1809. Der Weg hieß zuvor Engelmannsweg.
- Drahdiwaberlgasse (Kagran), 2010 benannt nach einem altwienerischen Ausdruck: Drehkreisel, auch unentschlossener Zeitgenosse. Alles, was sich schnell drehen kann, ist … ein Drahdiwaberl (Peter Wehle).[59] Die Gasse mündet in die Falcogasse; der Musiker Falco begann 1978 seine Karriere bei der Anarcho-Band Drahdiwaberl.
- Drosselweg (Stadlau), nicht amtlich benannt nach der Vogelfamilie der Drosseln in der Ordnung der Sperlingsvögel (Passeriformes), Unterordnung Singvögel (Passeri).
- Dr.-Otto-Neurath-Gasse (Hirschstetten), 1949 benannt nach dem Wirtschaftswissenschaftler und Philosophen Otto Neurath (1882–1945); er gehörte dem linken Flügel des Wiener Kreises als Vertreter eines pragmatischen, wissenschaftstheoretischen Ansatzes an. Eines der zentralen Anliegen des Wiener Kreises war die Einheitswissenschaft. Die Gasse hieß zuvor Pirquetgasse.
- Drygalskiweg (Leopoldau), 1956 benannt nach dem deutschen Geographen und Polarforscher Erich Dagobert von Drygalski (1865–1949); er leitete von 1901 bis 1903 die erste deutsche Südpolarfahrt, die Gauß-Expedition. Die Ergebnisse dieser Expedition publizierte er in einem 22-bändigen Werk (1905–1931). Der Weg hieß zuvor Haidweg.
- Duchekgasse (Essling), 1954 benannt nach dem Internisten und Pathologen Adalbert Duchek (1824–1882), Professor an der medizinisch-chirurgischen Schule in Lemberg (1855), Professor am Collegium-Medico-Chirurgicum-Josephinum in Wien (ab 1858) und Professor der Medizinischen Klinik in Prag.[60][61] 1871 erhielt er die Lehrkanzel der I. Universitätsklinik im AKH als Nachfolger von Josef von Škoda; siehe die Skodagasse im 8. Bezirk Josefstadt.
- Dückegasse (Kagran), 1909 benannt nach dem Gärtner Friedrich Dücke (1847–1908), Gemeinderat in Leopoldau (1905–1908). Die Gasse hieß zuvor Alter Mühlweg bzw. Mühlgasse.
- Dumreichergasse (Aspern, Essling), 1953 benannt nach dem Chirurgen Johann von Dumreicher (1815–1880), Primararzt an der chirurgischen Abteilung im Allgemeinen Krankenhaus (ab 1846), Professor der Chirurgie und Vorstand der chirurgischen Klinik (ab 1849). Die heutige Gersunygasse im 19. Bezirk, Döbling, trug 1938–1947 seinen Namen.
- Dusikagasse (Hirschstetten), 1993 benannt nach dem Sportler Franz „Ferry“ Dusika (1908–1984), international erfolgreicher Radrennfahrer. Nach der Beendigung seiner aktiven Karriere trat er als Organisator und Sponsor des österreichischen Radsports auf. Er gab mehrere Bücher zum Thema Radsport heraus. Im Historikerbericht Straßennamen Wiens seit 1860 als „Politische Erinnerungsorte“ aus dem Jahr 2013 ist die Straße Gruppe A (intensiver Diskussionsbedarf) zugeordnet.[4]
- Düsseldorfstraße (Kagran), 1922 benannt zur dankbaren Erinnerung an die Hilfe der Stadt Düsseldorf nach dem Ersten Weltkrieg. Von 1938 bis 1959 war die Bezeichnung aufgelassen.

## E

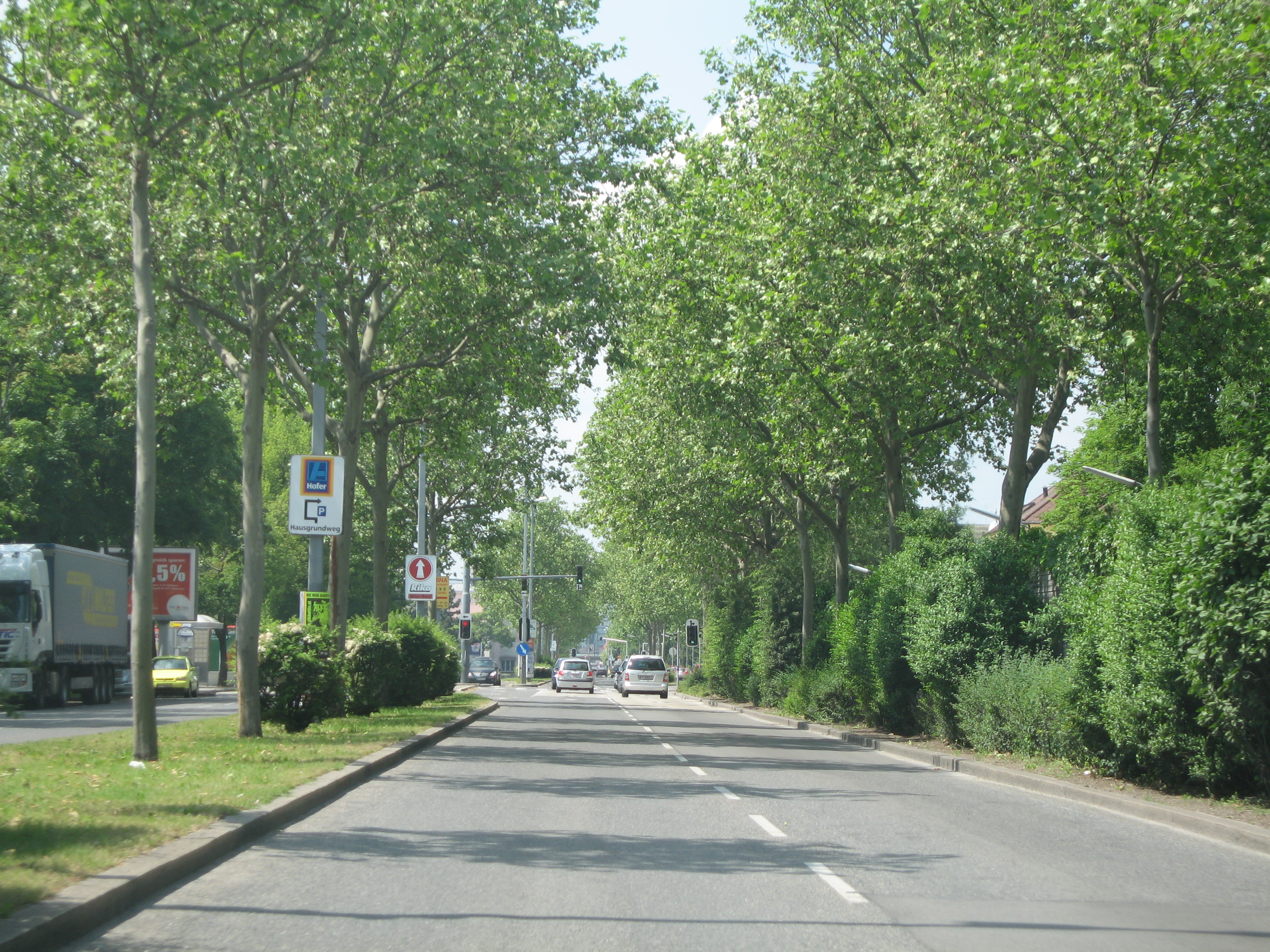
Erzherzog-Karl-Straße

- Edelweißweg (Essling), 1954 benannt nach der Gebirgspflanze Edelweiß, eine der bekanntesten Alpenblumen. In Österreich wurde diese Pflanzenart schon 1886 unter Naturschutz gestellt.
- Edith-Kramer-Weg (Breitenlee), 2018 benannt nach der US-amerikanischen Malerin Edith Kramer (1916–2014); sie emigrierte 1938 in die USA und arbeitete viele Jahre in der Kinderpsychiatrie. Mit ihrem Buch Kunst als Therapie mit Kindern erlangte sie internationale Bedeutung als „Mutter der Kunsttherapie“.
- Edith-Klinger-Weg (Seestadt), 2024 benannt nach Edith Klinger (1911–1993), Pionierin des Frauenfußballs in Österreich. Sie gründete 1935 den ersten Damenfußballclub Österreichs und absolvierte im selben Jahr als erste Frau die Schiedsrichterprüfung des ÖFB. Nachdem zahlreiche weitere Vereinsgründungen folgten, wurde sie stellvertretende Vorsitzende der neu gegründeten Österreichischen Damenfußball-Union. Ihre Pionierarbeit endete nach dem Anschluss Österreichs, als der Nationalsozialistische Reichsbund für Leibesübungen im Juni 1938 Frauenfußball verbot.
- Edith-Neumann-Straße (Seestadt Aspern), 2024 benannt nach der Chemikerin und Mikrobiologin Edith Neumann (1902–2002). Nach ihrem Studium der Physik und Chemie an der Universität Wien, das sie 1927 mit Promotion abschloss, ging sie verschiedenen beruflichen Tätigkeiten nach. Zusammen mit ihrem Mann emigrierte sie nach dem Anschluss Österreichs 1938 nach London und 1948 in die USA, wo sie als Bakteriologin am Jewish Hospital of Brooklyn und später als Mikrobiologin am Maimonides Hospital tätig war. 1969 wurde Edith Neumann Medical Director des Jetti-Katz-Clinical Laboratory in Manhattan.
- Edith-Piaf-Straße (Seestadt Aspern), 2013 benannt nach der französischen Chansonsängerin Édith Piaf (eigentlich Édith Giovanna Gassion, 1915–1963); sie avancierte ab den 1940er Jahren zur „Königin des französischen Chansons“. Mit ihrem expressiven Stil begeisterte sie ein Millionenpublikum. Non, je ne regrette rien, Milord oder La vie en rose gehören zu ihren berühmtesten Titeln.[62]
- Edmund-Weber-Weg (Kagran), 2011 benannt nach dem Biologen Edmund Weber (1927–2006), Mitarbeiter in der Bundesanstalt für Wasserbiologie und Abwasserforschung (heute Bundesamt für Wasserwirtschaft) in Kaisermühlen (ab 1952), Mitarbeiter der Internationalen Arbeitsgemeinschaft Donauforschung (ab 1956). Sein besonderer Aufgabenbereich war die biologische Untersuchung der Donau. Er nahm 1960 an der Untersuchung der Donau von Wien bis zum Schwarzen Meer und 1988 an der Internationalen Donau-Expedition teil.[63]
- Eduard-Gaertner-Gasse (Breitenlee), 2006 benannt nach dem Maler, Zeichner und Karikaturisten Eduard Gaertner (1890–1966).
- Efeuweg (Aspern), 1954 benannt nach der Kletterpflanze Efeu; er ist der einzige mitteleuropäische Repräsentant der Familie der Araliengewächse (Araliaceae).
- Effenbergplatz (Kaisermühlen), 2011 benannt nach dem Beamten und Politiker Franz-Karl Effenberg (1948–2005); er war ab 1978 Bezirksrat in der Donaustadt, ab 1980 Büroleiter des Bezirksvorstehers und ab 1991 Mitglied des Wiener Gemeinderats (SPÖ). 1998–2005 war er Bezirksvorstehers der Donaustadt als Nachfolger von Leopold Wedel bzw. Vorgänger von Renate Winklbauer. In seiner politischen Tätigkeit und als Vorsitzender der Wiener Naturfreunde engagierte er sich u. a. für die Schaffung des Nationalparks Donau-Auen. Der Franz-Karl-Effenberg-Asiagarten im Schulgarten Kagran ist ebenfalls nach ihm benannt.
- Egon-Haug-Gasse (Breitenlee), 2006 benannt nach dem akademischen Maler und Bildhauer Egon Haug (1923–2003); er schuf zahlreiche Aquarelle und erlangte vor allem in seinem Heimatort Stadlau lokale Bekanntheit.[64]
- Ehrenpreisgasse (Aspern), 1955 benannt nach der Pflanzengattung Ehrenpreis aus der Familie der Wegerichgewächse (Plantaginaceae). Der deutsche Gattungsname rührt von der Wertschätzung des Wald-Ehrenpreises (Veronica officinalis) in der Naturheilkunde her: „Ihm sei Ehr und Preis als vera unica medicina, das einzig wahre Heilmittel“.
- Ehrensteingasse (Aspern), 1909 benannt nach dem Offizier Josef Robert Freiherr von Ehrenstein (1787–1814), Oberleutnant im Generalquartiermeisterstab; er erhielt für seine Leistung in der Schlacht bei Aspern (1809) das Ritterkreuz des Maria-Theresia-Ordens.[65] Die Gasse hieß zuvor Florianigasse.
- Eibengasse (Aspern), 1953 benannt nach der Baumart Eibe; sie ist als Relikt des Tertiär die älteste Baumart Europas.
- Eibischweg (Hirschstetten), 1953 benannt nach der Heilpflanzenart Eibisch aus der Familie der Malvengewächse (Malvaceae). Das Wort Malve stammt aus dem Griechischen malakos und heißt weich und beruhigend. Es bezieht sich auf die reizmildernden, schützenden Eigenschaften der Pflanze.
- Eidechsengasse (Breitenlee), 2001 benannt nach dem Reptil Eidechse, eine Reptilien-Familie innerhalb der Schuppenkriechtiere (Squamata).
- Eileen-Gray-Gasse (Seestadt Aspern), 2018 benannt nach der irischen Innenarchitektin und Designerin Eileen Gray (geb. Eileen Kathleen Moray Smith, 1878–1976); sie gehörte zu den wichtigsten Designerinnen des frühen 20. Jahrhunderts. Ihr Tisch E.1027 ist ihr bekanntester Produktentwurf, der als Design-Klassiker unverändert nachgebaut, aber auch plagiiert wird.
- Einslegasse (Leopoldau), 1983 benannt nach dem deutschen Porträtmaler Anton Einsle (1801–1871); er arbeitete zunächst in Prag und Budapest; 1835 kam er nach Wien, galt als gesuchter Modemaler, und malte fast alle reichen Fabrikanten der Vorstadt Mariahilf.[66] 1839 wurde Einsle Hofmaler; er gehörte nach dem Regierungsantritt des Kaisers Franz Joseph I. zu dessen bevorzugten Porträtisten. Allein 1848–1849 malte er den Kaiser 40-mal.
- Eipeldauer Straße (Leopoldau), 1910 benannt nach der ehemals selbstständigen Gemeinde Eipeldau, die 1125 als Alpitowe erstmals erwähnt und 1904 als Leopoldau nach Wien eingemeindet wurde.
- Eisenhutgasse (Aspern), 1944 benannt nach der Pflanzengattung Eisenhut aus der Familie der Hahnenfußgewächse (Ranunculaceae). Die Bezeichnung Eisenhut leitet sich von der helmartigen Blütenform ab.
- Eisstoßgasse (Stadlau), benannt 1957 zur Erinnerung an die beiden Eisstöße von 1830, die in Wien zu verheerenden Überschwemmungen führten; Stadlau war davon besonders stark betroffen.
- Eiswerkstraße (Kaisermühlen), 1966 benannt nach den „Wiener Eiswerken“, die an der Einmündung des Kaiserwassers in die Alte Donau ein Eiswerk betrieben haben. Dieses war um 1930 noch auf dem Stadtplan verzeichnet, um 1960 aber durch die bestehende Sportanlage am Gotenweg ersetzt. Der Straßenname war auch zuvor schon nicht amtlich in Gebrauch.
- Elfingerweg (Süßenbrunn), 1964 benannt nach dem Arzt und Zeichner Anton Elfinger (1821–1864); in den Jahren 1849 bis 1858 war er Zeichner für medizinische Fachliteratur. Ab 1842 war er auch ein viel beachteter Karikaturist, der unter dem Pseudonym Cajetan veröffentlichte. Der Weg hieß zuvor Kapellenweg.
- Elidagasse (Kagran), 1959 benannt nach dem Ruderverein „Ellida“ (sic!), gegründet 1887. Der Verein hat bisher mehr als 900 Siege im In- und Ausland erzielt, darunter die österreichischen und deutschen Meisterschaften und die Wiener Landesmeisterschaft.[67]
- Elisabeth-Freundlich-Weg (Kagran), 2009 benannt nach der Schriftstellerin und Übersetzerin Elisabeth Freundlich (1906–2001); sie schrieb Romane, Erzählungen und Sachbücher.
- Ella-Lingens-Straße (Seestadt Aspern), 2012 benannt nach der Juristin und Ärztin Ella Lingens-Reiner (1908–2002). Während der NS-Zeit verhalf sie jüdischen Kommilitonen zur Emigration. So gewährte sie in ihrem Haus am Rande Wiens zehn jüdischen Familien Unterstand und half anderen, nach Ungarn zu fliehen. 1942 wurde sie verhaftet und 1943–1945 im KZ Auschwitz und im KZ Dachau interniert.
- Elsa-Plainacher-Gasse (Aspern), benannt (Datum unbekannt) nach der Protestantin Elsa Plainacher (ca. 1513–1583); sie wurde 1583 auf Betreiben des Predigers Georg Scherer als „Hexe“ verbrannt. Es war dies die einzige „Hexenverbrennung“ in der Geschichte Wiens.
- Emichgasse (Hirschstetten), 1970 benannt nach dem Chemiker Friedrich Emich (1860–1940); er lehrte an der Technischen Universität Graz und gilt als Begründer der modernen Mikrochemie, die sich mit dem Studium chemischer Erscheinungen bei Anwendung kleiner Stoffmengen beschäftigt.[68]
- Emilie-Bach-Weg (Breitenlee), 2018 benannt nach der Journalistin, Lehrerin und Schuldirektorin Emilie Bach (1840–1890); sie gründete 1873 in Wien die Fachschule für Kunststickerei und wurde deren Direktorin.
- Emmerich-Fasching-Gasse (Kagran), 1995 benannt nach Emmerich Fasching (1921–1983), Bezirksrat (1964–1983, ÖVP).
- Emmi-Pikler-Straße (Seestadt Aspern), 2018 benannt nach der ungarischen Kinderärztin Emmi Pikler (geb. Emilie Madleine Reich, 1902–1984). Im Mittelpunkt ihres Interesses stand die Bewegungsentwicklung von Säuglingen. Ihre Arbeit fand in den letzten Jahren ihres Lebens im In- und Ausland immer mehr Anerkennung.
- Englisch-Feld-Gasse (Essling), benannt (Datum unbekannt) nach dem historischen Flurnamen Englisches Feld. Nicht bis zur niederösterreichischen Endstation verkehrende Garnituren der früheren Straßenbahnlinie 317 fuhren bis zur Englisch-Feld-Gasse nahe der Stadtgrenze.
- Ennemosergasse (Essling), 1955 benannt nach dem Südtiroler Arzt und Schriftsteller Joseph Ennemoser (1787–1854); er folgte im Tiroler Volksaufstand 1809 Andreas Hofer als „Geheimschreiber“. Siehe auch die Andreas-Hofer-Straße und den Haspingerplatz im 21. Bezirk Floridsdorf, die Speckbachergasse im 16. Bezirk Ottakring, die Haugerstraße im 11. Bezirk Simmering und die Sandwirtgasse im 6. Bezirk Mariahilf. Ab 1819 schrieb Ennemoser zahlreiche Fachbücher zu medizinischen Themen und wurde als „magnetischer Arzt“ populär. Die Gasse hieß zuvor Ferdinand-Raimund-Gasse.
- Entersweg (Stadlau); nicht amtliche Bezeichnung unbekannter Herkunft.
- Enzianweg (Aspern), 1944 benannt nach der Pflanzengattung der Enziane (Gentiana). Laut Plinius dem Älteren leitet sich der Name Gentian von Gentius, König von Illyrien (180–168 v. Chr.) ab, der die Heilwirkung von Enzianarten (vermutlich Gentiana lutea) entdeckt haben soll.
- Erdglöckchenweg (Kaisermühlen), 2002 benannt nach der üblicherweise Moosglöckchen (Linnaea borealis) genannten Pflanzenart. Der lateinische Name bezieht sich auf den schwedischen Botaniker und Systematiker Carl von Linné, dessen Lieblingsblume sie war.
- Erich-Fried-Weg (Stadlau), 2013 benannt nach dem österreichischen Schriftsteller, Lyriker und Übersetzer Erich Fried (1921–1988); er war in der Nachkriegsliteratur ein Hauptvertreter der politischen Lyrik in Deutschland. Gleichzeitig gilt er vielen als bedeutender Shakespeare-Übersetzer, dem es als erstem gelungen ist, die Sprachspiele des englischen Dramatikers ins Deutsche zu übertragen.
- Erlenweg (Aspern), 1966 benannt nach der Baumgattung der Erlen aus der Familie der Birkengewächse (Betulaceae). Der Name stammt von althochdeutsch Erila. Der Weg hieß zuvor Flickerweg.
- Ernst-Hinterberger-Gasse (Kagran), 2014 benannt nach dem Schriftsteller Ernst Hinterberger (1931–2012); er arbeitete ab 1965 als Autor von Kriminalromanen und später als Autor für den Film. Bekannt wurde er vor allem durch die Fernsehserien Ein echter Wiener geht nicht unter (ab 1975), Kaisermühlen Blues (ab 1992) und Trautmann (ab 2000). Der Gemeindebau in Margareten, in dem er wohnte, wurde 2013 in Ernst-Hinterberger-Hof benannt.
- Ernst-Jandl-Weg (Kagran), 2003 benannt nach dem Schriftsteller Ernst Jandl (1925–2000); er ist u. a. durch seine speziell-humoristische Sprachkunst der experimentellen Lyrik und einige markante Neologismen bekannt geworden. Er legte Wert darauf, seine Texte selbst vorzutragen und gab ihnen durch seinen eigenwilligen Vortrag eine ganz besondere Note. Der Ernst-Jandl-Park im 4. Bezirk Wieden ist seit 2005 ebenfalls nach ihm benannt.
- Ernst-Sadil-Platz (Kaisermühlen), 1994 benannt nach Ernst Sadil (1908–1991), Bezirkspolitiker (SPÖ), Obmann der „Naturfreunde Kaisermühlen“ (1945–1985).
- Ernst-Track-Weg (Breitenlee), 1995 benannt nach dem volkstümlichen Musiker und Textdichter Ernst Track (1911–1987); er betätigte sich als Humorist, Sänger und Conférencier; als Komponist schrieb er vor allem Wienerlieder, die von ihm selbst und von vielen anderen Interpreten (Heinz Conrads, Horst Winter u. a.) gesungen wurden.[69]
- Erzherzog-Karl-Straße (Kagran, Stadlau, Hirschstetten, Aspern), 1909 benannt nach dem Feldherrn Erzherzog Karl (1771–1847); er ist vor allem dadurch in Erinnerung geblieben, dass er Napoleon in der Schlacht bei Aspern am 21./22. Mai 1809 dessen erste Niederlage auf dem Schlachtfeld zufügte. Die Straße hieß zuvor Aspernstraße.
- Esslinger Furt (Essling, bis 1999 amtlich: Eßlinger Furt), 1987 benannt nach einem Flurnamen. Als Furt bezeichnet man eine Untiefe in einem Bach- oder Flusslauf, an der das Gewässer zu Fuß oder mit Fahrzeugen durchquert werden kann.
- Esslinger Hauptstraße (Essling, bis 1999 amtlich: Eßlinger Hauptstraße), benannt (Datum unbekannt) nach der ehemals selbstständigen Gemeinde Essling, die 1258 erstmals als Ezzelaren erwähnt wurde. Später hieß die Ortschaft Eßlingen und seit 1938 Essling. Sie wurde 1938 zu Floridsdorf eingemeindet und kam 1954 zur Donaustadt.
- Espenweg (Aspern), 1953 benannt nach der Baumart Espe, auch Aspe oder Zitter-Pappel, aus der Gattung der Pappeln; sie ist die in Mitteleuropa als häufigste auftretende Pappelart.
- Eugen-Bormann-Gasse (Kagran), 1932 benannt nach dem deutschen Historiker Eugen Bormann (1842–1917); er kam 1885 nach Wien und wurde Professor für Alte Geschichte und Epigraphik an der Universität Wien (1885–1914).
- Eugenie-Schwarzwald-Weg (Kagran), 2011 benannt nach der Pädagogin, Sozialreformerin und Frauenrechtsaktivistin Eugenie Schwarzwald (1872–1940); sie führte ab 1911 ein Mädchenlyzeum in der Inneren Stadt, die erste Schule in Österreich, an der Mädchen maturieren konnten. Ab 1918 richtete sie mehrere Heime für Kinder und Erwachsene ein, so in Bad Topolschitz, am Semmering, in Bad Ischl, Mödling, Reichenau an der Rax, Waidhofen an der Ybbs und Bad Fischau; 1919 entstand eine Jugendwerkstatt für Knaben in Wien-Favoriten. Ab 1933 half sie Flüchtlingen aus Deutschland, 1934 unterstützte sie verfolgte Sozialdemokraten.
- Eva-Maria-Mazzucco-Platz (Seestadt Aspern), 2016 benannt nach der Bildhauerin und Graphikerin Eva Mazzucco (1925–2013); sie schuf mehr als 60 Großplastiken im öffentlichen Raum. Ihr Werk umfasst Keramiken, Groß- und Kleinplastiken sowie Reliefs in Bronze, Stein, Metall oder Majolika; aber auch Zeichnungen, Pastelle, Aquarelle, Gemälde, Linolschnitte und Emailarbeiten.[70] Mazzucco war Mitglied im Künstlerhaus Wien und im Salzburger Kunstverein.

## F

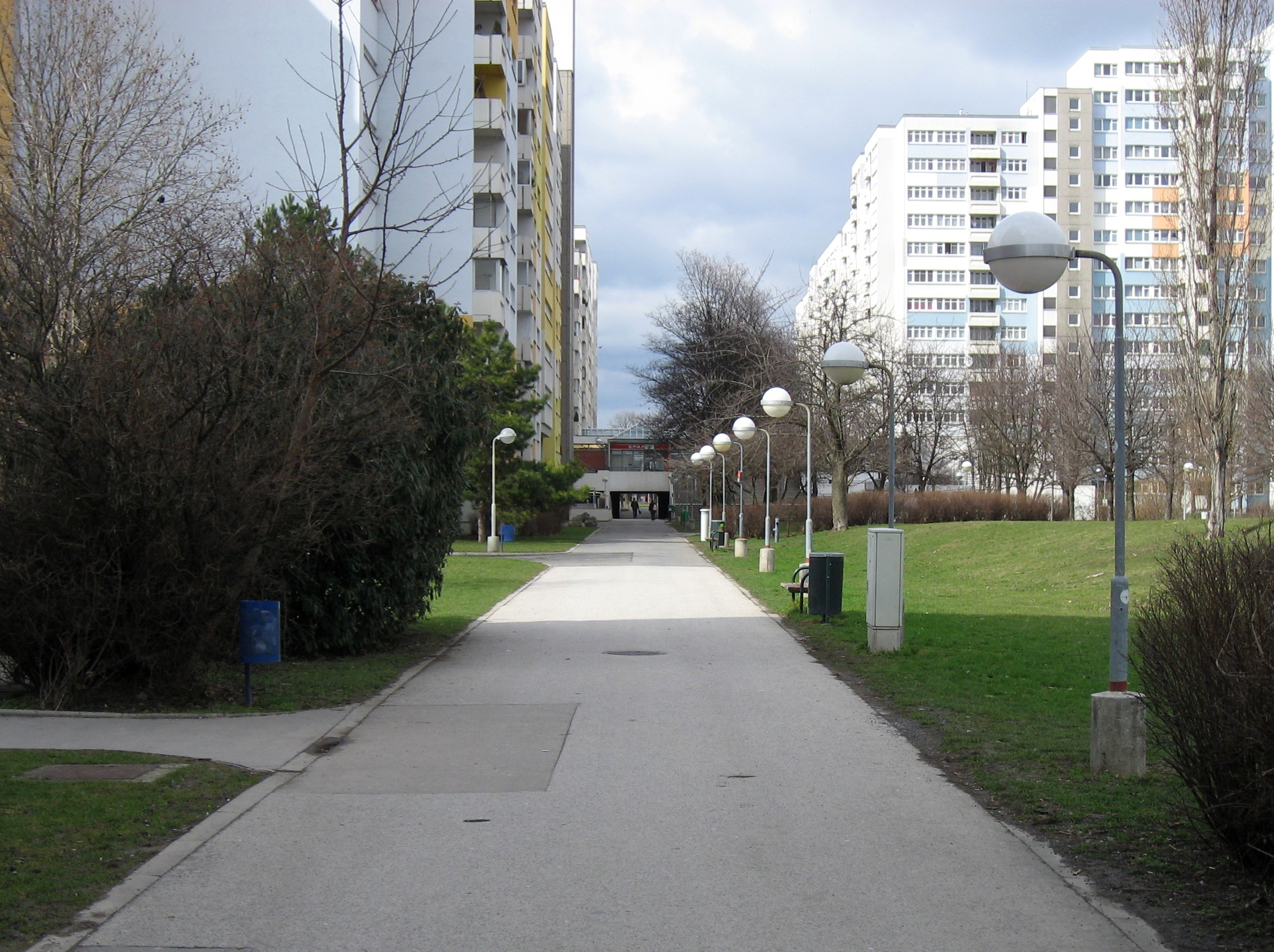
Die Falcogasse durchquert die Wohnanlage Trabrenngründe

- Fahngasse (Stadlau), 2012 benannt nach dem Mediziner Eduard Fahn (1868–1943); er kam 1896 von Böhmen nach Österreich und war ab demselben Jahr Gemeindearzt in Stadlau. Er wurde 1942 ins KZ Theresienstadt deportiert und dort 1943 getötet.[71]
- Falcogasse (Kagran), 2008 benannt nach dem internationalen Popmusiker Falco (eigentlich Hans Hölzel, 1957–1998); er wird gelegentlich als „der erste weiße Rapper“ bezeichnet. Sein Titel „Rock Me Amadeus“ erreichte als erstes und bisher einziges deutschsprachiges Lied die Spitze der US-Billboard-Charts. Die Falcostiege im 5. Bezirk Margareten ist ebenfalls nach ihm benannt.
- Falschlehnerweg (Breitenlee), 2018 benannt nach dem Maler Josef Falschlehner (1912–1973). Der weitgehend unbekannte Künstler wurde am Asperner Friedhof beerdigt.[72]
- Farngasse (Aspern), 1944 benannt nach der Pflanzengruppe der Farne.
- Faschinggasse (Kagran), 1913 benannt nach dem Generalmajor Karl Freiherr von Fasching (1753–1826); er erhielt als Oberst für seine Leistung in der Schlacht bei Aspern 1809 den Maria-Theresia-Orden.[73]
- Fatty-George-Gasse (Essling), 1997 benannt nach dem Jazzmusiker Fatty George (eigentlich Franz Georg Pressler, 1927–1982), Klarinettist. Er betrieb ein Jazzlokal in Wien („Fatty’s Saloon“, 1958–1963 und 1982), ab 1977 hatte er eine eigene Fernsehsendung („Fatty live“). Er spielte oft mit dem Pianisten Bill Grah, dem der angrenzende Bill-Grah-Park gewidmet ist.
- Feitsingergasse (Aspern), 1911 benannt nach Leopold Feitsinger (1763–1849), Ortsrichter von Aspern.
- Felix-Bischof-Weg (Kaisermühlen), 2002 benannt nach Felix Bischof (1912–1984), Bezirksrat (1959–1978, SPÖ).
- Fellnergasse (Essling), 1963 benannt nach dem Architekten Ferdinand Fellner (1847–1916); er erbaute u. a. das Volkstheater (1873–1893), die neue Universitätssternwarte (1874–1878) und das Konzerthaus (1913).
- Ferdinand-Stransky-Weg (Kagran), 1996 benannt nach dem Restaurator und Maler Ferdinand Stransky (1904–1981); er war Mitgründer der Künstlervereinigung „Der Kreis“ und Mitglied der Secession.
- Feuerwehrweg (Hirschstetten), 1998 benannt nach einer ortsüblichen, zuvor nicht amtlichen Bezeichnung.
- Fiebrichgasse (Kagran, Leopoldau), 1952 benannt nach dem volkstümlichen Komponisten und Sänger Franz Paul Fiebrich (1879–1935); er komponierte zahlreiche Wienerlieder („Drauß't in Nußdorf“, „Das silberne Kanderl“, „O du lieber, alter Steffel“ u. a.)
- Fingerhutweg (Essling), 1954 benannt nach der Pflanzengattung der Fingerhüte.
- Finkenweg (Stadlau), benannt nach der Vogelfamilie der Finken; nicht amtliche Bezeichnung.
- Finsterbuschstraße (Kaiserebersdorf-Herrschaft), benannt (Datum unbekannt) nach dem k.k. Hoffeuerzimmermann Christian Johann Finsterbusch (Lebensdaten unbekannt).
- Finsterergasse (Kagran), 1975 benannt nach dem Chirurgen Hans Finsterer (1877–1955); er hinterließ rund 300 Publikationen zu fast allen Bereichen der Chirurgie, vor allem der Magenchirurgie und Anästhesie.
- Firnbergplatz (Kagran), 2010 benannt nach der Politikerin Hertha Firnberg (1909–1994); sie war 1959–1963 Mitglied des Bundesrats und 1963–1983 Abgeordnete zum Nationalrat (SPÖ). Als Bruno Kreisky 1970 sein erstes Kabinett bildete, wurde Firnberg zur Ministerin ohne Portefeuille bestellt, mit dem Auftrag, das neue Bundesministerium für Wissenschaft und Forschung zu gründen. Sie leitete dieses Ministerium bis 1983. Die Herta-Firnberg-Straße im 10. Bezirk Favoriten ist ebenfalls nach ihr benannt.
- Fischerstrand (Kaisermühlen), 1966 benannt nach der Gaststätte „Zum Fischerhaus“.
- Fischerweg (Kaisermühlen), 1993 benannt; siehe Fischerstrand.
- Fitzweg (Stadlau), benannt nach einem Kleingartenfunktionär; nicht amtliche Bezeichnung.
- Flachsweg (Aspern), benannt (Datum unbekannt) nach der auch Flachs genannten Kulturpflanze Gemeiner Lein.
- Fliederweg (Stadlau), 2003 benannt nach der Pflanzengattung Flieder.
- Fliegerweg (Aspern), 1991 benannt nach der Berufsgruppe der Piloten; die Benennung steht im Zusammenhang mit dem ehemaligen Flughafen Aspern (1912–1977); siehe auch Pilotengasse und Flugfeldstraße.
- Florian-Berndl-Gasse (Kagran, Stadlau), benannt (Datum unbekannt) nach dem Naturheilkundler Florian Berndl (1856–1934), Krankenpfleger, Masseur und Pedikeur, Gründer des Gänsehäufelbades (1900).
- Floristenweg (Kagran), 1993 benannt nach dem Berufsstand der Blumenhändler und Blumenbinder. Der Weg grenzt an das Areal der Berufsschule für Gartenbau und Floristik und des Österreichischen Gartenbaumuseums.
- Flugfeldstraße (Aspern), benannt nach dem ehemaligen Flugplatz Aspern (1912–1977); siehe auch Fliegerweg und Pilotengasse.
- Forestgasse (Essling), 1966 benannt nach dem Schauspieler Karl Forest (auch Carl Forest, eigentlich Carl Obertimpfler, 1874–1944), Sohn des prominenten Wiener Cafetiers Carl Obertimpfler. Er wirkte am Burgtheater (1917–1933), am Volkstheater (ab 1927) und am Theater in der Josefstadt (1940–1944).[74] Forest spielte von 1931 bis 1940 in zahlreichen Filmen und führte bei einigen auch Dialog-Regie.[75]
- Forstnergasse (Kagran), 1906 benannt nach dem Fischer Anton Forstner (1770–1855), Lebensretter und Wohltäter.
- Franz-Eduard-Matras-Gasse (Kagran), 1969 benannt nach dem Alpinisten und Sportfunktionär Franz Eduard Matras (1862–1945), Direktor der Metallwarenfirma „Hutter & Schrantz“. Er widmete sich in seiner Freizeit dem alpinen Vereinsleben und war Funktionär und Präsident (1912–1939) des Österreichischen Touristenklubs.[76] Das Franz-Eduard-Matras-Haus am Gipfel des Hochkönigs ist nach ihm benannt, ebenso die Matras-Warte am Schöpfl, der Matras-Steig in Neustadtl an der Donau zum Gipfelstein und der Matras-Steig am Kieneck in den Gutensteiner Alpen.
- Franz-Fellner-Gasse (Hirschstetten), 2004 benannt nach dem Polizeioffizier Franz Fellner (1916–1989), Kommandant der Sicherheitswache Donaustadt.
- Franziska-Donner-Rhee-Weg (Kaisermühlen), 2012 nicht amtlich benannt nach Franziska Donner (1900–1992); die in Inzersdorf geborene Dolmetscherin lernte 1933 den koreanischen Exilpolitiker Rhee Syng-man kennen und heiratete ihn 1934. Im Jahr 1948 wurde Rhee Syng-man zum ersten Präsidenten der Republik Korea gewählt, eine Funktion, die er bis 1960 innehatte; Franziska Donner war in dieser Zeit die „First Lady“ des Landes. Das politische Erbe ihres Ehemanns sorgt bis heute für sehr heftige Diskussionen in der koreanischen Gesellschaft. Seine Frau hat sich dagegen einen fast durchwegs positiven Nachruf in der koreanischen Gesellschaft erhalten; ihr Bekanntheitsgrad ist immer noch erstaunlich hoch. Der Weg befindet sich am Irissee im Donaupark, an dem 2012 das Korea Kulturhaus eröffnet wurde.[77]
- Franziska-Fast-Gasse (Aspern), 2005 benannt nach der Politikerin Franziska Fast (1925–2003), gelernte Emailarbeiterin, Gewerkschaftsfunktionärin, Staatssekretärin im Bundesministerium für soziale Verwaltung (ab 1979), Nationalrätin (ab 1983) und Volksanwältin (1983–1989), SPÖ.
- Franziska-Seidl-Straße (Seestadt Aspern), 2018 benannt nach der Physikerin Franziska Seidl (geb. Vicari, 1892–1983). Sie habilitierte sich 1933 für Experimentalphysik an der Universität Wien und hielt ab diesem Zeitpunkt Vorlesungen. 1958 wurde sie außerordentliche und 1963 ordentliche Professorin. Zu ihren wichtigsten Erfindungen zählt das Membranlose Telefon.
- Franz-Loidl-Straße (Kagran), 1991 benannt nach dem Priester und Kirchenhistoriker Franz Loidl (1905–1987); Inhaber des Lehrstuhls für Kirchengeschichte und Patrologie an der Universität Wien (1953–1975), Direktor des Wiener Diözesanarchives (1958–1965).
- Franz-Pixner-Weg (Kagran), 2003 benannt nach dem Bildhauer und Maler Franz Pixner (1912–1998); er kämpfte als Marxist für den Schutzbund und danach gegen Franco im Spanischen Bürgerkrieg.[78] Er schuf u. a. das „Freiheitskämpfer-Denkmal“ am Atzgersdorfer Friedhof.[79]
- Franz-Pletersky-Weg (Stadlau), 1978 benannt nach einem ehemaligen Anrainer namens Franz Pletersky (Lebensdaten unbekannt). Hieß zuvor nicht amtlich Franz-Pletersky-Ring.
- Franz-Reitlinger-Gasse (Kagran), 2007 benannt nach dem Bibliothekar Franz Reitlinger (1906–2003), Amateurbergsteiger, Funktionär der „Naturfreunde Kaisermühlen“.[80]
- Franz-Schuster-Gasse (Kaisermühlen), 2003 benannt nach dem Architekten und Möbeldesigner Franz Schuster (1892–1972); er entwarf vor allem Wohnbauten, z. B. den Winarskyhof (1924), den Karl-Volkert-Hof (1926–1927), die Siedlung Siemensstraße und die Per-Albin-Hansson-Siedlung West (1947–1951).
- Franz-Siller-Gasse (Essling), benannt (Datum unbekannt) nach dem Beamten Franz Siller (1893–1924), Präsident des „Zentralverbandes der Kleingärtner, Siedler und Kleintierzüchter Österreichs“; er spielte eine führende Rolle bei der Organisation der Kleingartenbewegung im hungernden Wien nach 1918. Ebenfalls nach ihm benannt sind der Sillerweg im 2. Bezirk Leopoldstadt, der Sillerweg im 11. Bezirk Simmering, der Franz-Siller-Weg im 12. Bezirk Meidling, die Sillergasse und der Sillerplatz im 13. Bezirk Hietzing und die Sillerstraße im 19. Bezirk Döbling.
- Franz-Wels-Gasse (Aspern), 1966 benannt nach dem Flugpionier Franz Wels (1873–1940), Mitarbeiter und Testpilot von Igo Etrich; 1906 gelang ihm der erste bemannte Flug in Österreich mit dem „Etrich-Wels-Gleitflieger III“ und 1907 der erste Motorflug in Österreich mit dem „Praterspatz“ (24 PS). Wels entwickelte ab 1909 gemeinsam mit Etrich die sehr erfolgreiche „Etrich Taube“.[81][82][83] Siehe auch Illnerstraße sowie die Etrichstraße im 11. Bezirk Simmering.
- Frederick-Loewe-Weg (Breitenlee), 1995 benannt nach dem Komponisten und Musicalautor Frederick Loewe (eigentlich Friedrich Löwe, 1901–1988); er komponierte u. a. die Musik zu den Musicals „My Fair Lady“ (1956) und „Gigi“ (1973).
- Fred-Raymond-Gasse (Aspern), 1986 benannt nach dem Komponisten Fred Raymond (1900–1954); er komponierte zahlreiche Operetten sowie das populäre Lied „Ich hab mein Herz in Heidelberg verloren“, mit dem er berühmt wurde. Die Gasse hieß zuvor Raymondgasse.
- Frenkel-Brunswik-Gasse (Seestadt Aspern), 2012 benannt nach der Psychoanalytikerin und Psychologin Else Frenkel-Brunswik (1908–1958); sie war 1931–1938 Mitarbeiterin von Karl Bühler und Charlotte Bühler am Psychologischen Institut der Universität Wien; siehe auch den Charlotte-Bühler-Weg im 17. Bezirk Hernals. Nach ihrer Emigration war sie 1939–1958 Mitarbeiterin am Institute of Child Welfare der University of California in Berkeley, USA. Sie hatte wesentlichen Anteil an der Forschung über die autoritäre Persönlichkeit, die als eine der Pionierstudien moderner Sozialforschung gilt.
- Friederike-Mayröcker-Straße (Seestadt Aspern), 2024 benannt nach der Schriftstellerin Friederike Mayröcker (1902–2002). Ihre ersten literarischen Veröffentlichungen erfolgten 1945. Zunächst verfasste sie überwiegend Gedichte und Prosa, später folgten einige Hörspiele. Insgesamt veröffentlichte sie mehr als 100 Bücher, darunter ab den 1970er-Jahren auch mehrere Kinderbücher.
- Friedhofweg (Breitenlee, Süßenbrunn); wahrscheinlich benannt nach dem Friedhof in Süßenbrunn.
- Fritz-Feigl-Weg (Hirschstetten), 2003 benannt nach dem Chemiker Fritz Feigl (1891–1971); er gilt als der Begründer analytischer Tüpfeltests und hat somit zur Entwicklung einiger analytischer Schnelltests beigetragen.
- Fritz-Kreisler-Weg (Aspern, Oberes Hausfeld), 2022 benannt nach dem Violinvirtuosen Fritz Kreisler (1875–1962), der von etwa 1900 bis in die 1940er große Erfolge, auch auf Schallplatte, hatte. Er wirkte auch als Komponist von Violinkonzerten. Die Fritz-Kreisler-Gesellschaft veranstaltet ihm zu Ehren alle vier Jahre einen Violinwettbewerb.
- Fuchsenzeile (Breitenlee), 2001 benannt nach dem Säugetier Fuchs.
- Fuchshäufelgasse (Aspern), 2003 benannt nach einem Flurnamen.
- Fuchsienweg (Breitenlee), 1954 benannt nach der Zierpflanzengattung der Fuchsien.
- Fundergasse (Hirschstetten), 1978 benannt nach dem Journalisten und Publizisten Friedrich Funder (1872–1959); Chefredakteur der christlichsozialen „Reichspost“ (ab 1902); er prägte das politische Alltagsleben und galt als Graue Eminenz und „Ministermacher“.
- Füsterweg (Kagran, Freihofsiedlung), 1932 benannt nach dem Geistlichen Anton Füster (auch Fister, 1808–1881), Professor für Religion und Pädagogik an der Universität Wien (1847–1848). Im Zug der Revolution von 1848 stieg er als Feldkaplan der „Akademischen Legion“ auf die Barrikaden. In der Folge floh er 1849 nach New York und lebte dort in ärmlichen Verhältnissen als Sprachlehrer.[84]

## G
- Gabriele-Proft-Weg (Aspern), 2002 benannt nach der Politikerin Gabriele Proft (1879–1971), Gewerkschaftsfunktionärin, Gemeinderätin (1918), Mitglied des Nationalrats (1919–1934 und 1945–1953), Stellvertretende Parteivorsitzende der SPÖ (1945–1959).
- Gagerngasse (Essling), 1973 benannt nach dem Schriftsteller Friedrich von Gagern (1882–1947); er schrieb exotische Abenteuererzählungen in Lederstrumpfmanier, in denen männliches Einzelgängertum und die Ursprünglichkeiten fremder Völker idealisiert werden. Im Historikerbericht Straßennamen Wiens seit 1860 als „Politische Erinnerungsorte“ aus dem Jahr 2013 ist die Straße Gruppe C (demokratiepolitisch relevante biographische Lücken) zugeordnet.[4]
- Gänseblümchenweg (Essling), 1954 benannt nach der Pflanzenart Gänseblümchen.
- Gänsehäufelgasse (Kaisermühlen), 1909 benannt nach dem Gänsehäufel, einer bewaldeten Sandinsel, die als Badeanlage genutzt wird. Der Name weist auf die ehemaligen „Haufen“ (angeschwemmte Inseln) hin, die vor allem der Gänsezucht gedient haben sollen. Die Gasse hieß zuvor Lobaugasse.
- Gartenheimstraße (Essling), benannt (Datum unbekannt) nach der gleichnamigen Siedlergenossenschaft.
- Gelbsilberweg (Aspern), 1984 benannt nach der Kaninchenrasse Deutsches Großsilberkaninchen.
- Gemeindeaugasse (Stadlau), 1909 benannt nach einer ehemaligen Au im Besitz der Gemeinde Aspern. Hieß zuvor Klostergasse.
- Gemeindegasse (Aspern), 1906 benannt nach der ehemals selbstständigen Gemeinde Aspern. Die erste urkundliche Erwähnung des Dorfes erfolgte im Jahre 1258 als Asparn; 1904 wurde der Ort nach Wien eingemeindet.
- Genochplatz (Hirschstetten), 1910 benannt nach dem Grundbesitzer Josef Genoch (1846–1907), Bürgermeister von Stadlau.
- Georg-Bilgeri-Straße (Kagran), 1959 benannt nach dem Offizier Georg Bilgeri (1873–1934), Skilehrer in Österreich, Schweden, der Schweiz und der Türkei. Er trug zur Verbesserung der Alpin- und Skiausrüstung bei und verhalf dem Stemmbogen und der „Zweistocktechnik“ zum Durchbruch.
- Georg-Ehrlich-Weg (Leopoldau), 1977 benannt nach dem Maler und Bildhauer Georg Ehrlich (1897–1966); sein Hauptwerk bildet ein lithographischer Bibelzyklus, in welchem er seine Erfahrungen aus dem Ersten Weltkrieg aufarbeitete, sowie Bronzeplastiken, Porträt- und Landschaftsgemälde.
- Georg-Kreisler-Weg (Hirschstetten), 2022 benannt nach dem Kabarettisten und Chansonnier Georg Kreisler (1922–2011). Er wurde vor allem in den 1950ern durch schwarzhumorige, von feinem Sprachwitz getragene Chansons wie Tauben vergiften im Park populär, bei denen er sich selbst auf dem Klavier begleitete und die auf das deutschsprachige Kabarett großen Einfluss hatten.
- Georginenplatz (Aspern), 1955 benannt nach dem Trivialnamen „Georgine“ für die Pflanzengattung der Dahlien.
- Georgine-Steininger-Weg (Seestadt Aspern), 2012 benannt nach der Therapeutin Georgine Steininger (1928–2009); sie initiierte die Familienberatungsstellen der Diözese Graz-Seckau. Von 1982 bis 2001 leitete sie das Ausbildungsinstitut für systemische Therapie in Graz und wirkte als Ehe-, Familien- und Lebensberaterin sowie als Systemische Familientherapeutin.[85]
- Gerambgasse (Stadlau), 1909 benannt nach dem ungarischen Adeligen Ferdinand von Geramb (Ordensname Maria Joseph von Geramb, 1772–1848); er kämpfte 1806 als glühender Patriot mit einem Freiwilligencorps gegen Napoleon und musste in der Folge nach England fliehen. 1816 trat er in das Trappisten-Kloster „Notre-Dame de Port du Salut“ bei Laval (Frankreich) ein, und wurde später General-Prokurator des Ordens. Er verfasste einige Bücher, unter anderen über seine Wallfahrt nach Jerusalem (1836).[86][87]
- Geranienweg (Breitenlee), 1977 benannt nach dem Trivialnamen „Geranie“ für die Pflanzengattung der Pelargonien.
- Gerhard-Büchl-Weg (Aspern), 2018 benannt nach dem Steinmetz und Lehrer Gerhard Büchl (1958–2016); er war Lehrer an der Berufsschule für das Baugewerbe (BS Bau) in der Donaustadt und 2009–2016 Direktor dieser Schule.
- Gerlichgasse (Aspern), 1966 benannt nach dem schlesisch-österreichischen Eisenbahnbauer Eduard Gerlich (1836–1904); er war an zahlreichen Bahnprojekten in Mittel- und Osteuropa beteiligt. 1875 wurde er stellvertretender Oberingenieur beim Bau der Gotthardbahn, deren Trasse er plante.
- Gernotgasse (Essling); keine Beschreibung vorhanden.
- Gerstmayerweg (Aspern), 1956 benannt nach dem Landschaftsmaler Josef Gerstmeyer (sic!, 1801–1870); er malte Bilder von oberitalienischen und österreichischen Landschaften sowie zahlreiche Ansichten von Wien und Umgebung, die vielfach als Druckgrafiken kopiert wurden.[88] Der Weg hieß zuvor Markweg.
- Gertrud-Bodenwieser-Gasse (Seestadt Aspern), 2016 benannt nach der Tänzerin und Choreografin Gertrud Bodenwieser (1890–1959); sie trat ab 1919 als Tänzerin auf, ihr Ausdruckstanz stieß bei Publikum und Kritik auf Begeisterung. Von 1928 bis 1938 war sie Professorin für Tanz an der Akademie für Musik und Darstellende Kunst. 1938 emigrierte sie nach Australien, wo sie als Choreografin arbeitete und unterrichtete.
- Gewerbeparkstraße (Kagran), 1995 benannt nach ihrer Lage im Gewerbepark Stadlau.
- Gilberto-Bosques-Promenade (Kaisermühlen), 2002 benannt nach dem mexikanischen Diplomaten Gilberto Bosques (1892–1995), Generalkonsul in Paris. Er gewährte während des Zweiten Weltkrieges zahlreichen deutschen und österreichischen Flüchtlingen Hilfe und Asyl und verhalf rund 40.000 Menschen zur Flucht.
- Ginkgoweg (Stadlau), 2004 benannt nach der Baumart Ginkgo.
- Ginsterweg (Breitenlee), 1954 benannt nach der Pflanzengattung Ginster.
- Gisela-Legath-Gasse (Seestadt Aspern), 2012 benannt nach der Bäuerin Gisela Legath (geb. Gizella Gerecsèr, 1908–1973); sie gewährte 1945 zwei ungarischen Juden unter Lebensgefahr Unterschlupf in der Scheune ihres Wohnhauses, und rettete sie dadurch.
- Gladiolenweg (Aspern), 1954 benannt nach der Pflanzengattung der Gladiolen.
- Gleichgasse (Essling), 1960 benannt nach dem Beamten Josef Alois Gleich (1772–1841); er schrieb in seiner Freizeit über 100 Romane und ungefähr 250 Theaterstücke, meist unter Pseudonymen. Er war ab 1820 der Schwiegervater von Ferdinand Raimund.
- Glockenblumengasse (Aspern), 1955 benannt nach der Pflanzengattung der Glockenblumen.
- Gmarchhaufenstraße (Kagran), 1959 benannt nach einem Flurnamen. Hieß zuvor Kolonistenstraße.
- Godlewskigasse (Kagran), 1955 benannt nach dem Akrobaten, Ballettmeister, Tanzlehrer und Choreografen Carl Godlewski (1862–1949); er wurde bekannt als Clown und Schleuderbrett-Springer (vor allem im Circus Renz), der Elefanten und Soldatenkompanien mit aufgesetzten Bajonetten übersprang. Aufgrund seiner Berühmtheit wurde er um die Jahrhundertwende Tanzlehrer der Wiener Hocharistokratie. Die Gasse hieß zuvor Edmund-Fischer-Gasse.
- Goldammerweg (Stadlau), benannt (Datum unbekannt) nach der Vogelart Goldammer.
- Goldemundweg (Kagran), 1958 benannt nach dem Stadtplaner Heinrich Goldemund (1863–1947); er setzte sich als Stadtbaudirektor (1913–1920) für die Einrichtung des Wiener Grüngürtels und die Erweiterung des Türkenschanzparks ein. Im Historikerbericht Straßennamen Wiens seit 1860 als „Politische Erinnerungsorte“ aus dem Jahr 2013 ist die Straße Gruppe C (demokratiepolitisch relevante biographische Lücken) zugeordnet.[4]
- Goldlackgasse (Aspern), 1955 benannt nach der Pflanzenart Goldlack.
- Goldnesselweg (Stadlau), 2002 benannt nach der Pflanzenart Goldnessel.
- Goldregengasse (Aspern), 1944 benannt nach der Strauchgattung Goldregen.
- Göschenweg (Aspern), 1933 benannt nach dem deutschen Verleger Georg Joachim Göschen (1752–1828), Gründer und Besitzer der G. J. Göschen’sche Verlagsbuchhandlung. Zu seinen Autoren zählten u. a. Friedrich Schiller, Johann Wolfgang von Goethe, Christoph Martin Wieland und Friedrich Gottlieb Klopstock.
- Gotenweg (Kaisermühlen), 1966 benannt nach dem germanischen Volksstamm der Goten. Siehe auch Langobardenstraße, Markomannenstraße, Quadenstraße und Rugierstraße.
- Gotramgasse (Stadlau), 1909 benannt nach Gotram (Lebensdaten unbekannt), der nach einigen Quellen von 789 bis 802 Grenzgraf der Ostmark gewesen sein soll.
- Gotthelfgasse (Aspern), 1954 benannt nach dem Schweizer Pfarrer und Schriftsteller Jeremias Gotthelf (eigentlich Albert Bitzius, 1797–1854); seine Romane spiegeln in einem zum Teil erschreckenden Realismus das bäuerliche Leben im 19. Jahrhundert.
- Greinzgasse (Essling), 1955 benannt nach dem Tiroler Schriftsteller Rudolf Greinz (1866–1942); er wurde als Verfasser von religiösen Schriften und konservativen historischen Romanen bekannt. Die Gasse hieß zuvor Hagengasse. Im Historikerbericht Straßennamen Wiens seit 1860 als „Politische Erinnerungsorte“ aus dem Jahr 2013 ist die Straße Gruppe C (demokratiepolitisch relevante biographische Lücken) zugeordnet.[4]
- Grenadierweg (Aspern), 1966 benannt nach der Truppengattung der Grenadiere; die Benennung nimmt Bezug auf die Schlacht bei Aspern 1809.
- Greta-Kraus-Weg (Essling), 2004 benannt nach der Pianistin, Cembalistin, Harfenistin und Musikpädagogin Greta Kraus (1907–1998). Ursprünglich ausgebildete Pianistin begann sie 1935 eine Karriere als Solo-Harfenistin. 1939 übersiedelte sie nach Toronto, Kanada, und gründete dort 1958 das „Toronto Baroque Ensemble“.[89]
- Grete-Zimmer-Gasse (Aspern), 2010 benannt nach der Schauspielerin Grete Zimmer (1922–2003); sie gehörte seit 1945 zum Ensemble des Theaters in der Josefstadt. Beim Film war sie in einigen kleineren Rollen zu sehen. In Kronprinz Rudolfs letzte Liebe verkörperte sie 1956 die Kronprinzessin Stephanie.
- Grohmannstraße (Aspern), 1984 benannt nach dem Alpinisten Paul Grohmann (1838–1908), Gründungsmitglied des Österreichischen Alpenvereins (1862). Nach ihm ist auch die Grohmannspitze in den Dolomiten benannt.
- Große-Bucht-Straße (Stadlau), 1963 benannt nach einer Bucht der Alten Donau. Siehe auch Kleine-Bucht-Straße.
- Groß-Enzersdorfer Straße (Aspern, Essling), 1909 benannt nach der Stadt Groß-Enzersdorf in Niederösterreich. Hieß zuvor Esslingerstraße.
- Grosserweg (Essling), 1955 benannt nach dem Anatomen Otto Grosser (1873–1951), Universitätsprofessor, Direktor des anatomischen Instituts der Universität Prag (ab 1909), später Rektor dieser Universität.[90] Der Weg hieß zuvor Schulweg. Im Historikerbericht Straßennamen Wiens seit 1860 als „Politische Erinnerungsorte“ aus dem Jahr 2013 ist die Straße Gruppe C (demokratiepolitisch relevante biographische Lücken) zugeordnet.[4]
- Grossmannstraße (Essling), 1982 benannt nach dem Dirigenten und Chorleiter Ferdinand Grossmann (1887–1970), Chordirektor der Wiener Staatsoper (1930), Professor für Solo- und Chorgesang und Leiter der Abteilung Schulmusik an der Wiener Musik-Akademie (ab 1933), künstlerischer Leiter der Wiener Sängerknaben (1939–1945 und 1956–1968).
- Grünbaumgasse (Süßenbrunn), 1968 benannt nach dem Kabarettisten, Schriftsteller, Regisseur, Schauspieler und Conférencier Fritz Grünbaum (1880–1941); im Jahr 1914 hatte er seinen ersten Auftritt im Kabarett Simpl. Zusammen mit Karl Farkas entwickelte er dort ab 1922 die sogenannte „Doppelconférence“ und führte sie zur Höchstblüte. Der Fritz-Grünbaum-Platz im 6. Bezirk Mariahilf ist ebenfalls nach ihm benannt.
- Grundemanngasse (Süßenbrunn), Benennungsdatum und Herkunft unbekannt. Siehe auch Grundemann-Falkenberg.
- Gründungsweg (Aspern), 1966 benannt zur Erinnerung an die Gründung der Siedlung.
- Gruntzelstraße (Essling), 1955 benannt nach dem Nationalökonomen Josef Gruntzel (1866–1934), Professor für Volkswirtschaftslehre an der k.u.k. Exportakademie (ab 1908), Hofrat (1918); er verfasste zahlreiche wirtschaftspolitische Werke.[91]
- Gugliagasse (Breitenlee), 1959 benannt nach dem Historiker Eugen Guglia (1857–1919), Professor für Geschichte und deutsche Literatur am Theresianum (1893–1901), Chefredakteur der „Wiener Zeitung“ (1901–1909), Dozent für Geschichte an der Technischen Hochschule Wien (ab 1910) und an der Universität Graz (ab 1919). Er verfasste zahlreiche Bücher, u. a. die „Geschichte der Stadt Wien“ (1892).[92]
- Guido-Lammer-Gasse (Aspern, Hirschstetten), 1962 benannt nach dem Mittelschulprofessor und Alpinisten Eugen Guido Lammer (1863–1945); er war einer der ersten führerlosen Bergsteiger und ein Verfechter eines sauberen Stils. Lammer war einer der ersten, der um des eigenen Erlebnis willen in die Berge stieg, die Berge als Quelle der Selbsterfahrung benutzte, als früher Wegbereiter des Erlebnisbergsteigens.[93]
- Gumplowiczstraße (Kagran), 1959 benannt nach dem Juristen und Soziologen Ludwig Gumplowicz (1838–1909), Professor für Staats- und Verwaltungsrecht an der Universität Graz. Er ist einer der Gründerväter der europäischen Soziologie.
- Gundackergasse (Essling), 1972 benannt nach dem Beamten Johann Gundacker (1887–1962), Wiener Stadtbaudirektor (1945–1954).[94]
- Gunertweg (Hirschstetten), 1984 benannt nach dem Schriftsteller Johann Gunert (1903–1982), Lyriker und Essayist, Lektor des Amts für Kultur und Volksbildung in Wien, Bibliothekar der Wiener Stadt- und Landesbibliothek, Mitarbeiter des ORF.[95]
- Guntherstraße (Essling); keine Beschreibung vorhanden.
- Gustav-Merten-Platz (Aspern, Oberes Hausfeld), 2022 benannt nach dem Unternehmer Gustav Merten (1887–1959), Begründer der im Bezirk ansässigen Merten-Werke für Mechatronik.
- Güterslohgasse (Breitenlee), 2006 benannt nach dem Schriftsteller und Maler Albert Paris Gütersloh (eigentlich Albert Conrad Kiehtreiber, 1887–1973); er schuf Aquarelle, Zeichnungen, Ölbilder, aber auch Gobelinentwürfe, Mosaike und Glasfenster. Als Lehrer von Arik Brauer, Ernst Fuchs, Wolfgang Hutter, Helmut Leherbauer, Arminio Rothstein, Friedensreich Hundertwasser und Anton Lehmden gilt er als einer der wichtigsten Wegbereiter der Wiener Schule des Phantastischen Realismus.

## H

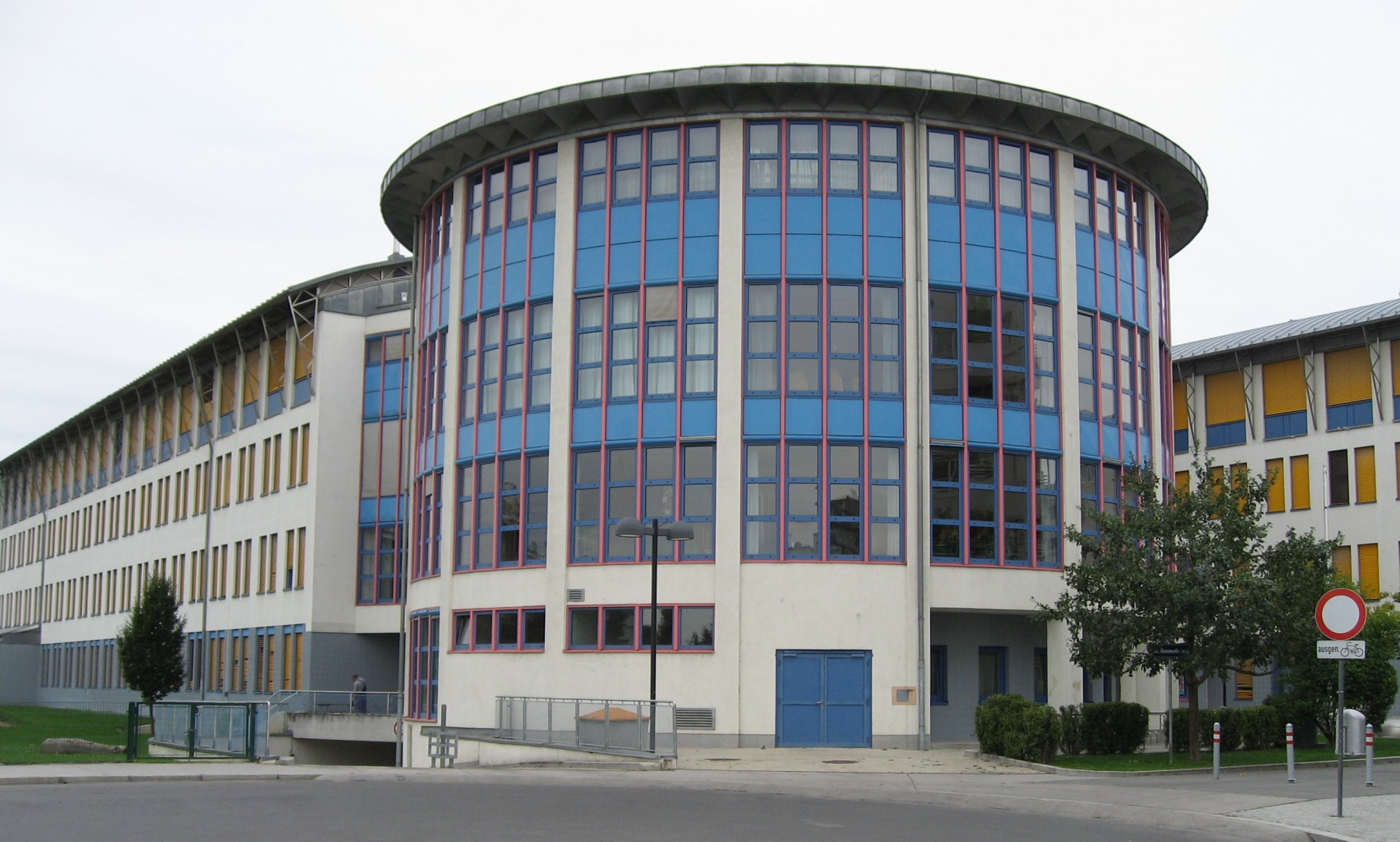
Volksschule Hammerfestweg

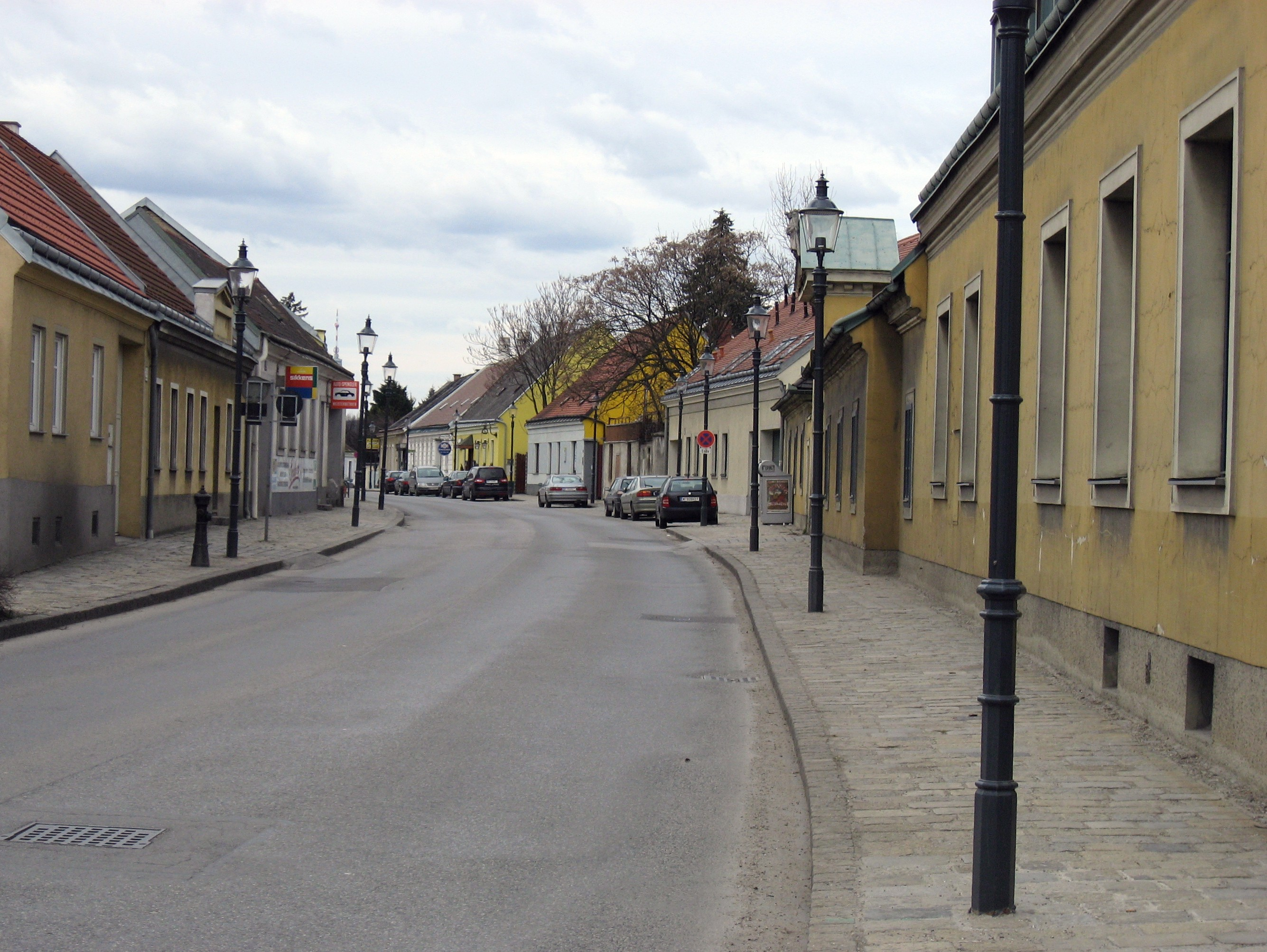
Der historische Ortskern von Hirschstetten an der Hirschstettner Straße

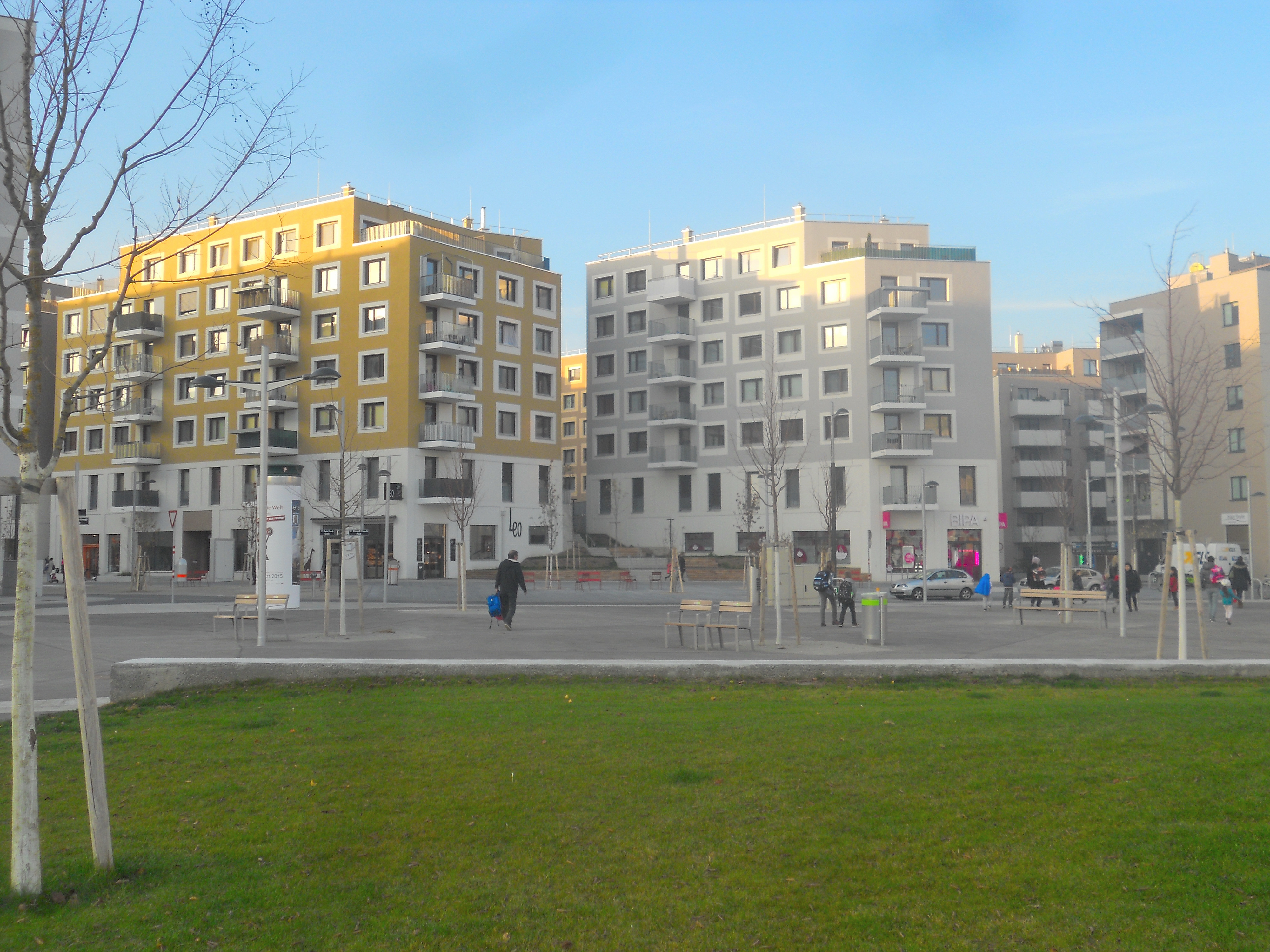
Der Hannah-Arendt-Platz in der Seestadt

- Habe-die-Ehre-Gasse (Essling), 2009 benannt nach der höflichen aber veraltenden österreichischen Grußformel „Habe die Ehre!“, bei schlampiger Aussprache als „habe d’ehre“ auch als Ausruf des Erstaunens oder des Entsetzens.
- Haberergasse (Kagran), 2009 benannt nach dem Wienerischen Ausdruck für einen Freund bzw. Kumpan.
- Haberlandtgasse (Aspern), 1955 benannt nach dem Ethnologen Michael Haberlandt (1860–1940); zusammen mit Wilhelm Hein gründete er 1894 den Verein für Volkskunde sowie das heutige Österreichische Museum für Volkskunde. Die Gasse hieß zuvor Reitergasse. Im Historikerbericht Straßennamen Wiens seit 1860 als „Politische Erinnerungsorte“ aus dem Jahr 2013 ist die Straße Gruppe A (intensiver Diskussionsbedarf) zugeordnet.[4]
- Hadrawagasse (Essling), 1955 benannt nach dem volkstümlichen Dichter Josef Johann Hadrawa (1869–1950); er verfasste Volksstücke und Texte für Wienerlieder. Hieß zuvor Johann-Strauß-Gasse.[96]
- Haengasse (Aspern), 1972 benannt nach dem Arzt Anton de Haen (1704–1776); er kam 1754 aus den Niederlanden nach Wien und wurde Professor an der Ersten Medizinischen Klinik der Universität Wien; in der Folge wurde er zum Mitbegründer der Wiener Medizinischen Schule.
- Haffnergasse (Essling), 1955 benannt nach dem deutschen Schriftsteller Karl Haffner (1804–1876); er arbeitet als Theaterdichter am Theater an der Wien und danach am Theater in der Josefstadt. Zusammen mit Richard Genée schrieb er das Libretto der Operette Die Fledermaus von Johann Strauss. Die Gasse hieß zuvor Haydngasse.
- Hagebuttenweg (Aspern), 1955 benannt nach der Sammelfrucht Hagebutte.
- Hagedornweg (Aspern), 1944 benannt nach der Pflanzengattung Weißdorn.
- Halblehenweg (Hirschstetten), 1944 benannt nach einem Flurnamen.
- Hammerfestweg (Aspern), 1994 benannt nach der norwegischen Hafenstadt Hammerfest zur Erinnerung daran, dass die norwegische Bevölkerung nach dem Zweiten Weltkrieg Lebensmittelpakete für österreichische Kinder spendete. Siehe auch Bergengasse, Hortengasse, Osloplatz, Sandefjordgasse, Stavangergasse, Tönsbergweg und Trondheimgasse.
- Handel-Mazzetti-Gasse (Leopoldau), 1981 benannt nach der Schriftstellerin Enrica von Handel-Mazzetti (1871–1955); ihr Werk umfasst vor allem historische Romane und Novellen, welche die Zeit der Glaubenskämpfe zwischen Katholiken und Protestanten behandeln.
- Hanfgasse (Hirschstetten), 1993 benannt nach der Pflanzengattung Hanf.
- Hänischgasse (Essling), 1975 benannt nach dem Maler Aloys Hänisch (1866–1937), Mitglied der Wiener Secession (ab 1905). Er malte Interieurs, Stillleben, Blumen und Tiere und betätigte sich auch als Lithograf und Radierer.[97]
- Hannah-Arendt-Platz (Seestadt Aspern), 2012 benannt nach der politischen Theoretikerin und Publizistin Hannah Arendt (1906–1975); sie war unter anderem als Journalistin und Hochschullehrerin tätig und veröffentlichte wichtige Beiträge zur politischen Philosophie. Wegen ihres eigenständigen Denkens, der Theorie der totalen Herrschaft, ihrer existenzphilosophischen Arbeiten und ihrer Forderung nach freien politischen Diskussionen nimmt sie in den Debatten der Gegenwart eine bedeutende Rolle ein. Der Hannah-Arendt-Park wurde ebenfalls nach ihr benannt.
- Hannes-Lintl-Gasse (Breitenlee), 2007 benannt nach dem Architekten Hannes Lintl (1924–2003); von 1961 bis 1964 entstand als sein bekanntestes Werk der Donauturm, ein Aussichtsturm auf dem Gelände der Wiener Internationalen Gartenschau (WIG 64) nach Plänen Lintls und des Statikers Robert Krapfenbauer.[98] Siehe auch Donauturmstraße.
- Hannes-Schulz-Weg (Stadlau), 2018 benannt nach dem Architekten und Stadtplaner Hannes Schulz (1944–2015). Er setzte in seiner Tätigkeit als Stadt-Verkehrs- und Regionalplaner innerhalb der MA18 zahlreiche Projekte um und war vor allem am Projekt „Nationalpark Donau-Auen“ maßgeblich beteiligt. Der Ausbau und die Forcierung der öffentlichen Verkehrsmittel und ihre verstärkte Anbindung an Wohngebiete war stets auch sein persönliches Anliegen.[99]
- Hanns-Reimann-Gasse (Essling), 1997 benannt nach dem Esslinger Arzt Hanns Reimann (1913–1981). Im Historikerbericht Straßennamen Wiens seit 1860 als „Politische Erinnerungsorte“ aus dem Jahr 2013 ist die Straße Gruppe B (Diskussionsbedarf) zugeordnet.[4]
- Hans-Lang-Weg (Aspern), 1996 benannt nach dem Komponisten Hans Lang (1908–1992); bekannt wurde er vor allem durch seine Filmmusik für viele Heimatfilme der 1950er Jahre wie Lumpacivagabundus, Der Hofrat Geiger, Der alte Sünder, Hallo Dienstmann, Ober, zahlen! und Die Fiakermilli.
- Hans-Mayr-Platz (Stadlau), 2013 benannt nach dem Politiker Hans Mayr (1928–2006); er war ab 1963 Gemeinderat, ab 1971 SPÖ-Bezirksobmann im 15. Bezirk und 1971–1973 Abgeordneter zum Nationalrat. Von 1973 bis 1994 war er Stadtrat für Finanzen, 1984–1994 außerdem Vizebürgermeister unter Bürgermeister Helmut Zilk. Die Verkehrsfläche ist der Vorplatz der Verkehrsstation Stadlau.
- Hans-Pollak-Weg (Kagran), 2011 benannt nach Hans Pollak (1919–2003); er war Gründungsmitglied des Kulturvereines Donaustadt und des Bezirksmuseums Donaustadt und förderte die Schaffung des Sondermuseums „Aspern–Eßling 1809“.
- Hans-Steger-Gasse (Hirschstetten), 1910 benannt nach Hans Steger (ca. 1398 – ca. 1460), Wiener Bürgermeister (1434–1439, 1443, 1447–1449) und Besitzer der Herrschaft Hirschstetten.
- Hans-Weigel-Gasse (Aspern, Oberes Hausfeld), 2022 benannt nach dem Schriftsteller, Textdichter und Theaterkritiker Hans Weigel (1908–1991). In der Zwischenkriegszeit schrieb er Libretti für Operetten und arbeitete an einigen Kleinkunstbühnen mit. Nach der Emigration in der Schweiz kehrte er 1945 nach Österreich zurück, schrieb für diverse Tageszeitungen und wurde in Folge zu einem der einflussreichsten Theaterkritiker. Er förderte auch junge Literaten und Autorinnen (unter anderem Ingeborg Bachmann, mit der er zeitweise liiert war) mit der Anthologiereihe Stimmen der Gegenwart. Im Gegensatz dazu war er aber auch einer der Initiatoren des sogenannten Brecht-Boykotts. Selbst schrieb er einige Bücher, die sich humorvoll mit Österreich, der Schweiz oder von ihm als solche empfundene Zivilisationskrankheiten wie Statistiken und Meinungsumfragen auseinandersetzte. Er wirkte auch als Übersetzer, etwa besorgte er Neuübersetzungen von Stücken Molières.
- Hardegggasse (Aspern, Stadlau, bis 1999: Hardeggasse[100]), benannt nach den Brüdern Feldmarschalleutnant Anton Hardegg (1773–1825), Kavallerie-General Ignaz zu Hardegg (1772–1848) und Kavallerie-General Heinrich Hardegg (1778–1854), die alle drei für ihre Leistungen in den Schlachten bei Aspern und Wagram 1809 den Maria-Theresia-Orden erhielten. In Lehmanns Wiener Adressbuch erstmals 1911 zu finden (auch damals in der heutigen offiziellen Schreibung).[101]
- Harlacherweg (Kagran), 1957 benannt nach dem Schweizer Bauingenieur Andreas Rudolf Harlacher (1842–1890), Prof. für Ingenieurwissenschaften am Polytechnikum Prag;[102] er beschäftigte sich vor allem mit Wasserbau und lieferte mit seinem Werk „Beiträge zur Hydrographie des Königreiches Böhmen“ (1872–1875) einen wichtigen Beitrag zur Entwicklung der Hydrometrie.
- Harrachgasse (Kaisermühlen), 1873 benannt nach dem Arzt Karl Borromäus Graf Harrach (1761–1829); er arbeitete als unbezahlter Primararzt im Institut der Elisabethinnen in Wien (1814–1829) und widmete sich der Betreuung von Sträflingen und Armen, denen er auch Medikamente bezahlte. Sein Vermögen vermachte er den Armenanstalten in Wien.[103][104]
- Hartlebengasse (Aspern, Hirschstetten), 1933 benannt nach dem deutschen Dramatiker, Lyriker und Erzähler Otto Erich Hartleben (1864–1905); zu Lebzeiten ungeheuer populär kursierten zahlreiche Anekdoten um seine Person. Sein dichterisches Werk ist überschaubar und ist zu Beginn seines Schaffens dem Naturalismus verpflichtet.
- Hartriegelgasse (Essling), 1954 benannt nach der Strauchgattung Hartriegel.
- Haselnussweg (Stadlau, bis 1999 amtlich: Haselnußweg), 1978 benannt nach der Strauchart Haselnuss.
- Hasibederstraße (Aspern), 1983 benannt nach Ferdinand Hasibeder (1920–1982); Kulturmanager mit großen Verdiensten um den interkulturellen Austausch zwischen Wien und den Bundesländern, speziell Oberösterreich; langjähriger Obmann des Vereins der Oberösterreicher in Wien.
- Haßlwanderweg (Aspern), 1928 benannt nach dem Historienmaler Joseph Haßlwander (1812–1878), Zeichenlehrer an diversen Realschulen, und dessen Sohn, dem Maler und Schriftsteller Friedrich Haßlwander (1840–1914), ebenfalls Zeichenlehrer; er verfasste auch Gedichte, Novellen, Märchen und Feuilletons.[105]
- Hasnergasse (Essling), Benennungsdatum und Herkunft unbekannt.
- Hatschekgasse (Essling), 1953 benannt nach dem Industriellen Ludwig Hatschek (1856–1914); er erfand eine unbrennbare Dacheindeckung aus Asbestzement (1900) und gab dem Produkt den Markennamen Eternit.
- Hausfeldstraße (Aspern), 1910 benannt nach einem Flurnamen. Hieß zuvor Breitenleer Straße.
- Hausgrundweg (Hirschstetten), 1920 benannt nach einem Flurnamen. Hieß zuvor Kaiserweg.
- Häußlergasse (Kagran), 1965 benannt nach dem Psychologen und Pädagogen Franz Häußler (1899–1958); er verfasste das Standardwerk „Einführung in die Psychologie und in die Grundlagen der Logik“ (1949) und weitere Lehrbücher der Psychologie. In den 1930ern war er im Jugendbereich für die damals verbotene NSDAP tätig, später auch Blockleiter in Wien. Im Historikerbericht Straßennamen Wiens seit 1860 als „Politische Erinnerungsorte“ aus dem Jahr 2013 ist die Straße Gruppe A (intensiver Diskussionsbedarf) zugeordnet.[4]
- Hauswurzweg (Essling), 1954 benannt nach der Pflanzengattung der Hauswurzen.
- Havannaweg (Aspern), 1984 benannt nach der Kaninchenrasse Havanna.
- Hechtweg (Stadlau), benannt nach dem Fisch Hecht.
- Heckenweg (Kagran, Freihofsiedlung), 1924 benannt nach einem Flurnamen.
- Heinrich-Lefler-Gasse (Stadlau), 1932 benannt nach dem Maler, Graphiker und Bühnenbildner Heinrich Lefler (1863–1919), Professor an der Akademie der Bildenden Künste (1903–1910), Ausstattungsleiter am Burgtheater (ab 1903). Heinrich Lefler war einer der ersten Künstler Österreichs, der sich in der angewandten Kunst engagierte und beispielsweise Plakate für Firmen, Veranstaltungen und Zeitschriften entwarf.
- Heinz-Lazek-Weg (Kagran), 1995 benannt nach dem Boxer Heinz Lazek (1911–1986); zwischen 1932 und 1950 bestritt er als Schwergewichts-Profiboxer 64 Kämpfe, von denen er 48 gewann. Er wurde Österreichischer Meister (1934), Europameister (1936, 1938 und 1939) und Deutscher Meister (1940 und 1941).[106]
- Helen-Keller-Gasse (Aspern); keine amtliche Beschreibung vorhanden, möglicherweise nach der taubblinden amerikanische Schriftstellerin Helen Keller (1880–1968).
- Helmergasse (Essling), 1963 benannt nach dem deutschen Architekten Hermann Helmer (1849–1919); er gründete 1873 mit Ferdinand Fellner d. J. eine Architektengemeinschaft, das Büro Fellner & Helmer, das zum bedeutendsten Erbauer von Theatern in der österreichisch-ungarischen Doppelmonarchie wurde.
- Henriette-von-Nassau-Weg (Essling), 2009 benannt nach Erzherzogin Henriette Alexandrine von Nassau-Weilburg (1797–1829); sie war die Ehefrau von Erzherzog Karl von Österreich. Im Jahr 1816 brachte sie den ersten Weihnachtsbaum mit brennenden Kerzen nach Wien, ein Brauch, den es im katholischen Österreich noch nicht gab.
- Herbert-Boeckl-Weg (Leopoldau), 1977 benannt nach dem Maler Herbert Boeckl (1894–1966); sein Schaffen umfasst nahezu alle Gattungen der Malerei, von der mythologischen Historienmalerei über Porträt, Stillleben, Akt, Landschaft bis hin zum religiösen Tafelbild.
- Heribert-Rath-Weg (Breitenlee), 2018 benannt nach dem Bildhauer Heribert Rath (1924–2007). Er schuf in vielen Wiener Bezirken bildnerische Werke wie Kriegsdenkmäler, Plastiken, Reliefe, Kreuzwege, Keramiken und Brunnen, wie z. B. den Alszauberbrunnen am Elterleinplatz. Weiters unterrichtete er sieben Jahre lang Bildhauerei an der Wiener Kunstschule.[107]
- Heringgasse (Essling), 1953 benannt nach dem deutschen Renaissancebildhauer Loy Hering (1484/85–1564); für Wien schuf er das Grabmal des Niklas Graf Salm in der Votivkirche (nach 1530) und das Epitaph für Bischof Georg von Slatkonia im Stephansdom (vor 1519).
- Hermann-Gebauer-Straße (Kagran), 1995 benannt nach dem deutschen Unternehmer Hermann Gebauer (1877–1953); er gründete 1908 in Altstadt bei Ostritz (Sachsen) die „Mechanische Weberei Altstadt GmbH“, aus der das internationale Unternehmen MEWA Textil-Service hervorging. Seit 1938 gibt es auch Standorte in Österreich.
- Hermann-Greulich-Platz (Aspern), 1933 benannt nach dem Schweizer Sozialpolitiker Herman Greulich (1842–1925); er gründete die erste Sozialdemokratische Partei der Schweiz und war ein Vorkämpfer für das schweizerische Frauenstimmrecht.
- Hermann-Langbein-Weg (Kagran), 2003 benannt nach dem Schriftsteller, Zeithistoriker und Widerstandskämpfer Hermann Langbein (1912–1995).
- Hermann-Plackholm-Gasse (Aspern), 1988 benannt nach dem Feuerwehrmann Hermann Plackholm (1904–1944); er gehörte einer kommunistischen Widerstandsgruppe in der Wiener Feuerwehr an. Im Jahr 1943 wurde er festgenommen und 1944 gemeinsam mit Johann Zak auf dem Militärschießplatz Kagran erschossen.[108] Ein Denkmal in der Wiener Innenstadt (Am Hof 10) erinnert u. a. an Hermann Plackholm.[79] Siehe auch Johann-Zak-Weg.
- Hermelinweg (Aspern), 1966 benannt nach der Raubtierart Hermelin.
- Hermine-Dasovsky-Platz (Seestadt Aspern), 2012 benannt nach der Gastwirtin Hermine Dasovsky (1903–1964); sie betrieb in der Lobau eine kleine, einfache Gastwirtschaft namens „Schönes Platzerl“. Während der NS-Zeit half sie den im Arbeitslager Lobau inhaftierten Menschen und wurde von diesen als „Mutter Dasovsky“ sehr geschätzt.[109]
- Herrenhäufel (Aspern), 2001 benannt nach einem Flurnamen.
- Herzblumenweg (Breitenlee), 1954 benannt nach der Pflanzengattung der Herzblumen.
- Hessegasse (Essling), benannt (Datum unbekannt) nach Karl Hesse (Lebensdaten unbekannt), Siedlungsgründer.
- Heustadelgasse (Aspern), 1917 benannt nach einem Flurnamen.
- Hibiskusweg (Hirschstetten), 2001 benannt nach der Pflanzengattung Hibiskus.
- Hilde-Hannak-Gasse (Kagran), 2004 benannt nach Hilde Hannak (1892–1979), Programmdirektorin der Wiener Urania.[110]
- Hirschstettner Platz (Hirschstetten), 2011 benannt nach der ehemals selbstständigen Gemeinde Hirschstetten. Das ursprüngliche Straßendorf wurde 1158 gegründet und war bis 1240 ein fürstliches Lehen, ein von Auen und Wasserarmen umgebenes Bauerndorf. Der damalige Name Herstetten leitete sich ab von „Stätten herent der Donau“ (Ort diesseits der Donau). 1904 wurde das stark gewachsene Hirschstetten als Teil des neuen 21. Bezirks, Floridsdorf, in Wien eingemeindet. Der Platz ist eine Verkehrsfläche ohne Adressen.
- Hirschstettner Straße (Kagran, Hirschstetten), 1909 benannt nach der ehemals selbstständigen Gemeinde Hirschstetten; siehe Hirschstettner Platz. Die Straße hieß zuvor Hirschstettner Hauptstraße.
- Hirseweg (Aspern), 1955 benannt nach der Getreideart Hirse.
- Hochmuthgasse (Kagran), 1976 benannt nach Ernst Hochmuth (1887–1945), Mitgründer der Wiener Messe AG.
- Höchsmannweg (Aspern), 1933 benannt nach dem Modelltischler Eduard Höchsmann (1871–1921), Bezirksrat in Floridsdorf.
- Hochwaldweg (Kagran), 1959 benannt nach dem Roman „Der Hochwald“ (1842) von Adalbert Stifter; das Buch erzählt eine scheiternde Liebesgeschichte vor der Kulisse des Dreißigjährigen Krieges.
- Hoechlegasse (Aspern), 1970 benannt nach dem Maler Johann Nepomuk Hoechle (1790–1835); in München geboren kam er 1800 nach Wien. Er wurde Hof- und Kammermaler und schuf vor allem Schlachten- und Genrebilder.[111] Beim Versuch, 1809 die Schlacht bei Aspern in Bildern festzuhalten, wurde er von französischen Truppen als vermeintlicher Spion gefasst und entging nur knapp der Hinrichtung. Hoechle war mit Beethoven und Schubert befreundet; seine Federzeichnung „Beethovens Zimmer im Schwarzspanierhaus“ wurde populär und oft kopiert.[112][113]
- Hofstättenweg (Kagran), benannt (Datum unbekannt) nach einem Flurnamen.
- Hohenfeldgasse (Hirschstetten), 1910 benannt nach den Besitzern der Herrschaft Hirschstetten, Ferdinand Graf von Hohenfeld (1612–1675) und dessen Sohn Otto Ferdinand (1648–1713). Die Gasse hieß zuvor Radetzkygasse.
- Holunderweg (Aspern), 1955 benannt nach der Strauchgattung Holunder.
- Hortengasse (Aspern), 1994 benannt nach der norwegischen Hafenstadt Horten; siehe auch Bergengasse, Hammerfestweg, Osloplatz, Sandefjordgasse, Stavangergasse, Tönsbergweg und Trondheimgasse.
- Hortensienweg (Aspern), 1952 benannt nach der Pflanzengattung der Hortensien.
- Hosnedlgasse (Kagran), 1978 benannt nach Ferdinand Hosnedl (1900–1957), Beamter für Straßenbau (ab 1926) und Stadtbau (ab 1949), Wiener Stadtbaudirektor (ab 1954). Er widmete sich insbesondere der Vorbereitung und dem Ausbau des sozialen Wohnbauprogramms der Nachkriegsjahre.[114]
- Hovenweg (Kagran), 1959 benannt nach der ehemaligen Ansiedlung Hoven. Die Siedlung beim Lettenhaufen in Kagran wurde erstmals 1250 erwähnt und vermutlich durch ein Hochwasser vernichtet. Der Weg hieß zuvor Müllerweg.
- Hubertusdamm (Lobau) nicht offizieller Name für den Marchfeldschutzdamm
- Huflattichweg (Essling), 1956 benannt nach der Pflanzenart Huflattich.
- Hugo-Wiener-Weg (Kagran), 1997 benannt nach dem Komponisten und Kabarettisten Hugo Wiener (1904–1993); er war ab 1950 Ensemblemitglieder des „Simpl“, wo er einen großen Teil der berühmten Doppelconférencen für Karl Farkas und Ernst Waldbrunn schrieb. Insgesamt schuf Wiener über hundert Kabarettprogramme und an die 400 Chansons, oft interpretiert von seiner Frau Cissy Kraner. Der Hugo-Wiener-Platz im 4. Bezirk Wieden ist ebenfalls nach ihm benannt.
- Husarenweg (Aspern), 1966 benannt nach der Truppengattung der Husaren, einer leichten Reiterei. Die Benennung steht im Zusammenhang mit der Schlacht bei Aspern 1809. Der Weg hieß zuvor Schönbergerweg.
- Hyazinthengasse (Hirschstetten), 1944 benannt nach der Pflanzengattung der Hyazinthen.

## I
- Ibachstraße (Essling), 1955 benannt nach dem deutschen Dramaturgen und Verleger Alfred Ibach (1902–1948). Er übersiedelte 1936 nach Wien und wurde Verlagsleiter beim Verlag „E. P. Tal & Co.“, den er als „Alfred Ibach-Verlag“ weiterführte. Ab 1938 war er geschäftsführender Direktor des Theaters in der Josefstadt.[115] Die Straße hieß zuvor Schubertstraße.
- Iberisweg (Kagran; aufgelassen), benannt (nicht amtlich) nach der Zierpflanzengattung Iberis (Schleifenblume). Der Weg wurde im Zuge der Stadtentwicklung im Bereich Breitenleer Straße/Senekowitschgasse/Rennbahnweg aufgelassen.
- Illnerstraße (Essling), benannt (Datum unbekannt) nach dem Flugpionier Karl Illner (1877–1935); er war gemeinsam mit Franz Xaver Wels Mitarbeiter von Igo Etrich und Inhaber des österreichischen Pilotenscheins Nr. 003. Ab 1910 führte er mit der Etrich Taube zahlreiche viel beachtete Überlandflüge durch. Illner wurde in der Folge Fluglehrer, k. u. k. Feldpilot und schließlich Direktor der Flugzeugwerke „Weiser & Sohn“.[116] Siehe auch Franz-Wels-Gasse sowie die Etrichstraße im 11. Bezirk Simmering.
- Ilse-Aichinger-Gasse (Seestadt Aspern, nahe der U-Bahn-Station Aspern Nord), 2018 benannt nach der Wiener Schriftstellerin Ilse Aichinger (1921–2016); sie gilt als bedeutende Repräsentantin der deutschsprachigen Nachkriegsliteratur. Von Anfang an rief sie in ihren Werken zur Kritik an politischen und gesellschaftlichen Zuständen auf und sprach sich gegen falsche Harmonie und Geschichtsvergessenheit aus.
- Ilse-Arlt-Straße (Seestadt Aspern), 2012 benannt nach der Sozialwissenschaftlerin Ilse Arlt (1876–1960). Sie gründete 1912 in Wien die erste Fürsorgerinnenschule in der Österreichisch-Ungarischen Monarchie, die „Vereinigten Fachkurse für Volkspflege“, und war Autorin der ersten Lehr- und Fachbücher für Soziale Arbeit. Ausgehend von ihrer volkswirtschaftlichen Beschäftigung mit Fragen der Armut arbeitete sie daran, die Grundlagen einer eigenständigen Fürsorgewissenschaft zu erarbeiten, wodurch sie die Fundamente für die Entwicklung der Sozialen Arbeit als wissenschaftliche Profession schuf.
- Ilse-Buck-Straße (Seestadt Aspern), 2018 benannt nach der Gymnastiklehrerin, Radiomoderatorin und Autorin Ilse Buck (1923–2012). Als Moderatorin bei den ORF-Radiosendern präsentierte sie von 1965 bis 1998 jeden Morgen isometrische Turnübungen. Ihr Bekanntheitsgrad wurde so groß, dass sie als Vorturnerin der Nation bezeichnet wurde.
- Im Gestockert (Essling), benannt (Datum unbekannt) nach einem Flurnamen.
- Immergrüngasse (Aspern), 1955 benannt nach der Pflanzengattung Immergrün.
- In der Bien (Aspern), 2000 benannt nach einem Flurnamen, der sich auf eine bienenreiche Gegend bezieht. Siehe auch An der Bien und Bienweg.
- Industriestraße (Kagran, Stadlau), benannt 1909 nach der Industrie in der Umgebung und zur Erinnerung an den Wirtschaftsaufschwung in Floridsdorf um 1900. Hieß von 1945 bis 1956 Straße der Roten Armee.
- Ingeborg-Bachmann-Platz (Kagran), 2007 benannt nach der Schriftstellerin Ingeborg Bachmann (1926–1973); sie gilt als eine der bedeutendsten deutschsprachigen Lyrikerinnen und Prosaschriftstellerinnen des 20. Jahrhunderts.
- Ing.-Sarek-Weg (Stadlau), benannt (Datum unbekannt) nach dem Kleingartenfunktionär Roman Sarek († 1968); er war von 1935 bis 1966 Obmann des Kleingartenvereins „Mexiko“.[117]
- Isabella-Jechl-Weg (Kagran), 2019 benannt nach der Malerin Isabella Jechl (1873–1961); sie malte anfangs Stadtansichten und „Wiener Typen“, die sie in ihr Atelier bat. Fürstin Hanna Liechtenstein entdeckte die Künstlerin; in der Folge wurde es in zahlungskräftigen Familien bald modern, seine Kinder und Hunde von Isa Jechl porträtieren zu lassen.[118]
- Isidro-Fabela-Promenade (Kaisermühlen), 2005 benannt nach dem mexikanischen Juristen, Diplomaten und Schriftsteller Isidro Fabela (1882–1964); er überreichte 1938 beim Völkerbund eine Protestnote gegen die Besetzung Österreichs durch die Truppen der deutschen Wehrmacht. Mexiko war das einzige Land, das offiziell gegen den „Anschluss“ protestierte.[119] Zum Gedenken an diesen Akt erhielt nach Kriegsende der Mexikoplatz im Wiener Gemeindebezirk Leopoldstadt seinen Namen.

## J
- Jägermaisbogen (Aspern), 1966 benannt nach der Kleingarten-Siedlung „Jägermais“.
- Jägermaiszufahrt (Aspern), 1996 benannt; siehe Jägermaisbogen.
- Jakob-Bindel-Platz (Hirschstetten), 1993 benannt nach dem Verleger Jakob Bindel (1901–1992), Direktor des Verlages „Jugend & Volk“, Funktionär des Vereins „Kinderfreunde Österreich“ (1923–1934 und 1947–1976).[120]
- Jakob-König-Hof (Kagran, Freihofsiedlung), 1927 benannt; Jakob König (1847–1925) war Chefarzt der Bezirkskrankenkasse und Gemeinderat der noch selbständigen Stadt Floridsdorf.
- Jane-Jacobs-Weg (Seestadt Aspern), 2018 benannt nach der US-amerikanisch/kanadischen Sachbuchautorin, Stadt- und Architekturkritikerin Jane Jacobs (geb. Butzner, 1916–2006). Ihr wichtigstes Werk The Death and Life of Great American Cities (Tod und Leben großer amerikanischer Städte) erschien 1961. In dieser Streitschrift protestierte sie gegen die vorherrschende Stadtplanung jener Zeit in den USA. Zu Wien hatte Jane Jacobs keinen Bezug.
- Janis-Joplin-Promenade (Seestadt Aspern), 2013 benannt nach der US-amerikanischen Sängerin Janis Joplin (1943–1970); sie war neben Jimi Hendrix und Jim Morrison eine der zentralen Symbolfiguren der Hippiezeit und der Hippiekultur. Alle drei prägten einen Lebensstil, der im Nachhinein durch „Sex, Drugs and Rock'n'Roll“ und „Live fast, love hard, die young“ gekennzeichnet wurde. Aufgrund ihres frühen Todes wird sie wie andere einflussreiche Musiker zum Klub 27 gezählt.
- Jasmingasse (Aspern), 1944 benannt nach der Pflanzenart Jasmin.
- Jina-Masha-Amini-Allee (Seestadt Aspern), 2023 benannt nach Jina Mahsa Amini; die iranische Kurdin wurde 2022 von der Sittenpolizei ihres Landes festgenommen und starb an der darauffolgenden Misshandlung. Dies löste eine zum Zeitpunkt der Benennung noch andauernde weitreichende Protestbewegung unter der Parole Jin, Jiyan, Azadî (Frau, Leben, Freiheit) aus.
- Johann-Jakisch-Weg (Breitenlee), 2018 benannt nach dem Immobilienmakler Johann Jakisch; der gelernte Bankangestellte war als Immobilienmakler und in der Kommunalpolitik tätig.
- Johann-Kresnik-Gasse (Aspern, Oberes Hausfeld), 2022 benannt nach Johann Kresnik (1939–2019), Tänzer, Choreograf und Theaterregisseur. Er war einer der Pioniere des Tanztheaters und dafür bekannt, traditionelle und neoklassische Tanzästhetik konsequent zu sprengen. Auch hatten seine Arbeiten politische Inhalte, was im Tanzbereich vorher unüblich war.
- Johann-Kutschera-Gasse (Aspern), 1988 benannt nach dem Versicherungsangestellten Johann Kutschera (1907–1979), Gemeinderat (1949–1954).
- Johann-Ströck-Gasse (Stadlau), 2008 benannt nach dem Bäckermeister Johann Ströck (1922–2000); er gründete 1970 die Großbäckerei „Ströck“ mit Standort im 22. Bezirk, Donaustadt.
- Johann-Zak-Weg (Leopoldau), 1988 benannt nach dem Feuerwehrmann Johann Zak (1903–1944); er gehörte einer kommunistischen Widerstandsgruppe in der Wiener Feuerwehr an. Im Jahr 1943 wurde er festgenommen und 1944 gemeinsam mit Hermann Plackholm auf dem Militärschießplatz Kagran erschossen.[121] Ein Denkmal in der Wiener Innenstadt (Am Hof 10) erinnert u. a. an Johann Zak.[79] Siehe auch Hermann-Plackholm-Gasse.
- Josef-Baumann-Gasse (Leopoldau), 1909 benannt nach dem Wirtschaftsbesitzer Josef Baumann (1838–1920), Bürgermeister von Leopoldau (ab 1876).
- Josef-Frank-Gasse (Aspern), 1991 benannt nach dem Architekten Josef Frank (1885–1967); gemeinsam mit Oskar Strnad schuf er die Wiener Schule der Architektur, die ein eigenes Konzept der Moderne von Häusern, Wohnungen und Inneneinrichtungen vertrat.
- Josefine-Hawelka-Weg (Aspern), 2012 benannt nach der Cafétiere Josefine Hawelka (1913–2005). Gemeinsam mit ihrem Mann Leopold Hawelka führte sie 1936–1939 das Kaffee Alt Wien in der Bäckerstraße im Ersten Bezirk und übernahm dann das Café Ludwig in der Dorotheergasse 6, das heute als Café Hawelka bekannt ist. Nach Ende der Besatzungszeit entwickelte sich das Hawelka zu einem wichtigen Treffpunkt der Kunstszene. Der Josefine-Hawelka-Weg verbindet die Groß-Enzersdorfer Straße mit der Seestadtstraße der Seestadt Aspern.
- Josef-Kainzmayer-Gasse (Essling), benannt nach dem Wirtschaftsbesitzer Josef Kainzmayer (1848–1895), Bürgermeister von Essling (1885–1893).
- Josef-Sickinger-Gasse (Kagran), 1930 benannt nach dem deutschen Gymnasiallehrer Joseph Anton Sickinger (1858–1930); er schuf um 1900 als Stadtschulrat von Mannheim zusammen mit Julius Moses das „Mannheimer Schulsystem“, das in der Folge auch in Wien übernommen wurde.
- Josepha-Auernhammer-Gasse (Aspern, Oberes Hausfeld), 2022 benannt nach der Pianistin und Komponistin Josepha Auernhammer (1758–1820). Die Schülerin Mozarts war eine der ersten Frauen, die Erfolge als Konzertpianistinnen hatte, sie trat auch nach ihrer Hochzeit noch öfter unter ihrem Mädchennamen auf. Sie komponierte auch Klaviervariationen, die sie selbst zur Aufführung brachte.
- Judith-Deutsch-Weg (Seestadt Aspern), 2024 benannt nach der Schwimmerin Judith Deutsch (1918–2004). Sie war in den 1930er Jahren mehrere Jahre lang alleinige österreichische Rekordhalterin über alle Kurz-, Mittel- und Langstrecken. Nach dem Erreichen von 12 Bestzeiten wurde sie 1935 zur Österreichischen Sportlerin des Jahres gewählt. Nachdem sie sich aus Protest gegen die NS-Rassenideologie weigerte, an den Olympischen Spielen in Deutschland 1936 teilzunehmen. wurden sie durch den Österreichischen Schwimmverband lebenslänglich gesperrt und ihr alle nationalen Titel aberkannt. Noch im selben Jahr emigrierte sie nach Palästina.
- Julius-Payer-Gasse (Kaisermühlen), benannt (nach 1912, vor 1935, Datum unbekannt) nach dem Offizier, Polarforscher, Alpenforscher und Maler Julius Ritter von Payer (1841–1915); gemeinsam mit Carl Weyprecht leitete er 1872–1874 die große Österreichisch-Ungarische Nordpolexpedition, die volkstümlich unter dem Namen „Payer-Weyprecht-Expedition“ bekannt ist. Sie führte zur Wiederentdeckung des „Rönnebeck-Landes“ und zu seiner Umbenennung in Franz-Josef-Land. Bei der Namensgebung der Payergasse im 16. Bezirk Ottakring und der Vega-Payer-Weyprecht-Kaserne im 14. Bezirk Penzing wurde ebenfalls seiner gedacht. Nach ihm sind auch die Payerhütte am Ortler in Südtirol, die Payer Tinde in Ostgrönland, das Payer-Land im Süden des König-Wilhelm-Landes und die Payergruppe in Neuschwabenland benannt. Siehe auch die Weyprechtgasse im 16. Bezirk Ottakring und die Nordpolstraße im 2. Bezirk Leopoldstadt. Franz Magenschein beschilderte sein am Kaiserwasser, einem Donau-Altarm, gelegenes Wirtshaus, von dem aus man den Ruderern auf der Alten Donau zuschauen konnte, 1874 zu Ehren der Polarforscher Franz-Josefs-Land; 1876 wurde auch der umliegende, heute nicht mehr bestehende Auwald an der Kagraner Reichsstraße (der heutigen Wagramer Straße), in dem das Wirtshaus zum Nordpol lag, so benannt und entwickelte sich zu einem „kleinen Prater“.[122]
- Jungmaisstraße (Kaisermühlen), 1873 benannt nach dem Jungmais (Jungwald).
- Junkgasse (Essling), 1955 benannt nach dem Germanisten, Tanzwissenschaftler und Komponisten Viktor Junk (1875–1948); er beschäftigte sich mit Volksliedern und Volkstänzen. Weiters verfasste er Musikkritiken und komponierte eine Oper („Trug einer Nacht“, 1944).[123][124] Die Gasse hieß zuvor Maderspergergasse.
- Jüptnergasse (Leopoldau), 1963 benannt nach dem Chemiker Hans Jüptner von Jonstorff (1853–1941); Schwerpunkte seiner wissenschaftlichen Beschäftigung waren das Eisenhüttenwesen, die Metallurgie, die Feuerungstechnik sowie die Physikalische Chemie.
- Jutegasse (Hirschstetten), 1993 benannt nach der Nutzpflanze Jute.

## K

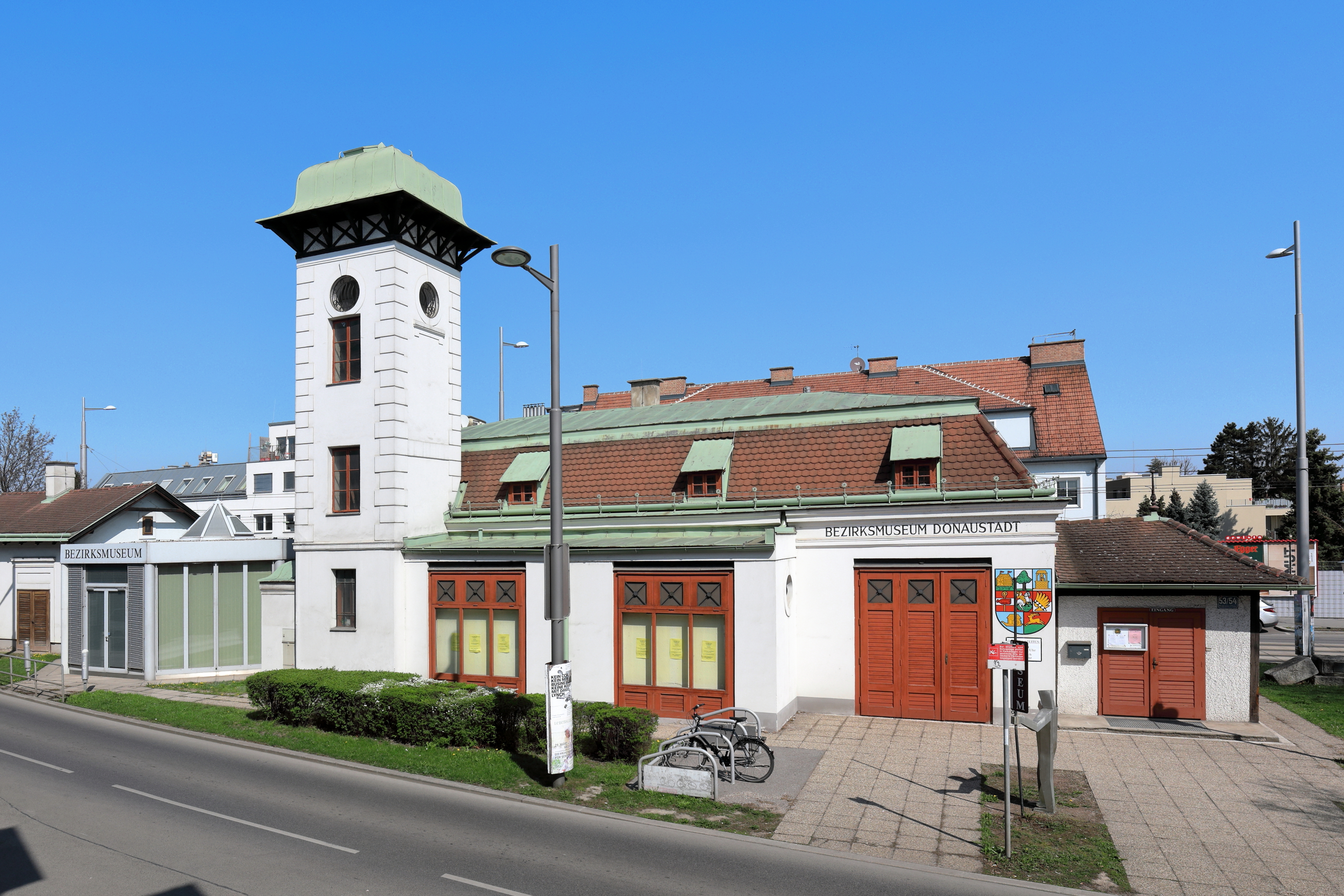
Bezirksmuseum Donaustadt am Kagraner Platz

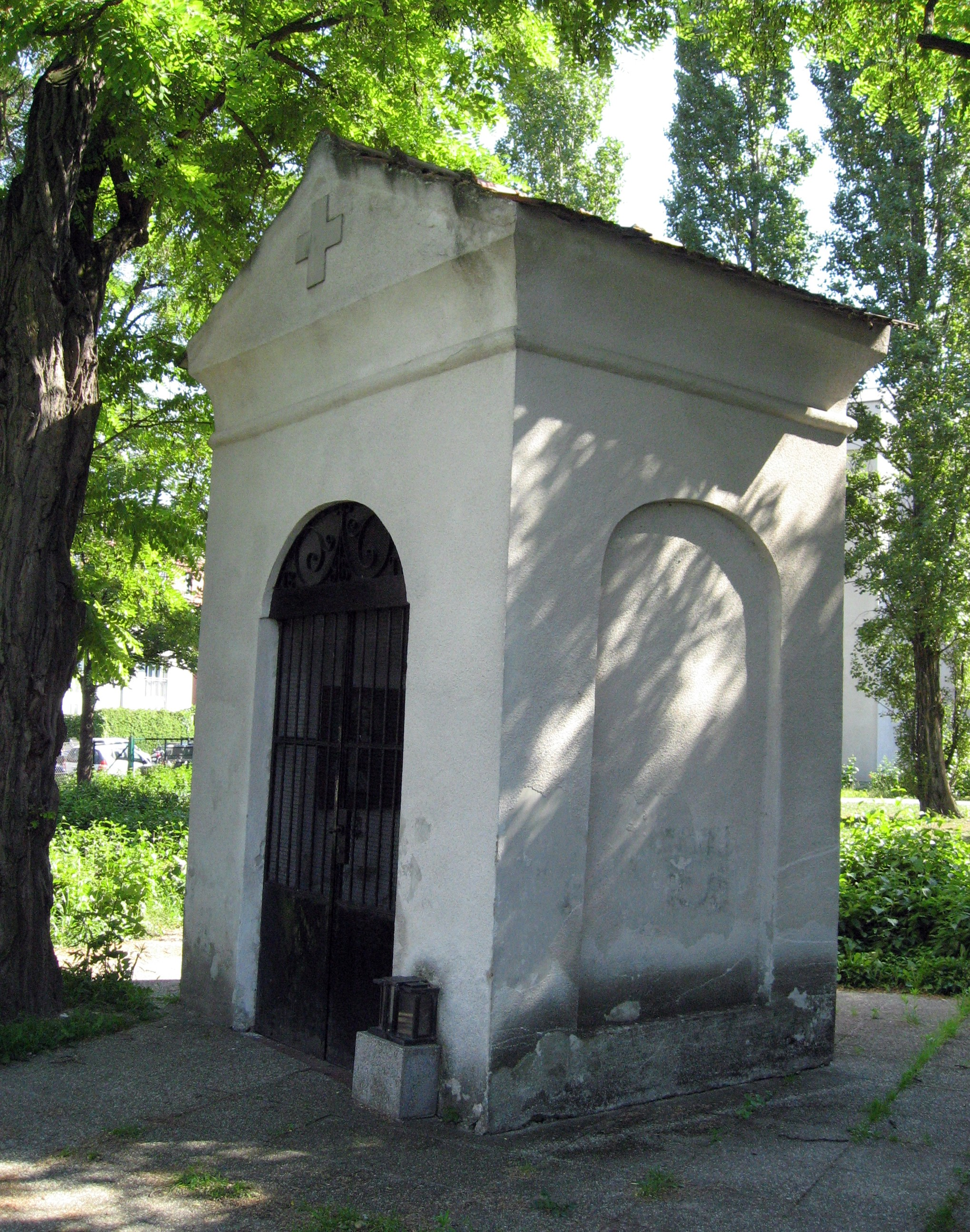
Feldkapelle am Kapellenweg

- Kagraner Anger (Kagran), 1922 benannt; siehe Kagraner Platz.
- Kagraner Platz (Kagran), 1909 benannt nach der ehemals selbstständigen Gemeinde Kagran, die erstmals 1199 als Chagaran erwähnt und 1904 nach Wien eingemeindet wurde. Die Verkehrsfläche hieß zuvor Kagraner Hauptstraße.
- Kahlergasse (Essling), 1954 benannt nach dem Arzt Otto Kahler (1849–1893), Professor (ab 1882) und Ordinarius für spezielle Pathologie (ab 1889) an der 2. Medizinischen Klinik der Universität Wien. Kahler ist vor allem durch seine Beschreibung des Multiplen Myeloms bzw. Plasmozytoms bekannt geworden. Die Erkrankung trägt daher auch den Namen „Morbus Kahler“
- Kaisermühlenstraße (Stadlau), benannt nach der ehemals selbstständigen Gemeinde Kaisermühlen, die 1674 erstmals erwähnt und 1850 nach Wien eingemeindet wurde.
- Kalmusweg (Hirschstetten), benannt nach der Arzneipflanze Kalmus.
- Kamelienweg (Hirschstetten), 1953 benannt nach der Zierpflanze Kamelie.
- Kamillenweg (Stadlau), 1978 benannt nach der Heilpflanze Kamille.
- Kanalstraße (Stadlau, Aspern), 1966 benannt nach einem zum Pumpwerk führenden Kanal.
- Kapellenweg (Aspern), 1934 benannt nach einer Kapelle, in deren Nähe 1809 ein für Österreich erfolgreiches Gefecht im Rahmen der Schlacht bei Aspern ausgetragen wurde.
- Kapellergasse (Hirschstetten), 1983 benannt nach Josef Kapeller, richtig: Kappeler (1879–1948), Vereinsobmann der Stadtrandsiedlung Breitenlee; 1946–1948 war er Bezirksrat für die SPÖ Donaustadt.[125] Die richtige Namensschreibung ergibt sich aus einer Eintragung in Lehmanns Wiener Adressbuch, Ausgabe 1941, aus einer 1948 im SPÖ-Parteiorgan publizierten Notiz über die Urnenbeisetzung[126] und aus der elektronischen Grabstellensuche.[127]
- Kaposigasse (Essling), benannt (Datum unbekannt) nach dem Dermatologen Moritz Kaposi (1837–1902); sein Hauptwerk war „Pathologie und Therapie der Hautkrankheiten“ (1880). Das Kaposi-Sarkom, eine vor allem im Zusammenhang mit AIDS auftretende Krebserkrankung, ist nach ihm benannt.
- Karczaggasse (Süßenbrunn), 1955 benannt nach dem Theaterdirektor Wilhelm Karczag (1857–1923); er pachtete 1901 das Theater an der Wien, 1908 das Raimundtheater und ersteigerte 1917 das Stadttheater. Damit waren alle großen Wiener Operettenbühnen in einer Hand. Unter seiner Leitung erlebte die Operette in Wien eine neue Glanzzeit. Der Wilhelm-Karczag-Weg im 13. Bezirk Hietzing ist ebenfalls nach ihm benannt. Die Gasse hieß zuvor Schustergasse.
- Karl-Abarth-Gasse (Aspern, Oberes Hausfeld), 2022 benannt nach dem Rennfahrer, Konstrukteur und Unternehmer Carlo Abarth (1908–1979). Er wurde als Karl Abarth in Wien geboren, zog mit seinen Eltern aber schon als Kind nach Meran, wo sein Vater sich für die italienische Staatsbürgerschaft entschied. Um 1930 war er ein erfolgreicher Rennfahrer auf teilweise selbst konstruierten Motorrädern (unter anderem einem damals neuartigen Gespann mit lenkbarem Beiwagen). 1934 gewann er ein Wettrennen mit dem Orient-Express auf der Strecke Ostende-Wien. Nach dem Zweiten Weltkrieg gründete er die auf Sportwagen spezialisierte Firma Abarth, die nach seinem Sternzeichen einen Skorpion im Logo führt.
- Karl-Beck-Gasse (Essling), 2001 benannt nach dem Lyriker und Journalisten Karl Isidor Beck (1817–1879); sein Gedicht „An der Donau“ (1840) hat vermutlich Johann Strauss zum Titel für seinen Walzer „An der schönen blauen Donau“ angeregt.
- Karl-Bednarik-Gasse (Breitenlee), 2006 benannt nach dem Maler und Schriftsteller Karl Bednarik (1915–2001); der gelernte Buchdrucker und Elektroschweißer bekämpfte sowohl den Austrofaschismus als auch den Hitler-Faschismus und schrieb als Autodidakt Werke mit sozialkritischem Engagement.
- Karl-Grübl-Weg (Aspern), 1933 benannt nach Karl Grübl (1869–1925); er gründete einen Arbeiterverband.
- Karl-Jenschke-Weg (Essling), 2004 benannt nach dem Automobilkonstrukteur Karl Jenschke (1899–1969); er war ab 1930 als Nachfolger von Ferdinand Porsche Chefkonstrukteur der Steyr-Werke. In den folgenden Jahren arbeitete er als Chefkonstrukteur bei den Adlerwerken (Frankfurt am Main), in der Auto Union GmbH (Ingolstadt) und in der Firma Boge (Eitorf/Sieg).[128]
- Karoline-Perin-Gasse (Seestadt Aspern), 2018 benannt nach der Frauenrechtlerin Karoline von Perin (geb. Karoline von Pasqualati, 1806–1888). Als Reaktion auf die soziale Ungleichheit der Arbeiterinnen gegenüber ihrer männlichen Kollegen gründete sie 1848 den „Wiener demokratischen Frauenverein“; er existierte nur zwei Monate lang. Im gleichen Jahr initiierte sie eine Demonstration von 300 Frauen.
- Kartouschgasse (Hirschstetten), 1970 benannt nach der Soubrette Louise Kartousch (1886–1964); ab 1907 spielte sie am Theater an der Wien in Lehár-, Fall- und Kálmán-Operetten. Sie wurde als „Soubrette von Rasse und Temperament“ bezeichnet und die Presse hob ihre Spiel- und Tanzfreudigkeit hervor.
- Kaschauerplatz (Essling), 1953 benannt nach dem Bildhauer Jakob Kaschauer (ca. 1400–1463); er schuf um 1429 Werke für den Stephansdom und von 1445 bis 1448 die Tafeln für den gewaltigen Hochaltar in der Michaelerkirche.
- Käsmayergasse (Essling), 1974 benannt nach Johann Käsmayer (1884–1951), letzter Bürgermeister von Essling. Hieß zuvor Fernkorngasse.
- Kasparekgasse (Breitenlee), 1968 benannt nach dem Alpinisten Fritz Kasparek (1910–1954); im Jahr 1938 durchkletterte er zusammen mit Anderl Heckmair, Heinrich Harrer und Ludwig Vörg als erster die Eiger-Nordwand. Im Historikerbericht Straßennamen Wiens seit 1860 als „Politische Erinnerungsorte“ aus dem Jahr 2013 ist die Straße Gruppe A (intensiver Diskussionsbedarf) zugeordnet.[4]
- Kaspargasse (Süßenbrunn), 1972 benannt nach dem Chirurgen Fritz Kaspar (1885–1943), Leiter der chirurgischen Abteilung des Kaiserin-Elisabeth-Spitals; sein Spezialgebiet war die Chirurgie der Schilddrüse.[129] Im Historikerbericht Straßennamen Wiens seit 1860 als „Politische Erinnerungsorte“ aus dem Jahr 2013 ist die Straße Gruppe B (Diskussionsbedarf) zugeordnet.[4]
- Kastelicweg (Aspern), 2016 benannt nach dem Juristen Jacob Kastelic (1897–1944); nach dem Anschluss Österreichs im März 1938 gründete er die Großösterreichische Freiheitsbewegung und suchte Kontakt zu anderen Widerstandsbewegungen in Österreich. Im Sommer 1940 wurde er verraten und verhaftet und im März 1944 in einem Volksgerichtshofsprozess wegen Hochverrats zum Tode verurteilt.
- Käthe-Recheis-Gasse (Seestadt Aspern), 2018 benannt nach der Kinder- und Jugendbuchautorin Käthe Recheis (1928–2015). Als Autorin und Übersetzerin hat sie mehr als 60 eigene Bücher, darunter zahlreiche Kinderbücher, veröffentlicht. Außerdem publizierte sie 13 Titel mit indianischen Originaltexten.
- Kaudersstraße (Essling), 1955 benannt nach dem Neurologen und Psychiater Otto Kauders (1893–1949), Primarius der neurologischen Abteilung der Poliklinik Wien und im Versorgungsheim Lainz (1934), Professor für Psychiatrie und Neurologie an der Universität Graz (1935–1938 und 1945), Vorstand der neurologisch-psychiatrischen Klinik der Universität Wien (1946–1949).[130] Die Straße hieß zuvor Schanzstraße.
- Keimweg (Aspern), 1933 benannt nach dem Gymnasiallehrer und Schriftsteller Franz Keim (1840–1918); er schrieb vor allem Volksstücke aus der Geschichte Niederösterreichs, die teilweise von deutschnationalem Gedankengut geprägt sind.
- Kermaunerweg (Essling), 1978 benannt nach dem Gynäkologen Fritz Kermauner (1872–1931), Leiter der II. Frauenklinik der Universität Wien (1908–1910 und ab 1921), Primarius der Frauenabteilung der Rudolfstiftung (ab 1917).[131]
- Khuenweg (Aspern), 1972 benannt nach dem Bildhauer Theodor Franz Maria Khuen (1860–1922); er war Schöpfer von Denkmälern, Porträtbüsten und Grabmälern sowie bei der Innenausstattung von kirchlichen und profanen Bauten tätig.[132]
- Kierischitzweg (Stadlau), 1990 benannt einem Siedlerpionier. Hieß zuvor nicht amtlich Kierischitzstraße.
- Kieslerweg (Breitenlee), 1987 benannt nach dem Architekten und Designer Friedrich Kiesler (1890–1965).
- Kiki-Kogelnik-Weg (Hirschstetten), 2011 benannt nach der Künstlerin Kiki Kogelnik (1935–1997). Ihr Werk umfasst Malerei, Skulptur, Grafik und Installation (Kunst). Kogelnik wird als österreichische Vertreterin der Pop Art bezeichnet, auch wenn sie sich selbst nicht als Pop-art-Künstler betrachtete. 2003 gab die Österreichische Post eine 55-Cent Briefmarke mit Kogelniks Gemälde Prenez Le Temp d’Aimer heraus. Die Verkehrsfläche ist ein Fußweg zwischen Stadlauer Straße und Auparkweg.
- Kirschenallee (Essling), 1943 benannt nach den hier als Allee gepflanzten Kirschbäumen. Hieß zuvor Lobaustraße.
- Kirschenalleeweg (Stadlau); keine Beschreibung vorhanden.
- Kiwischgasse (Essling), 1955 benannt nach dem böhmisch-österreichischen Gynäkologen Franz Kiwisch von Rotterau (1814–1852), Professor der Geburtshilfe an der Universität Prag (ab 1850). Seine „Vorträge über spezielle Pathologie und Therapie der Krankheiten des weiblichen Geschlechts“ gelten als das erste deutschsprachige wissenschaftliche Werk der Gynäkologie.[133] Die Gasse hieß zuvor Ziegelofengasse.
- Klara-Blum-Gasse (Essling), 2008 benannt nach Klara Blum (auch Zhu Bailan, 1904–1971), deutschsprachige jüdische, österreichische, sowjetische und chinesische Schriftstellerin.
- Kleine-Bucht-Straße (Kagran), 2002 benannt nach einer Bucht der Alten Donau. Siehe auch Große-Bucht-Straße.
- Klenaugasse (Kagran), 1909 benannt nach dem General Johann Graf Klenau von Janowitz (1758–1819); er erhielt für seine Leistung in den Schlachten bei Aspern und Wagram das Kommandeurkreuz des Maria-Theresia-Ordens.[134] Die Gasse hieß zuvor Neugasse und Gärtnergasse.
- Klenkweg (Süßenbrunn), 2002 benannt nach Josef Klenk (1901–1988), Bezirksrat (1947–1969, SPÖ).
- Kliviengasse (Aspern), 1955 benannt nach der Zierpflanzengattung der Klivien.
- Klobweg (Stadlau), 1985 benannt nach dem Schriftsteller und Journalisten Karl Maria Klob (1873–1932); er schrieb als Journalist in den Zeitschriften „Poetische Flugblätter“, „Deutsche Literaturbilder“ und „Neue Bahnen“. Er verfasste Lyrik, Novellen, Erzählungen, Biografien und Musikkritiken.[135]
- Kloepferstraße (Essling), 1955 benannt nach dem Arzt und Schriftsteller Hans Kloepfer (1867–1944), deutschnationaler und nationalsozialistischer Mundartdichter. Er begrüßte z. B. den Einmarsch und Anschluss Österreichs in einem Wahlaufruf zur „Volksabstimmung“ im April 1938 als „festlichen Brautlauf“.[136] Die Straße hieß zuvor Feldgasse, ab 1901 Hamerlingstraße. Im Historikerbericht Straßennamen Wiens seit 1860 als „Politische Erinnerungsorte“ aus dem Jahr 2013 ist die Straße Gruppe A (intensiver Diskussionsbedarf) zugeordnet.[4]
- Knappweg (Kagran, Freihofsiedlung), 1953 benannt nach dem Blumenmaler Johann Knapp (1778–1833); er war als Maler ein ausgesprochener Spezialist, der sich ausschließlich mit der Pflanzendarstellung bzw. auch Stillleben mit dazugehörenden Tieren befasste.
- Kneidingergasse (Süßenbrunn), 1966 benannt nach dem Schauspieler Karl Kneidinger (1882–1952); er spielte zwischen 1931 und 1948 in zahlreichen kleineren Filmen.[137] (Karl Kneidinger wird in Publikationen oft fälschlicherweise als Rudolf Kneidinger geführt.)
- Knollergasse (Essling), 1953 benannt nach dem Maler Martin Knoller (1725–1804); er gilt als einer der besten Freskomaler seiner Zeit im gesamten süddeutschen und österreichischen Raum. Knoller steht in seinen Werken im Spannungsfeld von Barock, Rokoko und Klassizismus.
- Kobesgasse (Aspern), 1990 benannt nach dem Techniker Karl Kobes (1869–1950), Professor für theoretische Maschinenlehre an der Technischen Hochschule (ab 1905), Dekan der Maschinenbau-Abteilung (1913–1915), Rektor (1919–1920).[138]
- Kolletschkagasse (Breitenlee), 1972 benannt nach dem Mediziner Jakob Kolletschka (1803–1847), Professor der Staatsarzneikunde und der Gerichtsmedizin. Er starb 1847 nach einer Leichensektion an Blutvergiftung. Ignaz Semmelweis bemerkte Ähnlichkeiten im Krankheitsverlauf von Kolletschka und dem Kindbettfieber. Dies veranlasste ihn zu der Annahme, dass die Ursache in mangelnder Hygiene bestand, was in zu seinen weiteren Forschungen veranlasste. Siehe auch die Semmelweisgasse in Floridsdorf.
- Kolo-Moser-Gasse (Leopoldau), 1969 benannt nach dem Jugendstil-Künstler Koloman Moser (1868–1918); er war einer der bedeutendsten Künstler in Wien um die Jahrhundertwende und zählt zu den führenden Vertretern des Jugendstils Die größte öffentliche Moser-Sammlung, darunter eine große Anzahl an Gemälden und Kunsthandwerk, befindet sich im Leopold Museum, ein Großteil davon wird in der Dauerausstellung „Wien 1900“ permanent gezeigt.
- Kompertgasse (Essling), 1955 benannt nach dem böhmisch-österreichischen Schriftsteller, Publizisten und Politiker Leopold Kompert (1822–1886). Hieß zuvor Lenaugasse.
- Komzakgasse (Kagran), 1924 benannt nach dem tschechisch-österreichischen Kapellmeister und Komponisten Karl Komzák (1850–1905); er schrieb vor allem Märsche und Walzer sowie eine volkstümliche Oper. Sein bekanntestes Werk ist der Walzer „Bad’ner Mad’ln“.
- Konstanziagasse (Hirschstetten, Stadlau), 1910 benannt nach Constantia von Österreich (1212–1243), einer Tochter des Herzogs Leopold VI. Anlässlich ihrer Hochzeit mit Heinrich III. (der Erlauchte) 1234 fanden in Stadlau Ritterspiele statt. Die Gasse hieß zuvor Schulgasse.
- Körberstraße (Aspern), benannt (Datum unbekannt) nach einem Siedler (Lebensdaten unbekannt).
- Korbweidenweg (Aspern), 1966 benannt nach der Pflanzenart Korb-Weide.
- Korianderweg (Hirschstetten), 1993 benannt nach der Pflanzengattung Koriander.
- Kornblumenweg (Aspern), 1993 benannt nach der Pflanzenart Kornblume.
- Kornfeldweg (Kagran), 1928 benannt nach dem tschechisch-österreichischen Psychologen Siegmund Kornfeld (1859–1927), Assistent Krafft-Ebings in Graz und Wien (1886–1893), Primarius an der Landesirrenanstalt in Brünn (1893–1899), ab 1918 Privatdozent für Psychologie und Ethik an der Universität Wien.[139] Der Weg hieß von 1938 bis 1945 Ochsenheimerweg, benannt nach Ferdinand Ochsenheimer.[140]
- Korsenweg (Aspern), 1991 benannt nach den Korsen, den Bewohnern der Insel Korsika; die Benennung nimmt auf Napoleon und die Schlacht bei Aspern Bezug.
- Krallgasse (Süßenbrunn), 1962 benannt nach dem Ägyptologen Jakob Krall (1857–1905); er war auf demotische, koptische und griechische Papyri spezialisiert. Sein Name ist heute noch mit der Agramer Mumienbinde verbunden, deren Text er als Erster als etruskisch erkannte.
- Kratochwjlestraße (Kaisermühlen), 1962 benannt nach dem Gartenbaufachmann Friedrich Kratochwjle (1882–1956), Direktor des Wiener Stadtgartenamtes und Ehrenpräsident der Österreichischen Gartenbaugesellschaft.[141] Er verfasste das Buch „Die städtischen Gärten Wiens“ (1931).[142]
- Kratzmanngasse (Essling), 1955 benannt nach dem Mittelschulprofessor und Schriftsteller Ernst Kratzmann (1889–1950); er schrieb zahlreiche Romane und Novellen mit teils kulturphilosophischen Gedankengängen.[143] Die Gasse hieß zuvor Kudlichgasse. Im Historikerbericht Straßennamen Wiens seit 1860 als „Politische Erinnerungsorte“ aus dem Jahr 2013 ist die Straße Gruppe B (Diskussionsbedarf) zugeordnet.[4]
- Krautackergasse (Essling), benannt (Datum unbekannt) nach einem Flurnamen.
- Kraygasse (Kagran), 1913 benannt nach dem Feldzeugmeister Paul Kray von Krajowa (1735–1804); er übernahm 1799 den Oberbefehl der österreichischen Truppen in Italien, wo er das französische Heer unter Scherer bei Verona, Legnago und Magnano schlug und später Mantua eroberte.
- Kressenweg (Breitenlee), 1954 benannt nach den Pflanzenarten Kresse.
- Krokusweg (Stadlau), 1978 benannt nach der Pflanzengattung der Krokusse.
- Kruisgasse (Essling), 1975 benannt nach dem Maler Ferdinand Kruis (1869–1944), Mitglied der Wiener Secession (1898–1938). Er spezialisierte sich auf Landschafts- und Architekturmotive; während des Ersten Weltkriegs arbeitete er als Kriegsmaler.[144]
- Kudriaffskygasse (Kagran), 1940 benannt nach dem Bautechniker Johann von Kudriaffsky (1782–1840), Oberbaudirektor und Leiter des Wasser- und Brückenbaus für Niederösterreich (ab 1817), Lehrer am Polytechnischen Institut (1818–1836). Er war maßgeblich am Bau zahlreicher Wiener Brücken beteiligt.
- Kupetzkygasse (Essling), 1953 benannt nach dem tschechischen Porträtmaler Johann Kupetzky (eigentlich Ján Kupecký, 1667–1740); um 1708/09 kam er nach Wien und wurde zum Günstling der Kaiser Leopold I. und Joseph I., und damit auch des gesamten Wiener Adels.
- Kuttelwascherweg (Seestadt Aspern), 2012 benannt nach dem Installateur Otto Kuttelwascher (Lebensdaten unbekannt) und seiner Frau Hermine Kuttelwascher (Lebensdaten unbekannt); die beiden versteckten 1942–1945 die Jüdin Erna Kohn in ihrer Wohnung und retteten sie dadurch.
- Kürassierweg (Aspern), 1966 benannt nach der schweren Reitertruppe der Kürassiere; die Benennung bezieht sich auf die Schlacht bei Aspern (1809).
- Kürbisweg (Aspern), 1988 benannt nach der Pflanzengattung der Kürbisse.
- Kurt-Absolon-Weg (Leopoldau), 1977 benannt nach dem österreichischen Maler und Grafiker Kurt Absolon (1925–1958); er schuf neben Glasfenstern und Sgraffiti vor allem graphische Arbeiten. Durch seinen Kontakt zu Literaten um Hans Weigel entstanden Buchillustrationen. Seine hochsensitiven Zeichnungen erscheinen vielfach wie Traumvisionen.
- Kurt-Ohnsorg-Weg (Leopoldau), 1977 benannt nach dem Bildhauer und Keramiker Kurt Ohnsorg (1927–1970), Gründer der internationalen Keramiksymposien in Gmunden (1963), Lehrer an der Linzer Kunstschule (1969–1970).[145]

## L

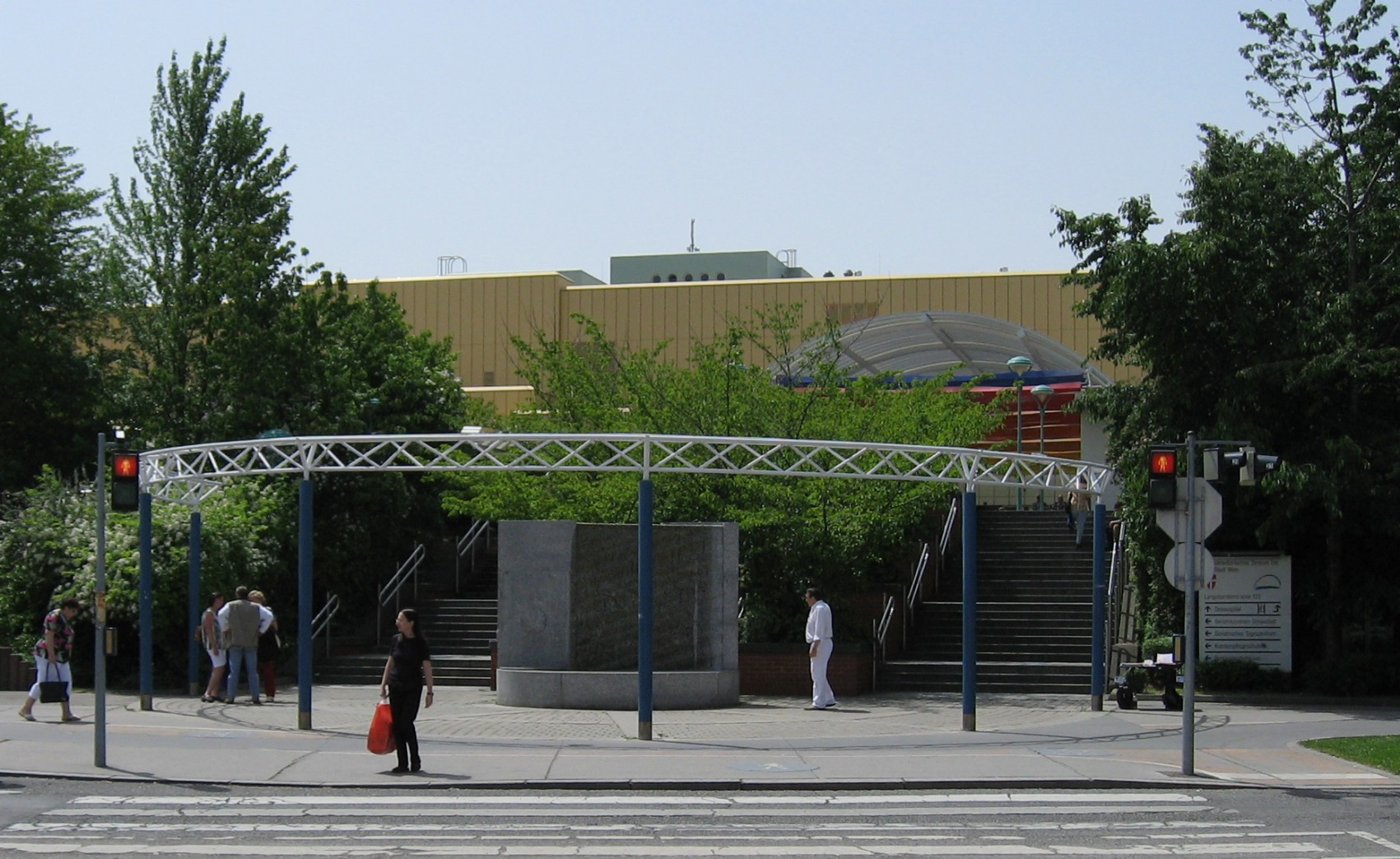
Das SMZ Ost liegt an der Langobardenstraße

- Laberlweg (Kaisermühlen), 1994 benannt; schon länger in Gebrauch, möglicherweise nach dem Dialektausdruck „Laberl“ für den Fußball oder von den Brotlaiben, mit welchen die Schnitter (siehe Schnitterweg) versorgt wurden.
- Lachsweg (Stadlau), nicht amtliche Bezeichnung.
- Lackenjöchelgasse (Breitenlee), 1953 benannt nach einem Riednamen.
- Lagerwiesenweg (Stadlau), 1965 benannt nach ihrer Lage an der „Rehlacke“.
- Lampaweg (Kagran), 1973 benannt nach dem Physiker Anton Lampa (1868–1938); neben seiner wissenschaftlichen Arbeit widmete er sich im Besonderen der Erwachsenenbildung und war von 1927 bis 1936 Präsident der Wiener Urania.
- Landaugasse (Süßenbrunn), benannt (Datum unbekannt) nach Sigmund von Landau (1542–1606); er war Freiherr in landesfürstlichen Diensten, Rat der Regierung und der niederösterreichischen Lande (1574–1585), Verordneter des Herrenstandes (1585–1591) und Hofkammerrat (1596–1604).[146] Sigmund von Landau war Besitzer der Herrschaften Süßenbrunn (um 1575), Dürnkrut (ab 1580),[147] Marchegg (ab 1590),[148] Ebenthal (ab 1591),[149] Rodaun (ab 1601),[150] und Schönkirchen (ab 1603).
- Lange Allee (Stadlau), 1910 benannt nach der Allee in der Straße. Hieß zuvor Alleestraße.
- Langer Garten (Essling), 1973 benannt nach einem Flurnamen.
- Langobardenstraße (Stadlau, Hirschstetten, Aspern), 1910 benannt nach dem germanischen Volksstamm der Langobarden; sie drangen 166 n. Chr. zu Beginn der Markomannenkriege als Teil eines Plünderungszuges ins Römische Reich ein und besetzten ab 485 das Gebiet an der mittleren Donau, in dem vorher die Rugier siedelten (heute Niederösterreich). Siehe auch Gotenweg, Markomannenstraße, Quadenstraße und Rugierstraße Die Straße hieß zuvor ab 1906 Grenzstraße und später Stadlauer Straße.
- Lannesstraße (Aspern, Essling), benannt (Datum unbekannt) nach dem französischen General Jean Lannes (1769–1809); er war einer der engsten Freunde Napoleon Bonapartes. In der Schlacht bei Aspern 1809 wurde er schwer verwundet und verstarb wenige Tage später.
- Larischgasse (Süßenbrunn), 1961 benannt nach dem Graphiker und Typografen Rudolf von Larisch (1856–1934); sein Hauptinteresse galt der Weiterentwicklung des Unterrichts in Schriftgestaltung und Schriftentwurf. Larisch entwarf die Schriften Plinius (1903) und Wertzeichentype (1906/1911, für Wertpapiere der Staatsdruckerei).
- Larwingasse (Kagran, Erweiterung der Freihofsiedlung (Siedlung Kagran)), 1953 benannt nach dem Maler Hans Larwin (auch Johann Larwin, 1873–1938); er wurde vor allem als Genremaler der Wiener Vorstadt und Szenen aus dem Wiener Volksleben bekannt, schuf aber auch Porträts.
- Lauchgasse (Kagran), 1953 benannt nach der Pflanzengattung Lauch.
- Laurenz-Barchetti-Gasse (Leopoldau), 1986 benannt nach Laurenz Barchetti (1771–1809), Gubernialrat, Vorsteher der Wiener Seidenfabrikanten; er erwarb sich Verdienste im Napoleonischen Krieg 1809.
- Lavaterstraße (Aspern), 1954 benannt nach dem Schweizer Theologen und Schriftsteller Johann Caspar Lavater (1741–1801); bekannt wurde er durch seine „Physiognomischen Fragmente zur Beförderung der Menschenkenntnis und Menschenliebe“ (4 Bde., 1775–1778), in denen er Anleitung gab, verschiedene Charaktere anhand der Gesichtszüge und Körperformen zu erkennen; er wurde damit zum Mitbegründer der Physiognomik.
- Lavendelweg (Aspern), 1944 benannt nach der Pflanzengattung Lavendel.
- Layerweg (Aspern), 1972 benannt nach dem Juristen Max Layer (1866–1941), Professor für öffentliches Recht und Kirchenrecht an der Universität Graz (ab 1908), Mitglied des Verfassungsgerichtshofs (1924–1929), Professor an der Universität Wien (ab 1928); sein Hauptwerk ist „Prinzipien des Enteignungsrechts“ (1902).[151]
- Lee-Miller-Promenade (Aspern, Oberes Hausfeld), 2022 benannt nach der Fotografin und Fotojournalistin Lee Miller (Elizabeth Miller, 1907–1977). Nach einer anfänglichen Karriere als Fotomodell begann sie als ab 1929 als Fotografin zu arbeiten. Persönlich bekannt mit Man Ray, blieb ihr Stil vom Surrealismus beeinflusst. Später arbeitete sie als Mode- und Porträtfotografin. 1944 wurde sie als Kriegsfotografin akkreditiert, einige dokumentarisch bedeutende Bilder der Befreiung von Paris oder der Konzentrationslager Dachau und Buchenwald stammen von ihr. Sie war nach dem Krieg mit dem surrealistischen Künstler Roland Penrose verheiratet.
- Lehenstraße (Essling), benannt (Datum unbekannt) nach einem Flurnamen.
- Leherbweg (Breitenlee), 2018 benannt nach dem Künstler Helmut Leherb (geb. Helmut Leherbauer, 1933–1997); er war ein Vertreter der Wiener Schule des Phantastischen Realismus, die dem Surrealismus nahe stand. Zentrale Motive vieler seiner Bilder sind seine eigene Person und die seiner Frau Lotte Profohs; siehe auch den Lotte-Profohs-Weg. Leherb war zeitlebens ein Wiener Societyliebling.
- Leidlweg (Aspern), 1972 benannt nach dem Flugpionier Ludwig Leidl (1872–1958), Oberstleutnant; er war Leiter der Abteilung IV der k.u.k. Luftfahrtruppe (1914–1918).[152]
- Leinweg (Hirschstetten), 1953 benannt nach der Pflanzengattung Lein (Flachs).
- Lella-Lombardi-Gasse (Seestadt Aspern), 2016 benannt nach der italienischen Automobilrennfahrerin Lella Lombardi (1941–1992); sie fuhr 1975–1976 in der Formel 1. Sie ist die bisher einzige Frau, die in einem Formel-1-Grand-Prix in die Punkteränge fuhr; dabei erzielte sie in zwölf Rennen einen halben WM-Punkt. In den 1980er-Jahren fuhr in der Deutschen Tourenwagen-Meisterschaft.
- Lenkgasse (Kagran), 1911 benannt nach dem Offizier Jakob Lenk Freiherr von Wolfsberg (1766–1837), Oberst in den Napoleonischen Kriegen.
- Lenzweg (Breitenlee), 2018 benannt nach dem Rechtsanwalt Josef Lenz (1920–1995); er war wesentlich am Wiederaufbau der österreichischen Zivilluftfahrt beteiligt sowie auch in die Vorarbeiten zur Wiedergründung der Austrian Airlines involviert, die er dann auch 25 Jahre lang als Anwalt vertrat. Von 1953 bis 1994 war er Präsident des Österreichischen Aero-Clubs.[153]
- Leo-Bredl-Gasse (Aspern), 2003 benannt nach dem kaufmännischen Angestellten Leo Bredl (1915–1994); er betätigte sich als volkstümlicher Musiker und Komponist von Wienerliedern.[154]
- Leo-Lehner-Gasse (Aspern), 1984 benannt nach dem Chorleiter und Komponisten Leo Lehner (1900–1981), Gründer der Chorvereinigung „Jung-Wien“; er leitete auch den Chor „Wiener Schubertbund“ und den „Soldatenchor Wien“.
- Leonard-Bernstein-Straße (Kaisermühlen), 1995 benannt nach dem Dirigenten und Komponisten Leonard Bernstein (1918–1990); er war regelmäßiger Gastdirigent der Wiener Philharmoniker. Im großen Sendesaal des Funkhauses Wien fand 1963 die erste Aufführung seines Musicals „Candide“ in deutscher Sprache statt.
- Leonie-Rysanek-Weg (Breitenlee), 2014 benannt nach der Opernsängerin Leonie Rysanek (1926–1998); sie wirkte von 1955 bis 1991 an der Wiener Staatsoper, zusätzlich 1959–1996 auch an der Metropolitan Opera in New York. An beiden Häusern zählte sie zu den größten Stars ihrer Zeit und war beim Publikum enorm beliebt.
- Leopold-Kohr-Straße (Kagran), 2019 benannt nach dem Nationalökonomen, Juristen, Staatswissenschaftler und Philosophen Leopold Kohr (1909–1994); er war Anarchist und Vordenker der Umweltbewegung. 1951 vollendete er sein Hauptwerk The Breakdown of Nations. Gemeinsam mit Otto Habsburg und Egon Ranshofen-Wertheimer beeinflusste er die Politik der USA, um nach Kriegsende Österreichs Unabhängigkeit wiederzuerlangen.
- Lerchenspornweg (Kaisermühlen), 2002 benannt nach der Pflanzenart Hohler Lerchensporn.
- Leskygasse (Essling), 1994 benannt nach dem Altphilologen Albin Lesky (1896–1981), Professor für Gräzistik an der Universität Innsbruck (1936–1949) und an der Universität Wien (1949–1967) sowie seiner Ehefrau, der Medizinhistorikerin Erna Lesky (1911–1986), Universitätsprofessorin (ab 1957), Vorstand des Instituts für Geschichte der Medizin der Universität Wien (ab 1960); sie machte sich besonders um die Darstellung der Wiener Medizin und der Wiener Ärzte im 19. Jahrhundert verdient.[155] Im Historikerbericht Straßennamen Wiens seit 1860 als „Politische Erinnerungsorte“ aus dem Jahr 2013 ist die Straße Gruppe C (demokratiepolitisch relevante biographische Lücken) zugeordnet.[4]
- Lessiakgasse (Stadlau), 1971 benannt nach dem Germanisten Primus Lessiak (1878–1937); er wirkte als Universitätsprofessor in Freiburg (Schweiz), Prag und Würzburg und war bahnbrechend in der Dialektgeographie und der polyglotten Toponomastik.
- Lettenweg (Kagran), 1959 benannt nach dem „Lettenhaufen“. Letten sind ein angeschwemmter, lehmiger Grund.
- Leutholdgasse (Aspern), 1954 benannt nach dem Schweizer Dichter und Übersetzer Heinrich Leuthold (1827–1879); er kam 1857 nach München und trat mit dem dortigen Dichterkreis in Verbindung. Er schrieb eine leidenschaftliche und schwermütige Lyrik.[156]
- Lexergasse (Stadlau), 1971 benannt nach dem Germanisten Matthias Lexer (1830–1892); er wirkte in Deutschland als Mediävist und Lexikograph. Hieß zuvor Viktor-Kaplan-Straße.
- Lichtblaustraße (Kagran), 1990 benannt nach dem Architekten Ernst Lichtblau (1883–1963); zu seinen bekanntesten Bauten zählen das so genannte „Schokoladenhaus“ in der Wattmanngasse 29 in Wien-Hietzing, der Paul-Speiser-Hof in Floridsdorf und ein Doppelwohnhaus in der Wiener Werkbundsiedlung.
- Lieblgasse (Kagran), 1972 benannt nach dem Verwaltungsbeamten Hans Liebl (1877–1950), Beamter im Magistrat der Stadt Wien; er sammelte Artefakte aus dem Bereich der Strafrechtspflege wie Foltergeräte, Gerichtsordnungen, Urteile etc. Seine Sammlung war ab 1940 im ehemaligen Landesmuseum in der Wiener Herrengasse zugänglich, wurde ab 1967 im Schloss Greillenstein ausgestellt und bildete schließlich 1988 den Grundstock für das heutige Foltermuseum im Schloss Pöggstall.[157][158] Im Historikerbericht Straßennamen Wiens seit 1860 als „Politische Erinnerungsorte“ aus dem Jahr 2013 ist die Straße Gruppe C (demokratiepolitisch relevante biographische Lücken) zugeordnet.[4]
- Lieglerstraße (Essling), 1955 benannt nach dem Buchhalter Leopold Liegler (1882–1949); er verfasste nebenberuflich einige wenig beachtete literarische Werke (manchmal unter dem Pseudonym Ulrik Brendel) sowie literaturkritische Arbeiten, und er war als Vortragender in Volkshochschulen tätig.[159] Die Straße hieß zuvor Kriemhildenstraße
- Lilly-Dillenz-Straße (Seestadt Aspern), 2018 benannt nach der Schauspielerin Lilly Dillenz (geb. Elisabeth Leonore Hollitzer, 1896–1964); gemeinsam mit ihrem Mann gründete sie die Filmproduktion Wien, die Filme wie Frühlingsstimmen (1951) mit Paul Hörbiger produzierte. 1927 war sie bei einer Atlantiküberquerung mit dem Flugzeug als Passagier an Bord, das Vorhaben scheiterte jedoch.
- Lina-Bo-Bardi-Platz (Seestadt Aspern), 2018 benannt nach der brasilianischen Architektin und Designerin Lina Bo Bardi (geb. Achillina Bo, 1914–1992); sie errichtete zahlreiche Gebäude in São Paulo und Salvador da Bahia. Darüber hinaus war sie auch als Designerin tätig.
- Lina-Loos-Platz (Aspern, Oberes Hausfeld), 2022 benannt nach der Schauspielerin und Feuilletonistin Lina Loos (1882–1950). Sie verkehrte schon in jungen Jahren in Wiener Künstler- und Literatenkreisen, kurzzeitig war sie mit Adolf Loos verheiratet. Ab etwa 1905 schrieb sie regelmäßig Feuilletons für verschiedene Zeitungen, daneben trat sie auch als Schauspielerin und als Chansonette auf Kabarettbühnen auf. Sie fungierte auch als eine Art Salondame: ihr Haus war immer wieder Treffpunkt für Künstlerpersönlichkeiten.
- Linsbauerweg (Kagran), 1997 benannt nach dem Bezirkspolitiker Franz Linsbauer (1922–1989), Bezirksrat (ab 1957), Nationalratsabgeordneter (1969–1975), Bezirksparteiobmann der ÖVP Donaustadt.
- Lobaugasse (Aspern), benannt (Datum unbekannt) nach dem Naturschutzgebiet Lobau (lo = althochdeutsch „Wald“, also waldreiche Au).
- Lobaustraße (Kaiserebersdorf-Herrschaft); siehe Lobaugasse.
- Lobelienweg (Aspern), 2001 benannt nach der Pflanzengattung Lobelien und der Zierpflanze Blaue Lobelie.
- Lobgrundstraße (Kaiserebersdorf-Herrschaft), 1977 benannt nach einem Flurnamen (einem Gewässer in der Lobau).
- Löblweg (Kagran, Freihofsiedlung), 1932 benannt nach Josef Löbl (1866–1930), Vorstand des Floridsdorfer Fürsorgeinstituts.
- Lohengrinstraße (Kagran), 1959 benannt nach der Oper „Lohengrin“ (1850) von Richard Wagner.
- Lohsinggasse (Aspern), 1972 benannt nach dem Juristen Ernst Lohsing (eigentlich Ernst Löwy, 1878–1942), Rechtsanwalt in Wien (1909–1938); er publizierte zahlreiche viel beachtete juristische Abhandlungen.[160]
- Lohwaggasse (Aspern), 1955 benannt nach dem Mykologen Heinrich Lohwag (1884–1945), Mittelschullehrer (ab 1908), a.o. Professor an der Universität Wien (ab 1940); er hielt Vorlesungen für Forstwirte an der Hochschule für Bodenkultur (1944–1945).[161]
- Loimerweg (Kagran), 1959 benannt nach einem Siedler (Lebensdaten unbekannt).
- Loitlsbergerweg (Essling), 2011 benannt nach dem Wirtschaftswissenschaftler Erich Loitlsberger (1921–2003), Professor an der Universität Frankfurt am Main (1957–1962), Professor an der Hochschule für Welthandel (ab 1962) und Professor für Volkswirtschaftslehre an der Universität Wien sowie Professor für Betriebs- und Wirtschaftsinformatik (ab 1972). Loitlsberger hat eine große Zahl bedeutender Veröffentlichungen vor allem in österreichischen Medien publiziert.
- Lorenz-Kellner-Gasse (Kagran), 1911 benannt nach dem deutschen Pädagogen und Politiker Lorenz Kellner (1811–1892); er wirkte vor allem in Trier und gilt als der bedeutendste katholische Pädagoge des 19. Jahrhunderts. Er entwickelte eine reiche literarische Tätigkeit. In Wien erfolgte bald nach seinem Tod die Gründung des katholischen „Lehrervereins Dr. Lorenz Kellner“ (bis 1987).[162]
- Löschniggasse (Aspern), 1972 benannt nach dem Önologen, Pomologen und Hortologen Josef Löschnig (1872–1949); er erwarb sich große Verdienste um den nach dem Ersten Weltkrieg fast restlos zerstörten österreichischen Weinbau. Löschnig gründete bzw. leitete mehrere Fachzeitschriften zum Thema Obstbau und schrieb zahlreiche Fachbücher.[163]
- Lössweg (Leopoldau), 1953 benannt nach dem Sedimentgestein Löss.
- Lostakgasse (Breitenlee), 1993 benannt nach dem Berufsschullehrer Leopold Lostak (1904–1981), Bezirksrat (1946–1954, SPÖ).
- Lotsenweg (Aspern), 1993 benannt nach dem Berufsstand der Fluglotsen; die Benennung bezieht sich auf den ehemaligen Flughafen Aspern (1912–1977).
- Lotte-Hass-Weg (Aspern), 2018 benannt nach der Tauchpionierin Lotte Hass (1928–2015); sie wirkte als Unterwassermodel und Hauptdarstellerin in mehreren Filmen des Tauchers Hans Hass mit, den sie 1950 heiratete.
- Lotte-Lehmann-Weg (Aspern), 1996 benannt nach der Opernsängerin Lotte Lehmann (1888–1976); sie gehörte zu den herausragenden deutschen Sopranistinnen des 20. Jahrhunderts und war auch als Schriftstellerin und Dichterin bekannt.
- Lotte-Profohs-Weg (Breitenlee), benannt nach der Künstlerin Lotte Profohs (1934–2012); sie stand als Grafikerin und Malerin dem Expressionismus nahe. Bekannt wurde sie vor allem, weil sie ein wichtiges Modell für die Werke ihres Mannes Helmut Leherb war; siehe auch den Leherbweg.
- Löwensteinstraße (Essling), 1955 benannt nach dem Bakteriologen Ernst Löwenstein (1878–1950), Leiter der Tuberkulose-Abteilung des Wiener Serotherapeutischen Instituts (ab 1925); er leistete Pionierarbeit auf dem Gebiet der Chemotherapie der Tuberkulose. Die Straße hieß zuvor Grillparzerstraße.
- Löwenzahngasse (Aspern), 1952 benannt nach den beiden Pflanzengattungen Löwenzahn (Taraxacum und Leontodon).
- Ludwig-Reindl-Gasse (Kagran), 2003 benannt nach Ludwig Reindl (1893–1994); als Laborleiter der Firma Kores erfand er in den 1950er-Jahren das Klebeband Tixo. Er blieb als Erfinder weitgehend unbekannt, schaffte es aber in die Liste der hundertjährigen Österreicher. Im Historikerbericht Straßennamen Wiens seit 1860 als „Politische Erinnerungsorte“ aus dem Jahr 2013 ist die Straße Gruppe C (demokratiepolitisch relevante biographische Lücken) zugeordnet.[4]
- Luickgasse (Aspern), 1953 benannt nach dem Philologen und Anglisten Karl Luick (1865–1935), Professor an der Universität Graz (1898–1908), Professor an der Universität Wien (ab 1908), Dekan (1920–1921), Rektor (1925–1926). Internationale Anerkennung brachten ihm seine Arbeiten über die Lautgeschichte der englischen Sprache. Er verfasste auch eine von der österreichischen bodenständigen Aussprache ausgehende deutsche Lautlehre.[164]
- Luitpold-Stern-Gasse (Aspern), 1989 benannt nach dem Arbeiterdichter, Politiker und Journalisten Josef Luitpold Stern (1886–1966); er war ab 1918 Leiter der sozialdemokratischen Bildungszentrale, war Mitbegründer der „Büchergilde Gutenberg“ und fungierte als „Hausdichter“ der Sozialdemokratie.
- Lupinenweg (Aspern), 1952 benannt nach der Pflanzengattung Lupinen.
- Lydia-Sicher-Gasse (Seestadt Aspern), 2016 benannt nach der Psychiaterin Lydia Sicher (1890–1962); sie war ab 1926 die Assistentin Alfred Adlers beim Ausbau des Kaiser Franz Joseph-Ambulatoriums in Mariahilf, ab 1929 die Klinikdirektorin. 1938 emigrierte sie in die USA, lehrte Individualpsychologie an der University of Utah und wurde Präsidentin der American Society of Adlerian Psychology.

## M

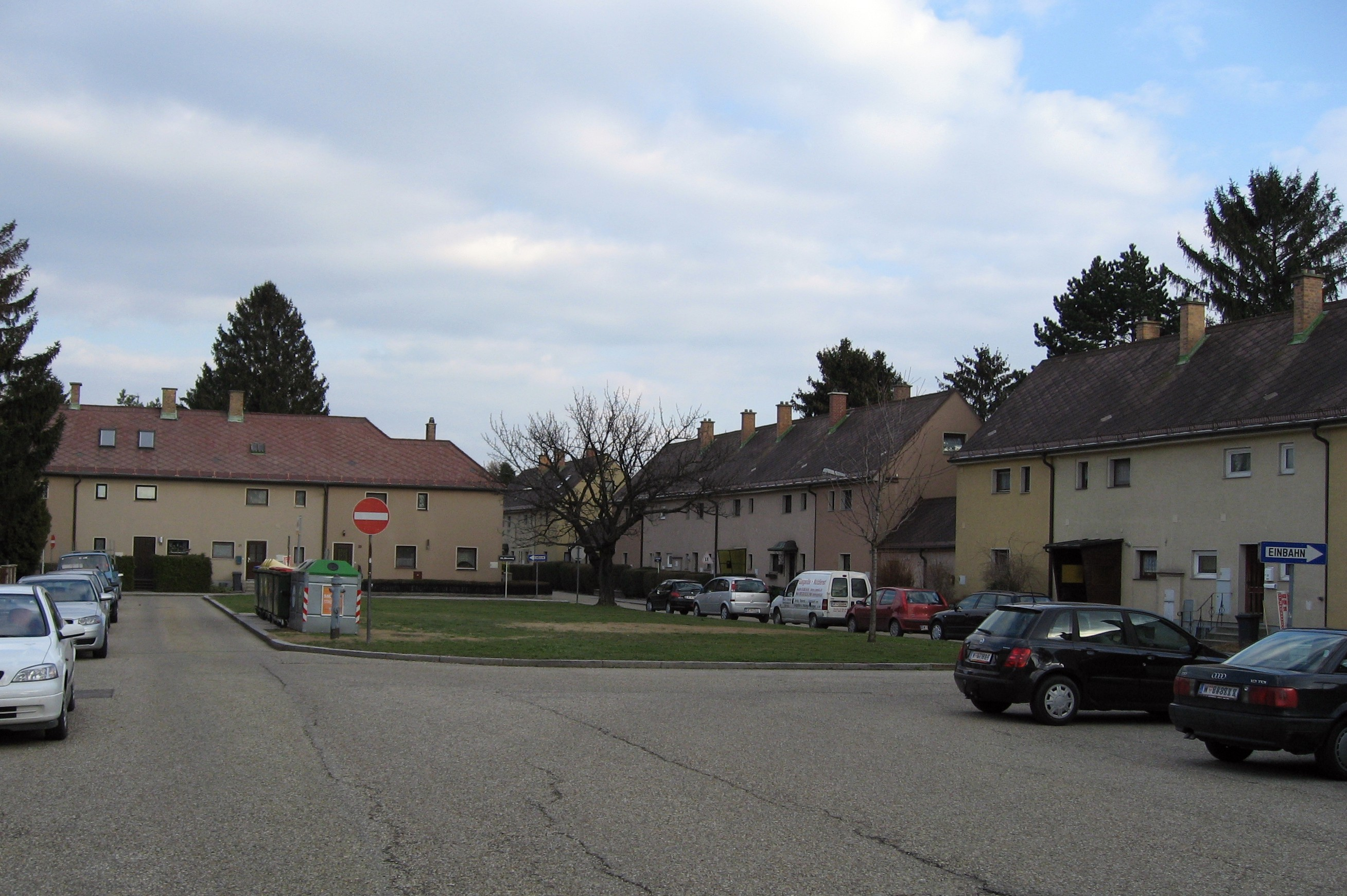
Mühlhäufelweg

- Machegasse (Aspern), 1966 benannt nach dem Physiker Heinrich Mache (1876–1954), Professor an der Technischen Hochschule Wien (1908–1946), Rektor (1925–1926). Seine Forschungsgebiete waren vor allem Radioaktivität, Wärmelehre, Luftelektrizität und die Physik der Verbrennungs-Erscheinungen. Im Historikerbericht Straßennamen Wiens seit 1860 als „Politische Erinnerungsorte“ aus dem Jahr 2013 ist die Straße Gruppe C (demokratiepolitisch relevante biographische Lücken) zugeordnet.[4]
- Maculangasse (Kagran), 1972 benannt nach dem Bautechniker und Bauunternehmer Rudolf Maculan (1912–1955); er war ab 1936 in der Baugesellschaft Hofman tätig, ab 1938 Gesellschafter („Hofman & Maculan“) und von 1941 bis 1955 deren Geschäftsführer. Unter seiner Führung wurde aus einer kleinen Baufirma eines der führenden österreichischen Bauunternehmen (Maculan Holding, bis 1996). Die Leistungen von Maculan lagen vor allem auf den Gebieten der Rationalisierung der Baumethoden, der Verwendung von Fertigbetonelementen und Sichtbeton, der Baukalkulation und der Normung.[165] Im Historikerbericht Straßennamen Wiens seit 1860 als „Politische Erinnerungsorte“ aus dem Jahr 2013 ist die Straße Gruppe C (demokratiepolitisch relevante biographische Lücken) zugeordnet.[4]
- Magdeburgstraße (Kagran, Stadlau), 1922 benannt nach dem Hauptmann Friedrich Freiherr von Magdeburg (1783–1810); ihm gelang im Rahmen der Schlacht bei Aspern 1809 die Zerstörung der französischen Donaubrücke, was wesentlich zur Niederlage Napoleons beitrug. Die Magdeburg-Kaserne in Klosterneuburg, dem Sitz der Pioniertruppenschule des Bundesheeres, ist ebenfalls nach ihm benannt.[166] Die Straße hieß zuvor Karl-Ludwig-Straße.
- Magnoliengasse (Hirschstetten), 1953 benannt nach dem Ziergehölz Magnolie.
- Magyarweg (Breitenlee), 1987 benannt nach dem Bauingenieur Egon Magyar (1892–1979), Konsulent für Vermessungswesen, Leiter der Bundesingenieurkammer.
- Mahrweg (Breitenlee), 2018 benannt nach dem Kommunalpolitiker Hans Mahr (1941–2014). Er leistete in den 1970er- und 1980er-Jahren Pionierarbeit für die Freiheitlichen im 22. Bezirk und legte die Basis für die Bedeutung der FPÖ in der politischen Landschaft Donaustadts.[167]
- Maiglöckchenweg (Essling), 1954 benannt nach der Pflanzenart Maiglöckchen.
- Mälzelplatz (Kagran), 1927 benannt nach dem Mechaniker und Erfinder Johann Nepomuk Mälzel (1772–1838); er erfand 1815 das Metronom auf Anregung von Beethoven, der sich eine präzisere Tempodefinition als die bisherigen (Adagio, Allegro, Presto etc.) wünschte. Viele Musikstücke werden heute mit der Tempobezeichnung von beispielsweise „MM 144“ angegeben (Mälzels Metronom, 144 Schläge pro Minute).
- Man-Ray-Promenade (Aspern, Oberes Hausfeld), 2022 benannt nach dem Fotografen, Filmregisseur und Objektkünstler Man Ray (Emmanuel Rudnitzky, 1890–1976). Geboren in Philadelphia kam er 1921 nach Paris, wo er zu einem einflussreichen Vertreter des Surrealismus wurde, den er in die Fotografie einbrachte. Bekannt sind seine „Rayographien“, bei denen zufällig arrangierte Gegenstände auf lichtempfindlichem Papier ohne Kamera belichtet wurden oder auch seine Objektfotos, bei denen Alltagsgegenstände in neuen und überraschenden Zusammenhängen erscheinen.
- Mannaberggasse (Essling), 1961 benannt nach dem Mediziner Julius Mannaberg (1860–1941), Internist, Mitglied des Obersten Sanitätsrats (1909–1919), Direktor der Wiener Poliklinik (1919–1930). Er gehörte zu den Pionieren der Malaria-Forschung.[168]
- Mannsbarthgasse (Essling), 1964 benannt nach dem Offizier und Flugpionier Franz Mannsbarth (1877–1950), Militärluftschiffer (ab 1903); er baute gemeinsam mit dem Techniker Hans-Otto Stagl 1910 das erste österreichische Lenkluftschiff, damals das größte Luftschiff der Welt (Länge 92 m, Gasinhalt 8.150 m³, 2 × 150 PS, 30 Passagiere).[169] Während des Ersten Weltkriegs war er „Leiter des gesamten Luftschiffahrtswesens im Felde und im Hinterlande“. Ab 1921 war er in der Industrie tätig.[170] Siehe auch die Berlepschgasse im 10. Bezirk Favoriten.
- Marangasse (Kagran, Freihofsiedlung), 1955 benannt nach dem Schauspieler und Komiker Gustav Maran (eigentlich Gustav Dolezal, 1854–1917); er spielte am Wiener Residenztheater (ab 1873) und am Theater in der Josefstadt (1894–1917). Die Gasse hieß zuvor ab 1932 Karl-Hofmann-Gasse.
- Marbodgasse (Kagran), 1911 benannt nach Marbod (ca. 30 v. Chr.–37 n. Chr.), dem bedeutendsten Herrscher der Markomannen; siehe auch Markomannenstraße.
- Marburggasse (Essling), 1960 benannt nach dem Neurologen Otto Marburg (1874–1948) Professor am Neurologischen Institut der Universität Wien (ab 1912), Vorstand dieses Instituts (1919–1938); er verfasst über 200 Arbeiten aus dem klinisch-neurologischen Bereich.[171]
- Marcel-Prawy-Promenade (Kaisermühlen), 2005 benannt nach dem Dramaturgen und Opernkritiker Marcel Prawy (eigentlich Marcell Horace Frydman, 1911–2003); er wurde als „Opernführer der Nation“ zu einer Institution der Wiener Oper.
- Marchesigasse (Essling), 1957 benannt nach der deutschen Opernsängerin und Musikpädagogin Mathilde Marchesi (1821–1913); sie sang ab 1861 in Paris, ab 1865 in Köln und ab 1868 in Wien.
- Marderweg (Aspern), 1993 benannt nach der Raubtiergattung Marder.
- Margeritenweg (Aspern), 1994 benannt nach der Pflanzengattung Margerite.
- Margit-Doppler-Gasse (Breitenlee), 2006 benannt nach der Graphikerin Margit Doppler (auch Kovacs bzw. Doppler-Kovacs, 1909–2001), Schülerin und Assistentin des Werbegrafikers Joseph Binder. Sie entwarf zahlreiche Film- und Werbeplakate sowie Werbeauftritte für verschiedene Firmen, u. a. das populäre „Blockmalz-Männchen“ für die Firma Kirstein-Süßwaren. In späteren Jahren schuf sie auch Illustrationen für Kinderbücher und Kochbücher.[172]
- Maria-Andergast-Weg (Aspern), 1996 benannt nach der deutschen Schauspielerin und Sängerin Maria Andergast (1912–1995); von 1939 an lebte und arbeitete sie überwiegend in Wien, 1972 übersiedelte sie ganz von München nach Wien. Ihr Markenzeichen waren süße, schlichte, grundsolide Mädchentypen, die trotz einer gewissen Neigung zur Melancholie ihr Lebensglück zu erkämpfen bereit sind.
- Maria-Emhart-Weg (Breitenlee), 2018 benannt nach der Widerstandskämpferin und Politikerin Maria Emhart (1901–1981). Ab 1934 engagierte sie sich für die verbotenen Revolutionären Sozialisten und wurde mehrmals verhaftet. 1945 wurde sie für die SPÖ in den Salzburger Landtag gewählt, 1946 wurde sie Vizebürgermeisterin von Bischofshofen. Ab 1953 saß sie für die nächsten zwölf Jahre im Nationalrat
- Maria-Gutmann-Gasse (Aspern, Oberes Hausfeld), 2023 benannt nach Maria Gutmann (1889–1963). Die Schauspielerin und Regisseurin war eine der wenigen prominenten Theatermacherinnen der Zwischenkriegszeit, nach ihrer Emigration in die USA betrieb sie mit ihrem damaligen Ehemann Franz Horch eine Literaturagentur, die profilierte Namen unter Vertrag hatte.
- Maria-Hirschler-Weg (Kagran), 2002 benannt nach der Maschinenstrickerin und Bezirkspolitikerin Maria Hirschler (1910–1996); sie erwarb sich nach 1945 Verdienste beim Wiederaufbau von Kagran und wurde Gemeinderätin und Landtagsabgeordnete (1954–1970, SPÖ).
- Maria-Jeritza-Weg (Breitenlee), 1996 benannt nach der Opernsängerin Maria Jeritza (eigentlich Jedlitzka, 1887–1982); nach dem Zweiten Weltkrieg beteiligte sie sich mit hohen Geldspenden am Wiederaufbau der zerstörten Wiener Staatsoper, an der die Kammersängerin ebenso wie bei den Salzburger Festspielen oft auftrat.
- Maria-Merian-Gasse (Seestadt Aspern), 2018 benannt nach der deutschen Naturforscherin und Künstlerin Maria Sibylla Merian (1647–1717); sie gehörte zu den ersten Forschern, die Insekten systematisch beobachteten und etwas über deren tatsächliche Lebensumstände herausfanden. 1705 erschien ihr Hauptwerk: Metamorphosis insectorum Surinamensium.
- Maria-Potesil-Gasse (Seestadt Aspern), 2012 benannt nach Maria Potesil (1894–1984). In der NS-Zeit wurde ihr Pflegekind Kurt Martinetz (geb. 1924) als „Volljude“ deklariert; in der Folge kämpfte sie jahrelang gegen die Deportation ihres Sohnes. 1944 wurde er in ein Transitlager in der Leopoldstadt gebracht, durch Intervention von Maria Potesil aber wieder freigelassen und überlebte in einem Versteck.[173]
- Maria-Trapp-Platz (Seestadt Aspern), 2012 benannt nach der Sängerin und Schriftstellerin Maria Augusta Trapp (1905–1987). Sie heiratete 1927 den Korvettenkapitän Georg Ludwig von Trapp und gründete 1935 mit ihm und seinen Kindern (fünf Töchter, zwei Söhne) einen Familienchor. 1938 emigrierte die Familie in die USA, trat unter dem Namen Trapp Family Singers auf und organisierte nach dem Ende des Zweiten Weltkriegs eine Hilfsaktion unter dem Namen Trapp Family Austrian Relief Inc. Maria Augusta Trapp schrieb 1952 ihre Lebenserinnerungen, die 1956 unter dem Titel Die Trapp-Familie mit sehr großem Erfolg verfilmt wurde. 1959 wurde die Geschichte – geschönt – im Musical The Sound of Music auf die Bühne gebracht.
- Mária-Telkes-Weg (Seestadt Aspern), 2024 benannt nach der Chemikerin und Biophysikerin Mária Telkes (1900–1995). Sie wanderte nach ihrer Promotion in Physik und Chemie 1925 in die Vereinigten Staaten aus, wo sie als Biophysikerin zu den ersten in der Wissenschaft tätigen Frauen gehörte. Ab 1939 widmete sie sich der Forschung auf dem Gebiet der Solarenergie, dem sie bis zu ihrer Pensionierung treu blieb; unter anderem entwickelte sie für das Militär eine solarbetriebene Entsalzungsanlage, die Meerwasser trinkbar macht, und war 1948 an der Entwicklung des ersten durch Solarenergie beheizten Hauses beteiligt.
- Maria-Tusch-Straße (Seestadt Aspern), 2012 benannt nach der Arbeiterin und Politikerin Maria Tusch (1868–1939), Lohnarbeiterin der Klagenfurter Fabrik der Tabakregie. Sie engagierte sich hier für bessere Arbeitsbedingungen sowie für eine Besserstellung der Frauen. Als Funktionärin der SDAP war sie 1919–1920 Mitglied der Konstituierenden Nationalversammlung und danach in allen vier Legislaturperioden der Ersten Republik Abgeordnete zum Nationalrat. Durch die Errichtung des Ständestaats endete 1934 ihre politische Laufbahn.
- Marianna-Martines-Weg (Aspern, Oberes Hausfeld), 2022 benannt nach der Pianistin, Sängerin und Komponistin Marianna von Martines (1744–1812). Sie wurde als Tochter des Zeremonienmeisters des päpstlichen Nuntius im Michaelerhaus am Kohlmarkt geboren und kam daher schon früh mit Pietro Metastasio (der ihr und ihren Geschwistern sein Vermögen vermachte) und später auch mit Joseph Haydn in Kontakt. Sie entwickelte sich zu einer bei Hof sehr geschätzten Sängerin und Pianistin, aber auch ihre Kompositionen (Klaviermusik, Oratorien, Chorwerke) wurden von den Zeitgenossen sehr geschätzt – die erste Aufführung eines Werkes hatte sie im Alter von siebzehn Jahren. Diese basierten meist auf Libretti von Metastasio, so auch ihr bekanntestes Werk, Isacco figura del redentore (Isaak – Vorbild des Erlösers). In späteren Jahren verwendete sie ihr Vermögen für eine musikalische Bildungseinrichtung und gab noch Soiréen, bei denen sie gelegentlich selbst auftrat.
- Marietta-Blau-Gasse (Kagran), 2004 benannt nach der Physikerin Marietta Blau (1894–1970); sie beschäftigte sich hauptsächlich mit der photographischen Methode zum Nachweis von Elementarteilchen.
- Markethäufelgasse (Aspern), 2008 benannt nach einem Flurnamen.
- Markgraf-Gerold-Gasse (Stadlau), 1910 benannt nach dem angeblichen ersten Markgrafen der Ostmark, Markgraf Gerold der Jüngere (ca. 730–799), einer historisch nicht zweifelsfrei belegten Person.
- Markomannenstraße (Kagran), 1910 benannt nach dem germanischen Volksstamm der Markomannen; die Benennung erinnert daran, dass der römische Kaiser Gallienus (218–268) im Jahre 260 Vindobona an die Markomannen abgetreten hat; siehe auch Marbodgasse sowie Gotenweg, Langobardenstraße, Quadenstraße und Rugierstraße. Die Straße hieß zuvor Jägerstraße.
- Markowskygasse (Essling), 1966 benannt nach dem Sänger, Regisseur und Operndirektor August Maria Markowsky (1880–1939); er inszenierte an der Volksoper Wien (ab 1923) sowie an den Opern in Bukarest, Kairo, München und Agram.[174]
- Markweg (Aspern), 1928 benannt nach dem Kupferstecher Quirin Mark (1758–1811), Schüler von Jacob Matthias Schmutzer; er schuf Historienbilder und Porträts, u. a. von Mitgliedern der kaiserlichen Familie. Weiters schuf er Titelbilder und Vignetten für Bücher.[175]
- Marlen-Haushofer-Weg (Kagran), 2019 benannt nach der Schriftstellerin Marlen Haushofer (1920–1970); ihr erster Erfolg war 1952 die Novelle Das fünfte Jahr. Gefördert wurde Haushofers literarische Tätigkeit vor allem von Hans Weigel und Hermann Hakel. Ihr wichtigstes Werk ist der Roman Die Wand, der 1963 veröffentlicht und 2012 verfilmt wurde.
- Martnigasse (Süßenbrunn), benannt (nicht amtlich) nach einem Anrainer (Lebensdaten unbekannt).
- Maschlgasse (Aspern), 1953 benannt dem Schlosser Rudolf Maschl (auch Masl, 1920–1943); er war Funktionär des Kommunistischen Jugendverbands; 1942 wurde er von der Gestapo verhaftet und 1943 hingerichtet.[176]
- Maßholdergasse (Essling), 1954 benannt nach der Baumart Maßholder (Feldahorn).
- Masurenweg (Kagran), benannt nach der polnischen, bis 1945 ostpreußischen Landschaft Masuren; nicht amtliche Bezeichnung.
- Maulbeergasse (Essling), 1954 benannt nach der Baumgattung Maulbeeren.
- Maurichgasse (Kagran), 1911 benannt nach dem Major Friedrich Freiherr Maurich von Russbach (1783–1813); er erhielt für seine Leistung in der Schlacht bei Aspern 1809 das Ritterkreuz des Maria-Theresia-Ordens.[177]
- Max-Böhm-Gasse (Stadlau), 2009 benannt nach dem Schauspieler und Kabarettisten Maxi Böhm (1916–1982); er war 1954–1974 einer der Hauptdarsteller und engster Mitarbeiter von Karl Farkas im Kabarett Simpl. Ab 1974 war er Schauspieler am Volkstheater, am Raimundtheater, am Theater an der Wien und am Theater in der Josefstadt. Daneben war er in zahlreichen Radio- und Fernsehproduktionen erfolgreich. Der Max-Böhm-Hof im 8. Bezirk Josefstadt ist ebenfalls nach ihm benannt.
- Maxie-Wander-Gasse (Seestadt Aspern), 2018 benannt nach der österreichisch-deutschen Schriftstellerin Maxie Wander (geb. Elfriede Brunner, 1933–1977); in Hernals geboren, übersiedelte sie 1958 in die DDR. Sie war als Koautorin an mehreren Reiseberichten ihres Mannes Fred Wander beteiligt und schrieb einige Drehbücher.
- Mayredergasse (Breitenlee), 1987 benannt nach der Schriftstellerin, Frauenrechtlerin, Kulturphilosophin und Librettistin Rosa Mayreder (1858–1938); vor und während des Ersten Weltkriegs engagierte sie sich gemeinsam mit Bertha von Suttner in der Friedensbewegung und wurde 1919 die Vorsitzende der Internationalen Frauenliga für Frieden und Freiheit. Siehe auch die Fickertgasse im 19. Bezirk Döbling und den Marie-Lang-Weg im 21. Bezirk Floridsdorf.
- Mehlbeerengasse (Breitenlee), 1965 benannt nach der Baumart Mehlbeere.
- Meißauergasse (Kagran), 1910 benannt nach dem österreichischen Adelsgeschlecht der Herren von Meißau (auch Meissau oder Maissau), das 1122 erstmals urkundlich erwähnt wurde und 1440 ausgestorben ist. Hieß zuvor Ebersdorfer Straße.
- Meisenweg (Stadlau), nicht amtliche Bezeichnung.
- Meißnergasse (Kagran), 1910 benannt nach dem Erfinder und Chemiker Paul Traugott Meißner (1778–1864), Professor für technische Chemie am Polytechnischen Institut (1816–1845). Er erfand eine nach ihm benannte Zentralheizung mit Warmluft und den sogenannten „Wiener Sparherd“. Die Gasse hieß zuvor Schulgasse.
- Meitnergasse (Kagran), 1973 benannt nach der Kernphysikerin Lise Meitner (1878–1968); sie lieferte 1939 zusammen mit Otto Frisch die erste physikalisch-theoretische Erklärung der Kernspaltung, die ihr Kollege Otto Hahn entdeckt hatte. Otto Hahn erhielt den Nobelpreis für Chemie für das Jahr 1944, Lise Meitner wurde nicht berücksichtigt.
- Melangasse (Leopoldau), 1958 benannt nach dem Bauingenieur Joseph Melan (1853–1941), Professor an den Technischen Hochschulen in Wien, Brünn und Prag. Er entwickelte eine neue Brückenbauweise mit Stahlbeton („Melan-Bauweise“), die in der Folge bei zahlreichen Brücken in Europa, den USA und in Japan zur Anwendung kam.
- Mela-Köhler-Straße (Seestadt Aspern), 2018 benannt nach der Malerin, Grafikerin, Illustratorin und Aquarellistin Mela Köhler (geb. Melanie Leopoldina Köhler, 1885–1960). Sie entwarf Ansichtskarten für die Wiener Werkstätte; weiters war sie Mitarbeiterin der Zeitschrift Wiener Mode und arbeitete für illustrierte Märchenbücher.
- Mela-Spira-Gasse (Seestadt Aspern), 2012 benannt nach der Schauspielerin und Schriftstellerin Mela Spira (1893–1967); in den Jahren 1917 bis 1921 war sie an verschiedenen Bühnen Österreichs als Schauspielerin tätig. Mit der Erzählung „Das Verbrechen“ konnte sie 1927 als Schriftstellerin debütieren. In der Folge schrieb sie weitere Erzählungen, Novellen und Romane, die gelegentlich als Skandale empfunden wurden. Ab 1938 arbeitete sie als Übersetzerin in London.
- Melnitzkygasse (Kagran, Freihofsiedlung), 1932 benannt nach dem Bildhauer Franz Melnitzky (1822–1876); er schuf u. a. das Denkmal für Heinrich Jasomirgott am Rathausplatz,[178] die vier Löwenplastiken auf der alten Aspernbrücke,[179] und die acht geflügelten Markuslöwen im Südbahnhof. Er avancierte in der Folge zu einem der bedeutendsten Bauplastiker der Wiener Ringstraße.[180]
- Memlinggasse (Essling), 1953 benannt nach dem deutschen Maler Hans Memling (ca. 1433–1494), Künstler der niederländischen Schule; neben dem Schaffen religiöser Werke zeichnete er sich als ein wichtiger Erneuerer der profanen Porträtmalerei aus.
- Mendelssohngasse (Kaisermühlen), 1873 benannt nach dem deutschen Komponisten, Pianisten und Dirigenten Felix Mendelssohn Bartholdy (1809–1847); er gilt als der weltweit erste Dirigent in heutiger Funktion und Gestalt sowie als Begründer der ersten Musikhochschule in Deutschland und als der eigentliche Apostel der Werke Händels und J. S. Bachs.[181] Die Gasse hieß von 1938 bis 1947 Mestrozzigasse.
- Mergenthalerplatz (Kagran, Freihofsiedlung), 1932 benannt nach dem Techniker Ottmar Mergenthaler (1854–1899); er erfand 1886 die Linotype-Setzmaschine, die die Drucktechnik revolutionierte und bis 1976 gebaut wurde.
- Merkelgasse (Stadlau), 1985 benannt nach dem Maler Georg Merkel (1881–1976); in der Zwischenkriegszeit lebte Merkel in Wien und war Mitglied des „Hagenbundes“ und zuweilen in der „Zinkenbacher Malerkolonie“ zu Besuch.
- Mickertsweg (Stadlau), benannt (nicht amtlich) nach einem Siedler (Lebensdaten unbekannt).
- Milanweg (Aspern), 1966 benannt nach der Greifvogelgattung der Milane.
- Mimi-Grossberg-Gasse (Seestadt Aspern), 2012 benannt nach der Schriftstellerin Mimi Grossberg (geb. Emilie Buchwald, 1905–1997); sie arbeitete zunächst als Modistin und begann ab 1934, Gedichte zu schreiben. Von 1938 bis 1945 lebte sie im Exil in den USA. Durch zahlreiche Beiträge in Zeitschriften und ihre Vortragstätigkeit wurde sie zu einer Anlaufstelle für vertriebene österreichische Autoren. In den 1960er Jahren engagierte sie sich in der Exilorganisation Austrian Forum und baute ein dichtes literarisches Netzwerk auf.[182][183]
- Minzengasse (Kagran), 1953 benannt nach der Pflanzengattung Minze.
- Mira-Lobe-Weg (Kagran) 1997 benannt nach der Kinderbuchautorin Mira Lobe (geb. Hilde Mirjam Rosenthal, 1913–1995).
- Miriam-Makeba-Gasse (Stadlau), 2013 benannt nach der südafrikanischen Sängerin Miriam Makeba (1932–2008); ihr größter internationaler musikalischer Erfolg war das in Xhosa geschriebene Lied Pata Pata (1967). Seit ihrem Exil 1960 kämpfte sie gegen die damalige Apartheid-Politik Südafrikas und setzte sich für die Menschenrechte ein. 1990 kehrte sie, auf Bitte von Nelson Mandela, nach Südafrika zurück und lebte wieder in Johannesburg. Die Gasse hieß ursprünglich 2011–2013 Makebagasse ohne den Vornamen.
- Mispelweg (Kaisermühlen), 2002 benannt nach der Obstbaumart Mispel.
- Mittelfeldweg (Breitenlee), 1993 benannt nach einem Flurnamen.
- Mohnblumenweg (Aspern), 1944 benannt nach der Pflanzenart Klatschmohn.
- Moissigasse (Kaisermühlen), 1955 benannt nach dem albanisch-österreichischen Schauspieler Alexander Moissi (eigentlich Aleksander Moisiu, 1879–1935); er war zwischen 1910 und 1930 der berühmteste Schauspieler im deutschsprachigen Raum und aufgrund seiner vielen Tourneen auch ein Weltstar. Die Gasse hieß zuvor seit 1873 Linnégasse; 1907 wurde im 19. Bezirk der Linnéplatz benannt.
- Moosbeerenweg (Aspern), 2004 benannt nach dem Zwergstrauch Moosbeere.
- Muhammad-Asad-Platz (Kaisermühlen), 2007 benannt nach dem Journalisten und Schriftsteller Muhammad Asad (eigentlich Leopold Weiss, 1900–1992); er konvertierte 1926 vom Judentum zum Islam. In der Folge wurde er einer der bedeutendsten islamischen Autoren seiner Zeit und schrieb Bücher und zahlreiche Essays über Weltbild, Recht und Philosophie des Islam sowie seine Autobiographie „The Road to Mecca“. Sein Hauptwerk ist eine kommentierte englische Koranübersetzung.
- Mühlgrundgasse (Stadlau), 1910 benannt nach einem Flurnamen (nach den Schiffmühlen, die bis 1868 hier tätig waren). Hieß zuvor Gärtnergasse.
- Mühlgrundweg (Stadlau), 1993 benannt, siehe Mühlgrundgasse.
- Mühlhäufelgasse (Essling), Benennungsdatum unbekannt, siehe Mühlgrundgasse.
- Mühlhäufelweg (Aspern), 1928 benannt, siehe Mühlgrundgasse.
- Mühlhausergasse (Aspern), 2008 benannt nach dem Heimatforscher Josef Mühlhauser (1941–1997); er gründete 1979 das Museum „Aspern-Essling 1809“.
- Mühlwasserpromenade (Aspern), 1966 benannt nach dem Mühlwasser.
- Mühlwasserstraße (Stadlau), 1978 benannt, siehe Mühlwasserpromenade.
- Müllnermaisgasse (Aspern), 1922 benannt nach einem Flurnamen (Felder der Schiffmüller).
- Muratweg (Aspern), 1966 benannt nach Joachim Murat (1767–1815), Großherzog von Berg (1806–1808), König von Neapel (1808–1815), Schwager Napoleons und Marschall von Frankreich. Die Benennung steht im Zusammenhang mit der Schlacht bei Aspern 1809.
- Murmanngasse (Aspern), 1910 benannt nach dem Major Georg Murmann (1766–1820); er zeichnete sich in der Schlacht bei Aspern 1809 aus und erhielt noch am Schlachtfeld den Maria-Theresia-Orden; 1811 wurde ihm den Adelstitel „Freiherr von Marchfeld“ zugesprochen.[184]
- Murraygasse (Aspern), 1923 benannt nach der englischen Wohltäterin Agnes Elisabeth Murray (1894–1922).
- Murrstraße (Leopoldau), 1977 benannt nach dem Tiroler Lehrer Josef Murr (1864–1932); er betätigte sich als Botaniker und veröffentlichte ca. 600 Abhandlungen. Sein Hauptwerk ist die „Neue Übersicht über die Farn- und Blütenpflanzen von Vorarlberg und Liechtenstein“ (1923–1926), die aber wenig beachtet wurde.[185]
- Musgergasse (Kaisermühlen), 1953 benannt nach dem Priester, Physiker und Kinopionier August Musger (1868–1929); er erfand 1904 die Zeitlupe. Da er aber seine Erfindung nicht ausreichend patentrechtlich schützen konnte, starb er verarmt.
- Musketierweg (Aspern), 1966 benannt nach den „Musketieren“, dem Ehrentitel einiger österreichischer Regimenter in der Schlacht bei Aspern 1809. Musketiere im eigentlichen Sinn gab es in den Napoleonischen Kriegen nicht. Der Weg hieß zuvor Hableweg.

## N
- Natorpgasse (Kagran), 1930 benannt nach dem deutschen Philosophen und Pädagogen Paul Natorp (1854–1924), Professor für Philosophie und Pädagogik in Marburg (1893–1922); er war ein Mitbegründer der Marburger Schule des Neukantianismus. Die Gasse hieß zuvor Josef-Sickinger-Gasse.
- Naufahrtweg (Aspern), 1953 benannt nach der Alten Naufahrt, einem Arm der ehemals unregulierten Donau.
- Nauschgasse (Kaisermühlen), 1957 benannt nach dem Fußballer Walter Nausch (1907–1957); er war eine zentrale Figur des legendären Wunderteams und gewann mit dem FK Austria Wien zweimal den Mitropapokal, den Vorläufer des Europapokals. Nach dem Zweiten Weltkrieg führte er als Trainer der Nationalmannschaft das Team bei der Weltmeisterschaft 1954 mit dem 3. Platz zum größten Erfolg seiner Geschichte.
- Nechanskyweg (Breitenlee), 1987 benannt nach dem Stadtrat August Nechansky (1851–1912) und seinem Sohn, dem Jugendstil-Künstler Arnold Nechansky (1888–1938); Arnold gestaltete den österreichischen Pavillon bei der Kölner Werkbundausstellung 1914 und arbeitete in späteren Jahren als Kunsthandwerker für die Wiener Werkstätte.[186]
- Nedbalgasse (Aspern), 1953 benannt nach dem böhmischen Komponisten und Dirigenten Oskar Nedbal (1874–1930); er übersiedelte 1906 nach Wien, wo er Gründer und Leiter (1906–1919) des Wiener Tonkünstler-Orchesters wurde und eine beachtliche Karriere als Kapellmeister und Komponist begann.
- Nelson-Mandela-Platz (Seestadt Aspern), 2016 benannt nach dem südafrikanischen Aktivisten und Politiker Nelson Mandela (1918–2013). Ebenso wie Mahatma Gandhi oder Martin Luther King gilt er als herausragender Vertreter im Freiheitskampf gegen Rassentrennung, Unterdrückung und soziale Ungerechtigkeit. Mandela war der wichtigste Wegbereiter des versöhnlichen Übergangs von der Apartheid zu einem gleichheitsorientierten, demokratischen Staatswesen in Südafrika. 1993 erhielt er deshalb den Friedensnobelpreis.
- Neuhaufenstraße (Stadlau), 1969 benannt nach einem Flurnamen.
- Neurissener Anger (Breitenlee), 2001 benannt nach einem Flurnamen. Der Begriff Anger bezeichnet ein grasbewachsenes Land oder einen Dorfplatz in Gemeinbesitz, der von allen Bewohnern der Stadt oder des Dorfes genutzt werden konnte.
- Niedermeierweg (Aspern), 1988 benannt nach einem Siedler (Lebensdaten unbekannt).
- Niedermoserstraße (Kagran), 1990 benannt nach dem Architekten und Bühnenbildner Otto Niedermoser (1903–1976), Professor für Allgemeine Formenlehre an der Kunstgewerbeschule Wien (ab 1936). Er engagierte sich nach dem Zweiten Weltkrieg beim Wiederaufbau der Stadt Wien; u. a. leitete die Instandsetzung der Urania (1955) und die Renovierung einiger Wiener Theater.[187]
- Niklas-Eslarn-Straße (Essling), benannt (Datum unbekannt) nach Niklas von Eslarn (auch Nichla, Nichlas, Niclas, Nyclas und Nicolaus, 1252–1340), Besitzer der Herrschaft Essling, Bürgermeister von Wien (1309–1313).[188]
- Nippongasse (Kagran), 2003 benannt nach der Schreibweise Nippon (日本) für Japan.
- Nussbaumweg (Stadlau; bis 1999 Nußbaumweg), 1978 benannt nach dem Laubbaum Walnuss.

## O
- Obachgasse (Kagran), 1978 benannt nach dem Seilbahntechniker Theobald Obach (1843–1887); er gründete 1871 in Wien ein Unternehmen zur Herstellung von Drahtseilen und Seilbahnen. Die von ihm entwickelte Technik der Seilbahnen wird heute noch weitgehend angewendet. Obach baute zahlreiche Seilbahn-Anlagen; seine spektakulärste war 1882 die Seilbahn für das (damals) ungarische Eisenwerk in Vajda-Hunyad mit einer Länge von 30,5 km, zu dieser Zeit die längste der Welt.[189]
- Oberdorfstraße (Aspern), 1910 benannt nach dem Oberst Ernst von Oberdorf (1764–1811); er zeichnete sich als Offizier in den Napoleonischen Kriegen aus und erhielt für seine Leistung in den Schlachten von Aspern und Wagram die silberne Tapferkeitsmedaille.[190]
- Obere Ried (Breitenlee), 2001 benannt nach einem Flurnamen.
- Oberfeldgasse (Hirschstetten), 1963 benannt nach einem Flurnamen.
- Obstgartenweg (Kagran), 1959 benannt nach den dort angelegten Obstgärten.
- Ogugasse (Kagran), 2007 benannt nach einem Ortsteil des Bezirkes Arakawa (荒川区) in Tokio; siehe Arakawastraße und Tokiostraße.
- Oleandergasse (Breitenlee), 1954 benannt nach der Zierpflanzenart Oleander.
- Olly-Schwarz-Gasse (Essling), 2011 benannt nach der Pädagogin und Frauenrechtlerin Olly Schwarz (1877–1960); von 1900 bis 1921 war sie Mitglied des Athenaeum, eines Vereins für Frauenweiterbildung von Ludo Hartmann; siehe den Ludo-Hartmann-Platz im 16. Bezirk Ottakring. 1922 wurde sie Gemeindebeamtin auf dem Gebiet der Sozialarbeit im Berufsberatungsamt der Stadt Wien; sie organisierte Tagungen, hielt Referate und schrieb Artikel und Berichte.[191]
- Orchideenweg (Essling), 1954 benannt nach der Pflanzenfamilie der Orchideen.
- Orchisgasse (Aspern), 1955 benannt nach der Orchideengattung Knabenkraut (Orchis).
- Oskar-Grissemann-Straße (Leopoldau), 1981 benannt nach dem Ingenieur Oskar Grissemann (1889–1952); er wirkte ab 1929 im Radio als „Bastelonkel“ der RAVAG und war Autor einiger Bastelbücher.
- Oskar-Sima-Gasse (Aspern), 1997 benannt nach dem Theater- und Filmschauspieler Oskar Sima (1896–1969); er wirkte von 1921 bis 1967 in über 300 Filmen mit, wo er vorwiegend als Nebendarsteller eingesetzt wurde. Er wirkte in fast allen Sparten, vorwiegend in Operettenverfilmungem und Komödien, teilweise aber auch in ernsten Filmen und Melodramen. Meist gab er den zwielichtigen Typ mit Zigarre und Doppelmoral. Im Historikerbericht Straßennamen Wiens seit 1860 als „Politische Erinnerungsorte“ aus dem Jahr 2013 ist die Straße Gruppe B (Diskussionsbedarf) zugeordnet.[4]
- Osloplatz (Aspern), 1994 benannt nach der norwegischen Hauptstadt Oslo; siehe auch Bergengasse, Hammerfestweg, Hortengasse, Sandefjordgasse, Stavangergasse, Tönsbergweg und Trondheimgasse.
- Ostbahnbegleitstraße (Aspern), 1988 benannt nach der Ostbahn.
- Ostbahnweg (Kagran), 1962 benannt nach der Ostbahn.
- Otterweg (Stadlau), 1966 benannt nach dem Raubtier Otter.
- Otto-Fürth-Gasse (Essling), 1966 benannt nach dem Biochemiker Otto von Fürth (1867–1938), Professor für Medizinische Chemie an der Universität Wien (1929–1938). Sein Arbeitsgebiet reichte von der Isolierung des Adrenalins über alle Gebiete der Biochemie.
- Otto-Glöckel-Weg (Aspern), 2002 benannt nach dem Politiker und Schulreformer Otto Glöckel (1874–1935), Präsident des Wiener Stadtschulrates (1922–1934); er war als Initiator der Reformpädagogik der Zwischenkriegszeit – der österreichischen Schulreform – ein Verfechter der Gesamtschule und Gegner von Bildungsprivilegien sowie Kämpfer gegen die kirchliche Vormachtstellung in den öffentlichen Schulen. Nach seiner Frau, der Frauenrechtlerin Leopoldine Glöckel, ist der Leopoldine-Glöckel-Weg im 12. Bezirk Meidling benannt. Siehe auch die nach dem Pädagogen Oskar Spiel benannte Oskar-Spiel-Gasse im 19. Bezirk Döbling.
- Otto-Weber-Gasse (Aspern), 1993 benannt nach Otto Weber (1898–1969), Gemeinderat (1945–1954), SPÖ.

## P

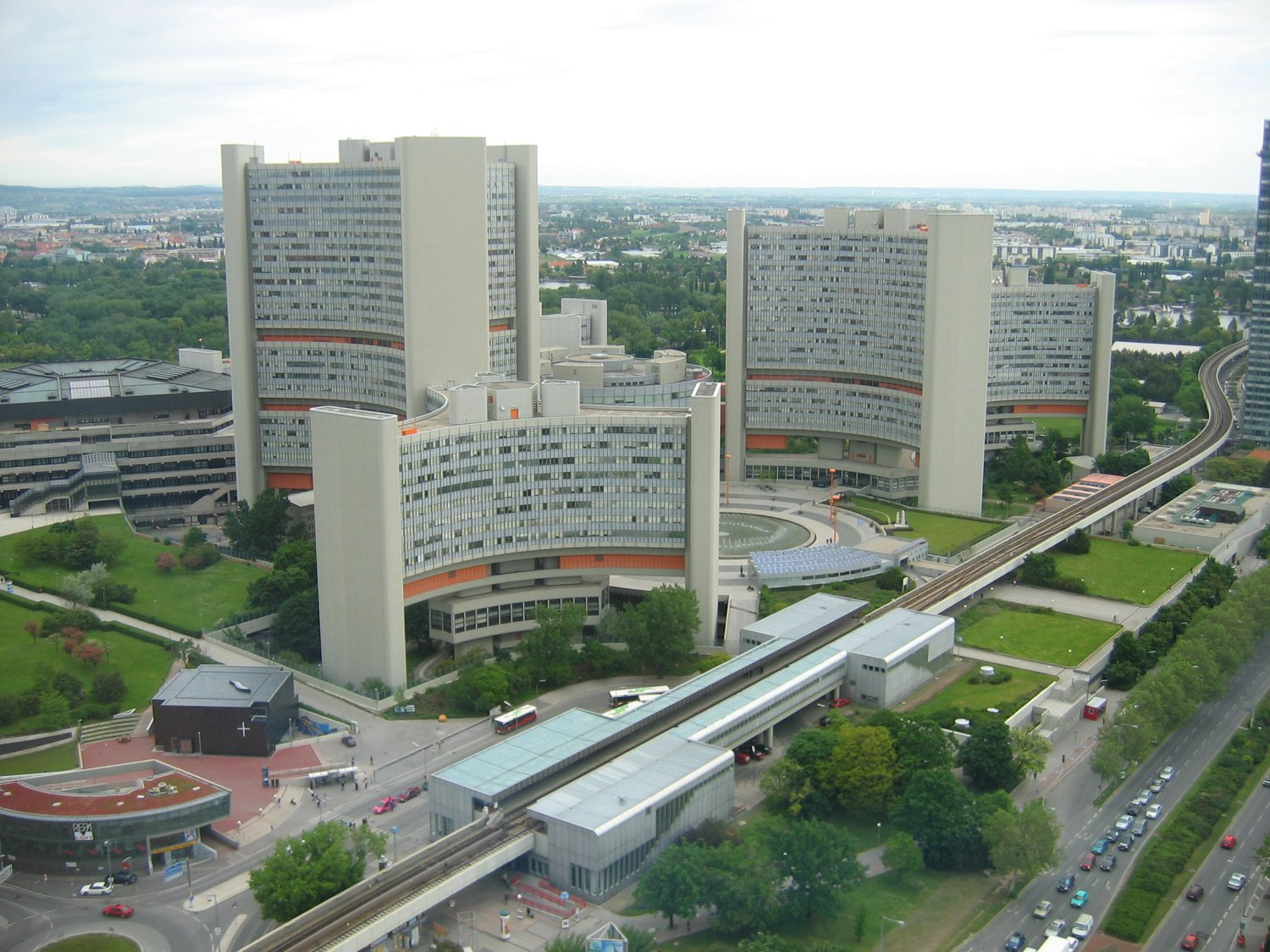
Der Platz der Vereinten Nationen zwischen UNO-City und U-Bahn-Station Kaisermühlen

- Pachtweg (Aspern), 1966 benannt nach der Pacht.
- Panethgasse (Leopoldau), 1963 benannt nach dem Chemiker und Atomforscher Friedrich Adolf Paneth (1887–1958); seine hauptsächlichen Arbeitsgebiete waren die Radiochemie, hier besonders die Tracermethode, und die von ihm begründete Kosmochemie und Gasmikroanalyse.
- Papinweg (Aspern), 1932 benannt nach dem französischen Physiker, Mathematiker und Erfinder Denis Papin (1647–1713); er erlangte Bekanntheit für seine Pionierarbeiten zur Entwicklung der Dampfmaschine, des Schnellkochtopfes[192] und des U-Bootes.[192]
- Pappelweg (Stadlau), 1978 benannt nach der Baumgattung Pappel.
- Pastinakweg (Hirschstetten), 1993 benannt nach der Wiesen- und Gemüsepflanze Pastinak.
- Paul-Engelmann-Weg (Essling), 2003 benannt nach dem Architekten und Literaten Paul Engelmann (1891–1965).
- Paulitschkegasse (Kagran), 1936 benannt nach dem Afrikaforscher Philipp Paulitschke (1854–1899); er bereiste fast ganz Europa, Ägypten und den Sudan. Er erforschte 1880 Ägypten und Nubien sowie zwischen 1884 und 1885 die Somal- und Gallaländer von Harar; in dieser Zeit entdeckte er das Naturwunder von Alêjo-Dible.
- Pawlikgasse (Breitenlee), 1962 benannt nach dem Medailleur und Münzstempelschneider Franz Pawlik (1865–1906); er war von 1904 bis 1906 Münz- bzw. Medaillen-Graveur im Wiener Hauptmünzamt.[193]
- Pehamgasse (Süßenbrunn), 1955 benannt nach dem Gynäkologen Heinrich von Peham (1871–1930), Leiter der gynäkologischen Abteilung der Allgemeinen Poliklinik (ab 1912), Professor der Geburtshilfe und Gynäkologie an der Universität Wien (ab 1920), Rektor (1927–1928). In der Geburtshilfe trat er – der Wiener Tradition entsprechend – dafür ein, den natürlichen Ablauf einer Entbindung möglichst nicht zu stören.[194] Die Gasse hieß zuvor Lagergasse.
- Pelargonienweg (Breitenlee), 1954 benannt nach der Zierpflanze Pelargonie.
- Percostraße (Kagran), 1990 benannt nach dem Architekten Rudolf Perco (1884–1942); er schuf unter anderem die Wohnhausanlagen Professor-Jodl-Hof (1925–1926), Am Wienerberg (1926–1927), Holy-Hof (1928–1929) und Friedrich-Engels-Platz (1929–1933).
- Peuckerstraße (Essling), 1987 benannt nach dem Geografen und Kartografen Karl Peucker (1859–1940), wissenschaftlicher Leiter des Landkartenverlags „Artaria & Co“ (ab 1891). Er begründete um 1900 die Lehre von den Raumwirkungen der Farben und verbesserte dadurch die kartografische Geländedarstellung. Seine Arbeiten trugen zur Anerkennung der Kartografie als selbstständige Wissenschaft bei.[195]
- Pfalzgasse (Breitenlee), 1953 (Datum möglicherweise falsch) benannt nach dem Sprachwissenschaftler Anton Pfalz (1885–1958); er wirkte als Mundartforscher und Dialekt-Geograph. Zudem war er Professor an der Universität Wien und hatte über viele Jahre die Leitung der „Wiener Wörterbuchkanzlei“ inne.
- Pfefferminzenweg (Stadlau), 1978 benannt nach der Pflanze Pfefferminze. Hieß zuvor Bahnweg.
- Pfeifenstrauchweg (Essling), 1954 benannt nach der Zierpflanze Pfeifenstrauch.
- Pfeilkrautweg (Stadlau), 1966 benannt nach der Wasserpflanze Pfeilkraut. Hieß zuvor Nelkenweg.
- Pfingstrosenweg (Essling), 1954 benannt nach der Pflanzengattung Pfingstrose.
- Pfirsichgasse (Essling), 1954 benannt nach der Obstart Pfirsich.
- Pichlgasse (Breitenlee), 1962 benannt nach dem Architekten Alois Pichl (1782–1856), Vertreter des Neoklassizismus mit einem Hang zum Monumentalen. In Wien schuf er u. a. das Palais Modena (1814), das Gebäude der „Ersten österreichischen Spar-Casse“ (1834–1835) und den Neubau des Niederösterreichischen Landhauses (1837–1839).[196]
- Pilatgasse (Essling), 1960 benannt nach dem Publizisten Joseph Anton von Pilat (1782–1865), Privatsekretär Metternichs (ab 1803), Redakteur des „Österreichischen Beobachters“ (ab 1811), Hofsekretär (ab 1818) und Regierungsrat (ab 1842). Er war einer der wichtigsten Mitarbeiter Metternichs und wurde von liberaler Seite vielfach angefeindet. Nach der Revolution von 1848 trat er publizistisch nicht mehr hervor.[197]
- Pilotengasse (Aspern), 1944 benannt nach der Berufsgruppe der Piloten; die Benennung steht im Zusammenhang mit dem seinerzeitigen Flugplatz Aspern (1912–1977). Siehe auch Fliegerweg.
- Pionierweg (Aspern), 1966 benannt nach der Truppengattung Pioniere, die in der Schlacht bei Aspern (1809) eingesetzt war.
- Pirquetgasse (Breitenlee), 1974 benannt nach dem Kinderarzt Clemens von Pirquet (1874–1929), Professor für Kinderheilkunde an der Wiener Universitäts-Kinderklinik (1911–1929). Er führte 1906 den Begriff „Allergie“ in die medizinische Fachsprache ein; im Jahr 1907 entwickelte er eine Methode zur Frühdiagnose der Tuberkulose, den Tuberkulin-Test, der auch als Pirquet-Probe bezeichnet wurde. Für seine Leistungen wurde er fünf Mal für den Nobelpreis nominiert, den er aber niemals erhalten hat. Seine Familie war Besitzer von Schloss Hirschstetten (ab 1868).
- Plankenmaisstraße (Hirschstetten), 1944 benannt nach einem Flurnamen.
- Plattensteinergasse (Aspern), 1959 benannt nach dem Schriftsteller Richard Plattensteiner (1878–1956), Wiener Mundartdichter; er schrieb oft unter dem Pseudonym „Robert Palten“. Weiters betätigte er sich als wandernder Vortragender und las vor allem Werke von Peter Rosegger und Franz Stelzhamer.[198] Im Historikerbericht Straßennamen Wiens seit 1860 als „Politische Erinnerungsorte“ aus dem Jahr 2013 ist die Straße Gruppe B (Diskussionsbedarf) zugeordnet.[4]
- Platz der Vereinten Nationen (Kaisermühlen), 2001 benannt nach der UNO, die hier im Vienna International Centre (erbaut 1973–1979) einen Amtssitz hat.
- Plecnikweg (Breitenlee), 1987 benannt nach dem slowenischen Architekten Josef Plecnik (eigentlich Jože Plečnik, 1872–1957); er war von 1920 bis 1934 für zahlreiche Umbauten der Prager Burg verantwortlich. In Wien schuf er das Zacherlhaus in der Inneren Stadt (1903–1905) und die Heilig-Geist-Kirche in Ottakring, die erste Eisenbetonkirche Österreichs (1908–1913).
- Podhagskygasse (Breitenlee), 1953 benannt nach dem Zivilingenieur Josef Podhagsky (Lebensdaten unbekannt); er veröffentlichte Bücher über die Wasserversorgung des Marchfelds (1877) und die Regulierung der Mur. In Wien war er Mitarbeiter bei der Donauregulierung und der Einwölbung des Wienflusses.[199]
- Podlahagasse (Essling), 1955 benannt nach dem Lehrer Wilhelm Podlaha (1803–1853), Präfekt und Schreibmeister am Gräflich-Löwenburgischen Piaristen-Convict in der Josefstadt.[200] Er verfasste das pädagogische Buch „Muster deutscher Redekünste mit besonderer Rücksicht auf neuere Literatur zur Bildung des Geschmacks und des Stils“ (1842).[201] Die Gasse hieß zuvor Mozartgasse.
- Pogrelzstraße (Kagran), 1909 benannt nach dem Geistlichen Johann Pogrelz (1629–1700), Pfarrer der Kirche St. Georg zu Kagran (1670–1699); er ließ von 1672 bis 1677 die Kirche ausbauen und vergrößern und errichtete 1695 am Pfarrhofgrund aus eigenen Mitteln eine Schule.[202] Die Straße hieß zuvor Feldgassel.
- Polgarstraße (Kagran, Stadlau), 1965 benannt nach dem Schriftsteller, Aphoristiker, Kritiker und Übersetzer Alfred Polgar (eigentlich Alfred Polak, 1873–1955). Zu einem Termin zwischen 2010 und 2016 bespielte der Künstler Dominik Nostitz die Gasse ihren Namen zu Polkastraße mutierend mit Polkamusik zum Tanzen.[203]
- Polletstraße (Kagran, Freihofsiedlung), 1927 benannt nach dem Artilleriehauptmann Johann Pollet (1814–1872). Im Rahmen der Märzrevolution 1848 weigerte er sich, in die auf die Hofburg vordringende Menschenmenge schießen zu lassen. Er wurde dafür in der Folge von liberalen und sozialistischen Publizisten häufig gerühmt.[204]
- Pombergerweg (Stadlau), nicht amtliche Bezeichnung.
- Portheimgasse (Breitenlee), 1959 benannt nach dem Bibliographen, Geschichtsforscher und Sammler Max von Portheim (1857–1937).
- Portnergasse (Kagran), 1911 benannt nach dem Offizier Leopold Portner (1768–1821), zum „Freiherr von Höflein“ geadelt; er erhielt für seine Leistungen in den Schlachten von Aspern und Wagram 1809 das Ritterkreuz des Maria-Theresia-Ordens.[205][206]
- Powolnygasse (Stadlau), 1965 benannt nach dem Keramikdesigner und Bildhauer Michael Powolny (1871–1954); er wurde von Josef Hoffmann bei der Ausstattung des Cabaret Fledermaus und des Palais Stoclet sowie bei der Gestaltung mehrerer großer Villenbauten in Wien herangezogen. Auch der Entwurf für die neue österreichische Ein-Schilling-Münze aus 1952 stammt von Powolny.
- Prandaugasse (Kagran), 1917 benannt nach dem Finanzbeamten Max Emanuel Hildebrand von Prandau (Lebensdaten unbekannt), Hofkammerrat, Direktor der „orientalischen Compagnie“ (ab 1730), österreichischer Gesandter in den Niederlanden (ab 1733),[207] Besitzer des Freihofes von Kagran (1719–1729). Die Gasse hieß zuvor ab 1906 Plankengasse.
- Praunweg (Kagran), 2014 benannt nach der Architektin Anna-Lülja Praun (1906–2004); sie arbeitete 1947 an der Wiederherstellung des im Krieg schwer beschädigten Schlosses Belvedere. In den folgenden Jahren entwarf sie Häuser, Einrichtungen, Geschäfte, Möbel, Beleuchtungskörper und Keramik.
- Preyweg (Breitenlee), 1987 benannt nach dem Astronomen Adalbert Prey (1873–1949), Professor an Hochschulen in Wien und Prag; er befasste sich u. a. mit dem Schwerefeld der Erde und anderer Himmelskörper. Der theoretische Schweregradient im Innern der Erdkruste, der Prey-Gradient, ist nach ihm benannt.
- Primavesigasse (Aspern), 1990 benannt nach dem Techniker Oskar Primavesi (1874–1952); er erbrachte ab 1900 richtungweisende Ingenieurleistungen für die Firma „Siemens & Halske“, u. a. bei der Elektrifizierung der Mariazellerbahn und bei der Entwicklung eines Turbogenerators für das Wiener E-Werk. Von 1919 bis 1940 war er Professor an der Technischen Hochschule und 1932–1933 deren Rektor.[208]
- Prinzgasse (Breitenlee), 1957 benannt nach dem Maler und Bühnenbildner Karl Ludwig Prinz (1875–1944); bekannt wurde er vor allem durch großräumige Landschaftsbilder aus dem Wienerwald und den Alpenvorland. Ab 1912 schuf er Bühnenbilder für die Hofoper sowie für Theater in München, Hamburg und New York.[209]
- Prixgasse (Kagran), 1960 benannt nach dem Rechtsanwalt Johann Prix (1836–1894), Bürgermeister von Wien (1889–1894); in seine Amtszeit fiel die Eingemeindung der Vororte.
- Promenadestraße (Kagran, Stadlau); nicht amtliche Bezeichnung.
- Promenadeweg (Stadlau); keine Beschreibung vorhanden.
- Pröpstlgasse (Süßenbrunn), benannt (Datum unbekannt) nach dem Süßenbrunner Bader Joseph Pröbstl (Lebensdaten unbekannt, 18. Jh.). Hieß zuvor Lassingleithnergasse.
- Prunngasse (Süßenbrunn), benannt (Datum unbekannt) vermutlich nach der ältesten Bezeichnung von Süßenbrunn um 1200 als „prunne“ (= Quelle).
- Puchgasse (Kagran), 1972 benannt nach dem slowenisch-österreichischen Maschinenbauingenieur und Industriellen Johann Puch (eigentlich Janez Puh, 1862–1914); er gründete 1899 die „J. Puch – Erste steiermärkische Fahrrad-Fabriks-AG“, die bald danach auch Automobile und andere Fahrzeuge herstellte und später im Konzern Steyr Daimler Puch aufging.
- Pupovacweg (Aspern), 1955 benannt nach dem Chirurgen Dominik Pupovac (1869–1929), Primarius an der Wiener Poliklinik (ab 1904), Vorstand der chirurgischen Abteilung des Jubiläumsspitals (ab 1913), Professor an der Universität Wien (ab 1920).[210] Der Weg hieß zuvor Kirschenweg.
- Purchmannweg (Kagran), 1973 benannt nach einem „Burgmann von Kagran“ (Lebensdaten unbekannt), der 1199 in einer Urkunde als „Purchmann von Chagaran“ erwähnt wird.

## Q
- Quadenstraße (Hirschstetten, Aspern, Breitenlee), 1910 benannt nach dem germanischen Volksstamm der Quaden, die mit den Markomannen gegen die Römer kämpften. Siehe auch Gotenweg, Langobardenstraße, Markomannenstraße und Rugierstraße. Die Straße hieß zuvor Breitenleer Straße.
- Quittenweg (Aspern), 1955 benannt nach der Obstart Quitte.

## R

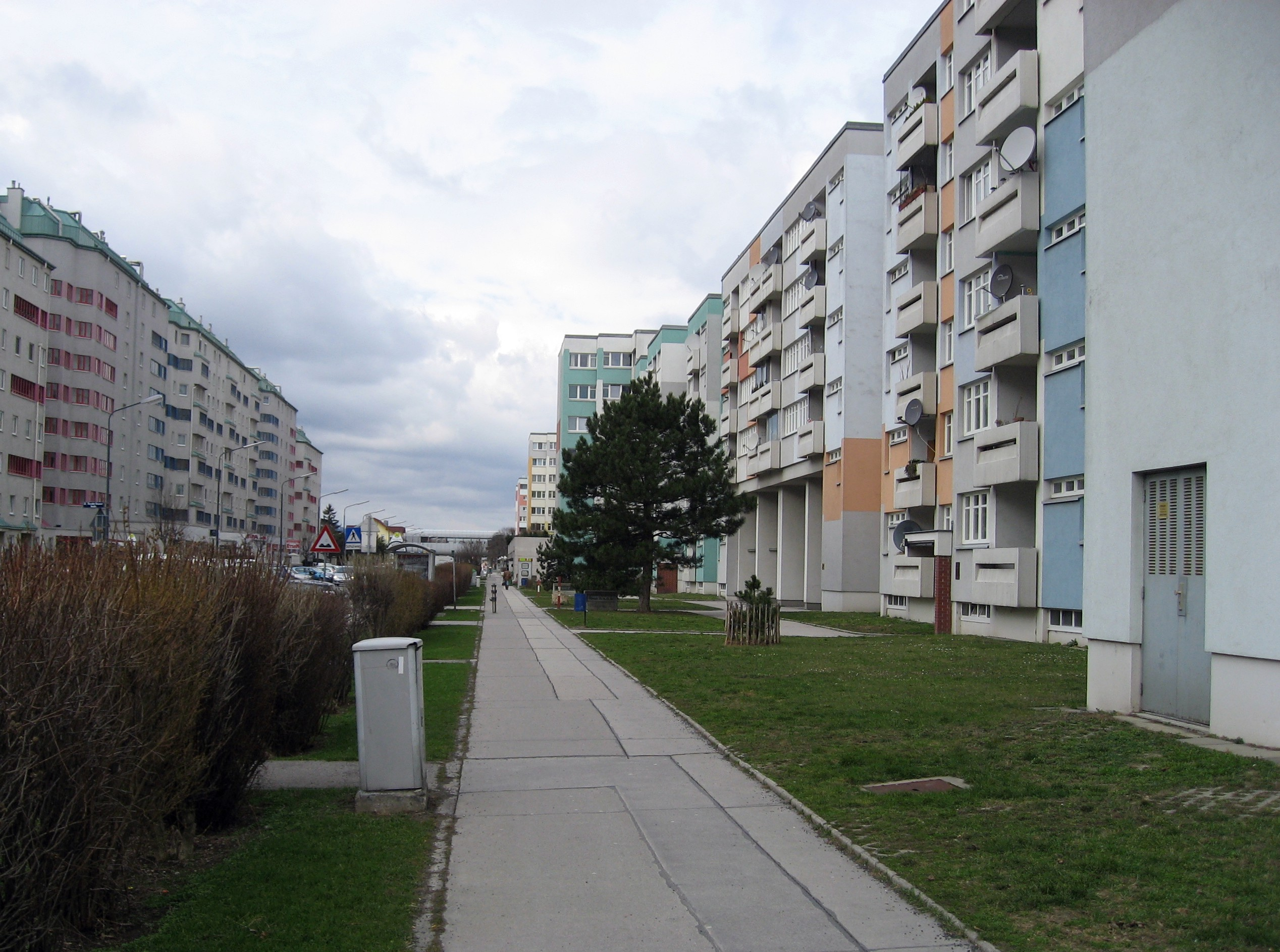
Rennbahnweg, rechts im Bild die Wohnanlage Trabrenngründe

- Raabweg (Stadlau); nicht amtliche Bezeichnung.
- Rabenlechnerweg (Stadlau), 1965 benannt nach dem Gymnasiallehrer Michael Maria Rabenlechner (1868–1952); er betätigte sich als Literatur- und Lokalhistoriker. Sein wichtigstes Arbeitsgebiet war das Werk von Robert Hamerling, dessen „Sämtliche Werke“ (16 Bände) er 1912 herausgab.
- Raffenstättergasse (Kagran), Herkunft unklar; nicht amtliche Bezeichnung.
- Raffineriestraße (Stadlau, Aspern, Landjägermeisteramt, Kaiserebersdorf-Herrschaft), 1963 benannt; die Straße führt zum Zentraltanklager Lobau.
- Rallenweg (Aspern), 1966 benannt nach der Familie der Rallenvögel.
- Raphael-Donner-Allee (Essling), benannt (nach 1941, vor 1956) nach dem aus Essling stammenden Bildhauer Georg Raphael Donner (1693–1741); er gilt neben Balthasar Permoser als der bedeutendste mitteleuropäische Bildhauer seiner Zeit. Die Donnergasse im 1. Bezirk, Innere Stadt, ist ebenfalls nach ihm benannt.
- Rapsweg (Aspern), 1955 benannt nach der Ölpflanze Raps.
- Rautenweg (Hirschstetten, Kagran, Breitenlee), 1953 benannt nach der Arznei- und Gewürzpflanze Weinraute.
- Reclamgasse (Aspern), 1932 benannt nach dem deutschen Verleger und Buchhändler Anton Philipp Reclam (1807–1896); er gründete 1837 den Reclam-Verlag in Leipzig. Reclam engagierte sich mit liberalen, antihabsburgischen Schriften, so dass um 1846 sein Verlag für Österreich zeitweise verboten wurde.
- Redengasse (Süßenbrunn), 1955 benannt nach dem deutschen Statistiker und Politiker Friedrich Wilhelm von Reden (1802–1857); er gilt als ein Pionier der Statistik insgesamt und insbesondere der Finanzstatistik. Reden lebte von 1854 bis zu seinem Tod in Wien. Die Gasse hieß zuvor Lassingleithnergasse.
- Regattaweg (Kagran), 1952 benannt nach den Ruderwettbewerben auf der Alten Donau.
- Reglergasse (Aspern), 1990 benannt nach dem Physiker Friedrich Regler (1901–1976); er gründete und leitete eine staatlich autorisierte Versuchsanstalt für röntgentechnische Materialuntersuchungen (1929–1938). Ab 1947 war er Leiter des Instituts für Experimentalphysik der Technischen Hochschule bzw. deren Dekan (1952–1954) und Rektor (1958–1959). Regler war ein Pionier der zerstörungsfreien Werkstoffprüfung.
- Rehlackenweg (Kagran), 1959 benannt nach einem einst an dieser Stelle gelegenen Sammelplatz von Rehen.
- Reiherweg (Aspern), 1966 benannt nach dem Reiher aus der Familie der Schreitvögel.
- Reinholdgasse (Essling), 1961 benannt nach dem Philosophen und Schriftsteller Carl Leonhard Reinhold (1757–1823); er wirkte vor allem in Jena und Kiel und gilt als der wichtigste aus Österreich stammende Vertreter der deutschen Aufklärung.
- Rennbahnweg (Kagran), 1928 benannt nach der einst dort existierenden Aushilfsrennbahn des Wiener Trabrennvereines.
- Resedaweg (Aspern), 1944 benannt nach der Pflanzengattung Reseda.
- Riemenschneidergasse (Kagran, Freihofsiedlung), 1932 benannt nach dem Würzburger Bildhauer und Bildschnitzer Tilman Riemenschneider (ca. 1460–1531); die von ihm geschaffenen Holz- und Steinskulpturen zeichnen sich durch ausdrucksstarke Gesichter (oft mit einem „nach innen gekehrten Blick“) und durch detaillierte Gewandungen mit reichem Faltenwurf aus.
- Rispenweg (Kagran), 1993 benannt nach dem Blütenstandstyp und der Gräsergattung.
- Rittersporngasse (Aspern, Hirschstetten), 1944 benannt nach der Pflanzengattung Rittersporn.
- Rittnergasse (Essling), 1960 benannt nach dem polnisch-österreichischen Beamten und Schriftsteller Thaddäus Rittner (1873–1921). Kennzeichnend für sein Gesamtwerk ist seine Stellung zwischen polnischer und deutscher Sprache bzw. Literatur. Seine Werke sind Dokumente von hohem Quellenwert für die kulturpolitischen Konfliktsituationen in der untergehenden Donaumonarchie.[211]
- Röbbelinggasse (Essling), 1961 benannt nach dem deutsch-österreichischen Theaterintendanten Hermann Röbbeling (1875–1949); er arbeitete in den Jahren von 1915 bis 1932 im Thaliatheater Hamburg und im Schauspielhaus Hamburg. Von 1932 bis 1938 war er Direktor des Wiener Burgtheaters.
- Robert-Parzer-Weg (Breitenlee), 2018 benannt nach dem Politiker Robert Parzer (1943–2015); der gelernte Bankangestellte wurde 1998 ÖVP-Bezirksparteiobmann des 22. Bezirks und in der Folge Mitglied des Wiener Gemeinderats.
- Robertsonweg (Aspern), 1975 benannt nach dem belgischen Schausteller und Zauberkünstler Étienne-Gaspard Robert (Bühnenname „Robertson“, 1763–1837); er war ein begeisterter Ballonfahrer und stellte 1803 in Hamburg mit einer Montgolfière einen Höhenrekord auf. Robert veröffentlichte wissenschaftliche Arbeiten über Meteorologie von zweifelhafter Qualität.
- Rohrweg (Kagran), Herkunft unklar; nicht amtliche Bezeichnung.
- Rohrweihenweg (Aspern), 1966 benannt nach dem Greifvogel Rohrweihe.
- Rolandgasse (Kagran), 1966 benannt nach der Schauspielerin Ida Roland (eigentlich Ida Klausner, 1881–1951), ihre schauspielerische Karriere begann am Stadttheater in Innsbruck. Von 1924 bis 1927 zählte sie zum Ensemble am Wiener Burgtheater. Zwischen 1927 und 1929 trat sie verschiedentlich im Theater in der Josefstadt auf, kehrte jedoch 1935 und 1937 wieder an das Burgtheater zurück. Siehe auch den Rolandweg im 16. Bezirk Ottakring.
- Romichgasse (Essling), 1955 benannt nach dem Orthopäden Siegfried Romich (1882–1943), Professor für Orthopädie an der Universität Wien (ab 1939). Er erfand verschiedene technische Hilfsmittel für Invalide und verfasste zahlreiche wissenschaftliche Arbeiten.[212] Im Historikerbericht Straßennamen Wiens seit 1860 als „Politische Erinnerungsorte“ aus dem Jahr 2013 ist die Straße Gruppe C (demokratiepolitisch relevante biographische Lücken) zugeordnet.[4]
- Rosalia-Chladek-Gasse (Essling), 1997 benannt nach der Solotänzerin und Choreographin Rosalia Chladek (1905–1995); sie entwickelte zahlreiche Choreografien für Theater, Oper, Film und Fernsehen und gilt als Wegbereiterin des modernen Ausdruckstanzes.[213][214]
- Rosenbergstraße (Essling), benannt nach dem Feldmarschall Fürst Franz von Orsini und Rosenberg (1761–1832); er kämpfte u. a. 1809 in den Schlachten von Aspern und Wagram gegen die Armee Napoleon. Für seine militärischen Verdienste wurde ihm 1825 die Anrede „Durchlaucht“ verliehen.
- Rosenhaingasse (Stadlau), 2003 benannt nach der Siedlung „Rosenhain“.
- Rosenhof (Kagran, Freihofsiedlung), 1927 benannt nach den dortigen Rosenkulturen.
- Rosmaringasse (Aspern), 1952 benannt nach dem Gewürzstrauch Rosmarin.
- Rosthorngasse (Essling), 1961 benannt nach dem Diplomaten und Sinologen Arthur Rosthorn (1862–1945), österreichischer Gesandter in Persien (1906–1911) und China (1895–1906 und 1911–1917). Er verfasste zahlreiche sinologische Werke und stiftete seine China-Bibliothek der Österreichischen Nationalbibliothek.
- Rosvaengegasse (Leopoldau), 1983 benannt nach dem dänischen Tenor Helge Rosvaenge (eigentlich Helge Anton Rosenvinge Hansen, 1897–1972); er kam 1930 an die Wiener Staatsoper, der er bis Ende der 1950er Jahre angehörte. Schwerpunkt seines Repertoires bildeten dabei die großen Mozart-Rollen sowie die entsprechenden Partien des italienischen und französischen Faches. Insgesamt aber war sein Rollenspektrum äußerst vielseitig, er hat über 100 Partien gesungen, auch Operette und Oratorien. Im Historikerbericht Straßennamen Wiens seit 1860 als „Politische Erinnerungsorte“ aus dem Jahr 2013 ist die Straße Gruppe B (Diskussionsbedarf) zugeordnet.[4]
- Rothergasse (Hirschstetten), 1993 benannt nach dem Eisenbahntechniker Karl Rother (1847–1915), Generalinspekteur der österreichischen Eisenbahnen (ab 1911), Leiter der Verkehrssektion im Eisenbahnministerium. Er führte zahlreiche Reformen im Eisenbahnbetrieb durch, u. a. die Einführung direkter Ferngüterzüge.[215]
- Rotkehlchenweg (Aspern), 1964 benannt nach dem Singvogel Rotkehlchen.
- Rudi-Hiden-Gasse (Kagran), 2005 benannt nach dem Fußballspieler Rudi Hiden (1909–1973), Tormann des Vereins Wiener AC (1925–1933). Er war einer der besten Torhüter seiner Zeit und von 1931 bis 1933 Mitglied des legendären „Wunderteams“.
- Rudofskyweg (Stadlau), 2009 benannt nach dem Architekten und Kulturtheoretiker Bernard Rudofsky (1905–1988); er beschäftigte sich intensiv mit dem Zusammenhang zwischen Lebensstil und Architektur und schrieb zahlreiche Abhandlungen zum Thema Anonyme Architektur.
- Rudolf-Hausner-Gasse (Kagran), 1997 benannt nach dem Maler und Graphiker Rudolf Hausner (1914–1995), Hochschulprofessor in Hamburg (ab 1966), Professor an der Akademie der bildenden Künste Wien (ab 1968). Er war Mitbegründer und bedeutender Vertreter der Wiener Schule des Phantastischen Realismus.
- Rudolf-Huber-Weg (Kaisermühlen), 2003 benannt nach Rudolf Huber (1924–1997), Gemeinderat und Bezirksvorsteher in Donaustadt, SPÖ.
- Rudolf-Köppl-Gasse (Kagran), 1995 benannt nach Rudolf Köppl (1913–1982), Bezirksrat (1950–1977) und Bezirksvorsteher (1959–1977) der Donaustadt, SPÖ.
- Rudolf-Nurejew-Promenade (Kaisermühlen), 1998 benannt nach dem russisch-österreichischen Choreographen und Balletttänzer Rudolf Nurejew (1938–1993); er kam 1964 nach Wien, wo er bis 1988 als Tänzer und Choreograf am Wiener Staatsopernballett tätig war. 1982 nahm er die österreichische Staatsbürgerschaft an.
- Rueberstraße (Aspern), 1911 benannt nach dem Generalmajor Heinrich Rueber von Ruebersburg (1785–1857); er erhielt für seine Leistung in den Napoleonischen Kriegen 1815 den Maria-Theresia-Orden.
- Rügenau (Aspern), 1966 benannt nach der gleichnamigen Siedlung.
- Rugierstraße (Kagran, Stadlau), 1910 benannt nach dem germanischen Volksstamm der Rugier. Im Jahr 453 siedelten sich die Rugier als Foederaten im heutigen Niederösterreich an, wo sie nördlich der Donau im Wald- und Weinviertel ein Reich („Rugiland“) mit dem Zentrum gegenüber von Mautern bei Krems begründeten.[216] Siehe auch Gotenweg, Langobardenstraße, Markomannenstraße, und Quadenstraße. Die Straße hieß zuvor Stadlauer Weg und Stadlauer Straße.

## S

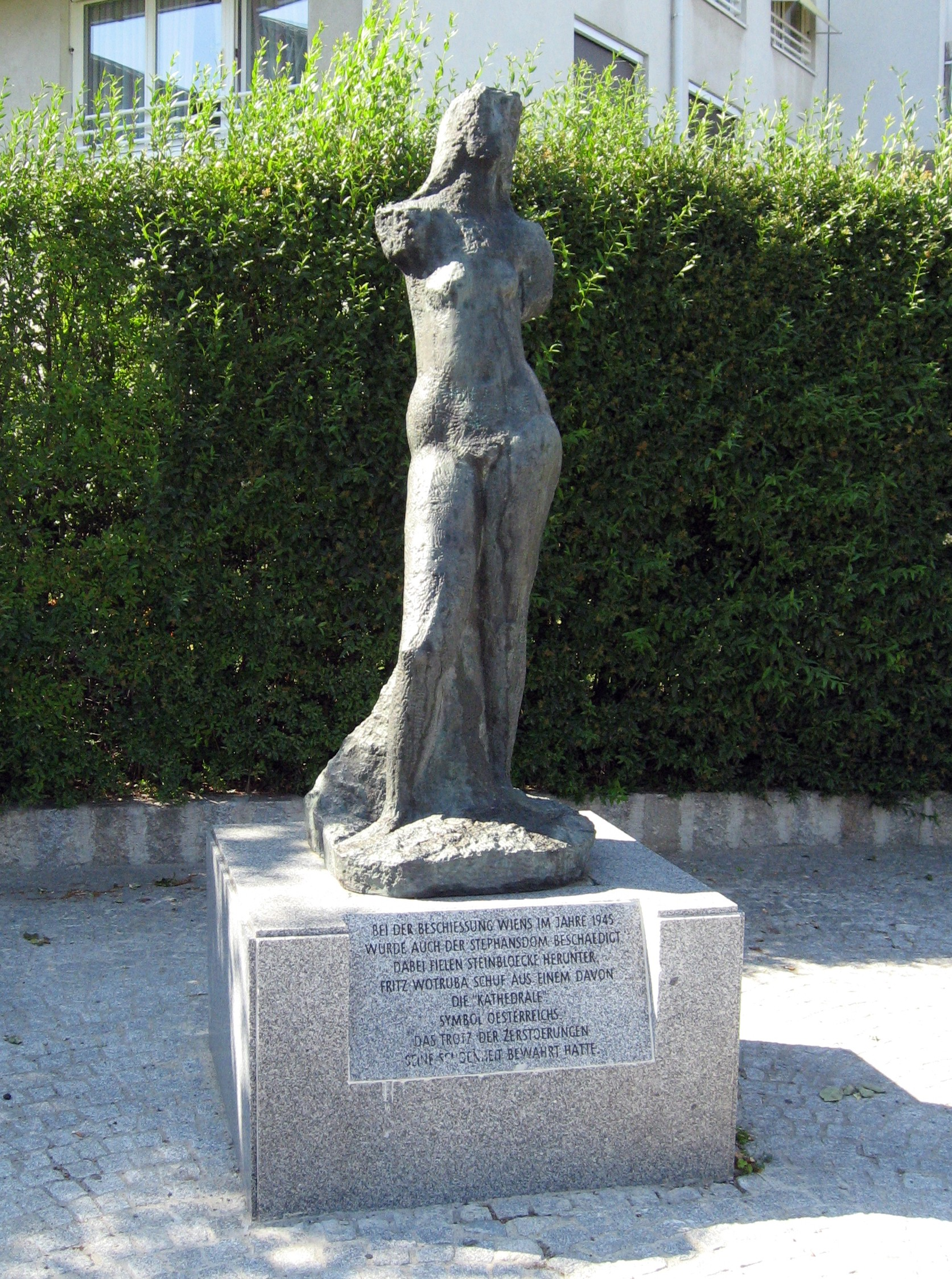
Skulptur Kathedrale von Fritz Wotruba an der Sandefjordgasse

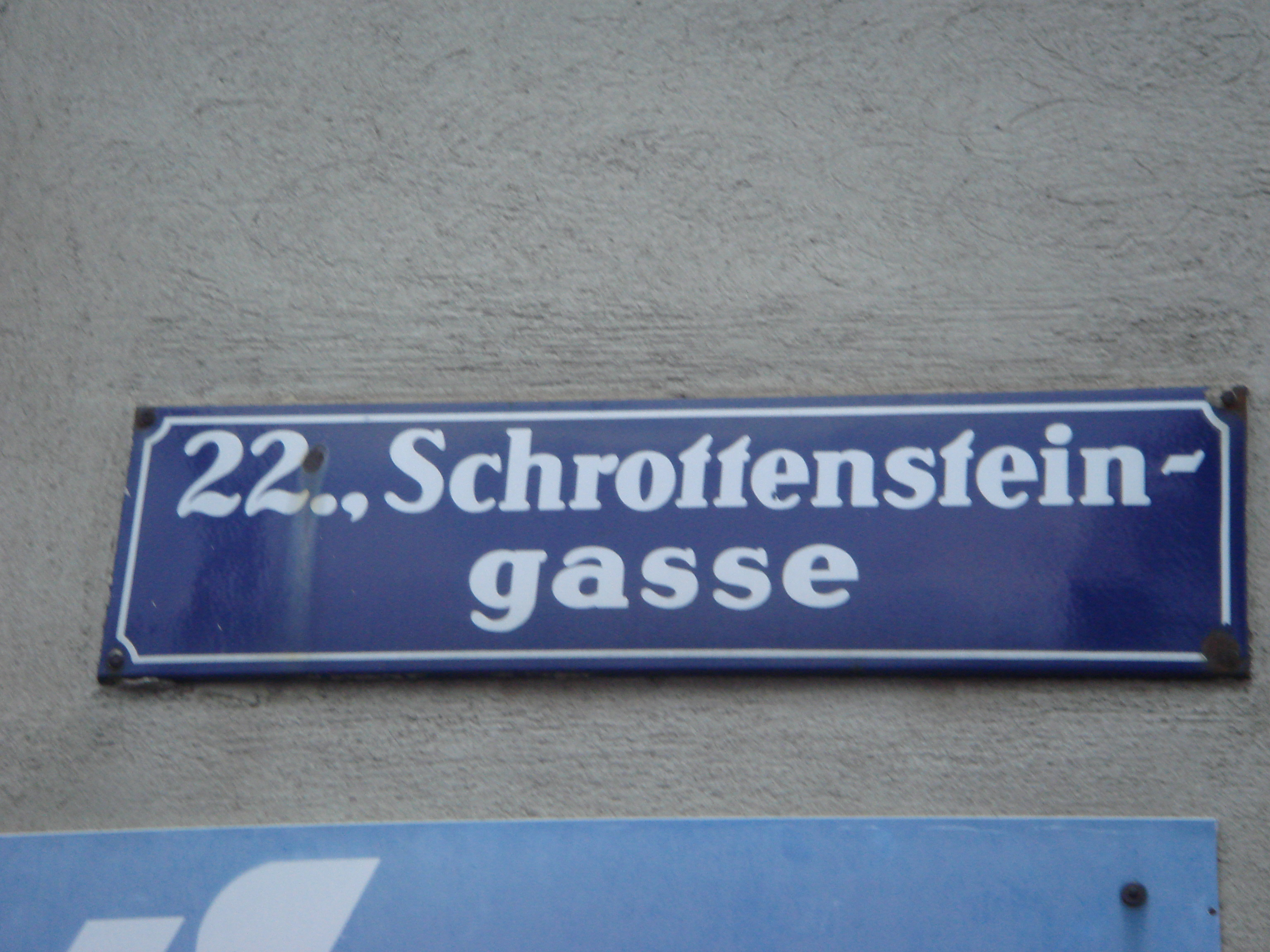
Straßenschild der Schrottensteingasse

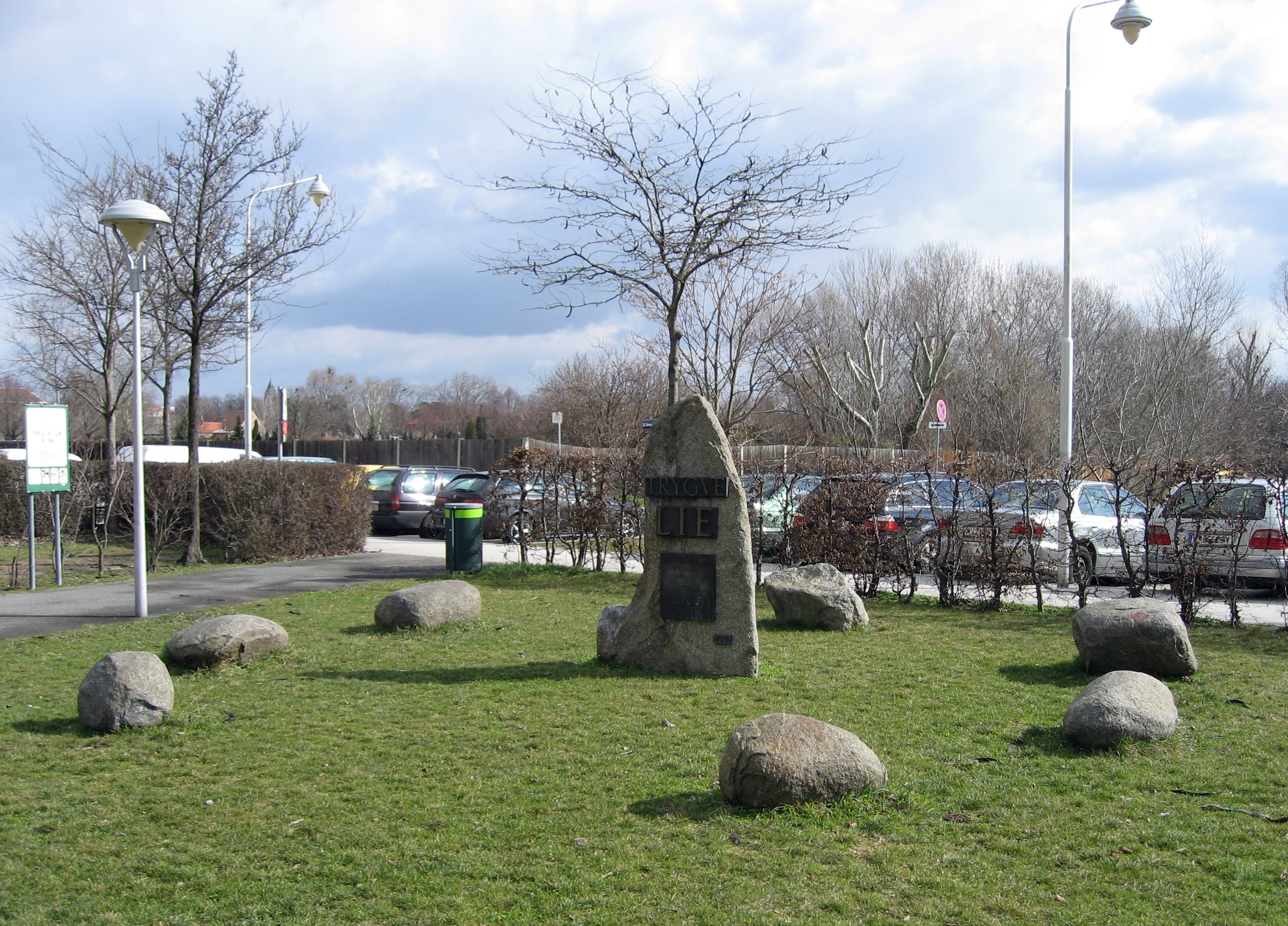
Trygve-Lie-Park an der Stavangergasse

- Sabine-Oberhauser-Straße (Seestadt Aspern), 2020 benannt nach der Politikerin Sabine Oberhauser (1963–2017). Die gelernte Ärztin arbeitete von 1998 bis 2010 als Personalvertreterin in der Gewerkschaft der Gemeindebediensteten, 2001–2007 war sie deren Vorsitzende. 2006 wurde sie Abgeordnete zum Nationalrat, von 2014 bis zu ihrem Tod war sie Gesundheitsministerin.
- Saikogasse (Kagran), 1966 benannt nach dem Schriftsteller George Saiko (1892–1962); er war ein Vertreter des „magischen Realismus“ mit psychoanalytischen Ansätzen (Verwendung von Symbol und Assoziation) und starkem Österreichbezug.[217]
- Salbeigasse (Hirschstetten, Aspern), 1944 benannt nach der Heilpflanze Salbei.
- Saltenstraße (Aspern), 1961 benannt nach dem Schriftsteller und Journalisten Felix Salten (eigentlich Siegmund Salzmann, 1869–1945); weltbekannt wurde er durch die Tiergeschichte „Bambi. Eine Lebensgeschichte aus dem Walde“ (1923). Salten wird auch die Urheberschaft an dem pornografischen Roman Josefine Mutzenbacher (1906) zugeschrieben.
- Salusgasse (Essling), 1955 benannt nach dem böhmischen Gynäkologen Hugo Salus (1866–1929); neben seiner ärztlichen Tätigkeit veröffentlichte er zahlreiche Gedichtbände und Erzählungen und gehörte zu den bedeutenderen Vertretern der deutschsprachigen Prager Literatur seiner Zeit. Die Gasse hieß zuvor Roseggerring.
- Samtblumenweg (Aspern), 1955 benannt nach der Zierpflanzengattung Tagetes.
- Sanddorngasse (Aspern), 1955 benannt nach der Strauchart Sanddorn.
- Sandefjordgasse (Aspern), 1994 benannt nach der norwegischen Stadt Sandefjord; siehe auch Bergengasse, Hammerfestweg, Hortengasse, Osloplatz, Stavangergasse, Tönsbergweg und Trondheimgasse.
- Sankt …: siehe St.-…
- Santifallerstraße (Leopoldau), 1977 benannt nach dem Historiker und Diplomatiker Leo Santifaller (1890–1974), Generaldirektor des Österreichischen Staatsarchivs (1945–1954), Direktor des Instituts für Österreichische Geschichtsforschung (1945–1962) und Direktor des österreichischen Kulturinstituts in Rom (1956–1964).
- Schachnerstraße (Kagran), 1959 benannt nach dem Architekten Friedrich Schachner (1841–1907); in Wien schuf er u. a. das Palais Erlanger (1866), das Palais Wittgenstein (1871–1873), das Warenhaus Stefan Esders (1895), das Palais Bratmann-Thorsch (1897–1899) und die Villa Alois Schumacher.
- Schafflerhofstraße (Essling), benannt nach dem gleichnamigen ehemaligen Wirtschaftshof der Herrschaft Essling.
- Schafgarbenweg (Essling), 1956 benannt nach der Heilpflanze Schafgarbe.
- Schamsgasse (Aspern), 1953 benannt nach dem Biedermeier-Maler Franz Xaver Schams (1824–1883). Er schuf zunächst Historienbilder und Altarretabeln, später wandte er sich der Genremalerei zu, wobei er kleine, humoristische Szenen aus dem Alltag bevorzugte.[218]
- Schattenfrohgasse (Süßenbrunn), 1972 benannt nach dem Bakteriologen und Hygieniker Arthur Schattenfroh (1869–1923), Professor am Hygienischen Institut der Universität Wien (ab 1905), Dekan (1908–1909 und 1917–1918). Er war medizinischer Gutachter beim Bau der II. Wiener Hochquellenwasserleitung und erwarb sich Verdienste beim Aufbau des Hygienischen Instituts in Wien-Alsergrund und bei der Ausbildung der Amtsärzte.[219]
- Scheedgasse (Breitenlee), 2018 benannt nach dem Lokalpolitiker Norbert Scheed (1962–2014); der gelernte Bürokaufmann war zunächst als Gewerkschafter und Funktionär tätig. Von 2001 bis 2006 war er Mitglied des Wiener Gemeinderats und von 2006 bis 2014 Bezirksvorsteher der Donaustadt.
- Scheichgasse (Süßenbrunn), benannt (Datum unbekannt) nach Johann Nepomuk Scheich (Lebensdaten unbekannt, möglicherweise 1856–1935) „Pfarrwunderarzt“ in Süßenbrunn.
- Schenk-Danzinger-Gasse (Seestadt Aspern), 2012 benannt nach der Psychologin Lotte Schenk-Danzinger (geb. Charlotte Danziger, 1905–1992). In den Jahren 1931–1932 leistete sie den Großteil der Feldforschung für die Studie „Die Arbeitslosen von Marienthal“, wurde aber nicht als Autorin erwähnt. (Siehe auch die Marie-Jahoda-Gasse im 17. Bezirk Hernals und die Lazarsfeldgasse im 21. Bezirk Floridsdorf.) Im Jahr 1948 übernahm sie die Leitung der neu gegründeten Schulpsychologischen Beratungsstelle der Stadt Wien – die erste derartige Einrichtung in Österreich. Ihr Buch Entwicklungspsychologie (1969) war für viele Jahre das Standardwerk für Pädagogen und Psychologen. Lotte Schenk-Danzinger gilt durch ihre praktischen und theoretischen Arbeiten als Pionierin der Schülerpsychologie in Österreich.
- Schickgasse (Stadlau), 1909 benannt nach Ferdinand Schick (Lebensdaten unbekannt), Bürgermeister von Stadlau. Hieß zuvor von 1907 bis 1909 Herrengasse.
- Schiergasse (Essling), 1963 benannt nach dem volkstümlichen Schriftsteller Benjamin Schier (1849–1910); er schrieb Libretti sowie die Sammlung „Benjamin Schier’s Wiener Humoresken. Eine Sammlung der ausgewähltesten Einakter, Vorträge, Intermezzos und Soloscenen“ (1892).
- Schiffmühlenstraße (Kaisermühlen), 1873 benannt nach den ehemaligen Schiffmühlen, die dem Ort Kaisermühlen den Namen gaben.
- Schilfweg (Aspern), 1953 benannt nach dem Schilf entlang des Mühlwassers; 2001 verlängert.
- Schillingstraße (Kagran), 2001 benannt nach der ehemaligen österreichischen Währung Schilling; sie wurde ab 2001 vom Euro abgelöst; siehe Am Europlatz im 12. Bezirk Meidling.
- Schilllochweg (Aspern, bis 1999 amtlich: Schillochweg), 1965 benannt nach dem Schilllochwasser (bis 1999 amtlich: Schillochwasser), einem Rest der unregulierten Donau; siehe auch Schillwasserweg.
- Schillwasserweg (Aspern), 1966 benannt nach der Fischart Schill, die in den Gewässern dieser Gegend vorkommt.
- Schirrmanngasse (Essling), 1971 benannt nach dem deutschen Lehrer Richard Schirrmann (1874–1961); er gründete 1919 den „Zentralen Hauptausschuß für Jugendherbergen“, aus dem sich das Deutsche Jugendherbergswerk entwickelte. Von 1933 bis 1936 war er Vorsitzender der International Youth Hostel Federation. Im Historikerbericht Straßennamen Wiens seit 1860 als „Politische Erinnerungsorte“ aus dem Jahr 2013 ist die Straße Gruppe C (demokratiepolitisch relevante biographische Lücken) zugeordnet.[4]
- Schlachthammerstraße (Essling), 1971 benannt nach dem Wirtschaftsbesitzer Michael Schlachthammer († 1887) Ortsrichter von Essling.
- Schlanitzgasse (Essling), 1974 benannt nach dem Bildhauer und Holzschnitzer Rudolf Schlanitz (1883–1935), ein wenig bekannter Künstler. Hieß zuvor Hardmuthgasse.
- Schlapfenweg (Aspern), 2007 benannt nach den Schlapfen, einem alten Wiener Ausdruck für Hausschuhe.
- Schlenthergasse (Kagran), 1955 benannt nach dem deutschen Schriftsteller, Theaterkritiker und Theaterdirektor Paul Schlenther (1854–1916); er war von 1898 bis 1910 Direktor des Wiener Burgtheaters. Die Gasse hieß zuvor Wallgasse und ab 1909 Josef-Richter-Gasse.
- Schlettergasse (Leopoldau), 1987 benannt nach dem Arzt Hermann Schletter (1897–1965).
- Schlosspromenade (Essling, bis 1999 amtlich: Schloßpromenade), 1991 benannt nach dem Esslinger Schloss.
- Schneeballenweg (Breitenlee), 1954 benannt nach der Strauchart Schneeball.
- Schneebeerengasse (Breitenlee), 1965 benannt nach der Zierstrauchart Schneebeere.
- Schnitterweg (Kaisermühlen), 1994 benannt nach den Schnittern (Männer, die um die Jahrhundertwende auf der Alten Donau mit der Eisgewinnung beschäftigt waren).
- Schödlbergergasse (Kaisermühlen), 1913 benannt nach dem Lehrer und Maler Johann Nepomuk Schödlberger (1779–1853); er schuf Genrebilder, hauptsächlich aber Landschaften, oft aus Italien. Zu seinen Auftraggebern gehörten Kaiser Franz II. und König Ludwig I. von Bayern.[220]
- Schoeppelgasse (Essling), 1955 benannt nach dem Beamten und Schriftsteller Hugo Schoeppl (sic!, 1867–1928), Rechnungsdirektor im Finanzministerium; er betätigte sich (teilweise unter Pseudonym) literarisch, u. a. mit Dramen die auf der Nordischen Mythologie basieren, aber auch mit Lyrik und Prosa. 1918 gründete er die „Adalbert Stifter-Gesellschaft“, um einem breiten Publikum das Werk Stifters bekannt zu machen.[221] Die Gasse hieß zuvor Wilhelm-Kreß-Gasse.
- Schönthanplatz (Essling), 1961 benannt nach dem Journalisten und Schriftsteller Franz von Schönthan (1849–1913) und seinem Bruder, dem Journalisten und Dramatiker Paul von Schönthan (1853–1905).
- Schrebergasse (Aspern), 1923 benannt nach dem deutschen Arzt Moritz Schreber (1808–1861); er gab pädagogische Schriften heraus, die Repression und Einschüchterung befürworten, und war einer der Vertreter der Pädagogik der Aufklärung. Mit „Schrebergärten“ hatte er nichts zu tun, diese wurden ihm zu Ehren von Ernst Innozenz Hauschild so benannt. Der Dr.-Schreber-Weg im 12. Bezirk Meidling, die Dr.-Schreber-Gasse im 13. Bezirk Hietzing und die Dr.-Schreber-Gasse im 19. Bezirk Döbling sind ebenfalls nach ihm benannt.
- Schreinerweg (Stadlau), 1965 benannt nach dem Schauspieler und Rezitator Jakob Schreiner (1854–1942); er spielte ab 1878 am Hofburgtheater und wurde 1883 Hofschauspieler. Schreiner begann seine Karriere im jugendlichen Fach, entwickelte sich ins Charakterfach und trat in späteren Jahren fast nur mehr als Rezitator auf.[222]
- Schrickgasse (Kagran), 1909 benannt nach dem Arzt Michael Puff (sic!, ca. 1400–1473), der Namenszusatz „von Schrick“ bezieht sich auf seine Herkunft aus Schrick bei Gaweinstal, Niederösterreich. Er war Mediziner an der Universität Wien und beschäftigte sich mit alkoholischen Extrakten aus Heilkräutern. Sein Buch „Von manigerley außgepranntem Wassern“ (1476) gehörte zu den wirkmächtigsten Fachschriften des ausgehenden Mittelalters.[223] Die Gasse hieß zuvor Diepoldgasse.
- Schrödingerplatz (Kagran), 1973 benannt nach dem Physiker und Wissenschaftstheoretiker Erwin Schrödinger (1887–1961); er gilt als einer der Begründer der Quantenmechanik und erhielt für die Entdeckung neuer produktiver Formen der Atomtheorie gemeinsam mit Paul Dirac 1933 den Nobelpreis für Physik. Ab 1983 war sein Abbild auf den österreichischen 1.000-Schilling-Banknoten aufgedruckt.
- Schrötlgasse (Kagran), 1959 benannt nach Georg Schröttel (Lebensdaten unbekannt), Besitzer der Herrschaft Kagran (1606–1627); siehe auch Schrottensteingasse. Hieß zuvor Jägersteig.
- Schrottensteingasse (Kagran), 1909 benannt nach der niederösterreichischen Familie Schröttel, die von 1606 bis 1672 die Herrschaft Kagran besaß; siehe auch Schrötlgasse. Hieß zuvor Kirchengasse.
- Schukowitzgasse (Breitenlee), 1953 benannt nach dem Schriftsteller und Heimatforscher Hans Schukowitz (1863–1922), Bibliothekar der Universitätsbibliothek Graz; er schrieb unter dem Pseudonym „Hans von der March“ drei Bücher, u. a. „Der Mythen- und Sagenschatz des Marchfeldes“ (1898).
- Schüttauplatz (Kaisermühlen), 1874 benannt nach der ehemaligen Donauinsel „Schütt“.
- Schüttaustraße (Kaisermühlen), 1873 benannt; siehe Schüttauplatz.
- Sebaldgasse (Leopoldau), 1909 benannt nach Ivo Sebald (1838–1904), Pfarrer von Leopoldau (1889–1904); er verfasste ein Buch über den Ort.
- Seeadlerweg (Aspern), 1966 benannt nach der Vogelart Seeadler. Hieß zuvor Klausenbergerweg.
- Seefeldergasse (Essling), 1955 benannt nach dem deutschen Arzt Richard Seefelder (1875–1949); ab 1919 hatte er den Lehrstuhl für Augenheilkunde an der Universität Innsbruck inne. Die Gasse hieß zuvor Gärtnerstraße. Im Historikerbericht Straßennamen Wiens seit 1860 als „Politische Erinnerungsorte“ aus dem Jahr 2013 ist die Straße Gruppe A (intensiver Diskussionsbedarf) zugeordnet.[4]
- Seerosenweg (Kagran), 1959 benannt nach der Wasserpflanze Seerose.
- Seestadtpromenade (Seestadt Aspern), 2018 benannt nach der in Bau befindlichen Seestadt Aspern; siehe auch Seestadtstraße.
- Seestadtstraße (Seestadt Aspern), 2012 benannt nach der in Bau befindlichen Seestadt Aspern, deren Hauptzufahrtsstraße dieser Verkehrsweg bilden soll. Die Straße zweigt von der Groß-Enzersdorfer Straße nordwärts ab. Auf dem ehemaligen Flugfeld Aspern sollen bis zum Jahr 2028 rund 240 Hektar verbaut werden. Geplant sind etwa 8.500 Wohnungen für 20.000 Menschen und Betriebsstätten für 15.000 Büroarbeitsplätze sowie 5.000 Arbeitsplätze in Gewerbe, Wissenschaft, Forschung und Bildung. Benannt ist die Seestadt nach einem rund 5 ha großen künstlichen See in der Mitte des Stadtentwicklungsgebiets.
- Segengrundgasse (Stadlau), 1957 benannt nach einem bereits 1403 urkundlich erwähnten Flurnamen.
- Seidelbastgasse (Aspern), 1955 benannt nach der Pflanzengattung Seidelbast.
- Seipeltgasse (Kagran), 2024 benannt nach dem Unternehmer und Kommerzialrat Wolfgang Seipelt (1948–2019); er übernahm 1971 das Unternehmen seiner Eltern, ein heute noch bestehender Elektroinstallationsbetrieb in Wien, und war als Funktionär in der Wirtschaftskammer Wien aktiv.[224]
- Seiseneggergasse (Essling), 1953 benannt nach dem Maler Jakob Seisenegger (1505–1567); nachdem er über viele Jahre hinweg an verschiedenen Orten Mitteleuropas wirkte, zog er 1549 nach Wien. Eines seiner bedeutendsten Werke ist das Gemälde „Kaiser Karl V. mit dem Wasserhunde“ (1532), heute im Kunsthistorischen Museum.
- Sekowitschweg (Stadlau), 2012 benannt nach dem Boxer Edip Sekowitsch (1958–2008); er war 1972–1980 Amateurboxer mit rund 260 Kämpfen und 1980–1993 Profiboxer, mit kurzen Comebacks in den Jahren 1997 und 2008. Der als „Stier von Serbien“ bekannte Sportler war 1989 Europameister der EBU im Halbmittelgewicht. Nach Ende seiner Karriere eröffnete er das Lokal Champ’s Pub, in dem er 2008 von einem Gast erstochen wurde.
- Senekowitschgasse (Kagran), 2011 benannt nach dem Fußballspieler und Fußballtrainer Helmut Senekowitsch (1933–2007); er nahm mit der österreichischen Nationalmannschaft an der Weltmeisterschaft 1958 in Schweden teil und konnte bei Betis Sevilla als erster Österreicher erfolgreich in der spanischen Primera División Fuß fassen. Als Trainer führte er unter anderem VÖEST zu einer überraschenden Meisterschaft und brachte das Nationalteam zur Weltmeisterschaft 1978 in Argentinien, wo der berühmte 3:2–Sieg über Titelverteidiger Deutschland gelang; siehe auch den Cordobaplatz und die Edi-Finger-Straße im 21. Bezirk Floridsdorf.
- Senta-Wengraf-Straße (Seestadt Aspern), 2024 benannt nach der Schauspielerin Senta Wengraf (1924–2020). Sie debütierte 1946 am Wiener Volkstheater und war während ihrer Karriere in mehreren Theatern in Österreich und Deutschland zu sehen. Später spielte sie oft eine Salondame. Daneben spielte sie in rund 20 Filmen, darunter im zweiten und dritten Teil der Sissi-Trilogie von Ernst Marischka, in denen sie Sissis Hofdame Gräfin Bellegarde verkörperte.
- Siebeckstraße (Kagran), 1960 benannt nach dem deutsch-österreichischen Stadtgartendirektor Rudolph Siebeck (1812–1878), nach Tätigkeiten in Leipzig wurde er Stadtgärtner in Wien (1861–1878). Hier schuf er 1862 (zusammen mit dem Landschaftsmaler Joseph Selleny) sein Hauptwerk, den Wiener Stadtpark („Siebeckpark“), die erste große Grünanlage Wiens. Weitere Werke sind unter anderem der Schönbornpark (1862–1863), der Esterházypark (1862–1869) sowie die Alleen der Ringstraße (ab 1863).
- Siebenbürgerstraße (Kagran, Stadlau), 1932 benannt nach dem Juristen Martin Siebenbürger (ca. 1475–1522), Professor und Dekan an der juridischen Fakultät der Universität Wien, Stadtrichter (ab 1512), Bürgermeister (1520–1521).
- Siegesplatz (Aspern), 1909 benannt zur Erinnerung an den Sieg Erzherzog Karls über Napoleon in der Schlacht bei Aspern 1809. Hieß zuvor Hauptstraße.
- Siegfried-Theiss-Gasse (Kagran), 2004 benannt nach dem Architekten Siegfried Theiss (1882–1963); gemeinsam mit seinem Partner Hans Jaksch erstellte er von 1907 bis 1961 eine große Zahl von Bauten in Wien und anderen Städten.
- Silberergasse (Essling), benannt (Datum unbekannt) nach dem Journalisten und Aeronauten Viktor Silberer (1846–1924); er gründete das „Wiener Salonblatt“ (1869) und war Korrespondent der „Neuen Freien Presse“, ab 1873 war er Chefredakteur der „Militär-Zeitung“. Weiters gründete die „Allgemeine Sportzeitung“ (1880) und die „Wiener Luftschifferzeitung“ (1902). Mit dem Ballon „Vindobona“ unternahm er rund 150 Luftfahrten und wurde zu einem Pionier der Aeronautik. Gemeinsam mit Franz Hinterstoisser animierte er Wiener Neustadt, das erste österreichisch-ungarische Flugfeld anzulegen. Im Historikerbericht Straßennamen Wiens seit 1860 als „Politische Erinnerungsorte“ aus dem Jahr 2013 ist die Straße Gruppe C (demokratiepolitisch relevante biographische Lücken) zugeordnet.[4]
- Silberwurzweg (Breitenlee), 1960 benannt nach der Alpenpflanze Silberwurz.
- Silenegasse (Kagran), 1978 benannt nach dem botanischen Namen der Pflanzengattung Leimkräuter.
- Sileneweg (Kagran); keine Beschreibung vorhanden.
- Simone-de-Beauvoir-Platz (Seestadt Aspern), 2016 benannt nach der französischen Schriftstellerin, Philosophin und Feministin Simone de Beauvoir (1908–1986); die Verfasserin zahlreicher Romane, Erzählungen, Essays und Memoiren gilt als Vertreterin des Existentialismus. Ihr Welterfolg Das andere Geschlecht (1949) gilt als ein Meilenstein der feministischen Literatur und machte sie zur bekanntesten Intellektuellen Frankreichs.
- Simonsgasse (Essling), 1962 benannt nach dem deutschen Regisseur und Theaterdirektor Carl Rainer Simons (1869–1934), Direktor der Wiener Volksoper (1903–1917) und zeitweise auch des Raimundtheaters.
- Sinagasse (Kaisermühlen), 1877 benannt nach dem griechisch-österreichischen Unternehmer Simon Georg Freiherr von Sina (1783–1856); während der Napoleonischen Kriege gab er großzügige Kredite an die Österreichisch-Ungarische Monarchie und war zeitweise Botschafter Griechenlands in Österreich. Er holte den in Athen tätigen Architekten Theophil von Hansen für seine Projekte nach Wien, der u. a. das Parlament entwarf. Ab 1836 finanzierte Sina den Bau der „Wien-Raaber Eisenbahn“, aus der später die Südbahn und die Ostbahn hervorging. Die Gasse hieß zuvor Jägergasse.
- Sizzogasse (Süßenbrunn), benannt (Datum unbekannt) nach Graf Sicco (sic!, Lebensdaten unbekannt), der im 11. Jahrhundert Süßenbrunn (Sizzobrunn) gründete; die Herkunft ist jedoch umstritten.
- Skabiosenweg (Hirschstetten), 1953 benannt nach der Pflanzengattung Skabiosen.
- Skrabalgasse (Kagran), 1965 benannt nach dem Chemiker Anton Skrabal (1877–1957), Professor für Chemie an der Universität Graz (1917–1942), Leiter des Instituts für Chemie (1914–1917),[225] Dekan der Philosophischen Fakultät (1927–1918). Im Historikerbericht Straßennamen Wiens seit 1860 als „Politische Erinnerungsorte“ aus dem Jahr 2013 ist die Straße Gruppe C (demokratiepolitisch relevante biographische Lücken) zugeordnet.[4]
- Smolagasse (Stadlau), 1909 benannt nach dem Generalmajor Josef Freiherr von Smola („der Ältere“, 1764–1820); er kämpfte 1809 erfolgreich in den Schlachten bei Aspern und Wagram und erhielt in diesem Jahr das Kommandeurkreuz des Maria-Theresia-Ordens. 1966 wurde die Smola-Kaserne in Groß-Enzersdorf nach ihm benannt (2007 geschlossen).[226] Die Gasse hieß zuvor Bahngasse.
- Soldanellenweg (Aspern), 1994 benannt nach der Alpenpflanzengattung Soldanelle.
- Sonja-Hajek-Weg (Breitenlee), 2018 benannt nach der Lehrerin Sonja Hajek (geb. Sonja Sedlacek, 1925–2009); sie war Schuldirektorin in der Donaustadt.
- Sonnenallee (Seestadt Aspern), 2012 benannt in Anlehnung an den deutschen Spielfilm Sonnenallee von Leander Haußmann aus dem Jahr 1999. Die Komödie thematisiert das Leben Ost-Berliner Jugendlicher im Angesicht der Berliner Mauer in den 1970er Jahren und basiert auf dem Roman Am kürzeren Ende der Sonnenallee von Thomas Brussig. Der Titel des Films bezieht sich auf die gleichnamige Sonnenallee in Berlin. In der in Bau befindlichen Seestadt Aspern handelt es sich um die im Projektstadium befindliche, vorerst intern als Ringstraße bezeichnete ringförmige Hauptverkehrsverbindung des Stadtentwicklungsgebiets.[227] Warum die Allee nach einem deutschen Film bzw. einer Berliner Straße benannt wurde, ist nicht bekannt.
- Sonnenblumengasse (Stadlau), 2004 benannt nach der Pflanzenart Sonnenblume.
- Sonnheimweg (Kagran), 2003 benannt nach dem Kleingartenverein „Sonnheim“.
- Sophie-Scholl-Gasse (Aspern), 2008 benannt nach der deutschen Widerstandskämpferin Sophie Scholl (1921–1943); sie engagierte sich als Mitglied der Widerstandsgruppe „Weiße Rose“ aktiv gegen den Nationalsozialismus und wurde in der Folge 1943 verhaftet und hingerichtet.
- Spandlgasse (Aspern), 1923 benannt nach Franz Spandl (1892–1922), Gründer der Siedlung „Kriegerheimstätten“.
- Spargelfeldstraße (Hirschstetten), 1909 benannt nach einem Flurnamen, offensichtlich im Zusammenhang mit dem Anbau von Spargel. Hieß zuvor Feldgasse.
- Späthgasse (Aspern), 1953 benannt nach dem Gynäkologen Joseph Späth (auch Spaeth, 1823–1896), Professor an der 2. geburtshilflich-gynäkologischen Klinik der Universität Wien (1861–1886), Dekan (1869–1870), Rektor (1872–1873). Im Jahr 1877 führte er erstmals in Mitteleuropa einen Kaiserschnitt mit gleichzeitiger Entfernung der Gebärmutter durch.[228]
- Spechtweg (Kagran, Stadlau), benannt (nicht amtlich) nach dem Vogel Specht.
- Speidelweg (Kagran, Freihofsiedlung), 1953 benannt nach dem deutschen Journalisten und Schriftsteller Ludwig Speidel (1830–1906); er kam 1853 nach Wien und wurde Korrespondent zahlreicher Zeitungen, unter anderem als Theaterkritiker und Feuilletonist der „Neuen Freien Presse“ (ab 1864). Er erkannte als einer der ersten die künstlerische Bedeutung Bruckners.[229]
- Speierlinggasse (Essling), 1954 benannt nach der Baumart Speierling.
- Speikweg (Essling), 1954 benannt nach der Alpenpflanze Speik.
- Spindlerweg (Süßenbrunn), 1955 benannt nach dem Tierarzt Franz Spindler (1866–1944), Wiener Oberveterinärrat. Hieß zuvor Schulweg.
- Spittelergasse (Aspern; aufgelassen), 1954 benannt nach dem Schweizer Dichter Carl Spitteler (1845–1924); vor allem für sein Versepos „Olympischer Frühling“ (1900–1905) erhielt er 1920 als erster Schweizer den Nobelpreis für Literatur. Die Gasse wurde 2010 wegen der Neugestaltung der U-Bahn-Station Aspernstraße aufgelassen.
- Spitzmausweg (Breitenlee), 2001 benannt nach dem Tier Spitzmaus.
- Springenfelserbengrund (Aspern), benannt (Datum unbekannt) nach den Grundstücken von Josef Springenfels; siehe Springenfelsgasse.
- Springenfelsgasse (Aspern), ca. 1910 benannt nach Josef Springenfels (1830–1898), Bürgermeister von Aspern. Hieß zuvor Springergasse.
- Stacherweg (Aspern), 2016 benannt nach dem Mediziner und Politiker Alois Stacher (1925–2013); er war ab 1968 Leiter des neu errichteten Ludwig-Boltzmann-Instituts für Leukämieforschung und Hämatologie. 1973 wurde er zum amtsführenden Stadtrat gewählt und gehörte bis 1989 insgesamt fünf Stadtsenaten an. Stacher war in die Planung des Sozialmedizinischen Zentrums Ost involviert, neben dem sich dieser Weg befindet.
- Stadlauer Straße (Hirschstetten, Stadlau), 1909 benannt nach der ehemals selbstständigen Gemeinde Stadlau, die 1150 erstmals als Stadelouve erwähnt und 1904 nach Wien eingemeindet wurde. Die Straße hieß zuvor Hauptstraße.
- Stadlbreiten (Breitenlee), 1988 benannt nach einem Flurnamen (= ebenes Feld).
- Stadlbreitener Anger (Breitenlee), 2001 benannt nach einem Flurnamen.
- Stallarngasse (Süßenbrunn), benannt (Datum unbekannt) nach der bereits im 12. Jahrhundert erwähnten Ortschaft Stallarn, die im 15. Jahrhundert verödete.
- Stastnyweg (Süßenbrunn), 2009 benannt nach dem slowakischen Fußballspieler und Trainer Leopold Šťastný (1911–1996), Verteidiger beim ŠK Slovan Bratislava. Er kam 1966 als Trainer zum Fußballclub Wacker Innsbruck und leitete von 1968 bis 1975 als Nationaltrainer die österreichische Nationalmannschaft.
- Stavangergasse (Aspern), 1994 benannt nach der norwegischen Stadt Stavanger; siehe auch Bergengasse, Hammerfestweg, Hortengasse, Osloplatz, Sandefjordgasse, Tönsbergweg und Trondheimgasse.
- Stefan-Koblinger-Gasse (Kagran, Freihofsiedlung), 1932 benannt nach dem Buchdrucker Stephan Koblinger (auch Koglinger, Lebensdaten unbekannt); nach einer nicht gesicherten Theorie kam er 1482 von Vicenza nach Wien, wo er bis 1488 als erster Buchdrucker Wiens gearbeitet haben soll.[230]
- Steigenteschgasse (Kagran), 1909 benannt nach dem Diplomaten und Schriftsteller August Ernst Freiherr von Steigentesch (1774–1826); er kämpfte in den Napoleonischen Kriegen und wurde bis zum Generalmajor befördert. Als Schriftsteller schrieb er Lustspiele sowie einige Gedichte und Erzählungen. Die Gasse hieß zuvor ab 1906 Kainzgasse.
- Steinachgasse (Essling), 1955 benannt nach dem Physiologen Eugen Steinach (1861–1944); Leiter einer Abteilung der Biologischen Versuchsanstalt der Akademie der Wissenschaften (ab 1912). Seine bedeutendsten Arbeiten betrafen die Physiologie der kontraktilen Substanz, die Sinnes- und Nervenreizphysiologie und vor allem die Sexualphysiologie. Die Gasse hieß zuvor Scheibenstraße.
- Steinberg-Frank-Weg (Stadlau), 1987 benannt nach dem Bankbeamten Alfred Steinberg-Frank (1888–1953); er schrieb Libretti für einige Operetten und die Texte für rund 350 Wienerlieder.[231]
- Steinbrechergasse (Stadlau, Kagran), ca. 1906 benannt nach einer alteingesessenen, um Stadlau verdienten Familie. 1730 gab es in Stadlau zehn Häuser, in einem wohnten Mathias und Eva Steinbrecher.[232]
- Steinbühelgasse (Essling), benannt (Datum unbekannt) nach einem Flurnamen.
- Steinnelkenweg (Breitenlee), 2007 benannt nach der populären Bezeichnung für die Karthäuser-Nelke.
- Steinspornweg (Aspern), 1990 benannt nach einem Flurnamen.
- Stemolakgasse (Breitenlee), 1964 benannt nach dem Bildhauer Karl Stemolak (1875–1954); er schuf vor allem Büsten und Bauplastiken. Seien Arbeiten wurden besonders ab den 1930er Jahren von der öffentlichen Hand geschätzt und so schmücken viele Gemeindebauten und öffentliche Anlagen seine Werke.
- Stieglitzweg (Stadlau), benannt (Datum unbekannt) nach dem nach der Vogelart Stieglitz.
- Strakaweg (Kagran), 1965 benannt nach dem Maler Josef Straka (1864–1946); er schuf mehrere Werke in öffentlichem Auftrag, so etwa für die Ägidiuskirche und die Schottenkirche in Wien.[233]
- Stralehnergasse (Stadlau), 1909 benannt nach Gotthold Stralehner († 1816), Ortsrichter in Stadlau. Hieß zuvor Ziegelofengasse.
- Straßäckergasse (Aspern), 1933 benannt nach einem Flurnamen.
- Straße der Menschenrechte (Kagran), 1982 benannt nach der UNO-Deklaration der Menschenrechte; sie wurde 1948 von der Generalversammlung der Vereinten Nationen im Palais de Chaillot in Paris genehmigt und verkündet.
- Straßmeyergasse (Kagran, Freihofsiedlung), 1955 benannt nach dem Schauspieler und Komiker Leopold Straßmeyer (1846–1927). Hieß zuvor ab 1932 Johann-Teich-Gasse.
- Strigelgasse (Essling), 1935 benannt nach dem deutschen Maler Bernhard Strigel (1460–1528), Hofmaler von Kaiser Maximilian I. Er war ein Maler am Übergang von der Spätgotik zur Renaissance, entstammt der süddeutschen Künstlerfamilie Strigel und prägte die in Oberschwaben verwurzelte Memminger Schule.
- Strohblumengasse (Aspern), 1955 benannt nach der Pflanzengattung Strohblumen.
- Strunzgasse (Aspern), 1987 benannt nach dem Naturwissenschaftler und Volksbildner Franz Strunz (1875–1953), Professor für Geschichte der Naturwissenschaften an der Universität Wien (1914–1953),[234] Mitbegründer der Urania und von 1910 bis 1938 deren wissenschaftlicher Direktor.[235] Er schrieb zahlreiche Bücher über die Wissenschaftsgeschichte verschiedener Epochen. Im Historikerbericht Straßennamen Wiens seit 1860 als „Politische Erinnerungsorte“ aus dem Jahr 2013 ist die Straße Gruppe C (demokratiepolitisch relevante biographische Lücken) zugeordnet.[4]
- Stummergasse (Kagran), 1940 benannt nach dem Architekten Josef Stummer (1808–1891), ab 1866 „Stummer von Traunfels“. Besondere Anerkennung errang er bei der Neugestaltung des Wiener Nordbahnhofs sowie als Architekt der Kaiser Ferdinands-Nordbahn von Wien nach Krakau. Die Traunfelsgasse im 20. Bezirk Brigittenau ist ebenfalls nach ihm benannt.
- Stundlgasse (Kagran, Erweiterung der Freihofsiedlung (Siedlung Kagran)), 1953 benannt nach dem Bildhauer Theodor Stundl (1875–1934); er arbeitete als freier Bildhauer, Medailleur und im Bereich des Kunstgewerbes. Stundl war Vorstand des Künstlerverbandes österreichischer Bildhauer und erhielt zahlreiche Auszeichnungen für seine Plastiken. Sein bekanntestes Werk ist der Schubertbrunnen (1928).[236]
- St.-Wendelin-Gasse (Kagran), 1914 benannt; siehe St.-Wendelin-Platz.
- St.-Wendelin-Platz (Kagran), 1909 benannt nach dem Heiligen Wendelin (Lebensdaten unbekannt), eine historisch nicht fassbare Person, die nach Legenden im 6. Jahrhundert gelebt und nach anderen Quellen 1015 gestorben sein soll. Die Benennung bezieht sich auf einen Altar des hl. Wendelin in der Kagraner Pfarrkirche „Zum Heiligen Georg“. Der Platz hieß zuvor Kirchenplatz.
- Süßenbrunner Hauptstraße (Süßenbrunn), 1964 benannt nach der ehemals selbstständigen Gemeinde Süßenbrunn, die um 1200 erstmals als Prunne erwähnt und 1938 nach Wien eingemeindet wurde. Die Straße hieß zuvor Hauptstraße.
- Susanne-Schmida-Gasse (Seestadt Aspern), 2011 benannt nach der Tanzlehrerin und Yoga-Lehrerin Susanne Schmida (1894–1982). Sie promovierte 1919 an der Universität Wien im Fach Philosophie. Danach studierte sie Yoga und begann, Hatha Yoga, Pranayama und Ausdruckstanz zu unterrichten. 1934 gründete sie die „Schule des Bundes für neue Lebensform“.[237]
- Süßenbrunner Platz (Süßenbrunn), 1959 benannt; siehe Süßenbrunner Hauptstraße. Hieß zuvor Hauptplatz und 1938–1947 Herbert-Rüdiger-Platz.
- Süßenbrunner Straße (Hirschstetten); siehe Süßenbrunner Hauptstraße.
- Sverigestraße (Kagran), 1999 benannt nach dem Herkunftsland Schweden (schwedisch Sverige) des dort ansässigen Möbelhauses.

## T
- Taggergasse (Leopoldau), 1969 benannt nach dem Dramatiker Theodor Tagger (1891–1958), der ab 1926 unter dem Pseudonym Ferdinand Bruckner schrieb; diesen Namen nahm er 1946 amtlich an.
- Tamariskengasse (Aspern), 1953 benannt nach der Zierstrauchgattung der Tamarisken.
- Tamariskenzeile (Aspern), 2003 benannt, siehe Tamariskengasse.
- Tartergasse (Essling), 1974 benannt nach dem Arzt Julius Tarter (1887–1964); er machte 1939 in einem Gasthaus eine regimefeindliche Bemerkung und war deshalb einige Zeit in Haft.[238]
- Taubnesselweg (Aspern), 2002 benannt nach der Lippenblütlergattung der Taubnesseln.
- Tauschinskygasse (Essling), 1955 benannt nach dem Bibliothekar und Historiker Hippolyt Tauschinsky (1839–1905); er engagierte sich ab 1868 aktiv in der sozialdemokratischen Bewegung. Nach seinem Ausschluss aus der Arbeiterbewegung infolge erbitterter Fraktionskämpfe lebte er als Journalist in Wien.[239][240] Die Gasse hieß zuvor Kernstockgasse.
- Tegelweg (Leopoldau), 1953 benannt nach der hier vorkommenden kalkreichen Tonerde Tegel.
- Teiläckergasse (Essling), 1961 benannt nach einem Flurnamen.
- Telefonweg (Essling) (früher: Telephon...), benannt (Datum unbekannt) nach dem von Alexander Graham Bell erfundenen Fernsprechapparat (1876); siehe auch die Bellgasse im 21. Bezirk Floridsdorf.
- Terzaghigasse (Aspern), 1966 benannt nach dem Bodenmechaniker Karl von Terzaghi (1883–1963); er begründete mit seinen Theorien und Experimenten zur Bodenkonsolidierung, zum Erddruck, zur Tragfähigkeit und zur Stabilität des Bodens die moderne Bodenmechanik als selbstständige Ingenieurwissenschaft. Im Historikerbericht Straßennamen Wiens seit 1860 als „Politische Erinnerungsorte“ aus dem Jahr 2013 ist die Straße Gruppe C (demokratiepolitisch relevante biographische Lücken) zugeordnet.[4]
- Theodor-Kramer-Straße (Kagran), 1983 benannt nach dem Lyriker Theodor Kramer (1897–1958); sein Werk geriet weitgehend in Vergessenheit. Der Nachlass Kramers umfasst mehr als 10.000 Werke, von denen viele unveröffentlicht sind.
- Theuergasse (Essling), 1951 benannt nach dem Architekturhistoriker Max Theuer (1878–1949), Professor für Baukunst und architektonische Formenlehre (1919–1948) an der Technischen Hochschule; er beschäftigte sich mit antiker Architektur und nahm von 1926 bis 1935 an Ausgrabungen in Ephesos teil.[241][242]
- Thonetgasse (Leopoldau), 1953 benannt nach dem Tischlermeister und Industriellen Michael Thonet (1796–1871); er erfand 1830 die Methode, Holz unter Dampf zu biegen. Thonet gilt weltweit als Pionier des Möbeldesigns.
- Thönygasse (Leopoldau), 1976 benannt nach dem Grazer Maler Wilhelm Thöny (1888–1949); fast sein gesamtes Lebenswerk wurde 1848 durch einen Brand zerstört.
- Thujagasse (Essling), 1954 benannt nach der Zierbaumgattung Thuja.
- Tietzestraße (Stadlau), 1965 benannt nach dem Kunsthistoriker Hans Tietze (1880–1954); er war in seiner wissenschaftlichen Tätigkeit ungemein vielseitig und leistete in praktisch allen Sparten des kunsthistorischen Spektrums Hervorragendes.
- Tillmanngasse (Kagran), 1972 benannt nach dem Tiefbautechniker Rudolf Tillmann (1892–1958).
- Tokiostraße (Kagran), 1998 benannt nach der japanischen Hauptstadt Tokio. Siehe auch Arakawastraße und Ogugasse.
- Tomschikgasse (Aspern), 1953 benannt nach dem Eisendreher Josef Tomschik (1867–1945), sozialdemokratischer Gewerkschafter, Zentralsekretär der Eisenbahnergewerkschaft (1894–1930), Vorsitzender der sozialdemokratischen Partei (1902–1905), Mitglied der Nationalversammlung (1918–1920), Abgeordneter zum Nationalrat (1920–1933).[243][244]
- Tönsbergweg (Aspern), 1994 benannt nach der norwegischen Stadt Tønsberg; siehe auch Bergengasse, Hammerfestweg, Hortengasse, Osloplatz, Sandefjordgasse, Stavangergasse und Trondheimgasse.
- Toulagasse (Aspern), 1953 benannt nach dem Geologen und Paläontologen Franz Toula (1845–1920), Professor für Geologie am Polytechnischen Institut (1881–1917); er gilt als einer der Begründer der Geologie des Balkans. Toula verfasste zahlreiche wissenschaftliche und populärwissenschaftliche Arbeiten.[245]
- Trollblumengasse (Aspern), 1955 benannt nach der Pflanzenart Trollblume.
- Trondheimgasse (Aspern), 1994 benannt nach der norwegischen Stadt Trondheim; siehe auch Bergengasse, Hammerfestweg, Hortengasse, Osloplatz, Sandefjordgasse, Stavangergasse und Tönsbergweg.
- Trözmüllergasse (Kagran), 2009 benannt nach dem Techniker und Erfinder Friedrich Trözmüller (1899–1957); als seine bekannteste Erfindung gilt das Semperit-Klischee, welches internationalen Einsatz fand. Weiters entwickelte Trözmüller in seiner Spätzeit elektrische Geräte und spezielle Kühlschrank-Technologien.
- Trude-Fleischmann-Gasse (Seestadt Aspern), 2016 benannt nach der Fotografin Trude Fleischmann (1895–1990); sie war eine der gefragtesten Porträtfotografinnen Wiens. In ihrem Atelier machte sie Aufnahmen von zahlreichen bekannten Persönlichkeiten aus Gesellschaft, Kunst und Kultur. 1938 emigrierte sie nach New York und eröffnete 1940 ein Fotostudio in Manhattan.
- Trude-Krakauer-Weg (Kagran), 2009 benannt nach der Übersetzerin und Schriftstellerin Trude Krakauer (1902–1995); sie emigrierte 1938 nach Bogotá und übersetzte lateinamerikanische Autoren ins Deutsche. Ihre eigenen Dichtungen und Prosa blieben unveröffentlicht.[246]
- Trude-Mally-Weg (Seestadt Aspern), 2018 benannt nach der Sängerin und Dudlerin Trude Mally (1928–2009); von 1964 bis 1983 trat sie mit ihrem Partner, dem Volksmusikanten Karl Nagl, als Alt-Wiener Duo auf. Mally war eine der letzten Vertreterin der wienerischen Art des Jodelns, des traditionellen „Dudelns“, und anerkannte und populäre Interpretin von wienerischen und alpenländischen Volksliedern sowie traditioneller Wienerlieder.
- Tschörnerweg (Aspern), 1972 benannt nach dem Techniker Ludwig Tschörner (1875–1960), Fachlehrer an der k. k. Graphischen Lehr- und Versuchsanstalt in Wien, er entwickelte ein Verfahren zur Bildtelegrafie.[247]
- Tschudigasse (Aspern), 1955 benannt nach dem Schweizer Politiker, Historiker und Topographen Aegidius Tschudi (1505–1572); als sein Hauptwerk gilt die zwischen 1534 und 1536 entstandene «Schweizer Chronik», welche die Geschichte der Schweiz von 1001 bis zum Jahre 1470 behandelt.
- Tulipanenweg (Aspern), 1966 benannt nach der älteren Bezeichnung „Tulipan“ für die Tulpe; zuvor nicht amtlich Tulpenweg.

## U
- Ulanenweg (Aspern), 1966 benannt nach den Ulanen, der in den napoleonischen Kriegen eingesetzten Reitertruppe. Die Benennung steht in Zusammenhang mit der Schlacht bei Aspern 1809.
- Ullreichgasse (Kagran), 1992 benannt nach dem Tabakarbeiter Franz Ullreich (1881–1958), Gemeinderat (1914–1934), Funktionär der christlich-sozialen Arbeiterbewegung. Das Hauptgewicht seiner öffentlichen Tätigkeit lag in der Organisation von Siedlungsgenossenschaften.[248]
- Ultzmanngasse (Essling), 1954 benannt nach dem Urologen Robert Ultzmann (1842–1889); er gehört zu den Bahnbrechern der modernen Urologie, beschäftigte sich mit der Harnchemie und der Physiologie und Pathologie des Systems der harnbildenden und harnableitenden Wege.
- Unterfeldweg (Hirschstetten), 1944 benannt nach einem Flurnamen.
- Uzzi-Förster-Weg (Stadlau), 2002 benannt nach dem Jazzmusiker Ulrich Christoph Ludwig Förster (1930–1995); er spielte mit Lionel Hampton, dem Modern Jazz Quartet und Ella Fitzgerald, Fatty George, Bill Grah, Oscar Klein, Willy Meerwald, Joe Zawinul und Friedrich Gulda. Förster wirkte stilistisch prägend auf viele Jazzmusiker.

## V

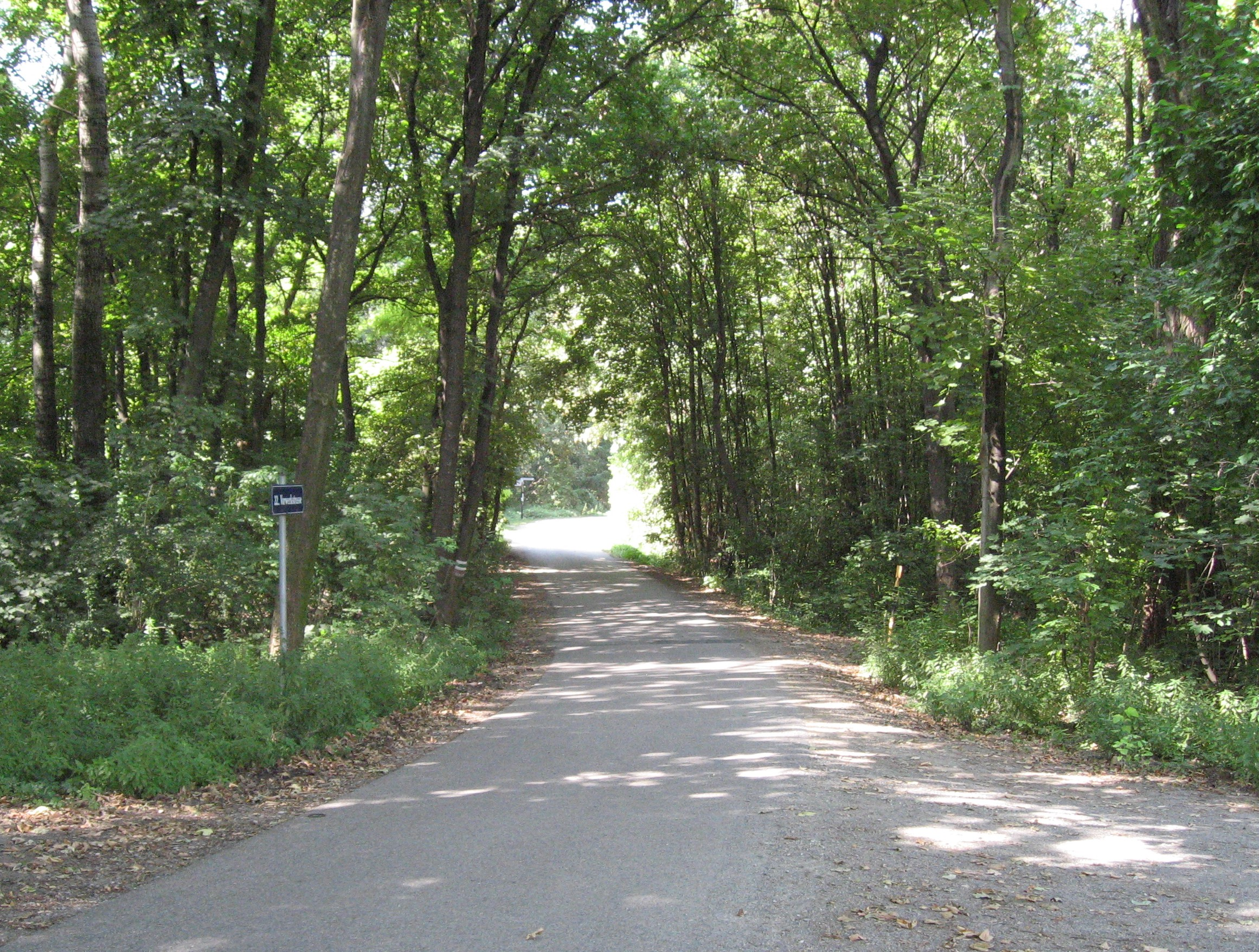
Die Vorwerkstraße führt durch die Lobau

- Varnhagengasse (Hirschstetten), 1909 benannt nach dem deutschen Schriftsteller Karl August Varnhagen von Ense (1785–1858); er war ein Chronist der Zeit der Romantik bis zur Revolution 1848 und zum anschließenden Jahrzehnt der Reaktion; weiters war er Erzähler, Biograph, Mitglied der Frankfurter Nationalversammlung, Tagebuchschreiber und Diplomat. Die Gasse hieß zuvor Erzherzog-Karl-Gasse
- Veitschiweg (Stadlau), 2004 benannt nach der Pflanzenart Veitschi.
- Verbandsweg (Aspern), 1966 benannt nach dem Siedlerverband.
- Vergaragasse (Aspern), 1911 benannt nach Marquis von Vergara (1686–1765), der Stiftungen zugunsten von Waisen errichtete.
- Vernholzgasse (Hirschstetten), 1909 benannt nach dem Offizier Christian Vernholz (1775–1817), später Freiherr Vernholz von Vernwald; er zeichnete sich 1809 in der Schlacht bei Aspern aus.[249] Die Gasse hieß zuvor Bahnstraße.
- Viktor-Kaplan-Straße (Stadlau), 1940 benannt nach dem Techniker Viktor Kaplan (1876–1934), Professor an der Technischen Hochschule Brünn (ab 1918); er ist der Erfinder der nach ihm benannten Kaplan-Turbine (1912). Rund 70 Plätze, Straßen, Gassen und Wege sind in Österreich nach Viktor Kaplan benannt. Auf der 1.000-Schilling-Banknote aus dem Jahr 1961 war Kaplan abgebildet.[250]
- Viktor-Wittner-Gasse (Essling), 1958 benannt nach dem Lyriker und Essayisten Viktor Wittner (1896–1949); er veröffentlichte mehrere Gedichtbände, hinterließ zahlreiche unveröffentlichte Werke, blieb als Schriftsteller aber relativ unbekannt.[251]
- Villaweg (Kagran); keine Beschreibung vorhanden.
- Vinzenz-Hauschka-Gasse (Aspern), 1932 benannt nach dem böhmischen Komponisten Vinzenz Hauschka (eigentlich Vincenc Houška, 1766–1840); er komponierte mehrere Cellosonaten, Notturni, Kanons und Lieder.
- Violaweg (Kagran), 1986 benannt nach der botanischen Bezeichnung für die Pflanzengattung Veilchen.
- Vogelbeerengasse (Breitenlee), 1965 benannt nach der Laubbaumart Vogelbeere.
- Voigtländergasse (Kagran), 1942 benannt nach dem Optiker Johann Friedrich Voigtländer (1779–1859); er gründete 1808 die Firma „J. F. Voigtländer, Werkstätte für optische und feinmechanische Instrumente“ und stellte zunächst optische Instrumente her, darunter optische Messgeräte und Operngläser. Ab 1839 kamen Objektive und ab 1840 vollständige Kameras für die Fotografie dazu.
- Voitgasse (Kagran), 1972 benannt nach dem Tiefbautechniker Wilhelm Voit (1865–1941), Leiter des Tiefbauamtes der Stadt Wien, Professor an der Technischen Hochschule (ab 1910); er hielt Vorlesungen über städtischen Tiefbau, Wasserversorgung, Abwasserbeseitigung und Landwirtschaftlichen Wasserbau.[252]
- Volkragasse (Hirschstetten), 1909 benannt nach Wolfgang Christoph von Volkhra († 1638), Besitzer der Herrschaft Hirschstetten. Hieß zuvor Babenbergergasse.
- Vorwerkstraße (Kaiserebersdorf-Herrschaft), im Gebiet der Schlacht bei Aspern 1809, benannt nach der Position einer vorgeschobenen Befestigungsanlage des französischen Feldlagers (das sich südlich der Straße befand) zum Schutz vor der nördlich von Mühlwasser und Oberleitnerwasser (zwei damaligen Donauarmen) positionierten österreichischen Armee. Die im Landschaftsschutzgebiet Lobau gelegene Straße wurde von der Magistratsabteilung 49, Forste und Landwirtschaftsbetrieb der Stadt Wien, benannt.

## W

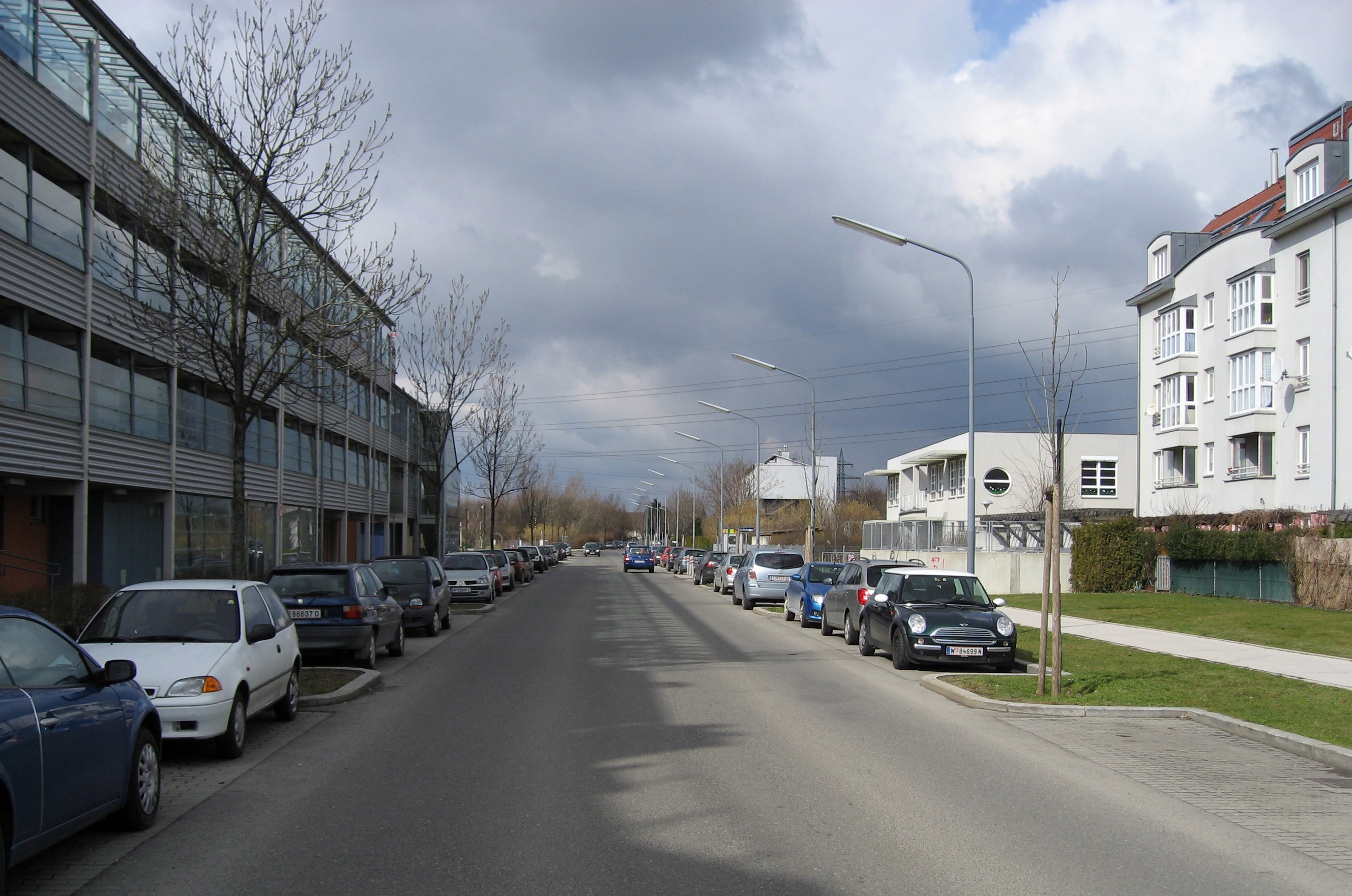
Wulzendorfstraße

- Wacquantgasse (Aspern), 1910 benannt nach dem Feldzeugmeister Johann Peter Theodor Wacquant (auch Wacquant-Geozelles, 1754–1844); er erhielt 1809 für seine Leistung in der Schlacht bei Aspern das Kommandeurkreuz des Maria-Theresia-Ordens.[253] Die Gasse hieß zuvor 1906–1910 Johannesgasse.
- Wagramer Straße (Kaisermühlen, Kagran, Süßenbrunn), 1910 benannt nach dem niederösterreichischen Ort Deutsch-Wagram, zu dem sie führt. Hieß zuvor Hollitscher Straße, Kagraner Straße, Leopoldauer Straße, Kagraner Reichsstraße und Süßenbrunner Straße.
- Waldheimstraße (Essling), 1956 benannt nach einem ehemaligen Waldgarten mit Wohngebäude.
- Waldrebengasse (Stadlau), 1966 benannt nach der Waldrebe, einer Lianenart. Hieß zuvor Hans-Domes-Straße.
- Waldviertlerweg (Aspern), 1966 benannt nach dem Waldviertel in Niederösterreich.
- Wallenberggasse (Kaisermühlen), 2000 benannt nach dem schwedischen Diplomaten Raoul Wallenberg (* 1912, Todesjahr ungeklärt, formell festgelegt auf 1952); er rettete 1944 durch die Vergabe von Schutzpässen Tausenden (darunter auch vielen Wienern) das Leben. Er wurde 1945 von den Sowjets verschleppt, sein weiteres Schicksal ist unbekannt.
- Walter-Zeman-Gasse (Kagran), 2009 benannt dem Fußballspieler Walter Zeman (1927–1991); Tormann beim Fußballclub Rapid Wien (1945–1962). Er gilt nach Rudi Hiden als einer der besten Fußballgoalies in der Geschichte des österreichischen Fußballs.
- Wangari-Maathai-Platz (Seestadt Aspern), 2016 benannt nach der kenianischen Professorin, Wissenschaftlerin und Politikerin Wangari Maathai (1940–2011); sie rief 1977 das Aufforstungsprojekt „Green Belt Movement“ ins Leben. Im Laufe der Jahre wurde hieraus eine panafrikanische Bewegung, die mittlerweile in 13 Ländern aktiv ist und bis 1993 zum Schutz vor Erosion 30 Millionen Bäume neu pflanzte. 2004 erhielt sie dafür den Friedensnobelpreis.
- Warchalowskigasse (Essling), 1962 benannt nach dem Flugpionier und Industriellen Adolf Warchalowski (1886–1928); er war Inhaber des österreichischen Pilotenscheins Nr. 001. Nach dem Zweiten Weltkrieg produzierte seine Firma Warchalowski von 1956 bis 1970 Traktoren.
- Wartenslebengasse (Stadlau), 1913 benannt nach dem Offizier Ferdinand Graf Wartensleben (1777–1821); er erwarb sich Verdienste in den napoleonischen Kriegen, erhielt 1801 das Kommandeurkreuz des Maria-Theresia-Ordens und wurde bis zum Feldmarschallleutnant befördert (1815).[254]
- Wegmayrgasse (Kagran), 1927 benannt nach dem Maler Sebastian Wegmayr (1776–1857); Professor für Blumenmalerei an der Wiener Akademie (ab 1812). Zusammen mit Johann Baptist Drechsler begründete er die bis weit in die Mitte des 19. Jahrhunderts beliebte Tradition der Blumenmalerei, die sich vor allem an den niederländischen Blumen-Stillleben orientierte.[255]
- Wehrbrücklstraße (Essling), benannt (Datum unbekannt) nach einer ehemaligen Wehrbrücke, die über einen Donauarm führte.
- Weibelstraße (Essling), 1955 benannt nach dem Gynäkologen Wilhelm Weibel (1876–1945), Professor, Vorstand der II. Universitäts-Frauenklinik der Universität Wien. Er schrieb das Standardwerk „Lehrbuch der Frauenheilkunde“ (2 Bände, 1944). Die Straße hieß zuvor Schoberstraße. Im Historikerbericht Straßennamen Wiens seit 1860 als „Politische Erinnerungsorte“ aus dem Jahr 2013 ist die Straße Gruppe C (demokratiepolitisch relevante biographische Lücken) zugeordnet.[4]
- Weichselweg (Aspern), 1966 benannt nach der Obstart Weichsel.
- Weidenröschenweg (Kaisermühlen), 2002 benannt nach dem Nachtkerzengewächs Weidenröschen.
- Weidenweg (Stadlau), 1978 benannt nach der Baum- und Strauchgattung Weide.
- Weidingergasse (Hirschstetten), 2009 benannt nach dem Boxer Josef Weidinger (1923–2002); er lieferte seinen größten Kampf 1950, als er im Praterstadion vor 35.000 Zusehern den Franco-Polen Stefan Olek nach Punkten besiegte und Europameister im Schwergewicht wurde.
- Weidlinger Damm (Essling), benannt (Datum unbekannt) nach dem Damm gegen den Groß-Enzersdorfer Arm der unregulierten Donau.
- Weingartenallee (Süßenbrunn), benannt (Datum unbekannt) nach einer Allee durch die Weingärten.
- Weinmanngasse (Kagran), 2015 benannt nach der Künstlerin Charlotte Weinmann (1944–2008). Nach ihrer Ausbildung an der Akademie für angewandte Kunst (1971–1975) betätigte sie sich als Malerin und als Aktivistin für die ökologische Grünbewegung. Ab 1988 entwickelte sie in Zusammenarbeit mit dem Architekten Artur Paul Duniecki architekturbezogene Bild- und Farb-Projekte.[256]
- Weinwurmweg (Kagran), 1952 benannt nach dem Chorleiter, Dirigenten und Komponisten Rudolf Weinwurm (1835–1911); er hatte als Universitäts-Musikdirektor und Chormeister des Wiener Männergesang-Vereins (ab 1866) bedeutenden Einfluss auf das Wiener Musikleben des 19. Jahrhunderts.[257]
- Weissauweg (Kaisermühlen), 1994 benannt nach einem Flurnamen.
- Weizenweg (Essling), 1954 benannt nach der Getreideart Weizen.
- Welzenbachergasse (Kagran), 1965 benannt nach dem Architekten Lois Welzenbacher (1889–1955); er vertrat in der Zwischenkriegszeit eine alpine Variante der klassischen Moderne und setzte sich auch früh für Hochhausbauten ein.
- Wichnergasse (Essling), 1955 benannt dem Lehrer und Volksschriftsteller Josef Wichner (1852–1923); er wurde durch zahlreiche Erzählungen, Jugendbücher und Heimatromane bekannt. Hieß zuvor Johann-Nestroy-Gasse.
- Wiedgasse (Stadlau), 1910 benannt nach dem Generalmajor Friedrich Ludwig Prinz zu Wied-Runkel (1770–1824); er erhielt für seine Leistung in den Schlachten bei Aspern und Wagram das Ritterkreuz des Maria-Theresia-Ordens.[258] Die Gasse hieß zuvor Gärtnergasse.
- Wielandweg (Süßenbrunn); keine Beschreibung vorhanden.
- Wieselweg (Stadlau), 1966 benannt nach dem Raubtier Wiesel.
- Wiesnergasse (Leopoldau), 1953 benannt nach dem Botaniker Julius Wiesner (1838–1916), außerordentlicher Professor am Polytechnischen Institut (ab 1868), Professor an der Forstakademie Mariabrunn (ab 1870), Professor für Anatomie und Physiologie der Pflanzen an der Universität Wien (1873–1909), Rektor (1898–1899).
- Wiethestraße (Essling), 1955 benannt nach dem Mediziner Camillo Wiethe (1889–1949), Professor an der II. Universitätsklinik für Otolaryngologie der Universität Wien (1927–1936), Institutsleiter (ab 1945).[259] Das Urbach-Wiethe-Syndrom ist nach ihm benannt. Die Straße hieß zuvor Quadenstraße.
- Wilhelm-Dachauer-Straße (Essling), 1981 benannt nach dem Maler Wilhelm Dachauer (1881–1951), Professor an der Akademie der bildenden Künste (1927–1945). Er gestaltete zahlreiche Briefmarkenausgaben, darunter die „Nibelungensageserie“ (1926), die im selben Jahr in Philadelphia als „schönste Briefmarke der Welt“ ausgezeichnet wurde.
- Wimpffengasse (Aspern), 1910 benannt dem Feldmarschall Maximilian Freiherr von Wimpffen (1770–1854); seine Leistungen bei Aspern (1809) wurden noch am Schlachtfeld durch Erzherzog Karl mit dem Kommandeurkreuz des Maria-Theresia-Ordens belohnt. Die Gasse hieß zuvor Feldgasse.
- Wintzingerodestraße (Kagran), 1911 benannt nach dem Feldmarschall-Leutnant Ferdinand Carl Friedrich Wilhelm Freiherr von Wintzingerode-Ohmfeld (1770–1818). In der Schlacht bei Aspern (1809) führte er die Vorhutbrigade des I. Armeekorps des Generals Bellegarde. Beim Sturm auf die französische Stellung zerschmetterte ihm eine Kartätschenkugel das rechte Bein. Noch auf dem Schlachtfeld beförderte ihn Erzherzog Karl zum Feldmarschallleutnant; in der Folge wurde er auch mit dem Maria-Theresien-Orden ausgezeichnet.
- Wodiczkagasse (Breitenlee), 1953 benannt nach dem Bergbau-Ingenieur Franz Wodiczka (1851–1898); er verfasste das Buch „Die Sicherheits-Wetterführung oder der Bergbau mit Entzündlichen Grubengasen zur Verhütung der Schlagwetter-Explosionen“ (1885).[260]
- Wohlgemuthgasse (Hirschstetten), 1982 benannt nach der Burgschauspielerin Else Wohlgemuth (verh. Gräfin Thun-Hohenstein, 1881–1972).
- Wolfgang-Mühlwanger-Straße (Essling), benannt (Datum unbekannt) vermutlich nach einem Anrainer (Lebensdaten unbekannt).
- Wolfsmilchgasse (Aspern), 1955 benannt nach der Pflanzengattung Wolfsmilch.
- Wollekweg (Kagran, Freihofsiedlung), 1953 benannt nach dem Bildhauer und Medailleur Carl Wollek (1862–1936); seine wichtigsten Werke sind der Zauberflötenbrunnen auf dem Mozartplatz (1905), das Kneippdenkmal im Stadtpark (1902), das Julius-Ofner-Denkmal in der Leopoldstadt (1930) sowie Grabdenkmäler auf dem Zentralfriedhof. Außerdem schuf er zahlreiche Porträtbüsten, Medaillen und Plaketten.[261]
- Wonkaplatz (Aspern), 2010 benannt nach dem Gewerkschafter Richard Wonka (1945–1989), Zentralsekretär der Gewerkschaft der Privatangestellten (GPA). Er kam 1989 gemeinsam mit Sozialminister Alfred Dallinger bei einem Flugzeugabsturz in der Nähe des Flugplatzes Altenrhein ums Leben.[262]
- Wranitzkygasse (Aspern), 1932 benannt nach dem Komponisten und Dirigenten Paul Wranitzky (eigentlich Pavel Vranický, 1756–1808), Musikalischer Direktor des Grafen Johann Nepomuk Esterházy (ab 1785), Direktor des Orchesters der Wiener Hofoper im Theater am Kärntnertor (ab 1795).
- Wulzendorfstraße (Aspern), 1910 benannt nach der im 16. Jahrhundert verschwundenen Ortschaft Wulzendorf. Hieß zuvor Mittlerer Feldweg.
- Wurmbrandgasse (Hirschstetten), 1910 benannt nach dem Beamten und Historiker Johann Wilhelm Graf von Wurmbrand (1670–1750), Reichshofrat (ab 1697), Mitglied der „Wiener Geheimen Rathsstube“, Besitzer der Herrschaft Hirschstetten.[263] Die Gasse hieß zuvor Kaiser-Joseph-Gasse.

## Z

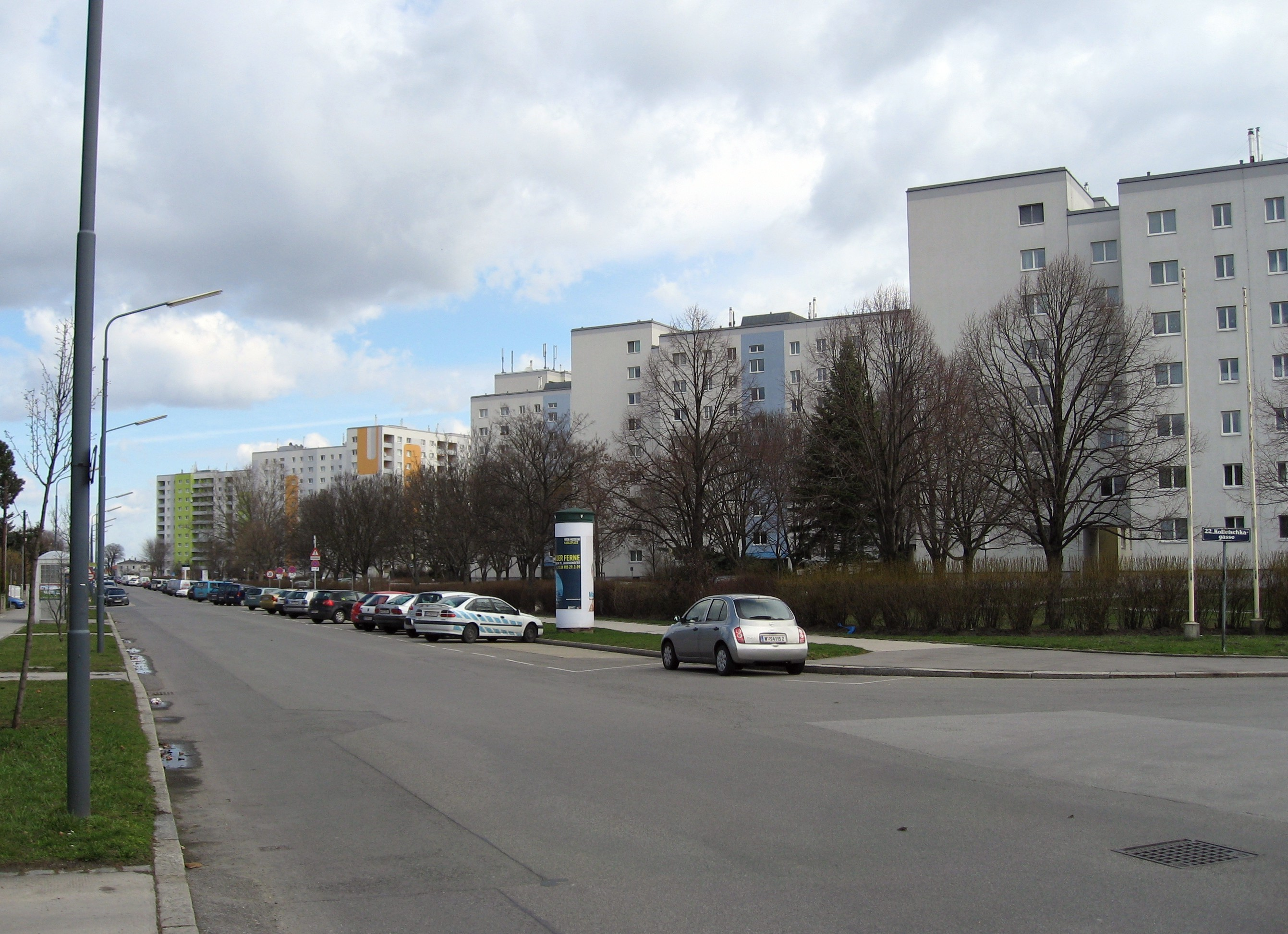
Ziegelhofstraße

- Zachgasse (Aspern), 1909 benannt nach dem Feldzeugmeister Anton Freiherr von Zach (1747–1826); er kämpfte im Zug der napoleonischen Kriege vor allem in Italien und wurde für seine Leistungen 1808 mit dem Kommandeurkreuz des Leopold-Ordens ausgezeichnet.[264] Die Gasse hieß zuvor Donaustraße.
- Zaha-Hadid-Platz (Seestadt Aspern), 2018 benannt nach der irakisch-britischen Architektin Zaha Hadid (1950–2016); sie erhielt als erste Frau 2004 die bedeutendste Ehrung in der Architektur, den Pritzker-Architektur-Preis. In Wien realisierte sie 2004 die Wohnbau-Anlage Zaha-Hadid-Haus am Wiener Donaukanalufer sowie 2013 das Library and Learning Center am Campus WU.
- Zanggasse (Breitenlee), 1972 benannt nach dem Chirurgen Christoph Bonifacius Zang (1772–1835), Professor der Chirurgie und chirurgischen Klinik an der medizinisch-chirurgischen Josefs-Akademie. Er verfasste wissenschaftliche Bücher, sein Hauptwerk war: „Darstellung blutiger heilkünstlerischer Operationen für operative Heilkünstler“ (4 Bände, 1813–1821).[265]
- Zehdengasse (Leopoldau), 1956 benannt nach dem Geographen Karl Zehden (1843–1901), Professor an der Wiener Handelsakademie;[266] sein bekanntestes Werk ist die Handels-Geographie auf Grundlage der neuesten Forschungen und Ergebnisse der Statistik. Die Gasse hieß zuvor Michael-Pacher-Gasse.
- Zeisigweg (Stadlau), benannt (nicht amtlich) nach dem Vogel Zeisig.
- Ziegelhofstraße (Aspern, Breitenlee, Hirschstetten), 1945 benannt nach den in der Nähe bestandenen Ziegelöfen. Hieß zuvor Pirquetgasse.
- Zieritzgasse (Stadlau), benannt 2009 nach der österreichisch-deutschen Pianistin und Komponistin Grete von Zieritz (verh. Gigler, 1899–2001); sie begann ihre Laufbahn als Pianistin und wirkte hauptsächlich in Berlin. Ab 1921 verlegte sie sich auf die Komposition und schrieb über 250 Werke für verschiedenste Besetzungen. 2001 starb sie 102-jährig in Berlin.
- Zieselweg (Stadlau), 1966 benannt nach dem Nagetier Ziesel.
- Zifferergasse (Essling), 1955 benannt nach dem Schriftsteller und Journalisten Paul Zifferer (1879–1929), Feuilletonredakteur der „Neuen Freien Presse“, Hofrat an der österreichischen Gesandtschaft in Paris; er gehörte zum Freundeskreis Schnitzlers und Hofmannsthals. Die Gasse hieß zuvor Resselgasse.
- Zillbauerplatz (Aspern), 1966 benannt nach einem Siedlerfunktionär (Lebensdaten unbekannt).
- Zillbauerweg (Aspern), siehe Zillbauerplatz.
- Zillengrund (Stadlau), 2004 benannt nach einem Flurnamen; früher wurden hier die Zillen der Ansiedler befestigt.
- Zillingergasse (Kagran), 1907 benannt nach Johann Zillinger (1780–1859), Bürgermeister von Kagran.
- Zinnienweg (Breitenlee), 1954 benannt nach der Zierpflanze Zinnia.
- Zirbenweg (Breitenlee), 2007 benannt nach der Baumart Zirbe.
- Zschokkegasse (Aspern, Hirschstetten), 1933 benannt nach dem deutschen Schriftsteller und Politiker Heinrich Zschokke (1771–1848); er war zu seiner Zeit einer der meistgelesenen deutschsprachigen Schriftsteller. Er übersiedelte 1796 von Deutschland in die Schweiz und übernahm bis 1843 mehrere politische Ämter.
- Zwerchäckerweg (Kagran), 1953 benannt nach einem Flurnamen.
- Zypressenweg (Essling), 1954 benannt nach der Baumart Zypresse.

## Historische Straßennamen
- Alleestraße: siehe Lange Allee
- Alter Mühlweg: siehe Dückegasse
- Am Hubertusdamm: siehe Hubertusdamm
- Anzengrubergasse: siehe Bussongasse
- Aspernstraße: siehe Erzherzog-Karl-Straße
- Auf der Haide: siehe Bela-Laszky-Gasse
- Babenbergergasse: siehe Volkragasse
- Bahngasse: siehe Smolagasse
- Bahnstraße (Hirschstetten): siehe Vernholzgasse
- Bahnstraße (Süßenbrunn): siehe Bettelheimstraße
- Bahnweg: siehe Pfefferminzenweg
- Bauergasse: siehe Brausewettergasse
- Beethovengasse: siehe Bukovicsgasse
- Breitenleer Straße (Aspern): siehe Hausfeldstraße
- Breitenleer Straße (Hirschstetten, Breitenlee): siehe Quadenstraße
- Diepoldgasse: siehe Schrickgasse
- Donaustraße (Aspern): siehe Zachgasse
- Donaustraße (Kagran): siehe An der oberen Alten Donau
- Durchlaufgasse: siehe Baschgasse
- Ebersdorfer Straße: siehe Meißauergasse
- Edmund-Fischer-Gasse: siehe Godlewskigasse
- Engelmannsweg: siehe Dragonerweg
- Erzherzog-Karl-Gasse: siehe Varnhagengasse
- Esslingerstraße: siehe Groß-Enzersdorfer Straße
- Feldgasse (Aspern): siehe Wimpffengasse
- Feldgasse (Hirschstetten): siehe Spargelfeldstraße
- Feldgasse (Kagran): siehe Pogrelzstraße
- Feldgasse (Süßenbrunn): siehe Chvostekgasse
- Ferdinand-Raimund-Gasse: siehe Ennemosergasse
- Fernkorngasse: siehe Käsmayergasse
- Fischerweg: siehe Anglerweg
- Flickerweg: siehe Erlenweg
- Florianigasse: siehe Ehrensteingasse
- Freihofstraße: siehe Am Freihof
- Friedhofsweg: siehe Asperner Friedhofweg
- Gartengasse: siehe Anfanggasse
- Gärtnergasse (Kagran): siehe Klenaugasse
- Gärtnergasse (Stadlau): siehe Mühlgrundgasse bzw. Wiedgasse
- Gärtnerstraße: siehe Seefeldergasse
- Grenzstraße: siehe Langobardenstraße
- Grillparzerstraße: siehe Löwensteinstraße
- Hableweg: siehe Musketierweg
- Hagengasse: siehe Greinzgasse
- Haidweg: siehe Drygalskiweg
- Hamerlingstraße: siehe Kloepferstraße
- Hans-Domes-Straße: siehe Waldrebengasse
- Hardmuthgasse: siehe Schlanitzgasse
- Hauptplatz: siehe Süßenbrunner Platz
- Hauptstraße (Hirschstetten, Stadlau): siehe Stadlauer Straße
- Hauptstraße (Süßenbrunn): siehe Süßenbrunner Hauptstraße
- Haydngasse: siehe Haffnergasse
- Heinrich-Kolben-Straße: siehe Bojanusgasse
- Heldenplatz: siehe Asperner Heldenplatz
- Hillerweg: siehe Ahornweg
- Hirschstettner Hauptstraße: siehe Hirschstettner Straße
- Hollitscher Straße: siehe Wagramer Straße
- Hugergasse: siehe Andreas-Huger-Gasse
- Jägergasse: siehe Sinagasse
- Jägersteig: siehe Schrötlgasse
- Jägerstraße: siehe Markomannenstraße
- Johannesgasse: siehe Wacquantgasse
- Johann-Nestroy-Gasse: siehe Wichnergasse
- Johann-Strauß-Gasse: siehe Hadrawagasse
- Johann-Teich-Gasse: siehe Straßmeyergasse
- Josef-Richter-Gasse: siehe Schlenthergasse
- Josef-Sickinger-Gasse: siehe Natorpgasse
- Jubiläumsstraße: siehe Am langen Felde
- Kagraner Hauptstraße: siehe Kagraner Platz
- Kagraner Reichsstraße: siehe Wagramer Straße
- Kagraner Straße: siehe Wagramer Straße
- Kainzgasse: siehe Steigenteschgasse
- Kaiser-Joseph-Gasse: siehe Wurmbrandgasse
- Kaiserweg: siehe Hausgrundweg
- Kapellenweg (Aspern): siehe Contiweg
- Kapellenweg (Süßenbrunn): siehe Elfingerweg
- Karl-Hofmann-Gasse: siehe Marangasse
- Karl-Ludwig-Straße: siehe Magdeburgstraße
- Kernstockgasse: siehe Tauschinskygasse
- Kierischitzstraße: siehe Kierischitzweg
- Kirchengasse: siehe Schrottensteingasse
- Kirchenplatz: siehe St.-Wendelin-Platz
- Kirschenweg: siehe Pupovacweg
- Klausenbergerweg: siehe Seeadlerweg
- Klostergasse: siehe Gemeindeaugasse
- Kolonistenstraße: siehe Gmarchhaufenstraße
- Kriemhildenstraße: siehe Lieglerstraße
- Kubitschekweg: siehe Bambergergasse
- Kudlichgasse: siehe Kratzmanngasse
- Lagergasse: siehe Pehamgasse
- Lannerstraße: siehe Cassinonestraße
- Lassingleithnergasse: siehe Pröpstlgasse bzw. Redengasse
- Lenaugasse: siehe Kompertgasse
- Leopoldauer Straße: siehe Wagramer Straße
- Linnégasse: siehe Moissigasse
- Lobaugasse: siehe Gänsehäufelgasse
- Lobaustraße: siehe Kirschenallee
- Maderspergergasse: siehe Junkgasse
- Makebagasse: siehe Miriam-Makeba-Gasse
- Markweg: siehe Gerstmayerweg
- Max-Schädler-Weg: siehe Auhirschenweg
- Michael-Pacher-Gasse: siehe Zehdengasse
- Mittlerer Feldweg: siehe Wulzendorfstraße
- Mozartgasse: siehe Podlahagasse
- Mühlgasse: siehe Dückegasse
- Müllerweg: siehe Hovenweg
- Nelkenweg: siehe Pfeilkrautweg
- Neugasse: siehe Klenaugasse
- Obere Donaustraße: siehe An der oberen Alten Donau
- Parkgasse: siehe Am Krautgarten
- Pirquetgasse (Aspern, Breitenlee, Hirschstetten): siehe Ziegelhofstraße
- Pirquetgasse (Hirschstetten): siehe Dr.-Otto-Neurath-Gasse
- Plankengasse: siehe Prandaugasse
- Pressburger Straße: siehe Breitenleer Straße
- Quadenstraße: siehe Wiethestraße
- Raasdorfer Straße: siehe Böckingstraße
- Radetzkygasse: siehe Hohenfeldgasse
- Raymondgasse: siehe Fred-Raymond-Gasse
- Reitergasse: siehe Haberlandtgasse
- Resselgasse: Zifferergasse
- Roseggergasse: siehe Dörmanngasse
- Roseggerring: siehe Salusgasse
- Schanzstraße: siehe Kaudersstraße
- Scheibenstraße: siehe Steinachgasse
- Schmidtgasse: siehe Attemsgasse
- Schoberstraße: siehe Weibelstraße
- Schönbergerweg: siehe Husarenweg
- Schubertstraße: siehe Ibachstraße
- Schulgasse (Hirschstetten, Stadlau): siehe Konstanziagasse
- Schulgasse (Kagran): siehe Meißnergasse
- Schulweg (Essling): siehe Grosserweg
- Schulweg (Süßenbrunn): siehe Spindlerweg
- Schustergasse: siehe Karczaggasse
- Spornstraße: siehe An der unteren Alten Donau
- Springergasse: siehe Springenfelsgasse
- Stadlauer Straße (Kagran, Stadlau): siehe Rugierstraße
- Stadlauer Straße (Stadlau, Hirschstetten, Aspern): siehe Langobardenstraße
- Stadlauer Weg: siehe Rugierstraße
- Straße der Roten Armee: siehe Industriestraße
- Süßenbrunner Straße: siehe Wagramer Straße
- Thurmgasse: siehe Bienefeldgasse
- Unterer Feuerrayonweg: siehe Benjowskigasse
- Viktor-Kaplan-Straße: siehe Lexergasse
- Wallgasse: siehe Schlenthergasse
- Wilhelm-Kreß-Gasse: siehe Schoeppelgasse
- Ziegelofengasse (Essling): siehe Kiwischgasse
- Ziegelofengasse (Stadlau): siehe Stralehnergasse

1938–1945
- Herbert-Rüdiger-Platz: siehe Süßenbrunner Platz
- Mestrozzigasse: siehe Mendelssohngasse
- Ochsenheimerweg: siehe Kornfeldweg